# Musée Goya
Le musée Goya est un musée d'art hispanique situé à Castres dans le département français du Tarn.
Le musée est consacré aux peintres espagnols en général et à Francisco Goya en particulier. Il est situé dans l'ancien palais épiscopal, construit en 1675 sur les plans de Jules Hardouin-Mansart, architecte de Versailles. Le palais est aussi réputé pour ses jardins, dessinés par André Le Nôtre, jardinier du roi Louis XIV.

## Historique

### Fondation d'un musée au palais de l'évêché de Castres en 1840
Le musée a été créé en 1840 à la suite de l'acquisition par la Ville de Castres de quelques tableaux, environ une dizaine, de peintres français et d'une collection de minéralogie et de zoologie.

### Dons du collectionneur et artiste Marcel Briguiboul à la fin duXIXesiècle
Une grande part des œuvres exposées faisaient à l'origine partie de la collection privée du peintre, dessinateur et collectionneur Marcel Briguiboul (1837-1892). Par décisions successives du peintre puis de son fils unique (1893) et de sa veuve (1927), la Ville de Castres hérite de tout l'œuvre et, de tous les biens et fortune, notamment et dès 1893, de trois peintures et des gravures de Francisco Goya qui deviennent, avec nombre d'œuvres prestigieuses, le point initial de la collection d'art hispanique du musée de Castres. Ses collections deviennent alors de première importance.

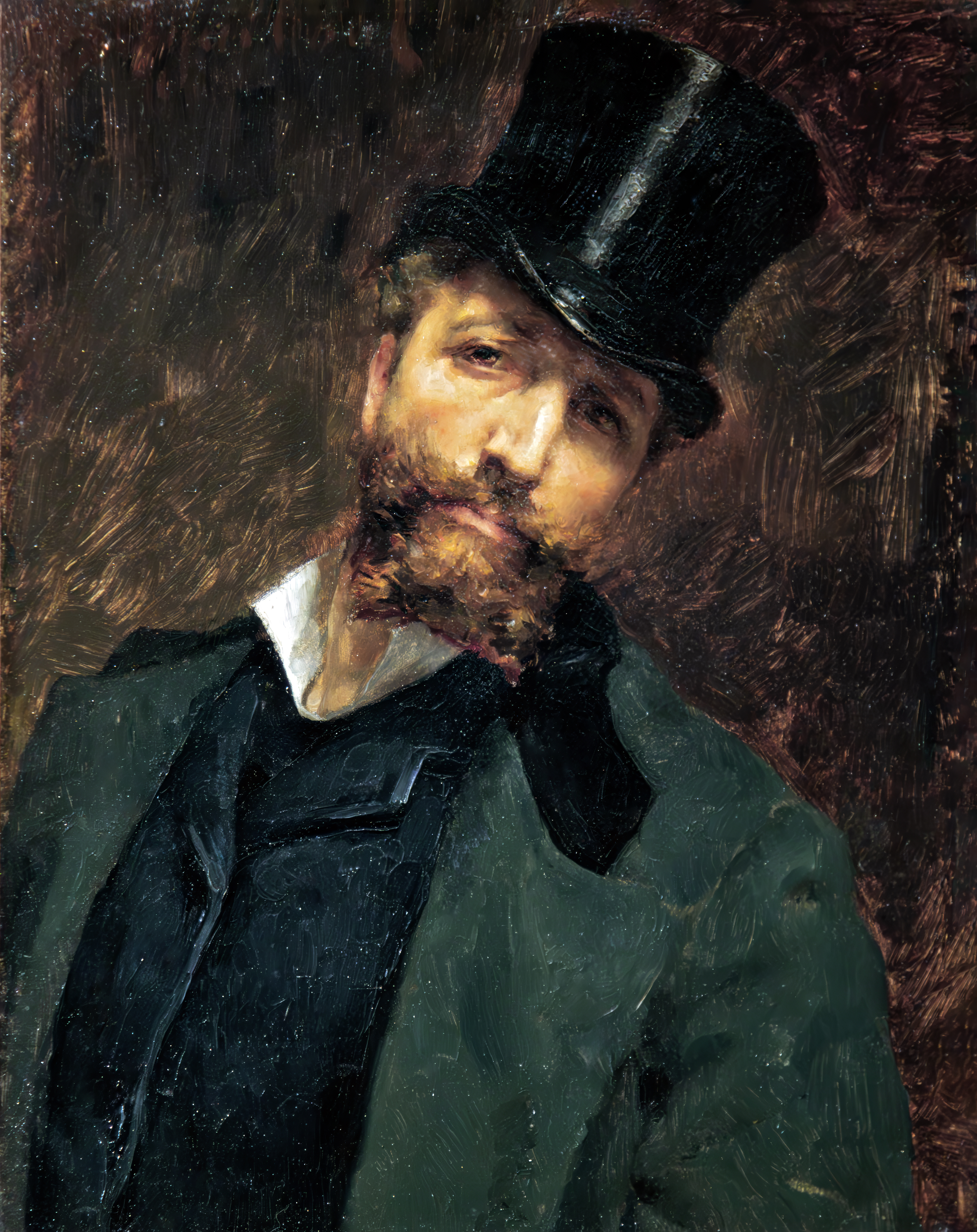
Marcel Briguiboul, Autoportrait.
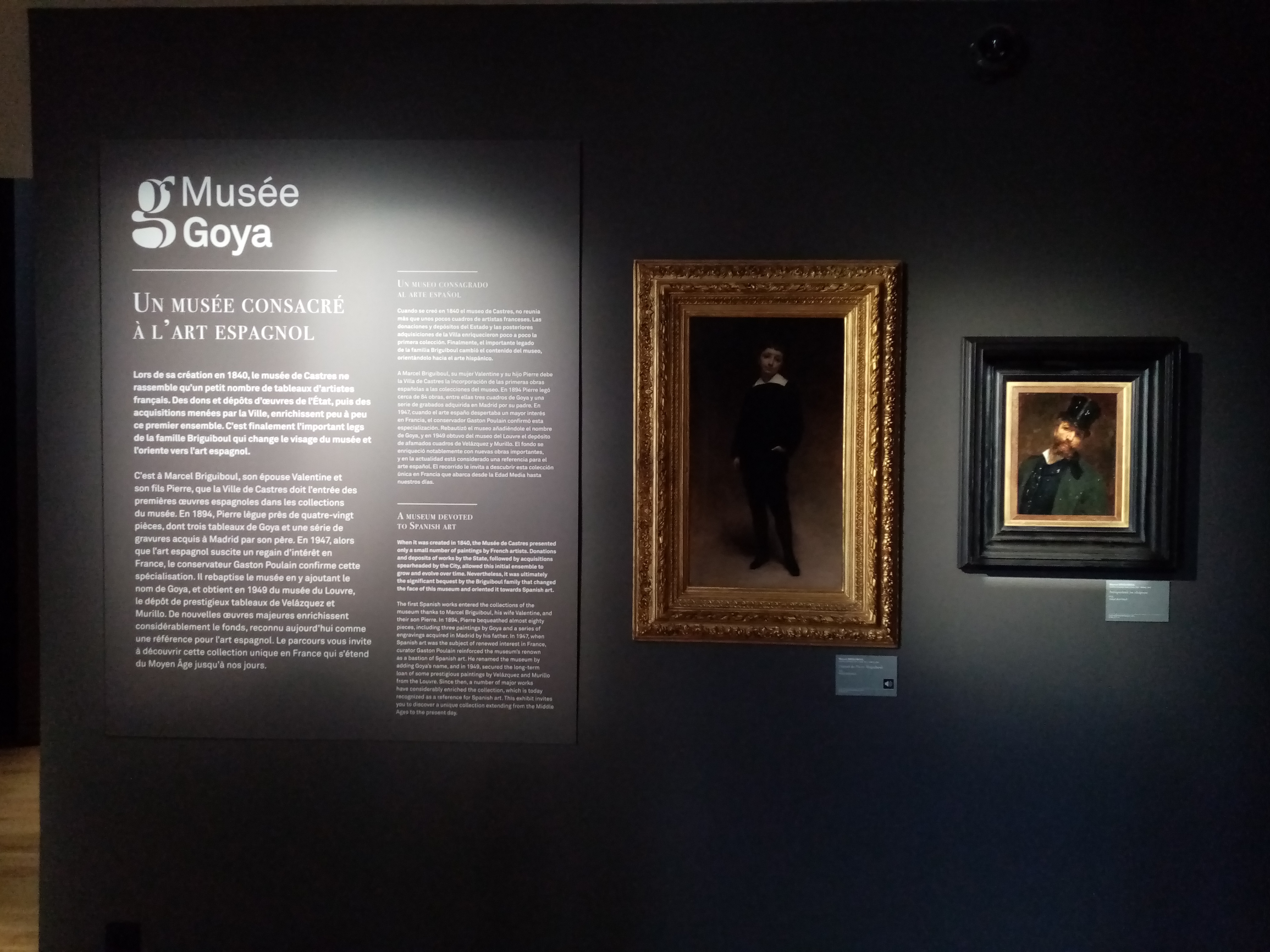
Histoire du Musée Goya. Salle 0.

### Naissance du musée Goya en 1947 sous l'égide de Gaston Poulain
Après la Seconde Guerre mondiale, Gaston Poulain, conservateur de musée Goya de 1947 à 1969, rebaptise le musée de Castres en "Musée Goya", marquant un tournant majeur dans l'orientation artistique et culturelle désormais hispanique du musée.

### Le Musée Goya dans les années 1980-1990
Au début des années 1990, le Musée Goya se compose de 11 salles situées au premier étage du palais. L'accueil est situé dans la Salle des États où l'accès se faisait depuis le grand escalier d'honneur se trouvant dans le péristyle du palais épiscopal. Le musée se compose de salles consacrées aux arts primitifs, avec également une salle Briguiboul, une salle Philippe IV, une salle Valdes Leal, une salle Cano, une salle des Tapisseries, des salles des Contemporains, d'une salle des armes et deux salles pour les expositions temporaires avec un atelier, une bibliothèque et de quelques bureaux.

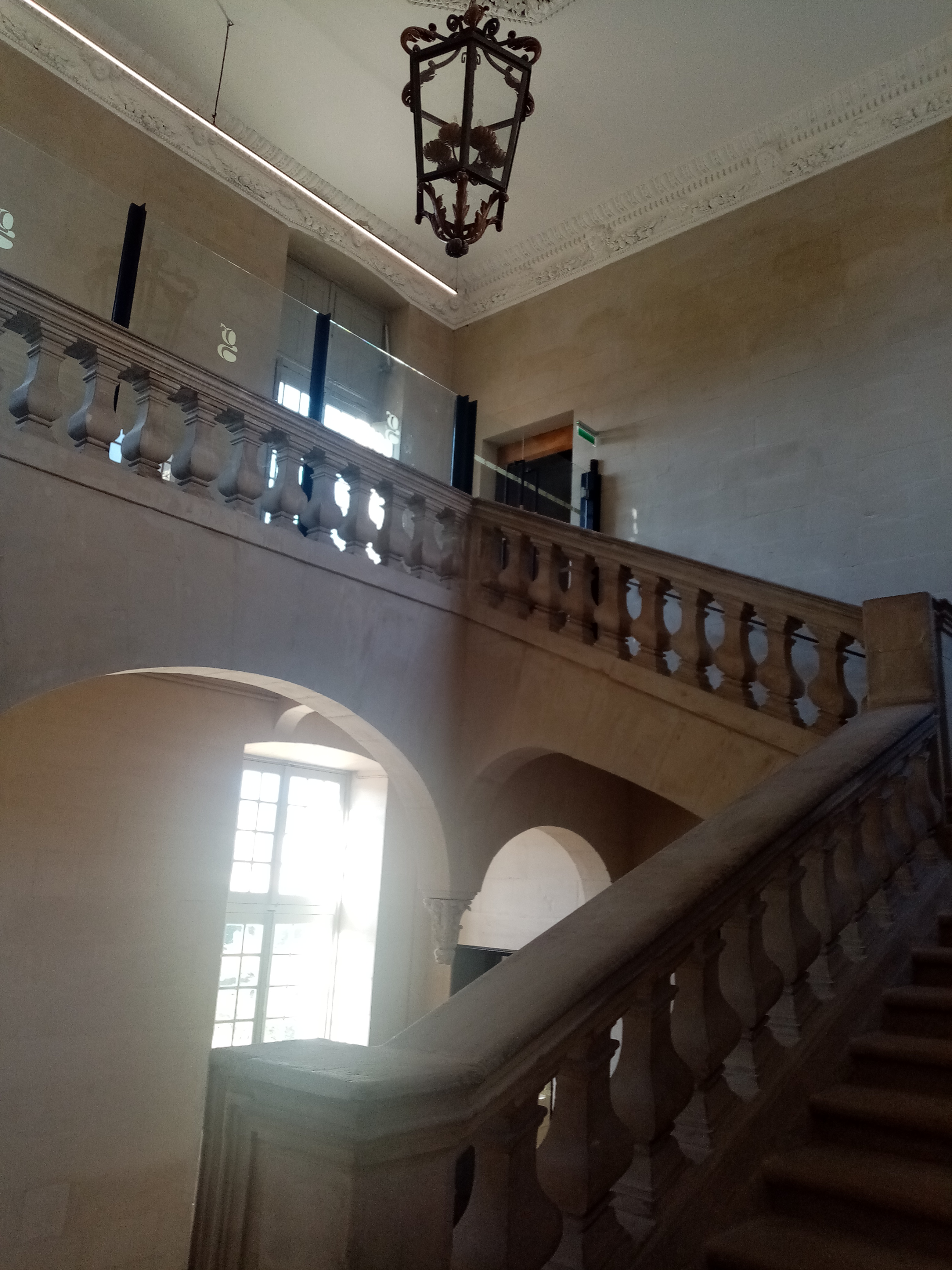
Grand escalier d'honneur de l'Évêché de Castres et ancienne entrée du musée Goya.

### Visite du musée Goya par des personnalités
Depuis les années 1950, de nombreuses personnalités du monde politique visitèrent le musée Goya comme des présidents de la République (Vincent Auriol, Charles De Gaulle, Georges Pompidou), des ministres et des députés (François Mitterrand, Guy Mollet, Jacques Toubon, 
Robert Schuman, Jules Moch, Gaston Monnerville), des souverains étrangers (le roi de Suède Gustave IV et le prince royal hongrois Otto de Habsbourg), le diplomate britannique Sir John Balfour, le Consul d'Espagne, des artistes étrangers (le chanteur espagnol Luis Mariano, le musicien espagnol Pablo Casals, le clown italien Béby) et français (Micheline Presle et Catherine Deneuve, Raymond Bussières, Albert Préjean, Jean Tissier, Jean-François Zygel, Léonor de Récondo, etc.), des réalisateurs français (Claude Autant-Lara, Robert Lamoureux), la présentatrice Simone Garnier lors du jeu télévisé "Seul contre tous" en 1967, des intellectuels comme l'académicien français François Mauriac, l'écrivain et résistant français Claude Bourdet, des historiens français (Guy Viala, Maurice Genevoix, Françoise Barbe-Gall), ou encore des sportifs comme l'équipe 
Castres olympique championne de France 1949 du capitaine international Jean Matheu-Cambas, le président du CO Pierre-Yves Revol, et d'autres olympiens (deux champions de France dont le talonneur Brice Mach et le capitaine  Rodrigo Capo Ortega, le All Black Jack Goodhue, l'ailier Christian Ambadiang , le pilier Wilfrid Hounkpatin, etc.)

### Développement des collections et œuvres hispaniques (1950-2020)
À partir de 1950, les conservateurs successifs poursuivirent cette spécialisation. Le musée Goya et la Ville de Castres, avec l'aide financière de l'État, de la FRAM (Fonds Régional des Acquisitions des Musées), du Ministère de la Culture, de mécènes à travers les Laboratoires Pierre Fabre, de l'association des amis des Musées, continuent d'acquérir des peintures, des gravures, des lithographies, des dessins et objets divers d'artistes espagnols et du monde latino-américaine. Le Musée Goya expose des œuvres d'art hispanique déposé par d'autres musées comme le musée des Augustins et Les Abattoirs de Toulouse, le musée des Beaux-Arts de Lyon et de Musée des Beaux-Arts de Rennes, le musée national de la Renaissance d'Écouen, plusieurs musées nationaux de Paris tels que le musée Picasso, le musée d'Orsay, le Centre Georges Pompidou, le Musée de Cluny, le Centre national des Arts plastiques, et aussi des dons de particuliers comme le député et homme d'affaires Eugène Pereire, etc.
De nombreuses expositions temporaires ponctuent la vie culturelle du Musée Goya. Elles  sont consacrées à des artistes français comme François Malbreil, Jean-Baptiste Sécheret, Christian d'Espic, Jacques Muron, Lucie Bouniol, Colette Beleys, René Izaure, Damien Deroubaix, des artistes étrangers comme l'artiste russe Georges Artemoff, l'artiste allemande  Elke Daemmrich, l'artiste péruvien Walter Barrientos et également des artistes espagnols tels que José Subirà-Puig, Carlos Pradal, Pablo Gargallo, Salvador Dali, Mariano Fortuny, Pablo Picasso, Joan Miró, Pilar Albarracín pour la plupart influencés par l'art hispanique, les œuvres de Francisco Goya, le Siècle d'or espagnol et aussi les paysages, le folklore, les coutumes ainsi que  les traditions de la péninsule ibérique.

### Inauguration du nouveau musée Goya en 2023
À partir de 2020, le palais est engagé dans un vaste projet de rénovation et de modernisation et est fermé au public. Le nouveau musée d'Art hispanique Goya est inauguré le 15 avril 2023 avec plus de 5 000 visiteurs français et étrangers, dont beaucoup d'Espagnols et plus de 20 000 visiteurs, un record deux mois seulement après la réouverture.

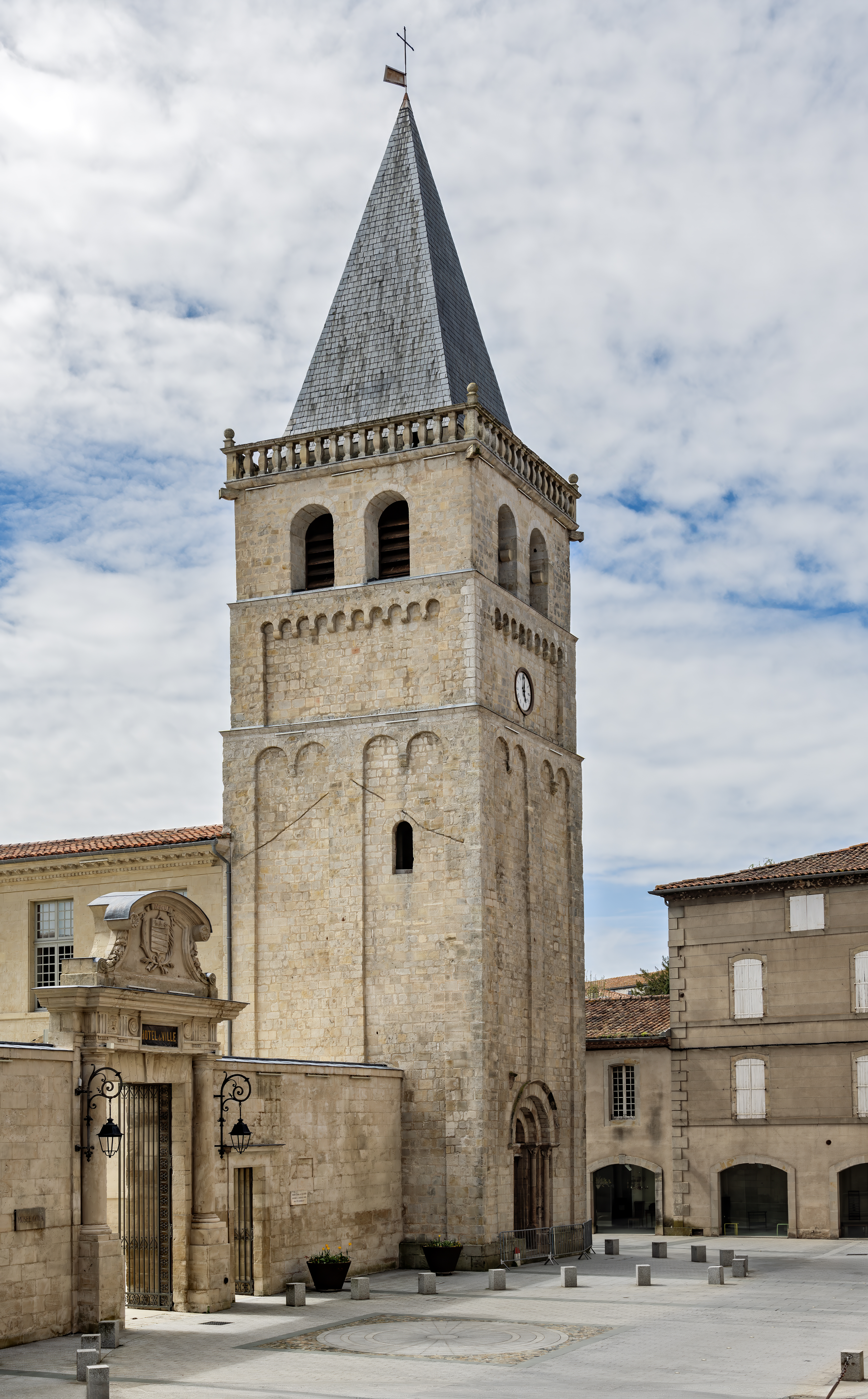
Entrée du musée Goya et la tour médiévale Saint-Benoît.

Un an et demi après la réouverture du nouveau musée Goya, entre avril 2023 et juillet 2024, il y a eu plus de 77 795 visiteurs. Depuis la réouverture, près de 58 visiteurs de nationalités différentes visitèrent le Musée dont en majorité des Français (73 258 entrées), puis des Espagnols (1 161 entrées), des Belges (461 entrées) et également dans une moindre mesure des Néerlandais, des Anglais, des Américains ou encore des Asiatiques (Chine, Corée, Japon). La fréquentation du nouveau Musée Goya reste élevée puisqu'en 2023 il y a eu 54 000 visiteurs puis 42 000 visiteurs en 2024.
Le musée Goya possède 23 salles sur une surface de 1 500 m2, une collection totale de 5 000 œuvres dont une partie en réserve. L'ancienne abbaye-collège Les Cèdres, face au musée, est consacré en partie aux expositions temporaires. Le musée s'est doté d'écrans tactiles et de vidéo-projections afin de rendre plus interactive les visites. Un ascenseur et deux élévateurs permettent l'accès aux collections pour des personnes en situation de handicap. Le musée possède aussi un nouveau logo et des pages sur Facebook et Instagram, une bibliothèque sur l'art hispanique, un guichet, une boutique et un accès pour les personnes à mobilité réduite.
Le musée Goya possède le label Tourisme et Handicap afin de proposer aux personnes en situation de handicap des fauteuils roulants, des loupes, des casques anti-bruits.
En 2025, le Lions Club de Castres offre un tableau tactile, en résine et en relief de l'autoportrait aux lunettes de Goya, avec également un texte en braille, destiné aux non-voyants ou malvoyants au Salon Goya.

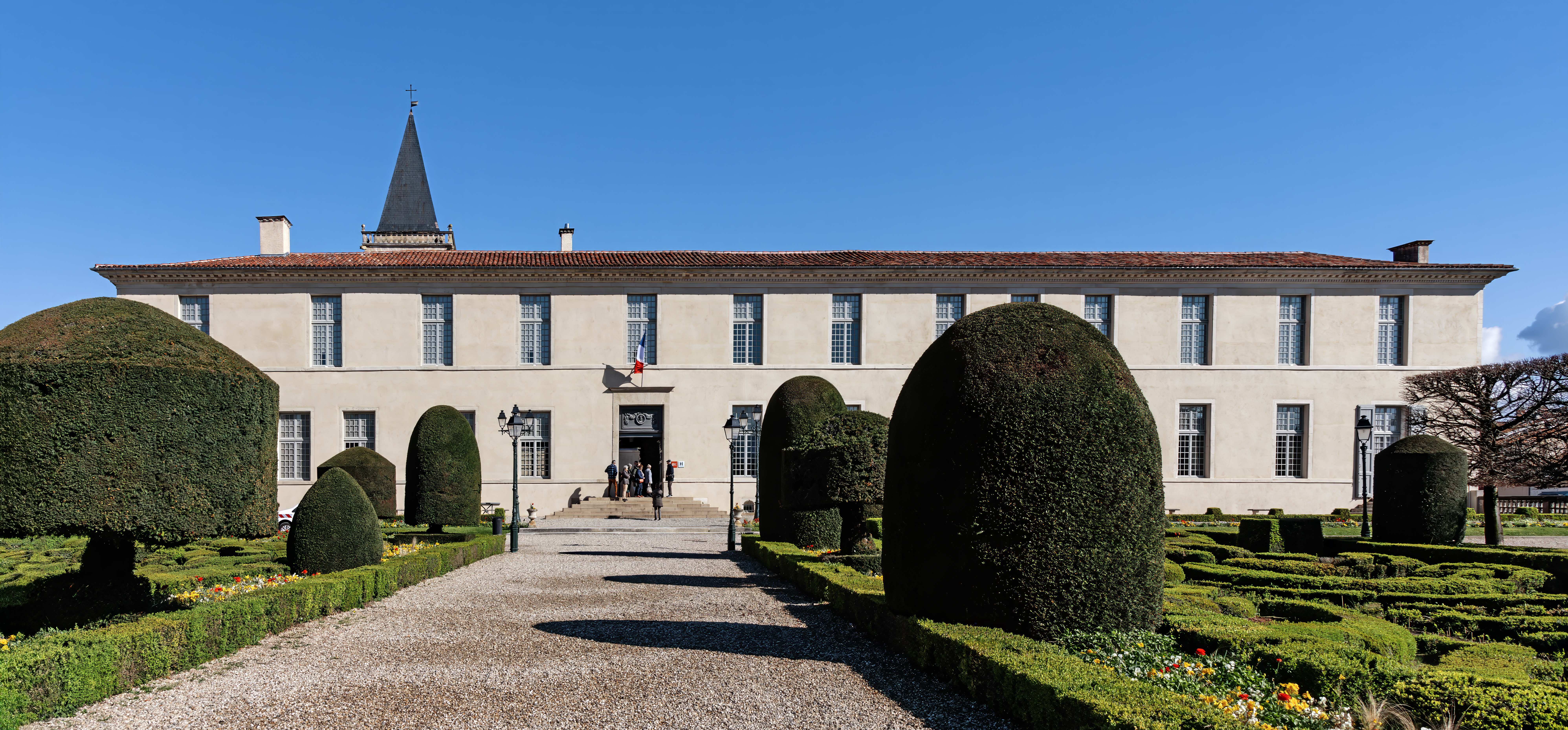
Le musée Goya, situé au cœur du palais épiscopal de Castres (XVIIe siècle).
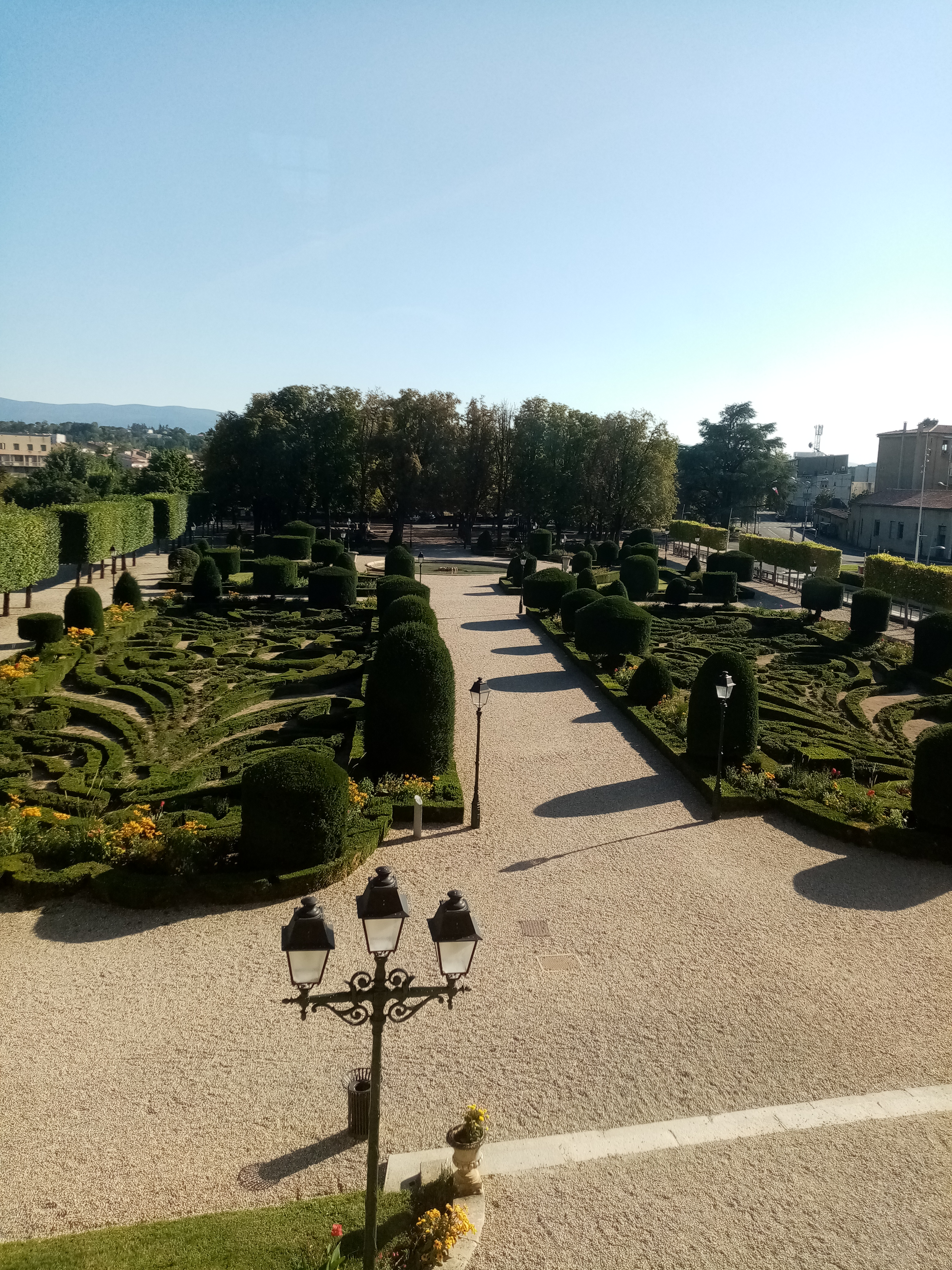
Jardin à la française depuis le premier étage du musée Goya.
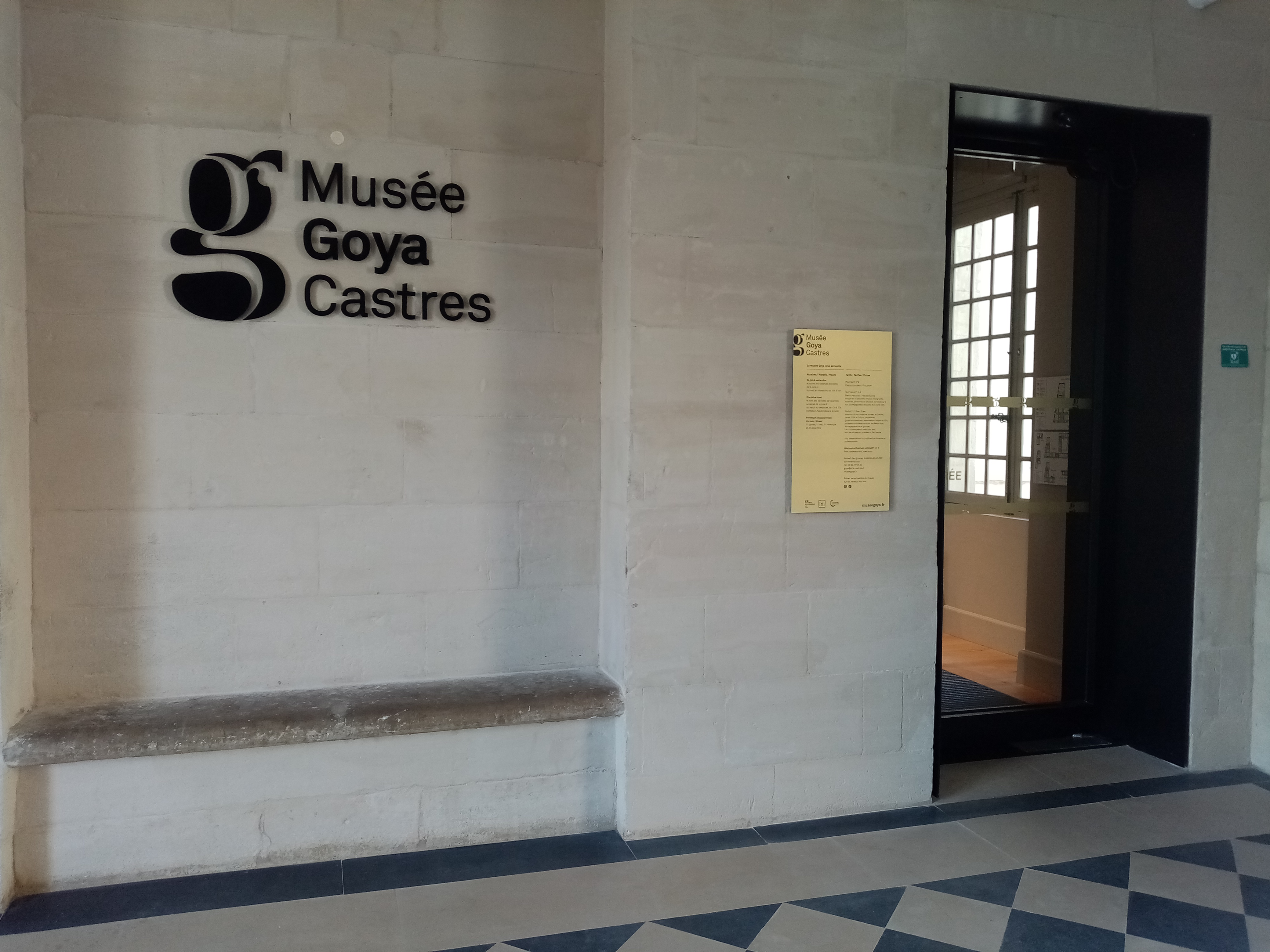
Entrée du musée Goya.
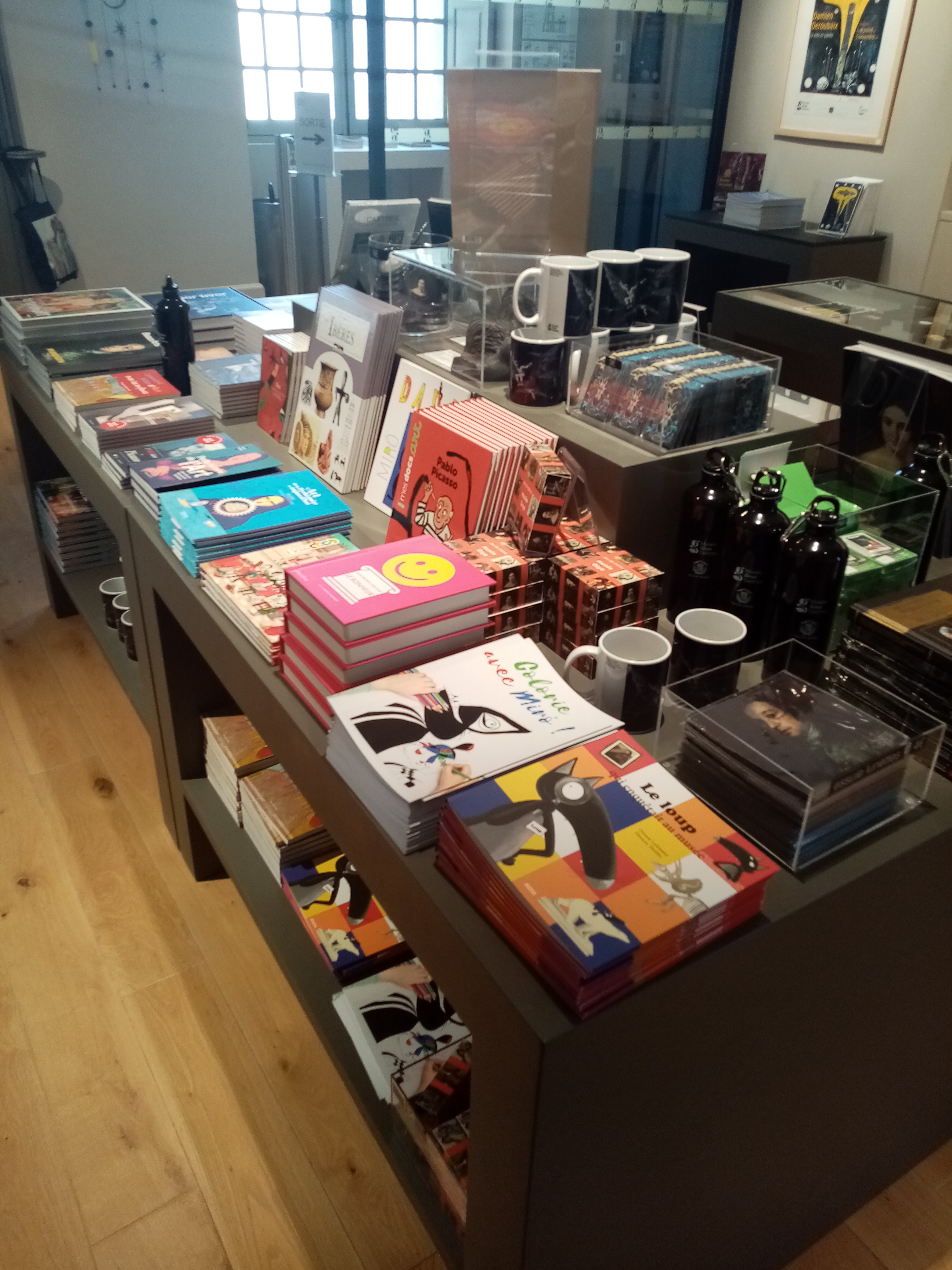
Boutique musée Goya.
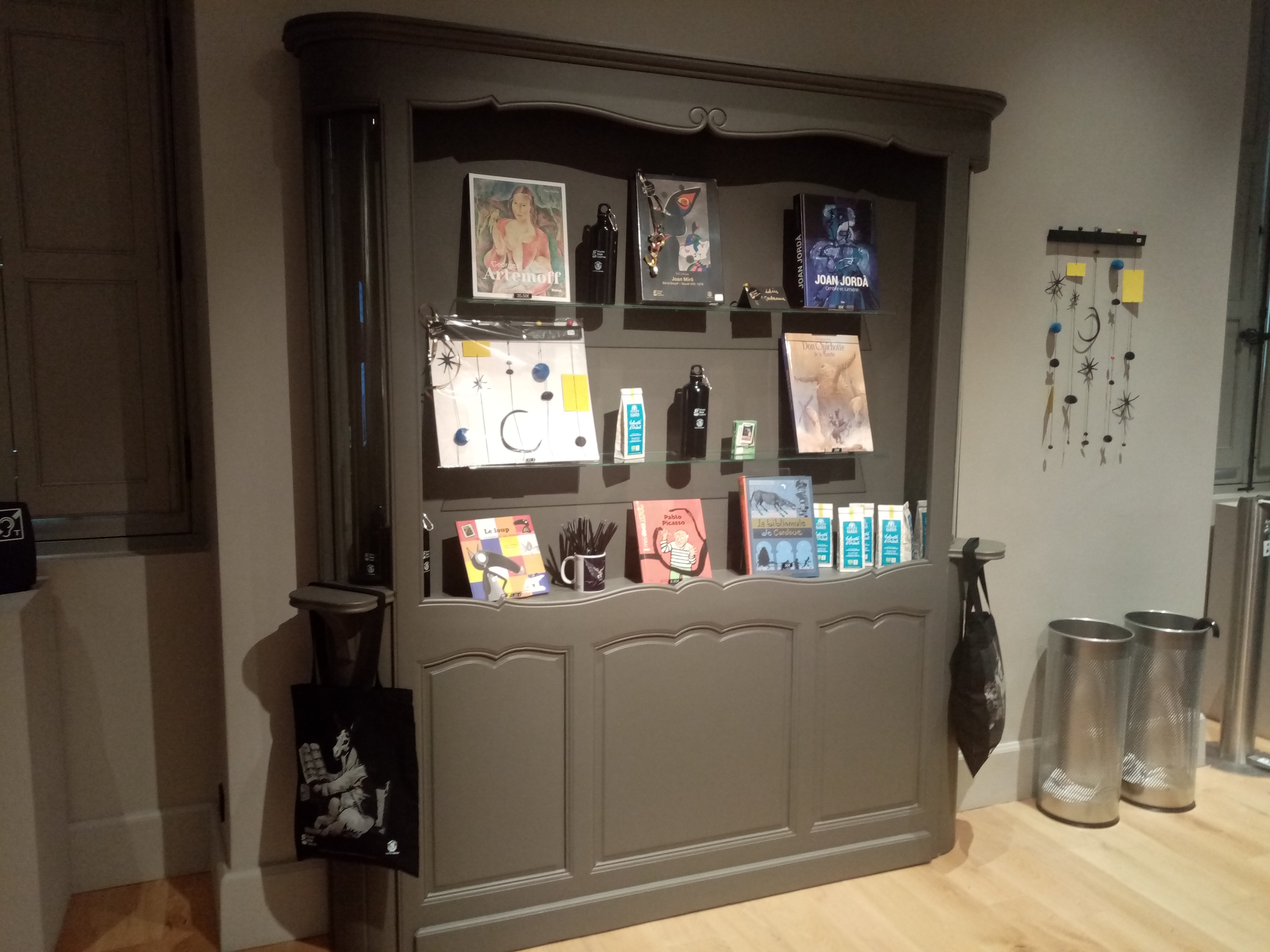
Ancien guichet du musée Goya réhabilité en étagère et présentoir dans l'actuel accueil billetterie-boutique du musée Goya.
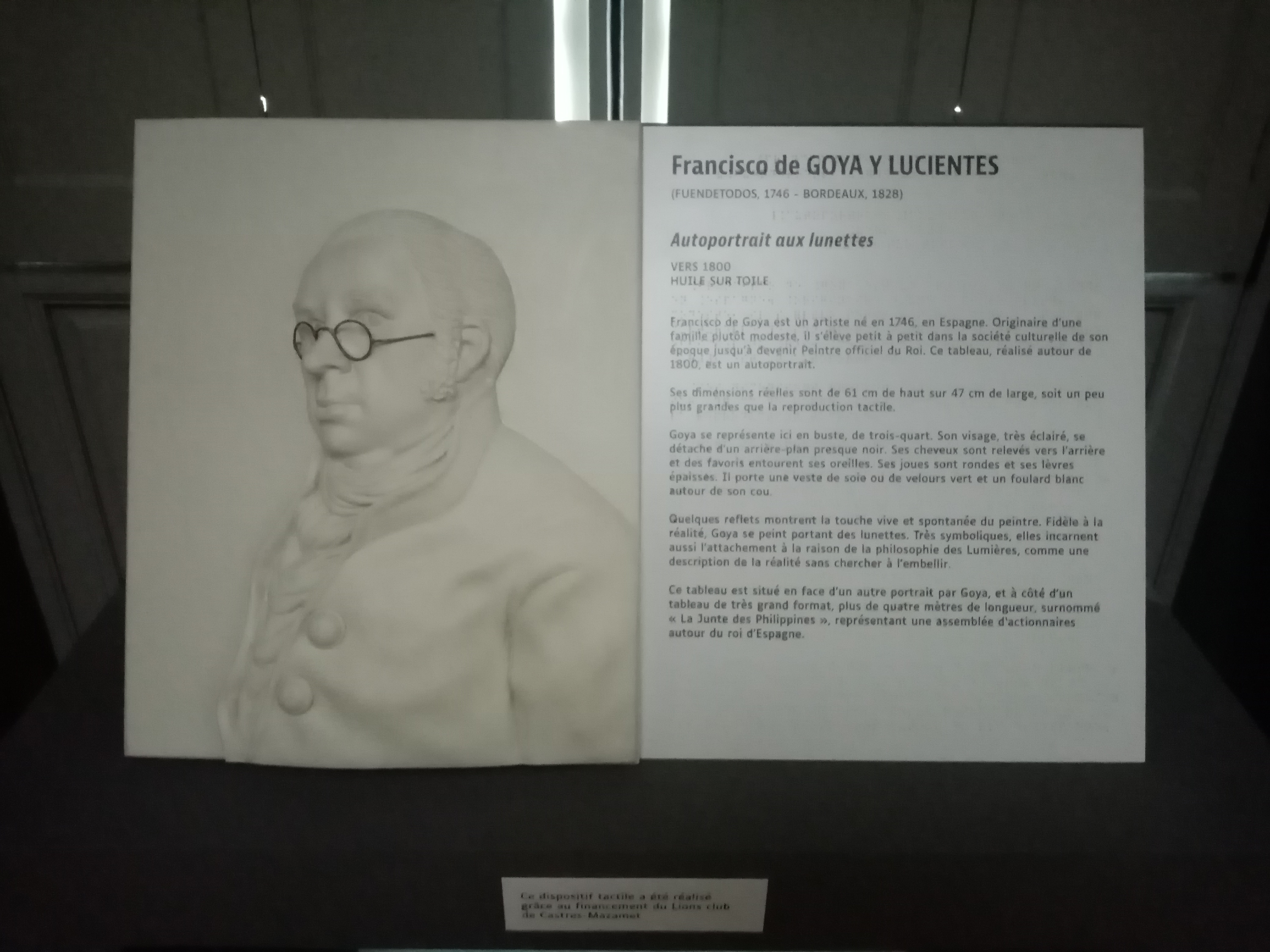
Tableau tactile de l'Autoportrait de Goya et texte en braille destiné aux malvoyants.
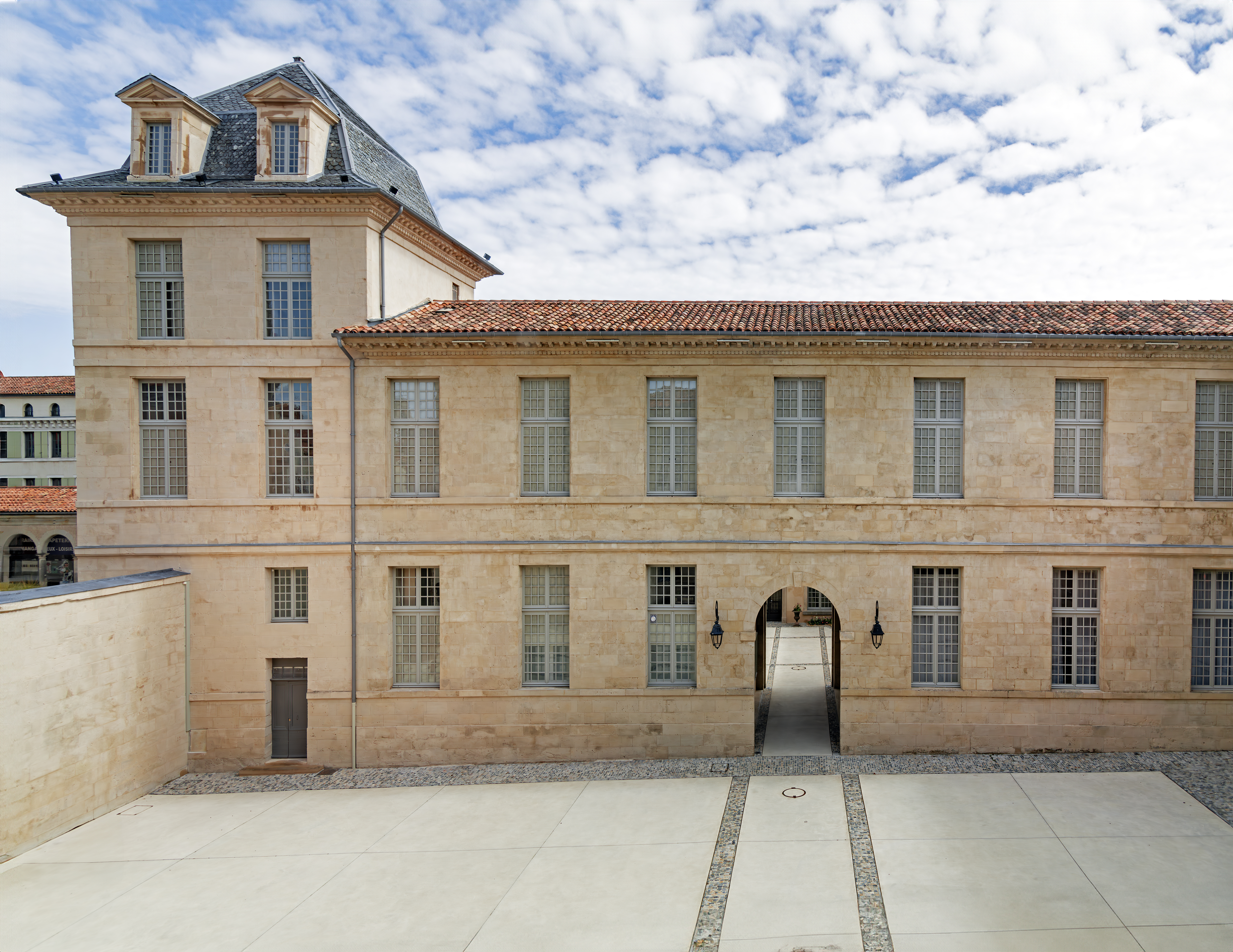
Porche reliant les deux cours intérieures du palais de l'évêché.
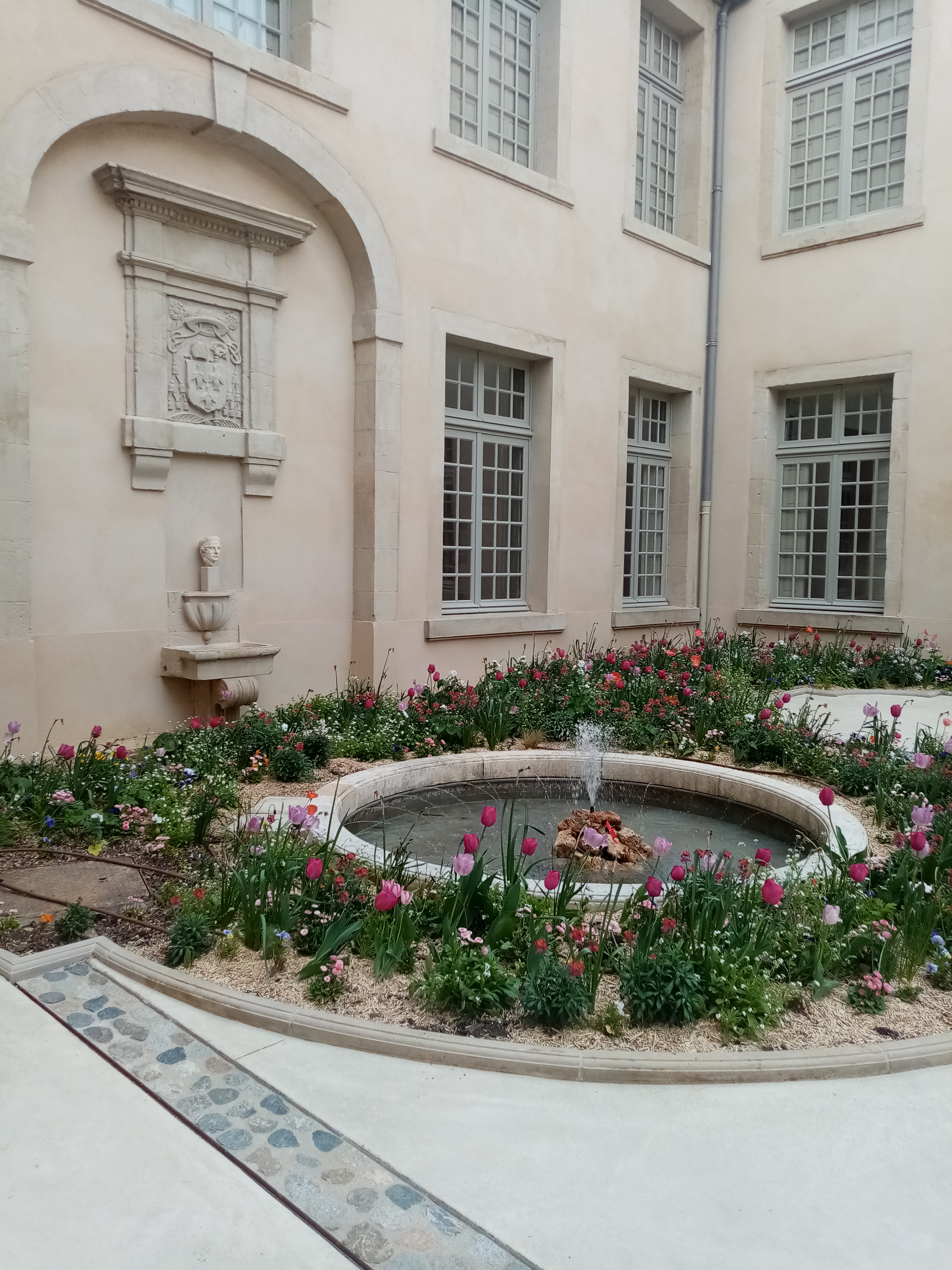
Fontaine dans la 2e cour du palais.
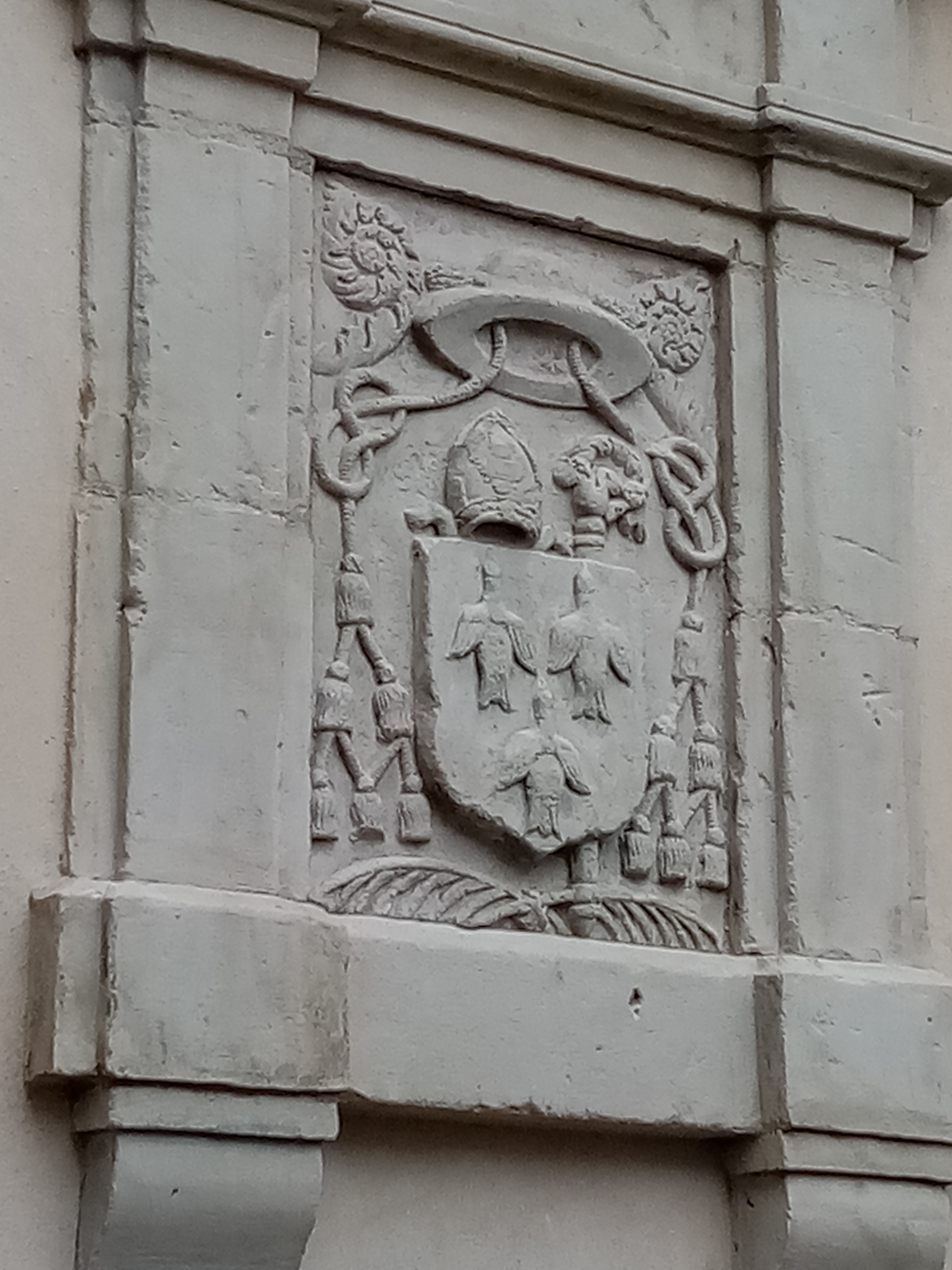
Blason de Mgr Tuboeuf, ancien évêque de Castres et à l'origine du palais au XVIIe siècle.
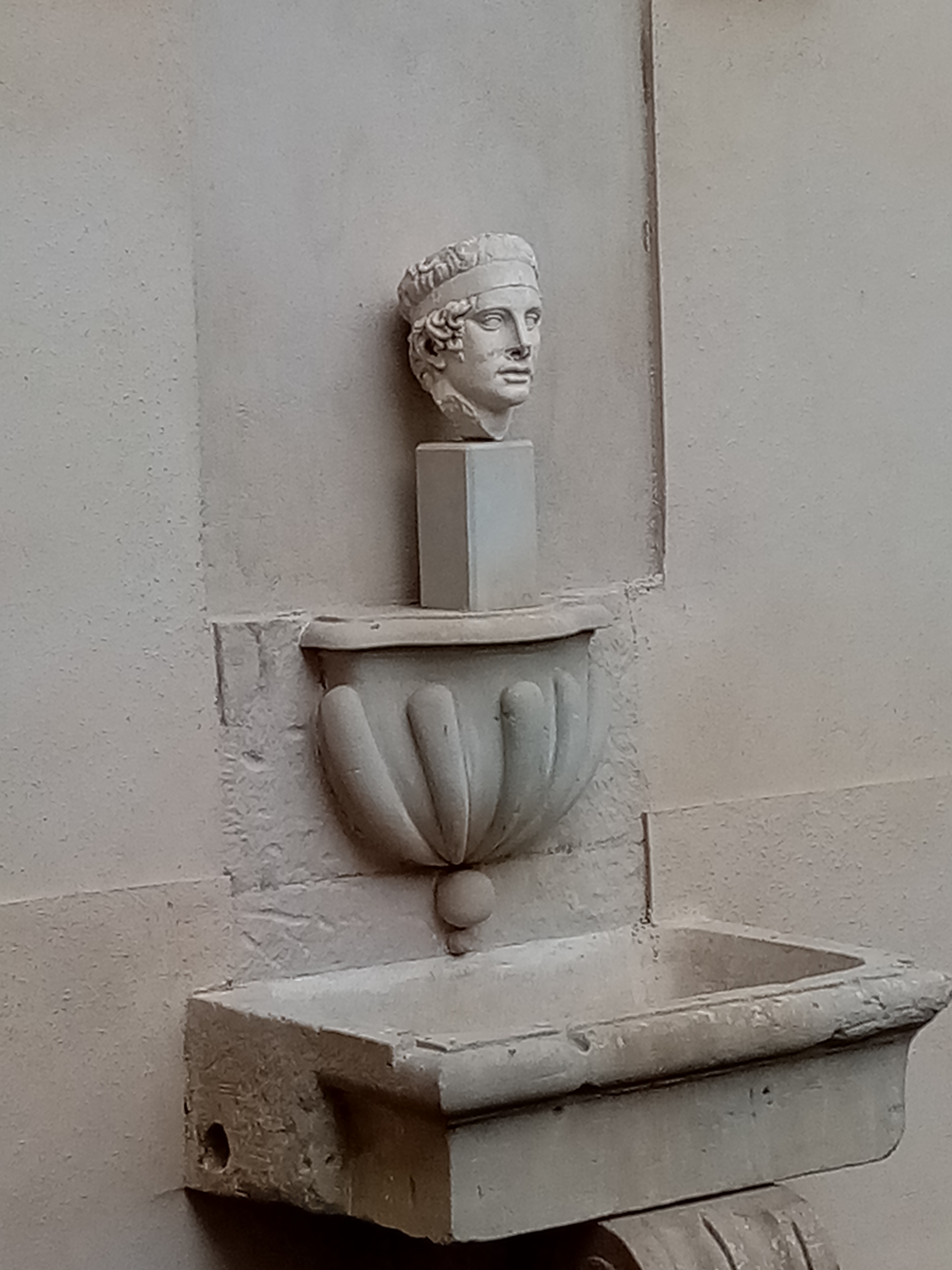
Détail de la fontaine, tête ornant le bassin.
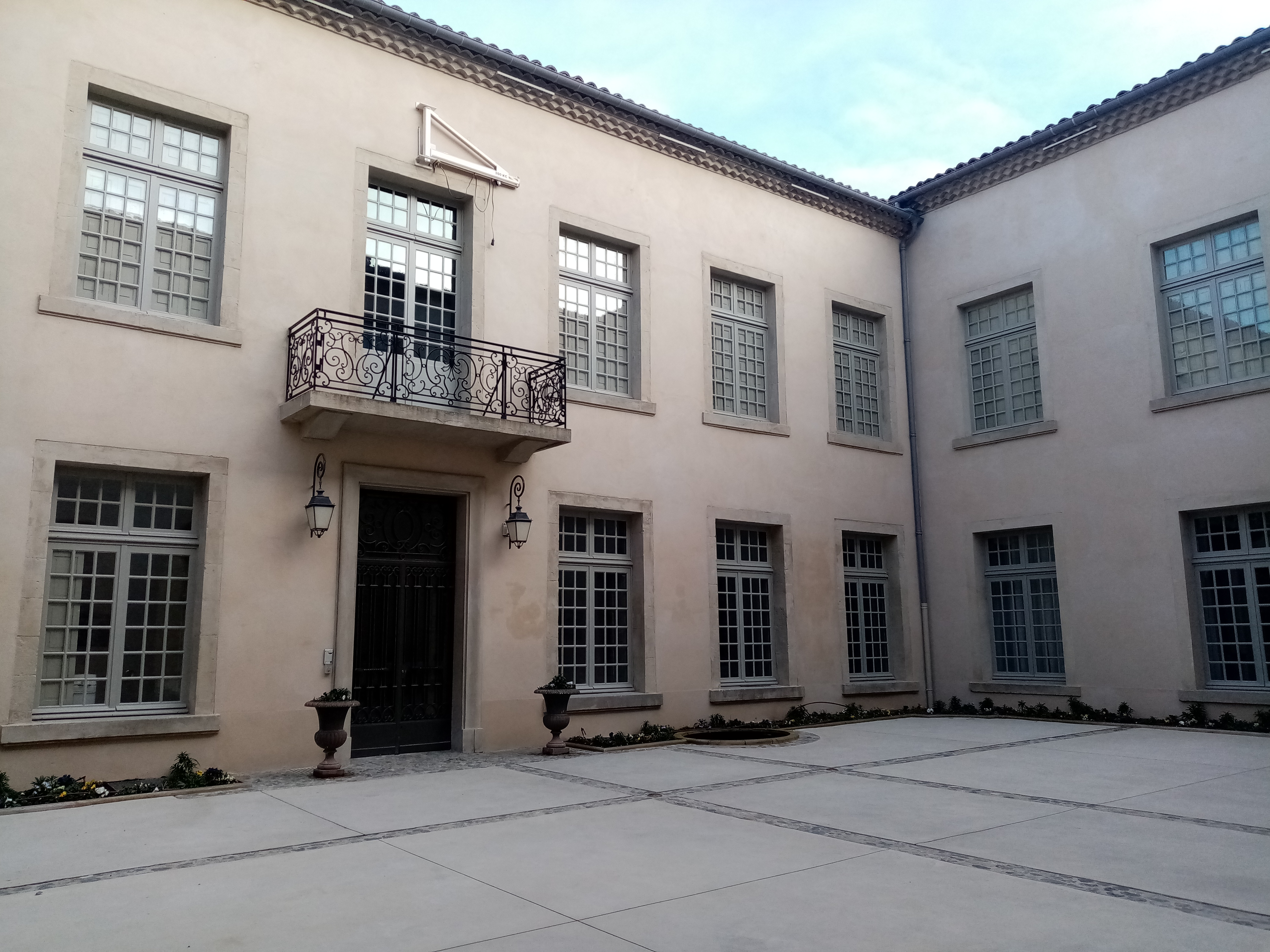
Petit balcon dans la cour intérieure de l'évêché.

### Collaboration avec des musées nationaux, régionaux et autres partenariats

#### Partenariat avec le musée du Louvre depuis les années 1980
Le musée Goya de Castres avec le musée du Louvre de Paris rassemblent les plus grandes collections d'art hispaniques en France.
De nombreux dépôts du Louvre (environ une quarantaine de tableaux) se trouvent au Musée Goya depuis les années 1950 et 1960. Dans les années 1980, Jeannine Baticle, conservatrice au musée du Louvre, assure la direction du musée Goya.
Un premier partenariat est ensemble conclu entre la Ville de Castres et le musée du Louvre en 2007 afin d'effectuer des prêts et dépôts de peintures pour des expositions temporaires, des acquisitions, des restaurations, d'échanger des recherches et publications afin d'améliorer les connaissances sur les arts hispaniques.

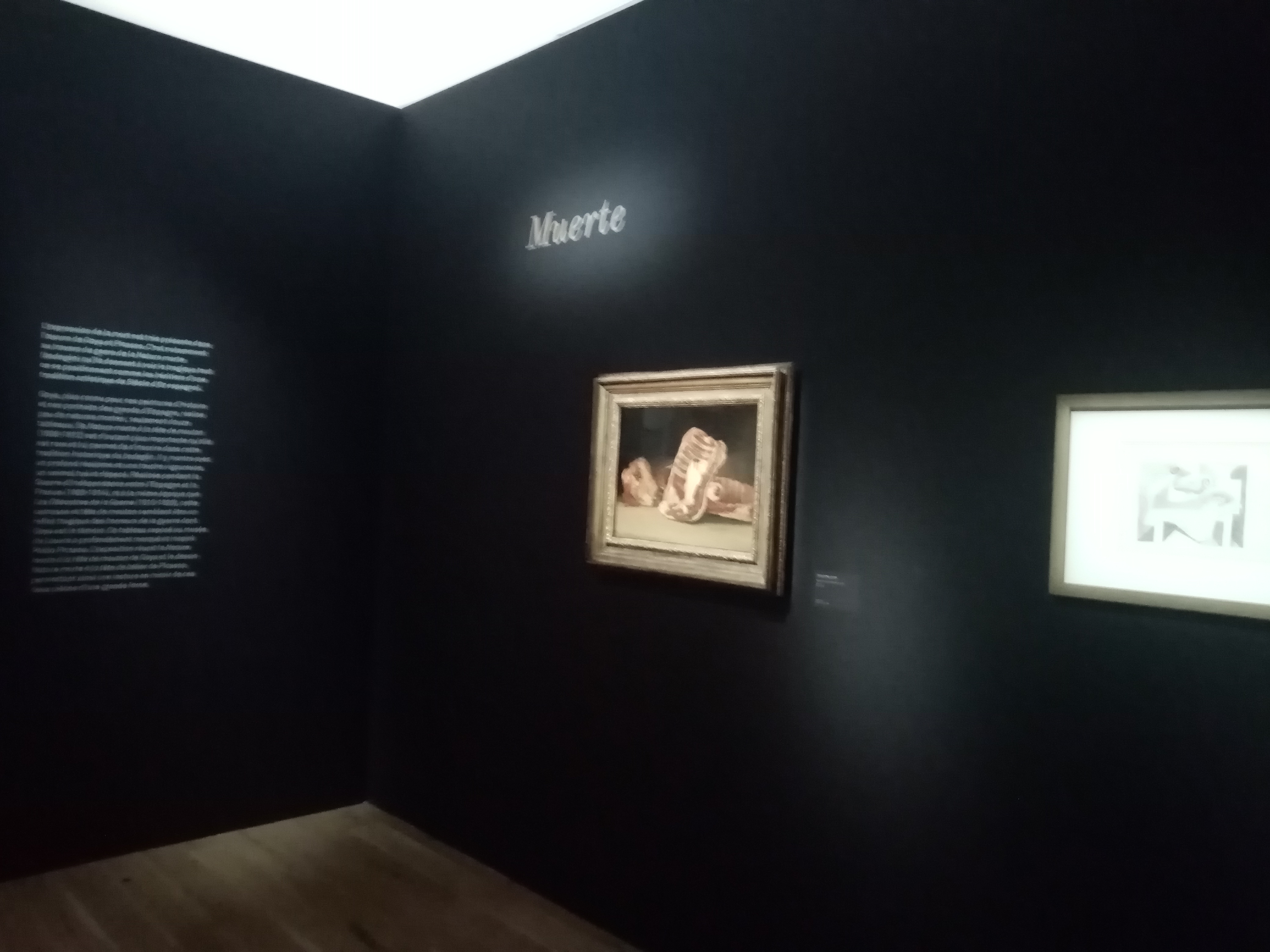
Nature morte de Goya prêté par le Louvre au Musée Goya (2023).

Pour l'exposition Goya dans l'œil de Picasso en 2023, le musée du Louvre prête une rare nature morte de Francisco Goya intitulée Nature morte avec des côtes et une tête d'agneau (1808).
Puis, deux ans plus tard, Le Louvre restaurant sa grande galerie consacrée à la peinture espagnole profite pour de nouveau prêter au Musée Goya, de février à septembre 2025, quelques œuvres de peintres espagnols et portugais. En effet, on retrouve dans cette exposition intitulée "Les chefs-d'œuvre du Louvre" notamment le portrait de "Saint-Louis, roi de France, et un page" (1585-1590) d'El Greco et aussi quelques natures mortes de Luis Meléndez "Nature morte aux figues" (1760), de Juan de Espinosa "Nature morte aux raisins, fleurs et coquillages" (avant 1645) et enfin du peintre portugais Balthazar Gomes Figueira 
"Nature morte au poisson avec crabe, crevettes, oignons et oranges" (1645). D'ailleurs, la conservatrice en chef des peintures hispaniques au Musée du Louvre Mme Charlotte Chastel-Rousseau effectue une conférence à la Salle des États au Musée Goya afin de relater les prêts exceptionnels du Musée du Louvre au Musée Goya de Castres.

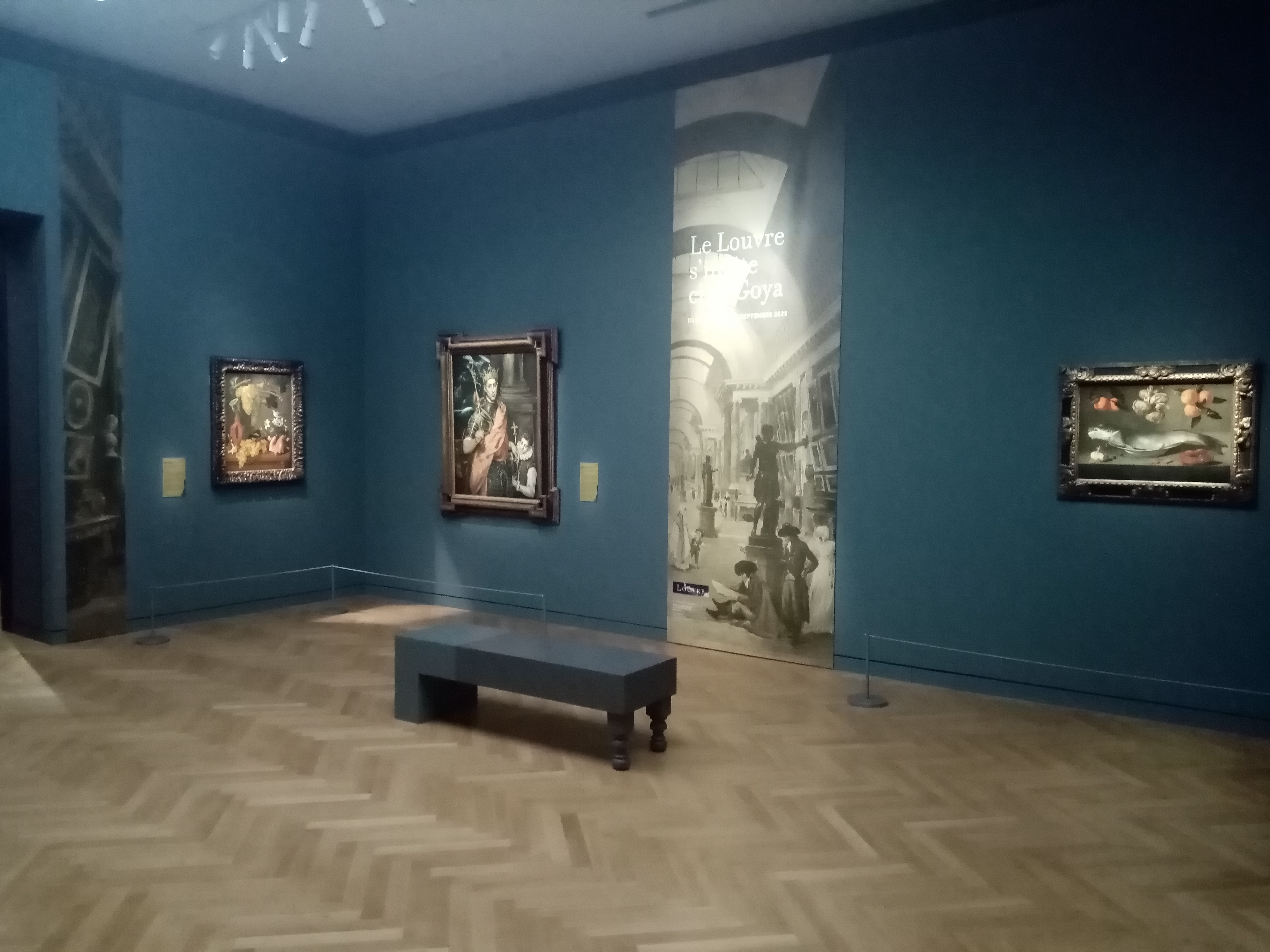
Les chefs-d'œuvre du musée du Louvre au musée Goya en 2025.
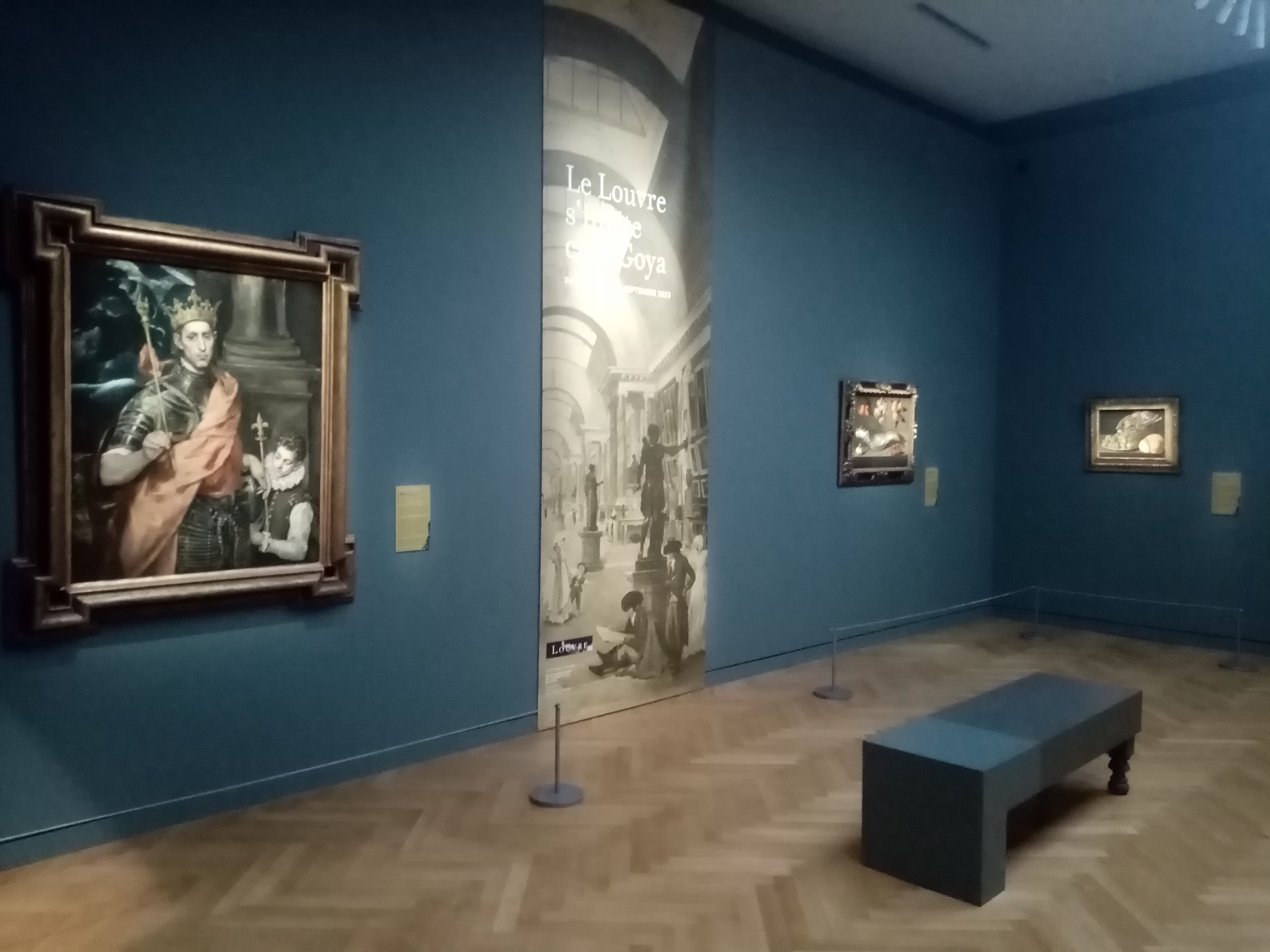
"Le Louvre chez Goya" dans la salle des natures mortes.
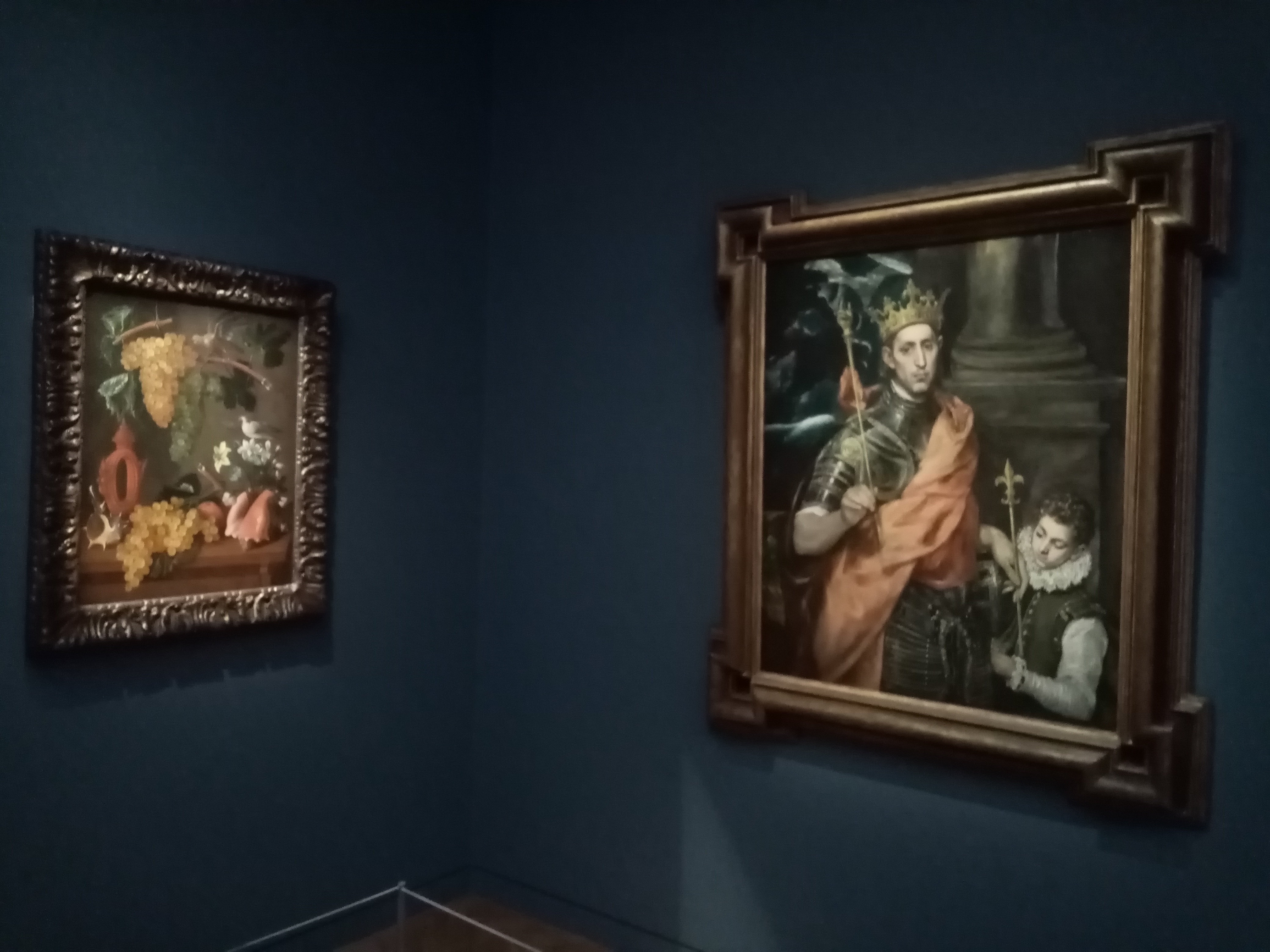
Nature morte de Juan de Espinosa et le roi de France Saint-Louis d'El Greco.
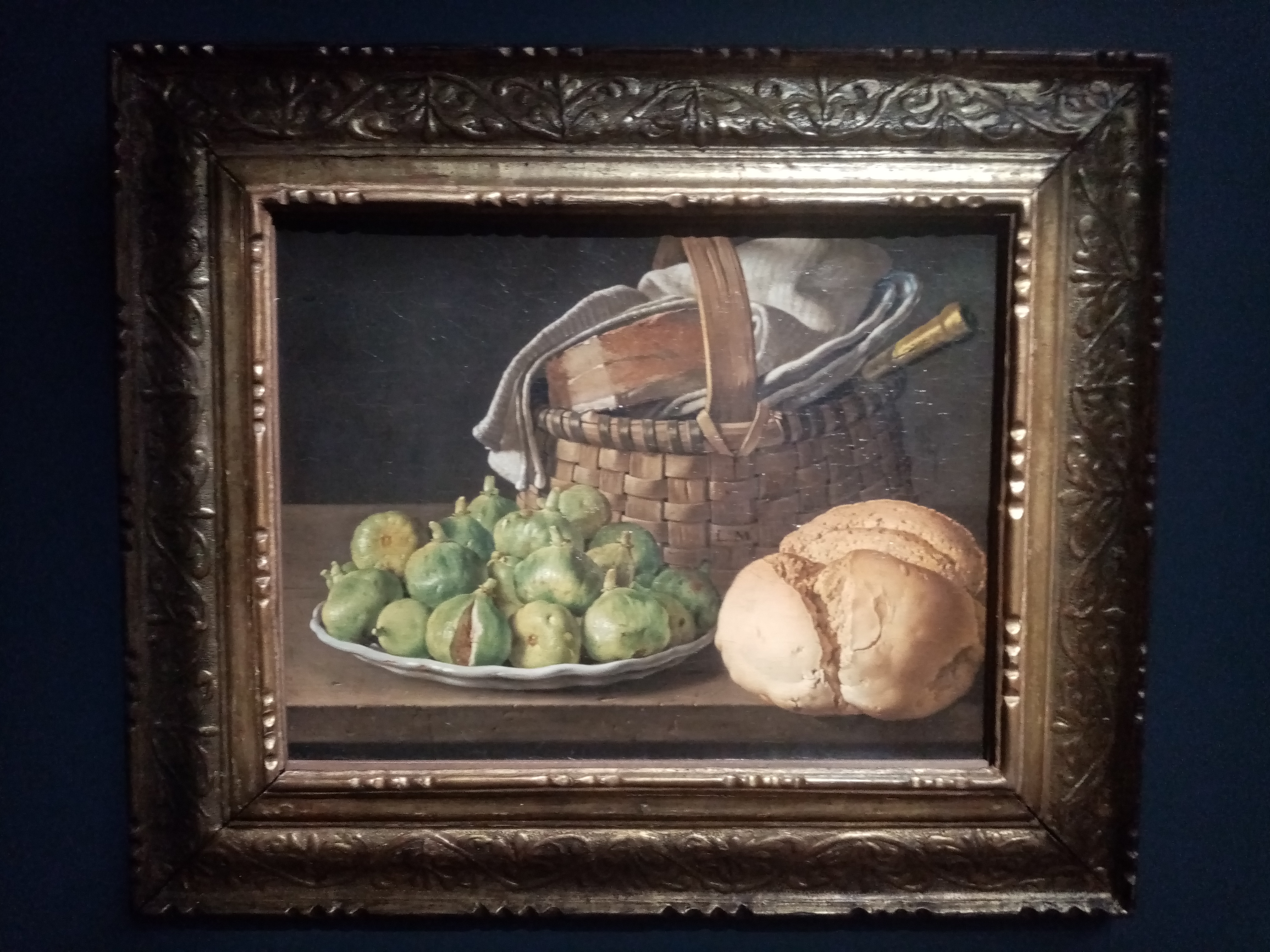
Nature morte aux figues de Luis Meléndez.

#### Partenariat avec les musées régionaux d'Occitanie
Depuis 2024, le musée Goya signe un partenariat avec un réseau de musées régionaux comme le musée Toulouse-Lautrec d'Albi, le musée Ingres de Montauban et le  musée Soulages de Rodez. Les visiteurs des ce quatre musées bénéficient de tarifs préférentiels.

#### Partenariat avec le Groupe Pierre Fabre
Les Laboratoires pharmaceutiques Pierre-Fabre de Castres contribuèrent depuis les années 1980 à enrichir les collections permanentes du musée Goya notamment en permettant l'achat d'œuvres de peintres espagnols comme Francisco Pacheco ("Christ servit par les anges dans le désert", "Le jugement dernier" et "Régine d'Alésia") de Sebastián Muñoz ("Le martyre de Saint Sébastien"). En 2024, le Groupe Pierre Fabre offre généreusement un tableau du peintre catalan 
Santiago Rusinol intitulé "Le jardin de San Just D'Esvern" rejoignant une autre œuvre de l'artiste "La cour des orangers".

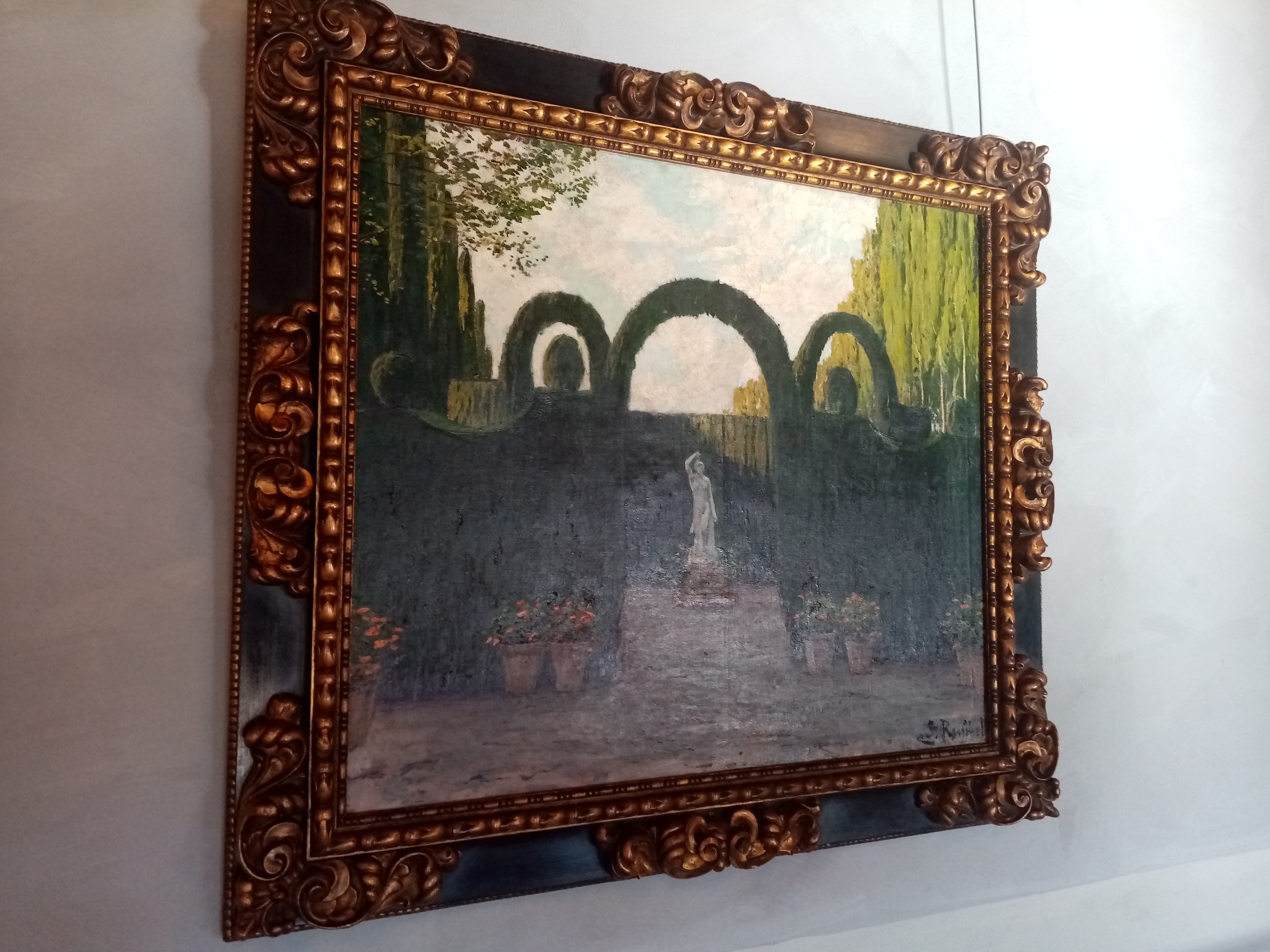
Tableau de Santiago Rusinol offert par le Groupe Pierre Fabre en 2024 au Musée Goya.

#### Partenariat avec les Amis des Musées de Castres
Cette association, fondée en 1942, vise à promouvoir et faire rayonner les musées de Castres (le musée Goya, le Centre National et Musée Jean Jaurès et le CERAC), à acquérir des œuvres d'art afin d'en faire don par la suite et attirer des publics. En 2025, les Amis des Musées de Castres de la présidente Mme Maribel Auger font un don de cinq œuvres du XXe siècle de Pablo Picasso (un plat en céramique et trois lithographies sur la corrida) et Juan Miró (une lithographie et un ouvrage dédicacé).

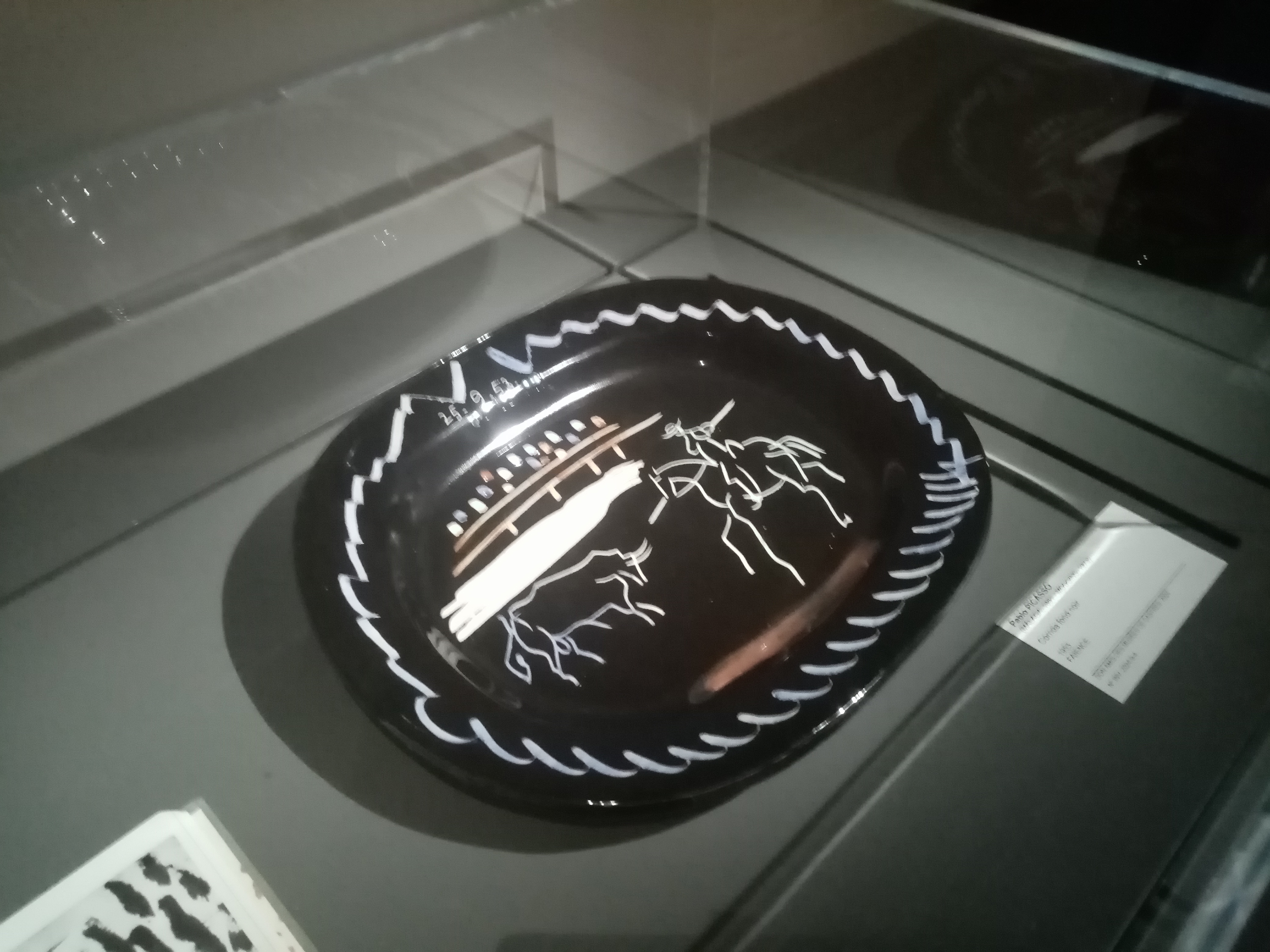
Plat en faïence de Pablo Picasso sur le thème de la corrida. Don des Amis des Musées de Castres en 2025.

## Collections
Les collections du musée Goya sont éclectiques et riche allant de l'art religieux espagnol à l'art moderne et contemporain, en passant par les arts décoratifs ou l'art ibère. Le musée possède également une collection d'armes, une collection numismatique, ainsi qu'une collection de céramiques de la Faïencerie de Castres.
C'est cependant sa collection d'art hispanique, particulièrement exceptionnelle avec 200 peintures,, contre 173 au Louvre,, ainsi que près de 140 sculptures, des gravures, dont les quatre séries de Goya (Les Caprices, La Tauromachie, Les Désastres de la guerre et les Proverbes ou Disparates) et des dessins, qui fait du musée Goya la première institution française à pouvoir proposer au public une vision complète de l'art espagnol des grands maîtres des XIVe et XVIe siècles jusqu'à nos jours.
Les artistes représentés sont, entre autres, Juan Rexach, Diego Vélasquez, Bartolomé Esteban Murillo, José de Ribera, Juan de Valdés Leal, Alonso Cano, Léon Soulié, Francisco Pacheco, Francisco de Zurbarán, Pablo Picasso, et surtout Francisco Goya, dont le musée possède trois toiles capitales : l’Autoportrait aux lunettes (vers 1800), le Portrait de Francisco del Mazo (vers 1815-1820) et La Junte des Philippines (vers 1815).

## Parcours muséographique
Le musée Goya est organisé autour de 20 salles présentant de façon chronologique, du Moyen Âge à l'époque contemporaine, des œuvres d'artistes espagnols et du monde latino-américain lors du Siècle d'or.

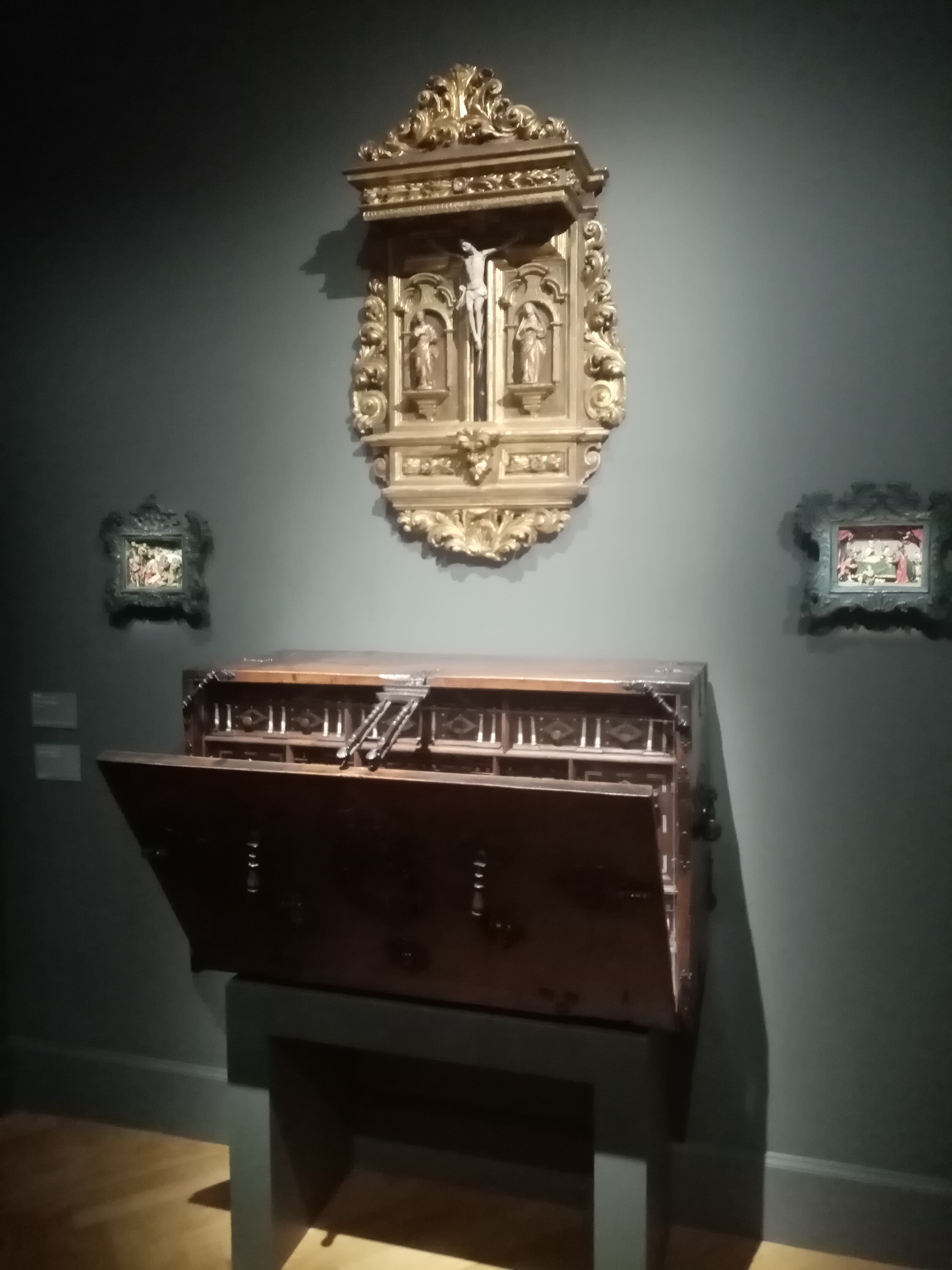
Bargueño ou cabinet espagnol. Tolède, XVIe siècle. Musée Goya.

Les expositions temporaires, situées au rez-de-chaussée après la réception dans le musée Goya en 2023, doivent être transférées dans l'ancienne abbaye-collège Les Cèdres en face de l'évêché.

### Expositions temporaires

#### Anciennes expositions temporaires[24](de 1947 à 2019) situées au premier étage du palais de l'Évêché
- Pablo Gargallo. "Le vide est plénitude" (de juin à octobre 2018)
- Maldague. "Les aventures du crâne de Goya, désastre et desengaño" (de mars à juin 2018)
- "Soleils en Catalogne. Barbarà, Dalí, Miró, Picasso, Tàpies" (de juin à octobre 2017)
- Morgan Bancon. "Voyages en Espagne" (de mars à juin 2017)
- "Gilles Sacksick ou l’Ombre Claire" (de mars à juin 2016)
- "Vincent Batbedat sculptures et dessins" (de juillet à octobre 2016)
- "Jean-Baptiste Sécheret, gravures et peintures" (de mars à juin 2015)
- Manuel Ocampo. "Goya I Ocampo : La Junte des Philippines, 1815 - 2015" (de juillet à novembre 2015)
- "Dali, l’autre visage, Dalí et le Livre d’art" (de juin à octobre 2014)
- "Joan Jordà, les ménines" (de mars à juin 2013)
- "Hybrides et chimères, La conquête d’un rêve éveillé" (de juin à octobre 2012)
- "Baroque des Andes, Peintures et objets d’art (Pérou, Bolivie, Argentine)" (de mars à juin 2011)
- "Subirà – Puig" (de avril à juin 2010)
- "Reflets de Luis Moro" (de avril à juin 2008)
- "Castres/Séville. Dialogue entre deux collections. Chefs d’œuvre du musée des Beaux-Arts de Séville et du musée Goya de Castres" (de juillet à octobre 2007)
- "Jacques Llopart, la main et l'esprit " (de novembre à février 2007)
- "Bernard Galland : œuvres choisies de 1965 à 2005" (de avril à juin 2005)

#### Salles 21, 22 et 23, expositions temporaires au rez-de-chaussée
Certaines expositions temporaires parfois occupent également, outre les trois salles du rez-de-chaussée du palais, les salles du premier étage, comme le Salon Goya, la Salle des États, afin de créer un dialogue et une mise en abîme entre les diverses œuvres des collections permanentes des peintres espagnols et les œuvres des artistes invités.

#### 2023, l'année du renouveau avec Miró et Picasso
À l'occasion de sa nouvelle inauguration, le musée Goya a exposé la série complète de 21 gravures de Joan Miró en hommage à Antoni Gaudí suivi d'une autre exposition de Francisco Goya dans l'œil de Pablo Picasso abordant la tauromachie, le combat entre l'homme et l'animal, l'arène et la mort. L'année 2023 se poursuit avec une exposition Écho (s) de trois artistes de la Casa de Velázquez, section artistique de l'ambassade de France à Madrid, Najah Albukai, Arnaud Rochard et Eve Malherbe.

#### 2024, hommages à Pierre-Fabre et Mariano Fortuny
L'exposition temporaire "Visions plurielles" rend hommage à Pierre Fabre (1926-2013), homme d'affaires, mécène et pharmacien castrais fondateur d'une multinationale pharmaceutique. Les salles exposent des œuvres habituellement conservées au domaine du Carla où sont invités les partenaires du groupe Pierre-Fabre. Le public peut observer en particulier des portraits et des natures mortes de peintres espagnols, hollandais, français ou anonymes, acquises au gré de ses envies. Le musée Toulouse-Lautrec d'Albi a prêté pour l'occasion des œuvres du peintre albigeois au début et à la fin de sa vie. L'exposition des collections de Pierre Fabre se poursuit avec des peintures représentant des paysages au musée du Pays de Cocagne à Lavaur et des objets de pharmacopée au musée Dom Robert à Sorèze.
Damien Deroubaix est un artiste français d'art contemporain originaire du Nord de la France s'inspirant des œuvres de Francisco de Goya, de la mythologie, de la sorcellerie. L'exposition "La vida es sueño" se compose de toiles, de peintures, de gravures, de collage, de statuettes de cire, d'assiettes avec un vaisselier, de broches, de panneaux en bois taillés, etc.
À la fin de l'année 2024, la Catalogne célèbre le peintre Mariano Fortuny disparu il y a 150 ans en 1874. Le Musée Goya, en partenariat avec le musée d'Orsay, le Musée National d'art de Catalogne et sa ville natale de Reus situé en Catalogne, expose des œuvres relatives à son voyage au Maroc notamment à travers des paysages nord-africains, l'architecture arabe, des bédouins au XIXe siècle, des autochtones...

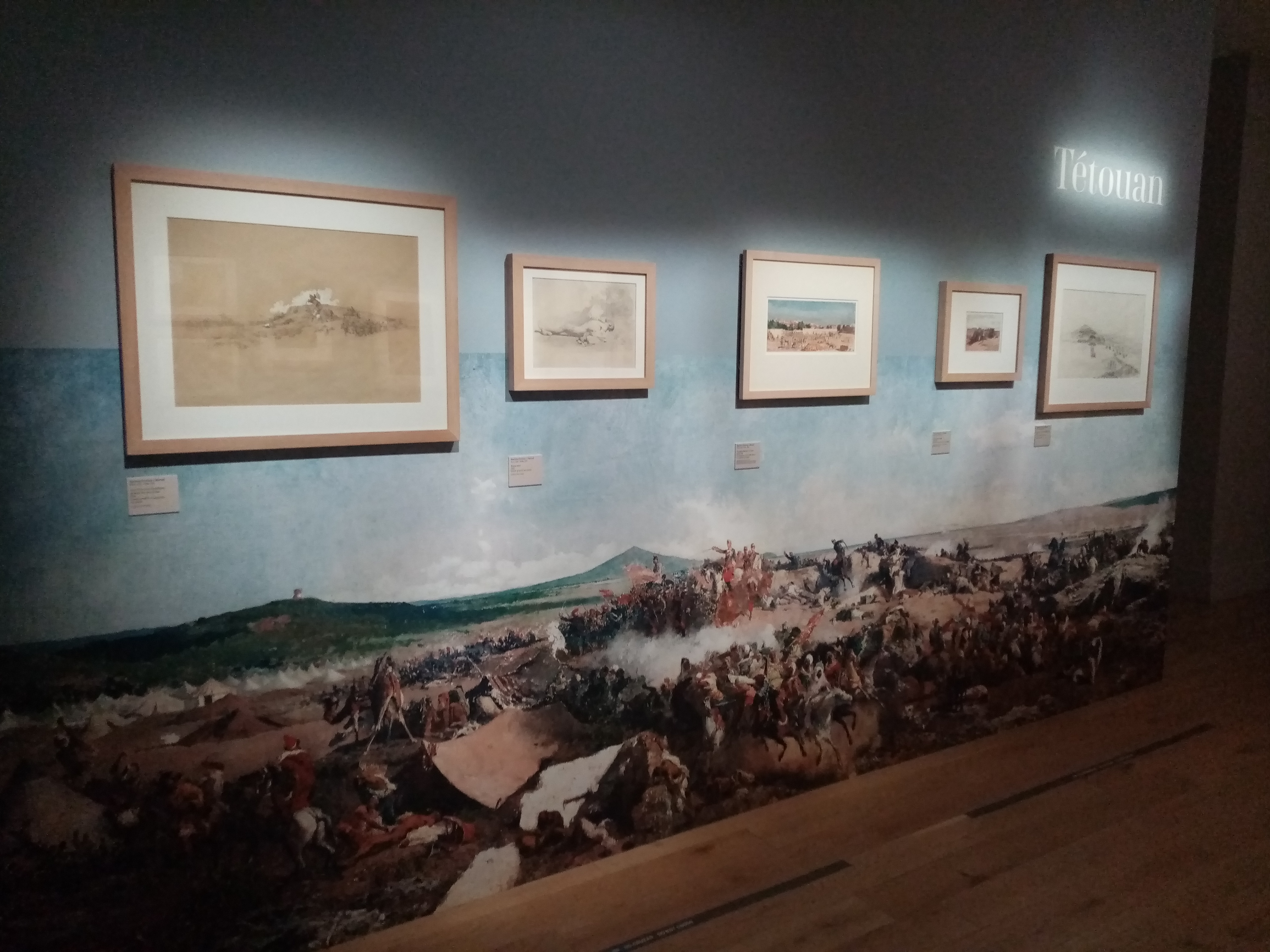
Exposition Mariano Fortuny "Visions d'Orient." Bataille de Tétouan.

#### 2025, l'art contemporain hispanique à l'honneur
Une nouvelle exposition temporaire intitulée "N'éteins pas la flamme", est consacrée à Pilar Albarracín, artiste espagnole originaire de Séville en Andalousie, photographe, vidéaste et plasticienne. Elle s'empare du folklore, des traditions et de l'identité espagnole afin de les détourner pour dénoncer le 
franquisme, le patriarcat, l'Inquisition, se réaproprie  des symboles du virilisme à travers la 
tauromachie. Ces œuvres dialoguent avec les œuvres de Francisco Goya et d'autres œuvres de peintres espagnols dans les salles des collections permanentes. Elle défend également les femmes et leur place dans la société espagnole, etc. Elle se met aussi en scène dans ses œuvres et effectue des performances.
| Expositions temporaires du nouveau Musée Goya                                                     | Périodes                   |
| ------------------------------------------------------------------------------------------------- | -------------------------- |
| Miró, hommage au Gaudi                                                                            | avril-juillet- 2023        |
| Goya dans l'œil de Picasso                                                                        | août-novembre 2023         |
| Éch(o)s 1, la Casa de Velázquez invite les artistes Arnaud Rochard, Najah Albukai et Eve Malherbe | décembre 2023-février 2024 |
| Collection Pierre Fabre, "Visions plurielles"                                                     | mars-juin 2024             |
| "La vida es sueño", par Damien Deroubaix                                                          | juillet-octobre 2024       |
| "Visions d'Orient", par Mariano Fortuny y Marsal                                                  | décembre 2024-mars 2025    |
| "Le Louvre s'invite chez Goya"                                                                    | février-septembre 2025     |
| "N'éteins pas la flamme", par Pilar Albarracin                                                    | avril-septembre 2025       |
| Éch(o)s 2, "L'Espagne entre deux siècles : Francis Harburger et Bilal Hamdad"                     | octobre 2025-mars 2026     |

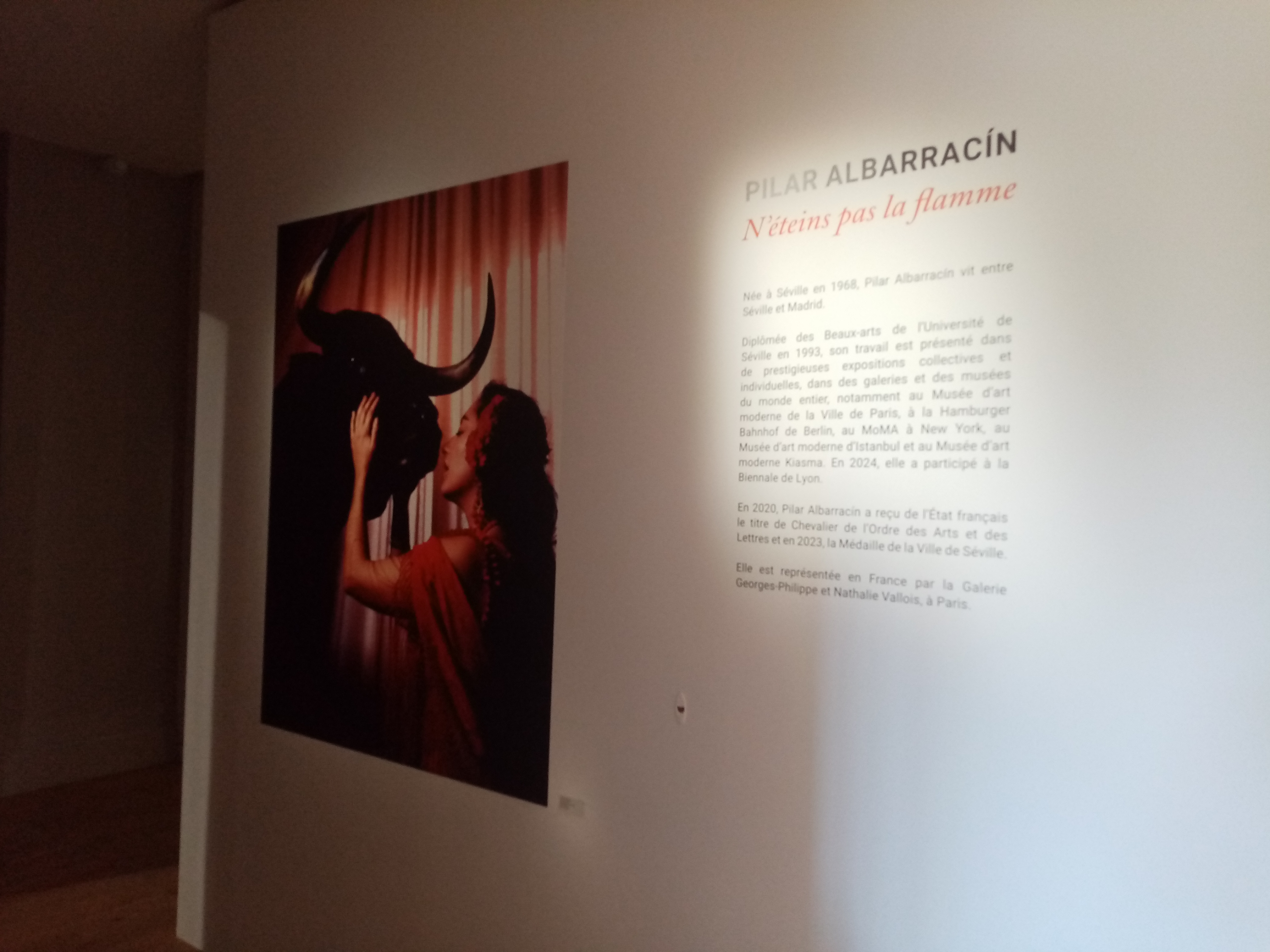
Exposition "N'éteins pas la flamme". Musée Goya. Castres (2025).

Des salles d'exposition temporaires seront transférés d'ici 2029 dans l'ancienne abbaye-collège Les Cèdres situés en face du musée Goya et du jardin de l'évêché.

### Atelier pédagogique
Cet atelier est situé après l'accueil et les salles d'exposition temporaire. Dans cet atelier, les enfants des écoles primaires, collèges et lycées ou également des particuliers réalisent des activités ludiques comme des dessins, des peintures, des collages, des découpages, modeler de la terre glaise en lien avec les œuvres hispaniques du Musée Goya. Ils exposent parfois aussi leurs œuvres réalisées dans un cadre pédagogique et scolaire. L'atelier est aussi équipé d'une grande presse afin de réaliser des gravures. Des artistes proposent des cours de dessins, d'écriture, etc.

### Bibliothèque Jeannine-Baticle

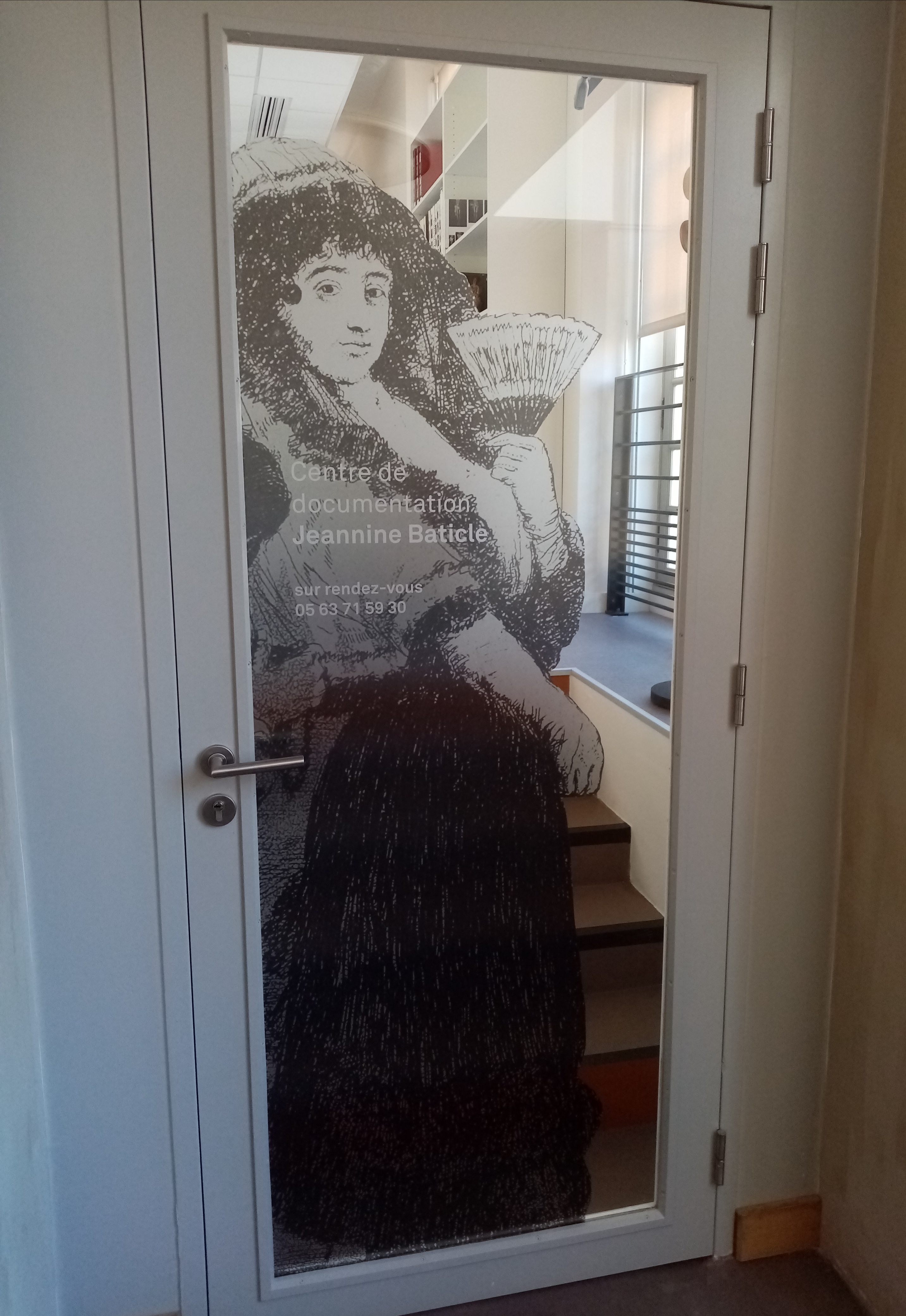
Entrée au 1er étage de la bibliothèque Jeannine-Baticle.

Cette bibliothèque est située à l'étage avant d'entrer dans les salles sur la période de l'art espagnol au Moyen Âge. Elle porte le nom de l'historienne française de l'art Jeannine Baticle (1935-2015), spécialiste de l'art espagnol, d'abord directrice adjointe et conservatrice en chef du département des peintures du Musée du Louvre puis directrice du Musée Goya de 1980 à 1986. En 2005, Jeannine Baticle a fait don de milliers d'ouvrages au Musée Goya.
Cette bibliothèque et centre de documentation regroupent plus de 6 000 ouvrages, périodiques, dossiers et archives en rapport avec l'histoire de l'art espagnol et français ou les peintres du Siècle d'or espagnol. Ce centre de ressources est accessible sur rendez-vous et aussi un lieu de recherche pour les étudiants, les stagiaires et les chercheurs.

### Salles médiévales et duXIVeauXVIesiècle

#### Salle 1, l'art espagnol au Moyen Âge

Retable de saint Martin par le Maître de Riofrio
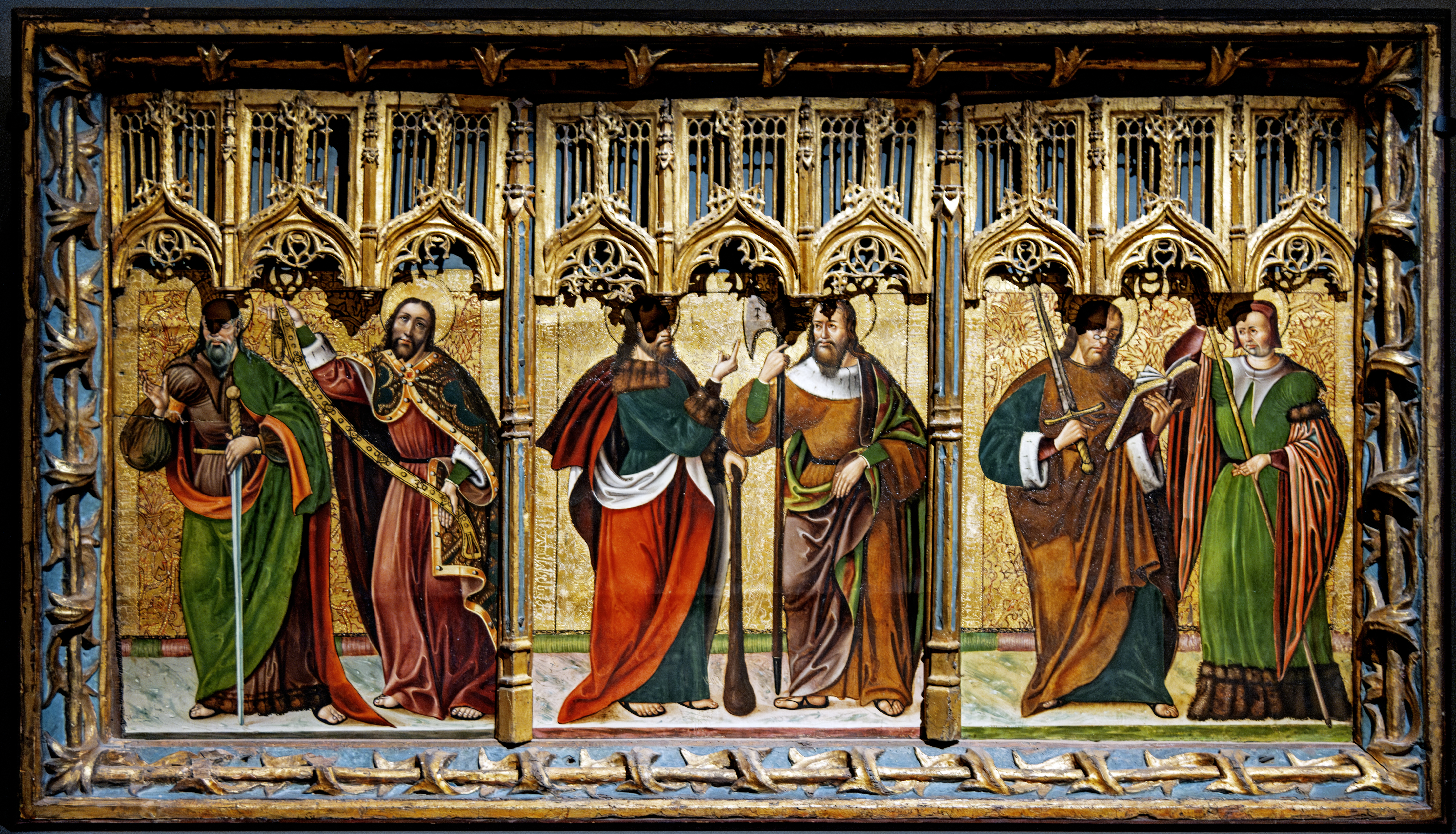
St Simon, St Thomas, St Jacques le Mineur, St Matthieu, St Paul, St Jude
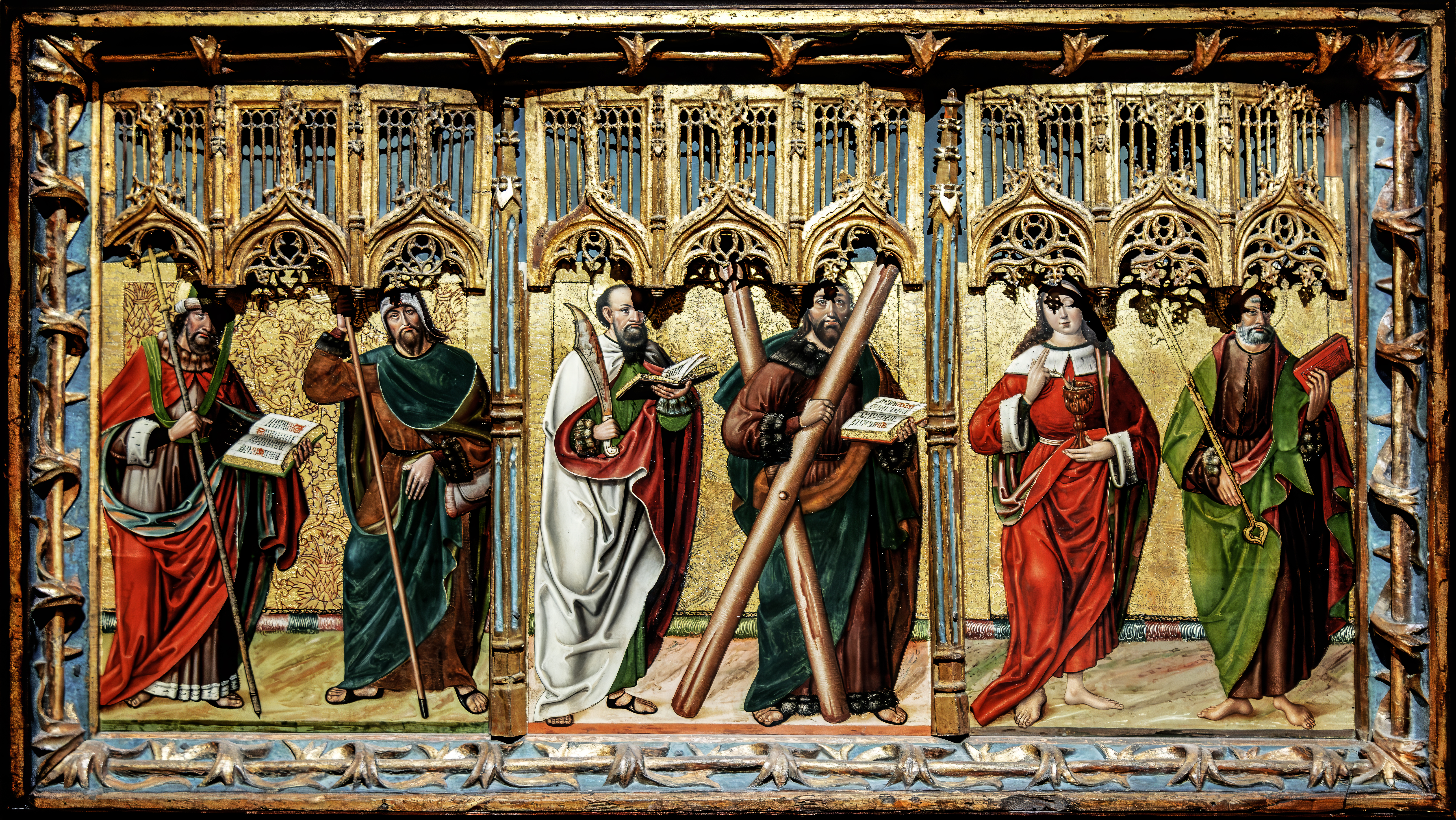
St Philippe, St Jacques le Majeur, St Barthélémy, St André, St Jean, St Pierre

En 711, la péninsule ibérique est occupée par les Maures. En 722 démarre la Reconquista par l'Église catholique qui commande de nombreuses œuvres en bois peints ou des retables.

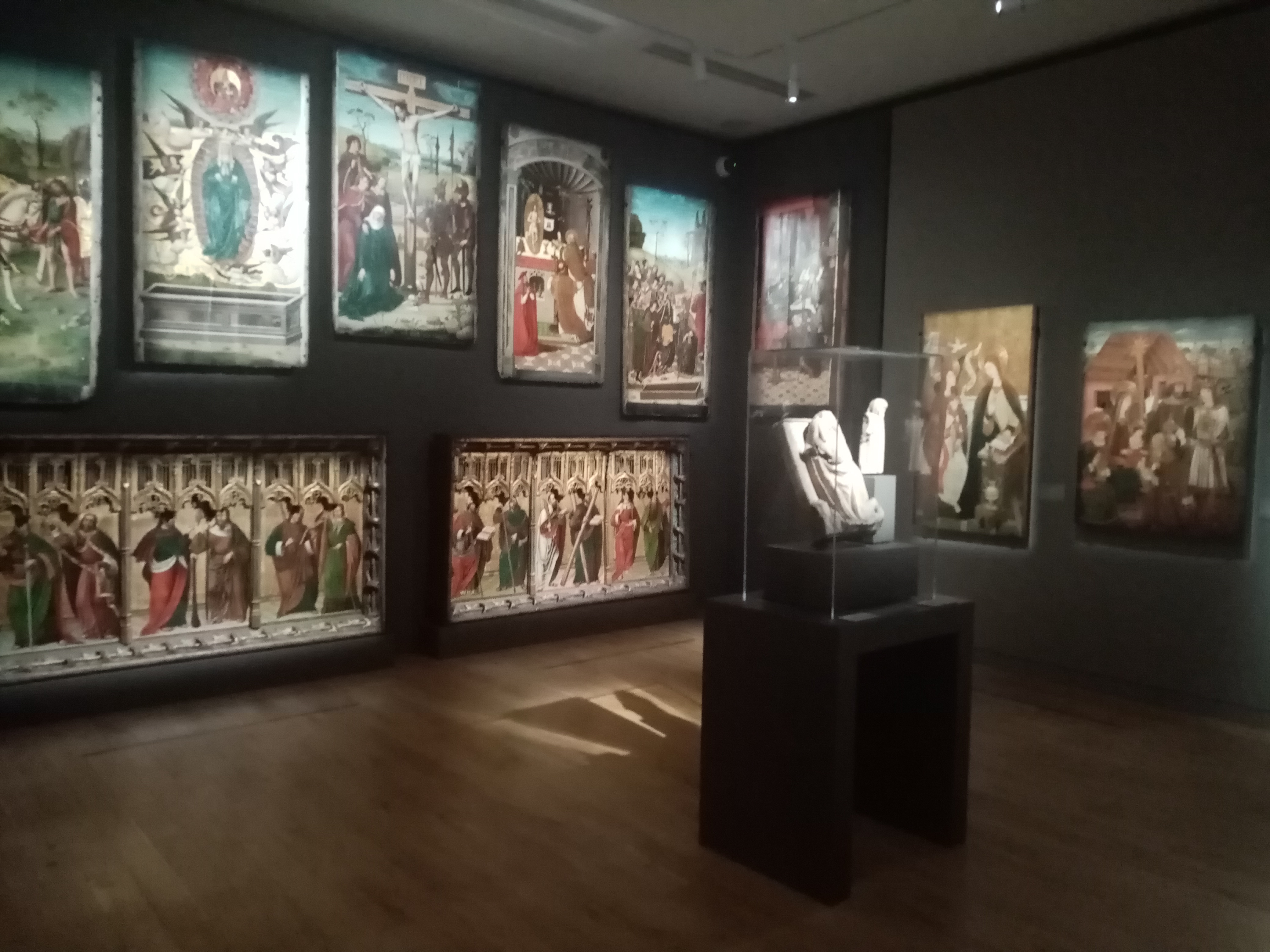
Salle 1. Mobiliers liturgiques espagnols à la fin du Moyen Âge. Musée Goya.

- Juan Mates : Saint Jean à Patmos et La Déploration du Christ, XVIe siècle.
- Juan de la Abadía (en) : Saint Évêque, Saint Vincent de Saragosse.
- Juan Rexach : La Crucifixion et la Transfiguration.
- Maître d'Alcira : La Prédelle.
- Maître de Riofrio : Retable de Saint Martin, dépôt du musée de Cluny.
- Maître de Viella : L'Adoration des Mages, 2e moitié du XVe siècle.
- Juan de Juanes : La Déploration du Christ, XVIe siècle.

Par ailleurs, la collection conserve aussi des peintures de Lluís Borrassà, Alejo Fernández, Francisco de Osona et Vicente Macip.

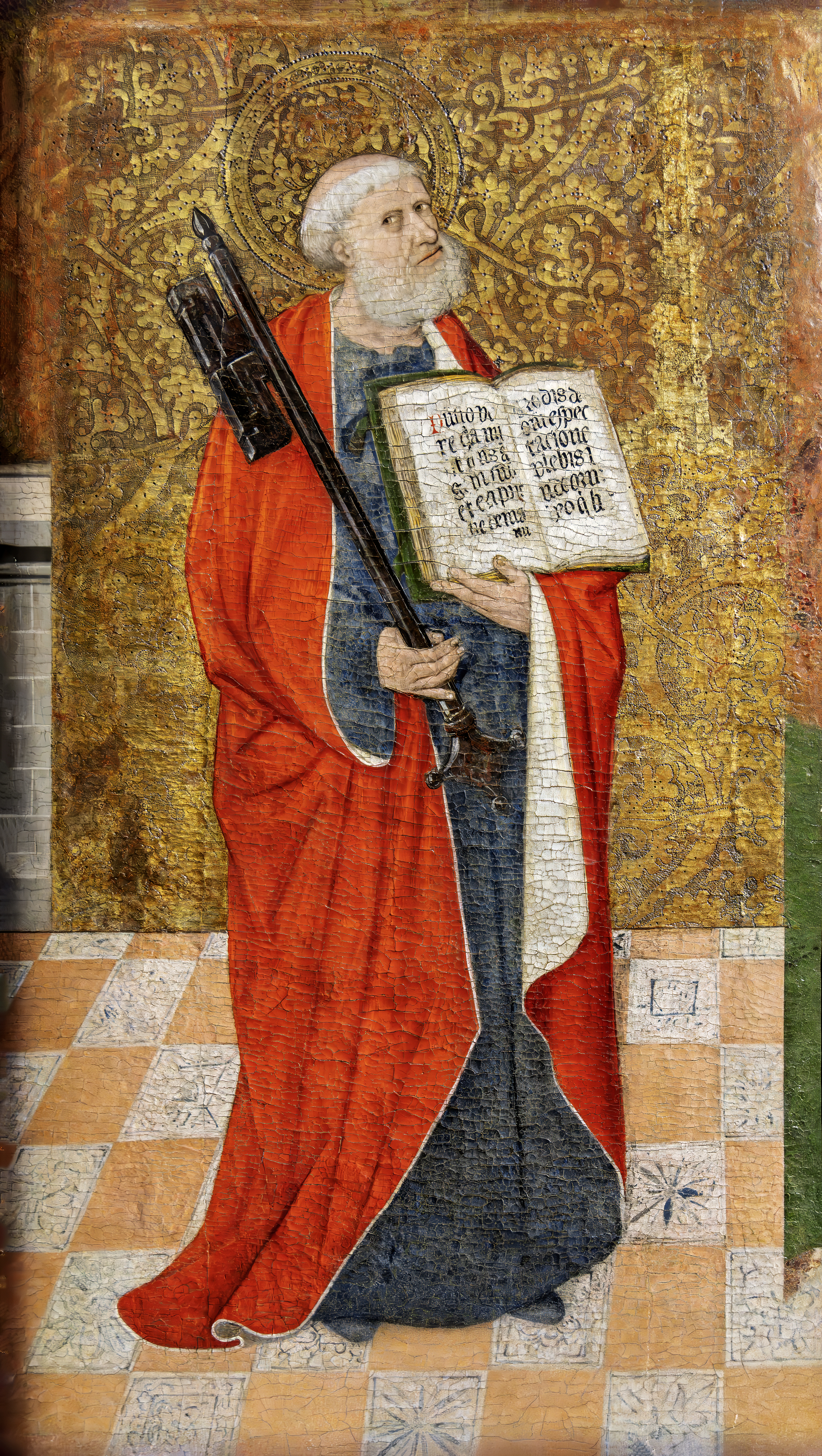
Pedro García de Benavarre, Saint Pierre.
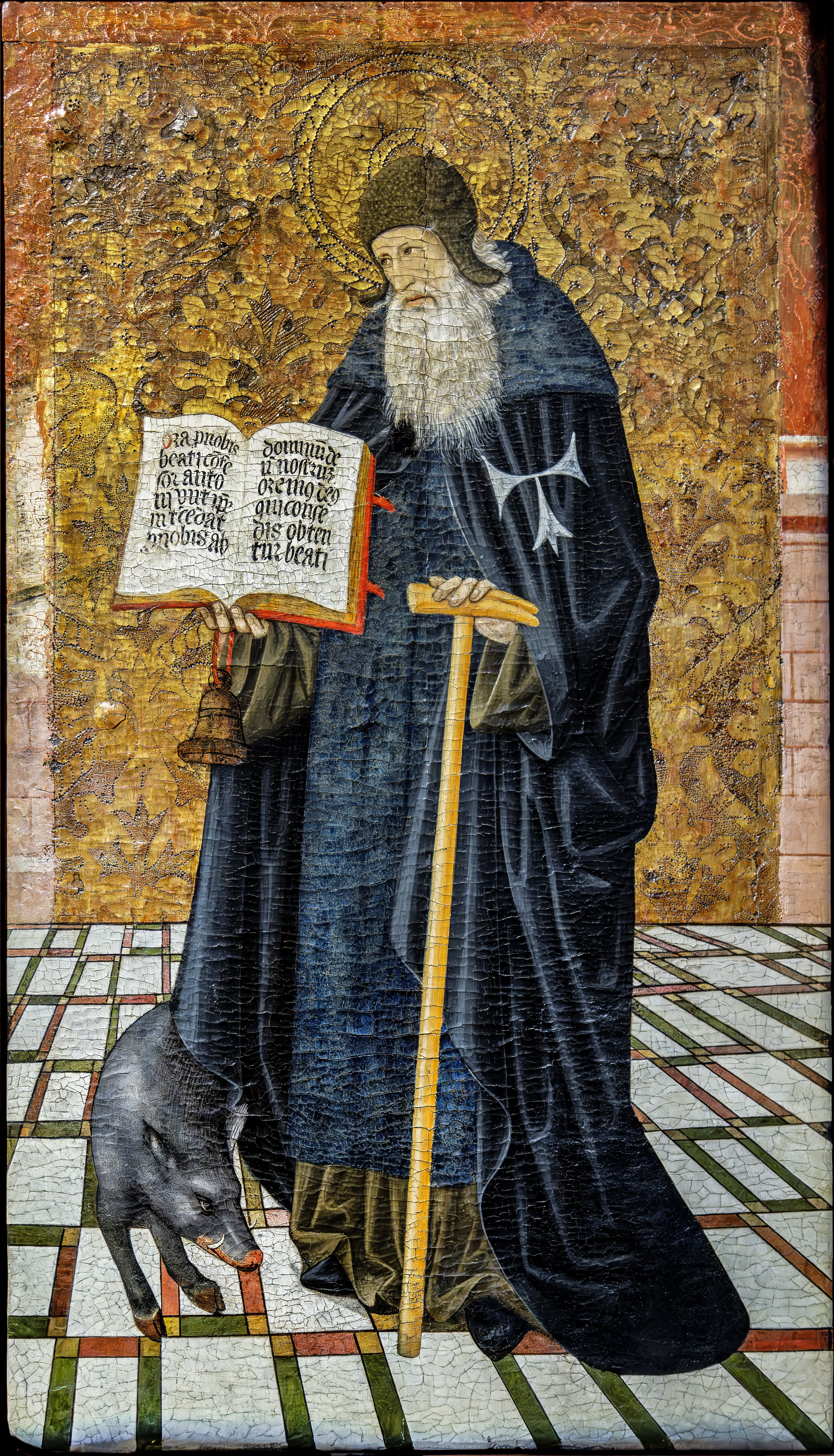
Pedro García de Benavarre, Saint Antoine.
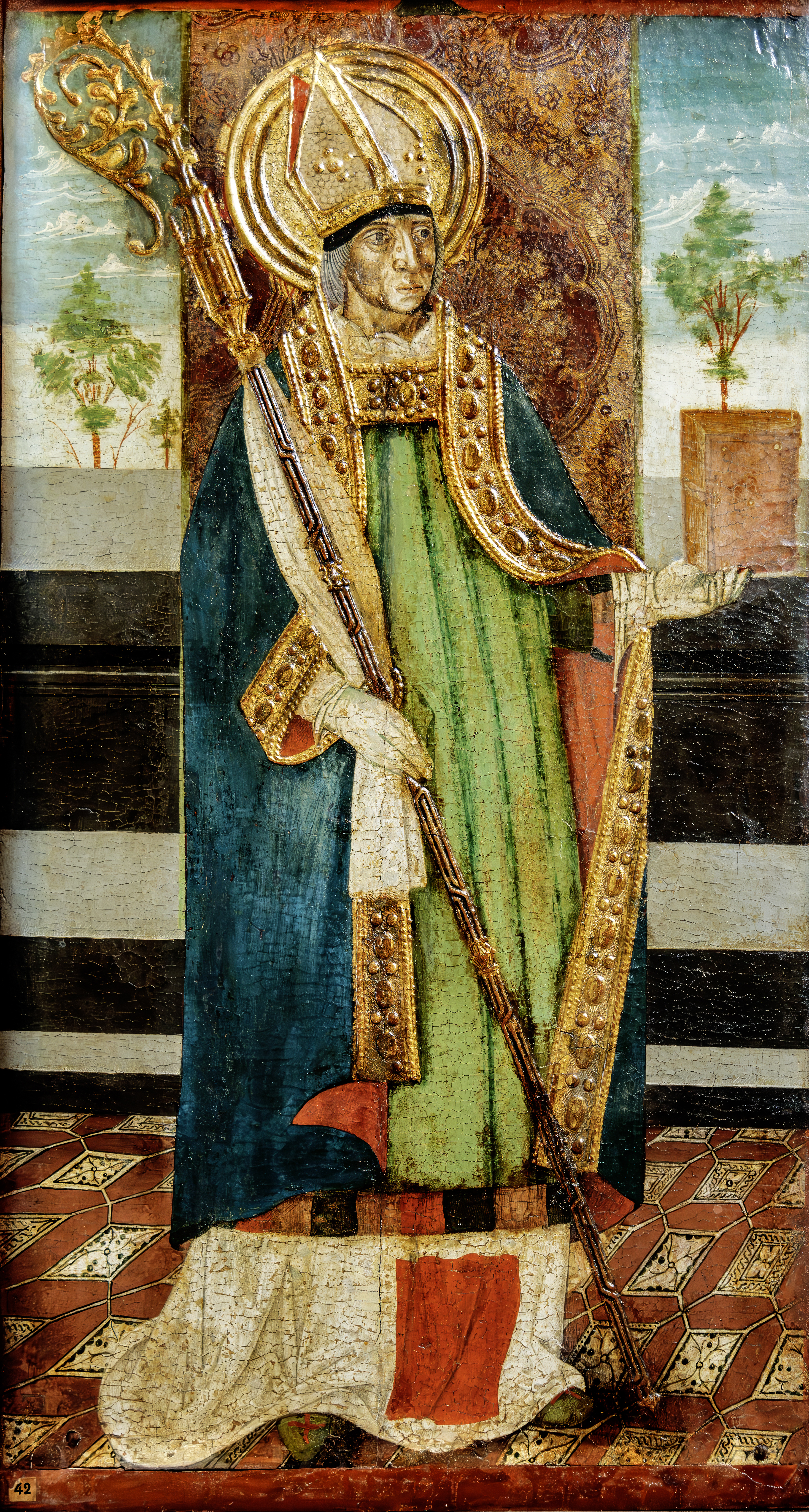
Juan (de la) Abadia, Saint évêque.
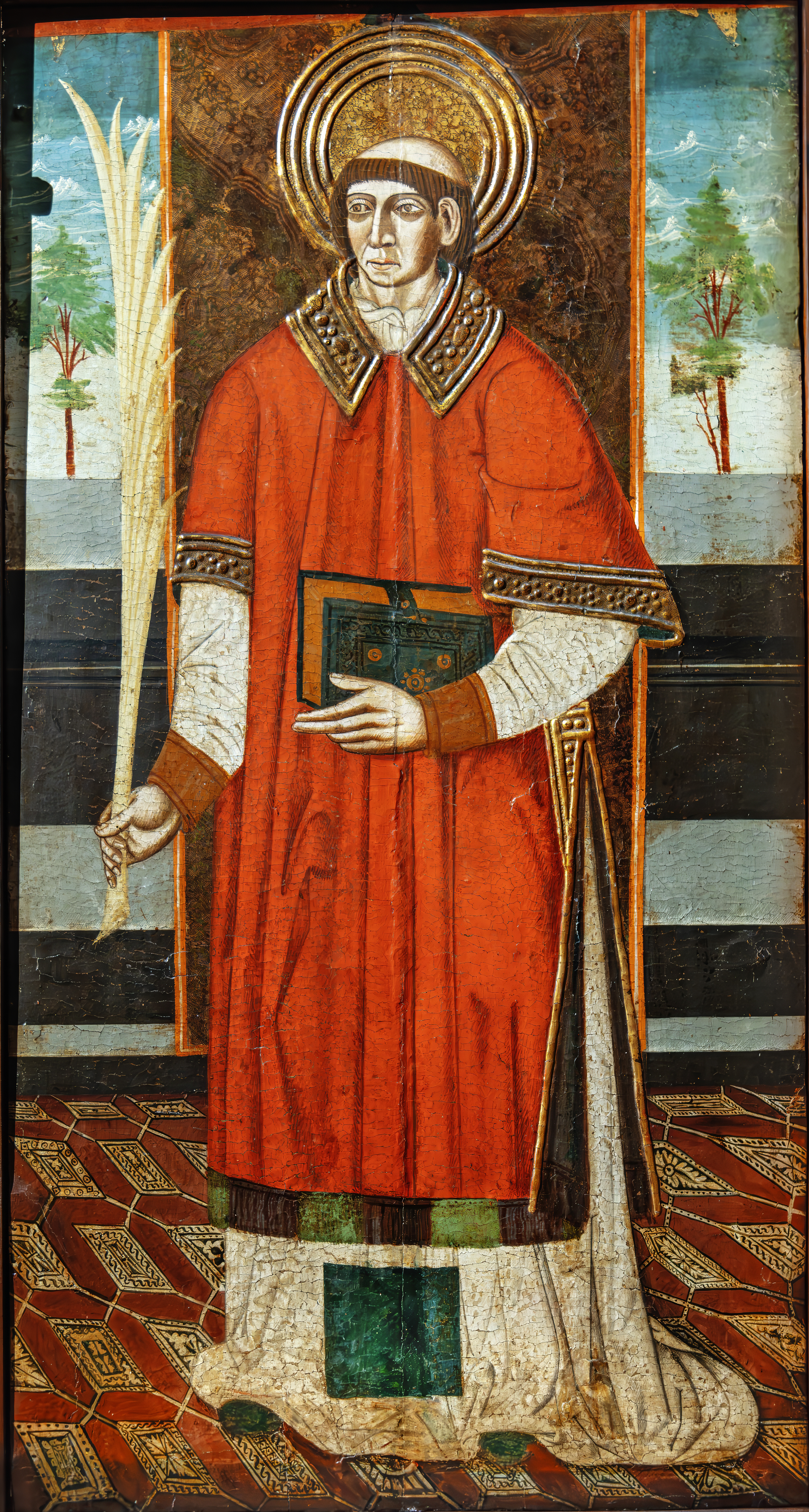
Juan (de la) Abadia, Vincent de Saragosse.
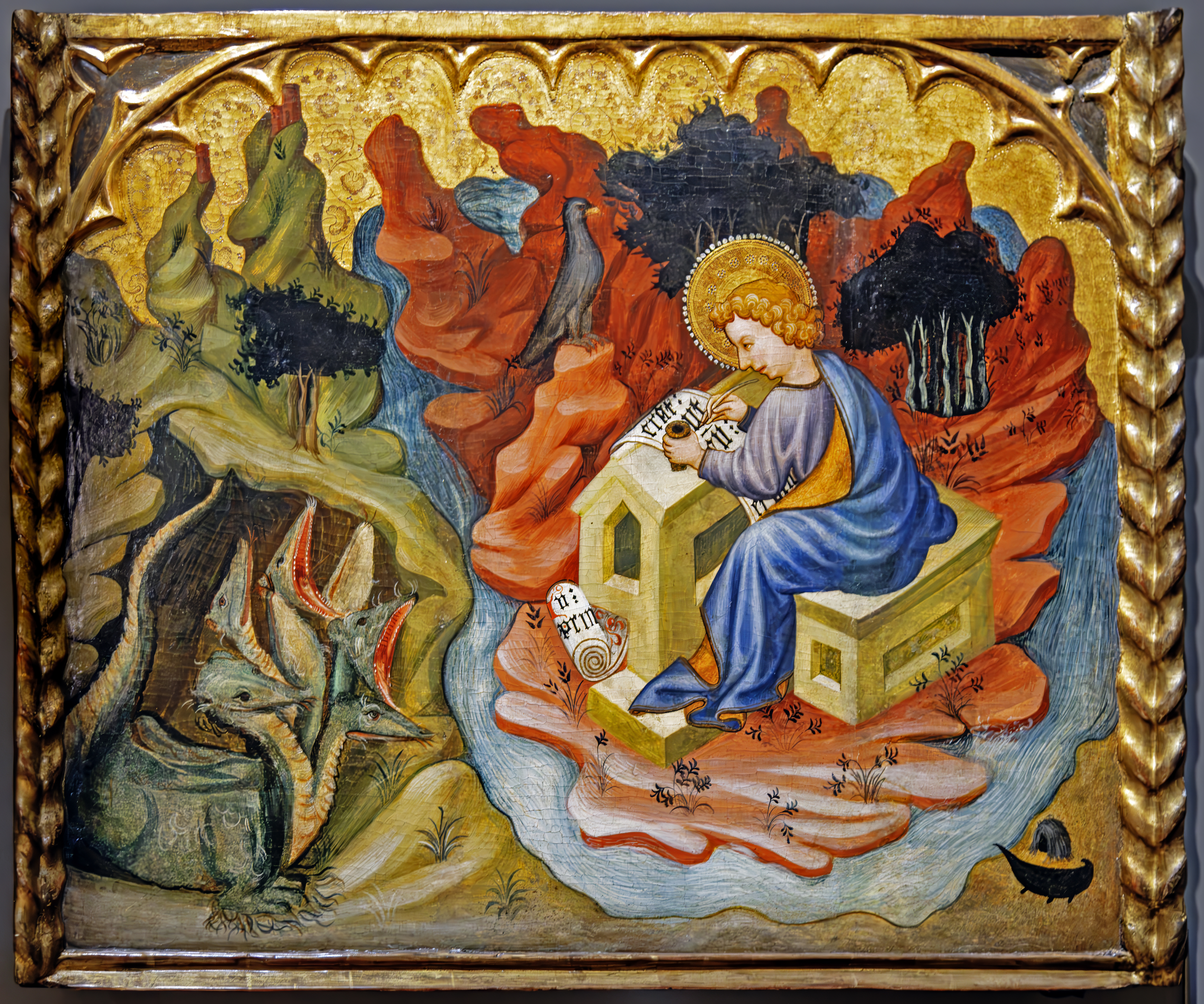
Juan Mates, Saint Jean l'Évangéliste à Patmos.
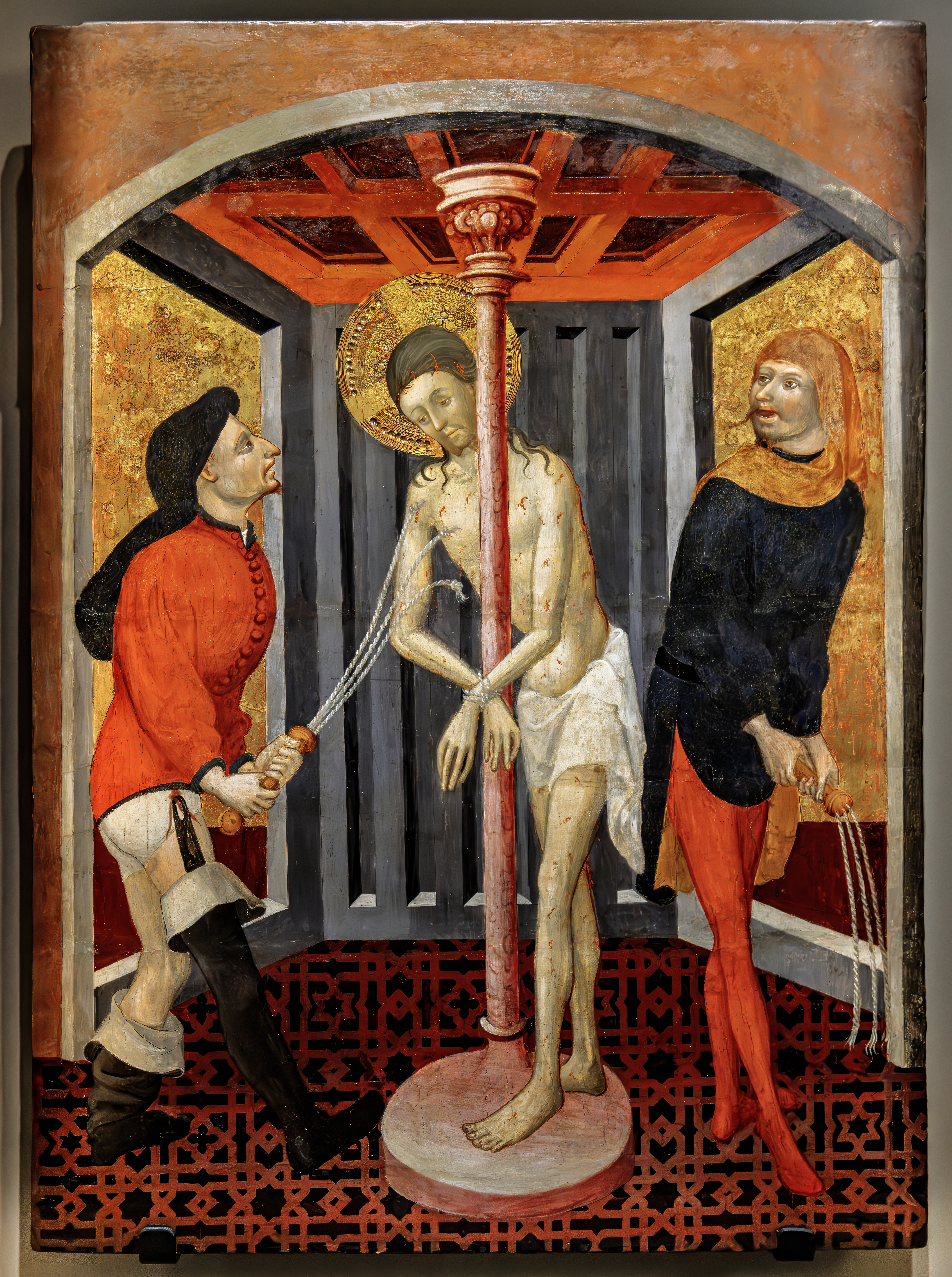
Lluis Borrassà, Flagellation[31].
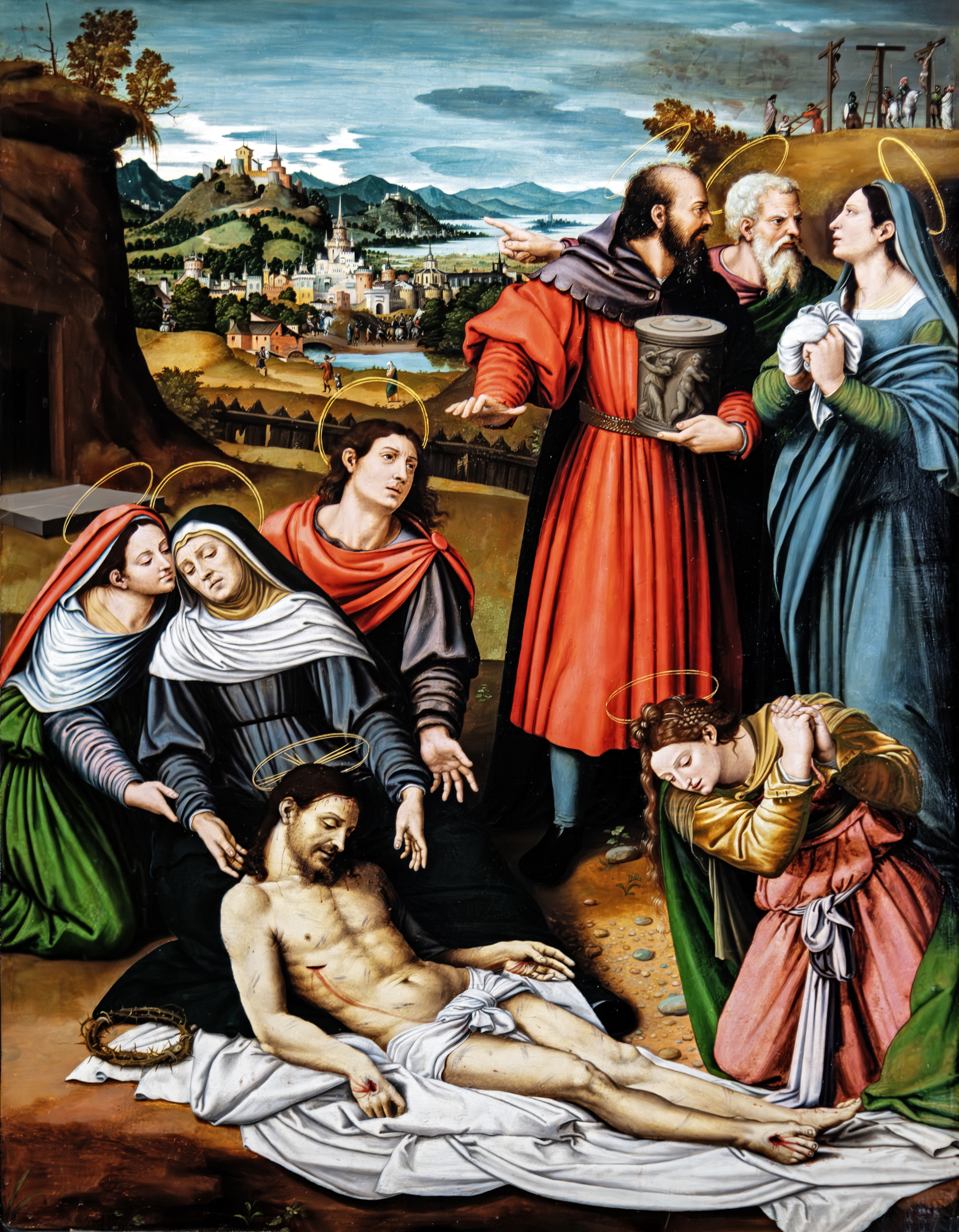
Vicente Macip et Juan de Juanes, La Déploration du Christ.
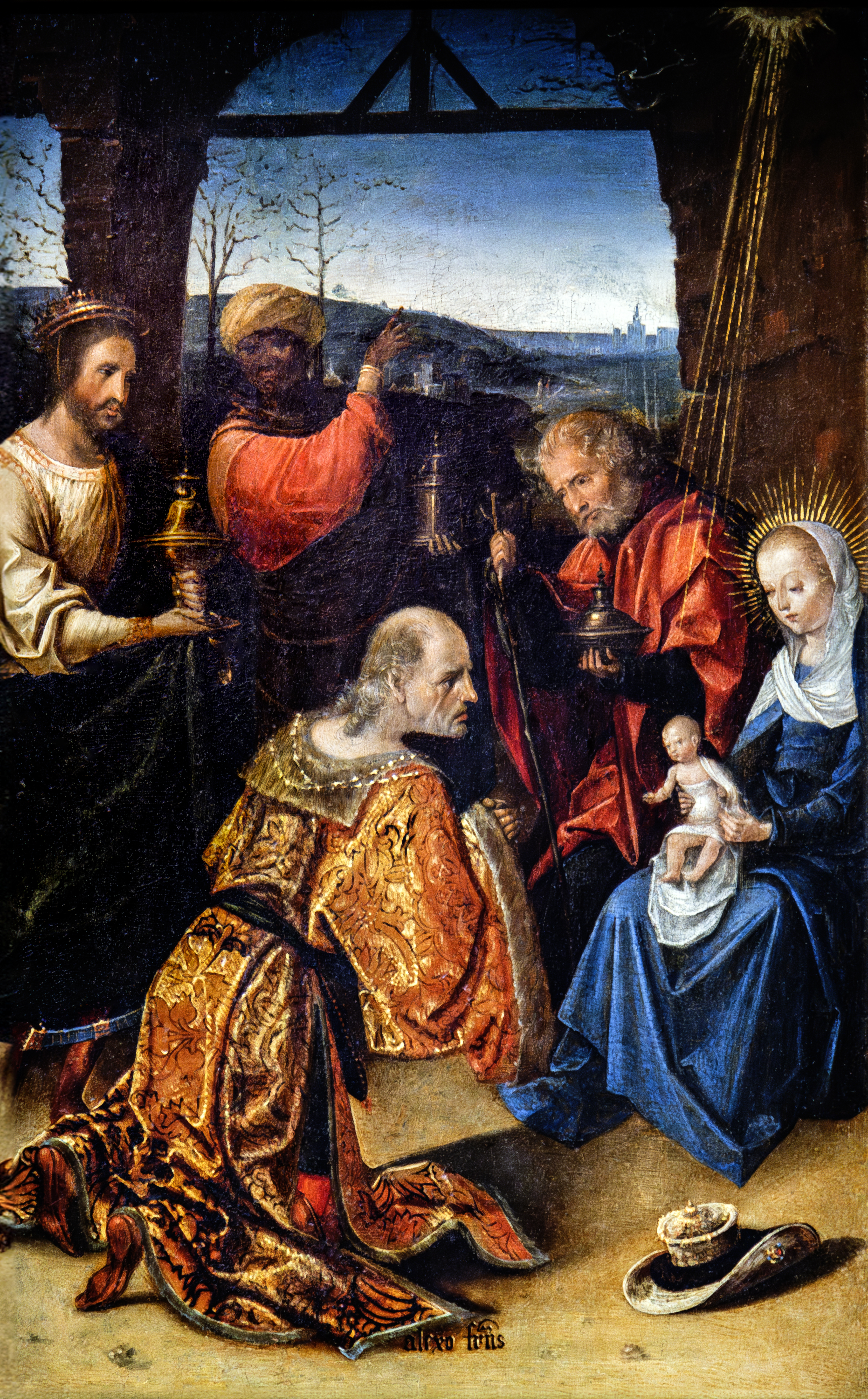
Alejo Fernández, L'Adoration des Mages[32].
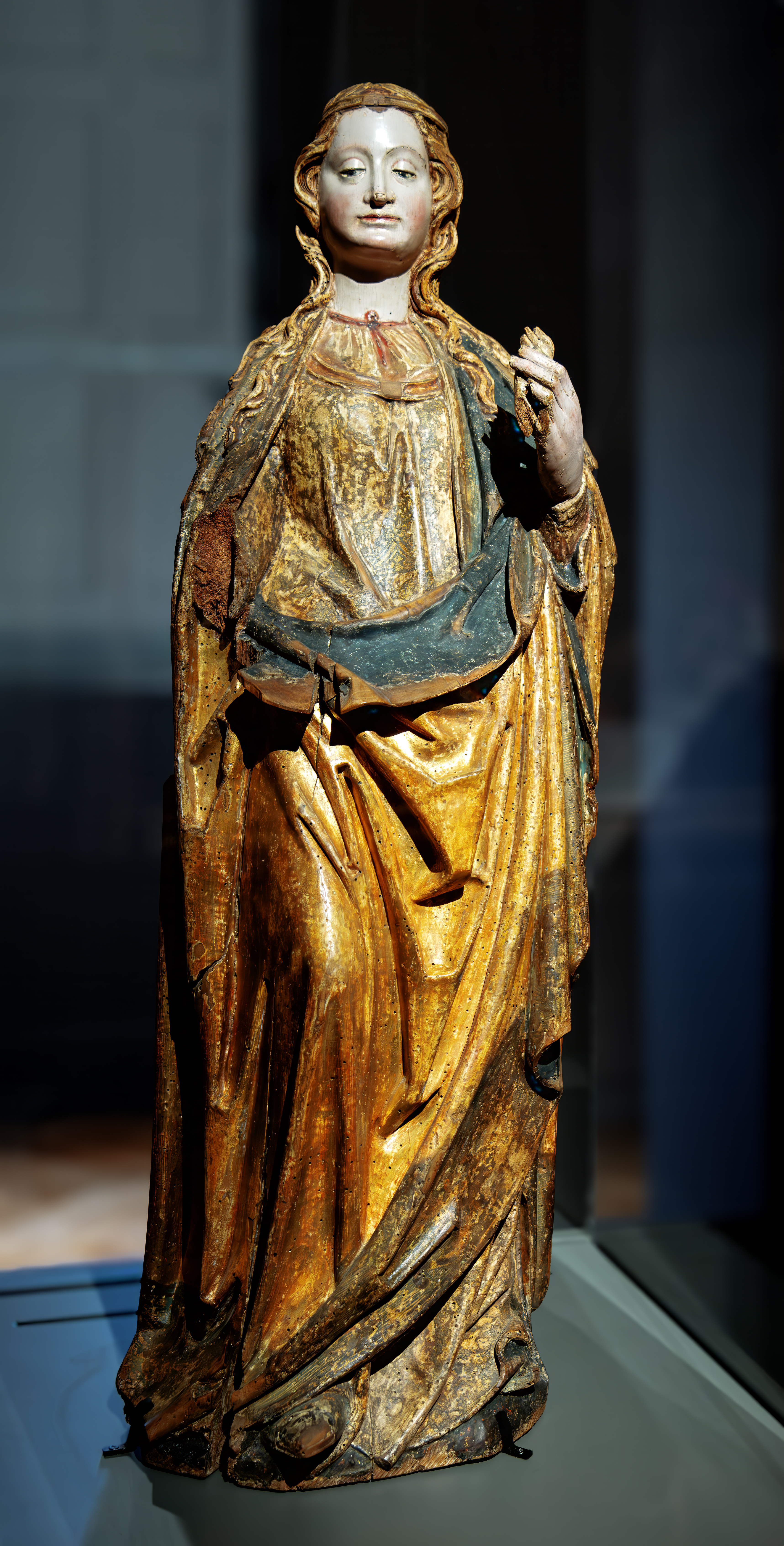
Alejo Vahía, Marie de Magdala.

#### Salle 2, l'art espagnol à la Renaissance

Bas-reliefs de Vélez-Blanco sur le triomphe de César.
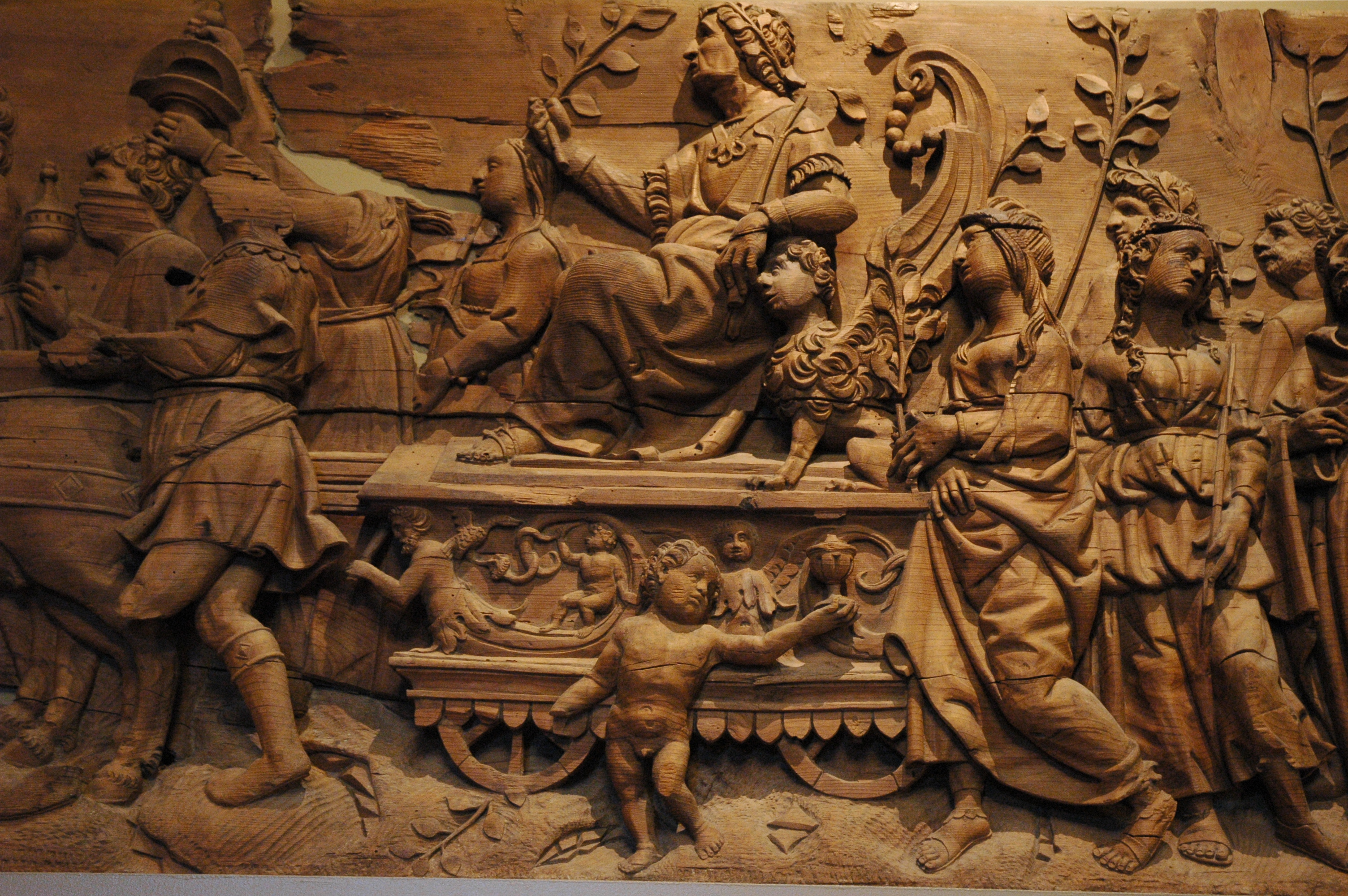
Le char triomphal de Jules César.
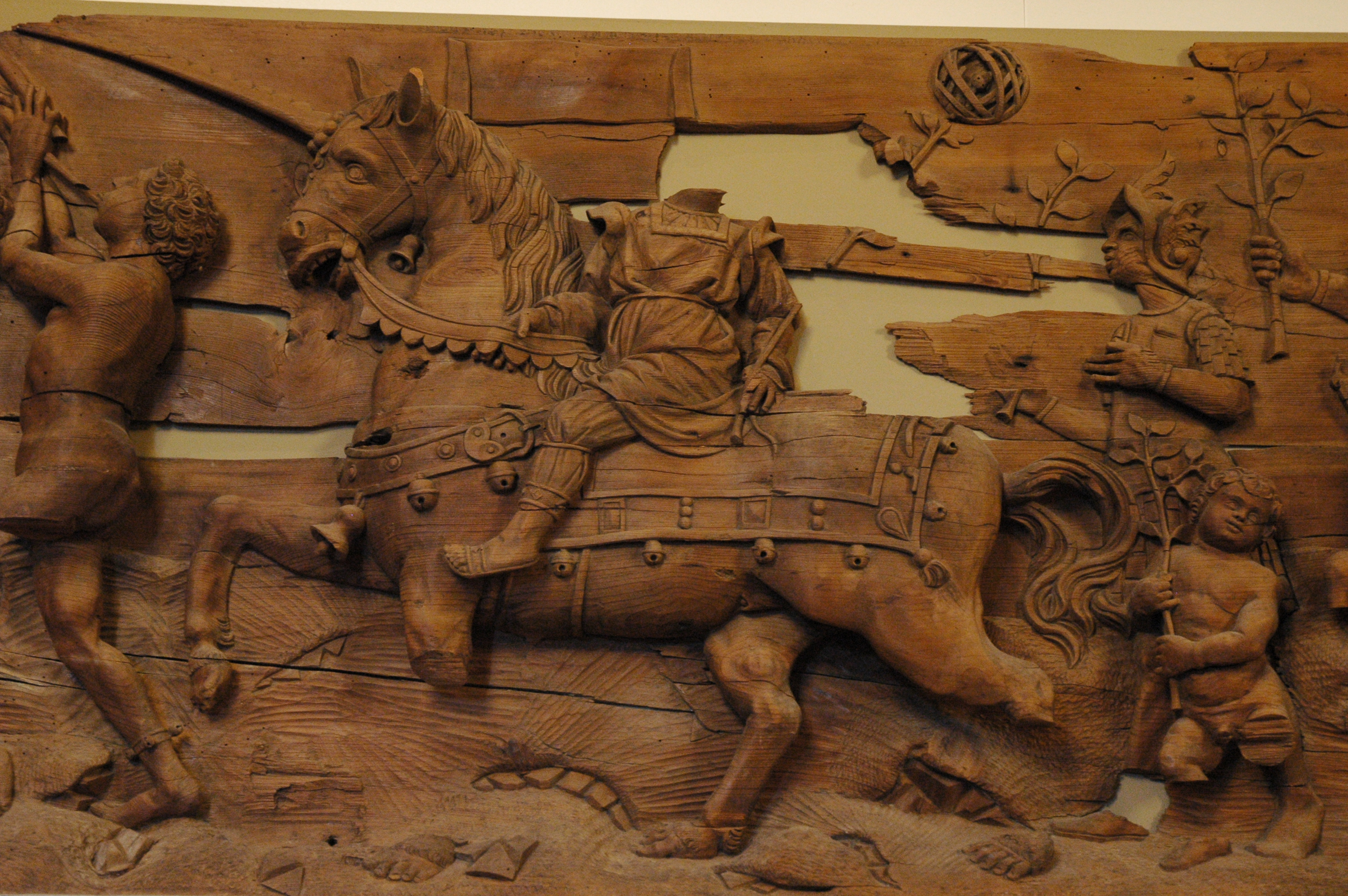
Cavalier.
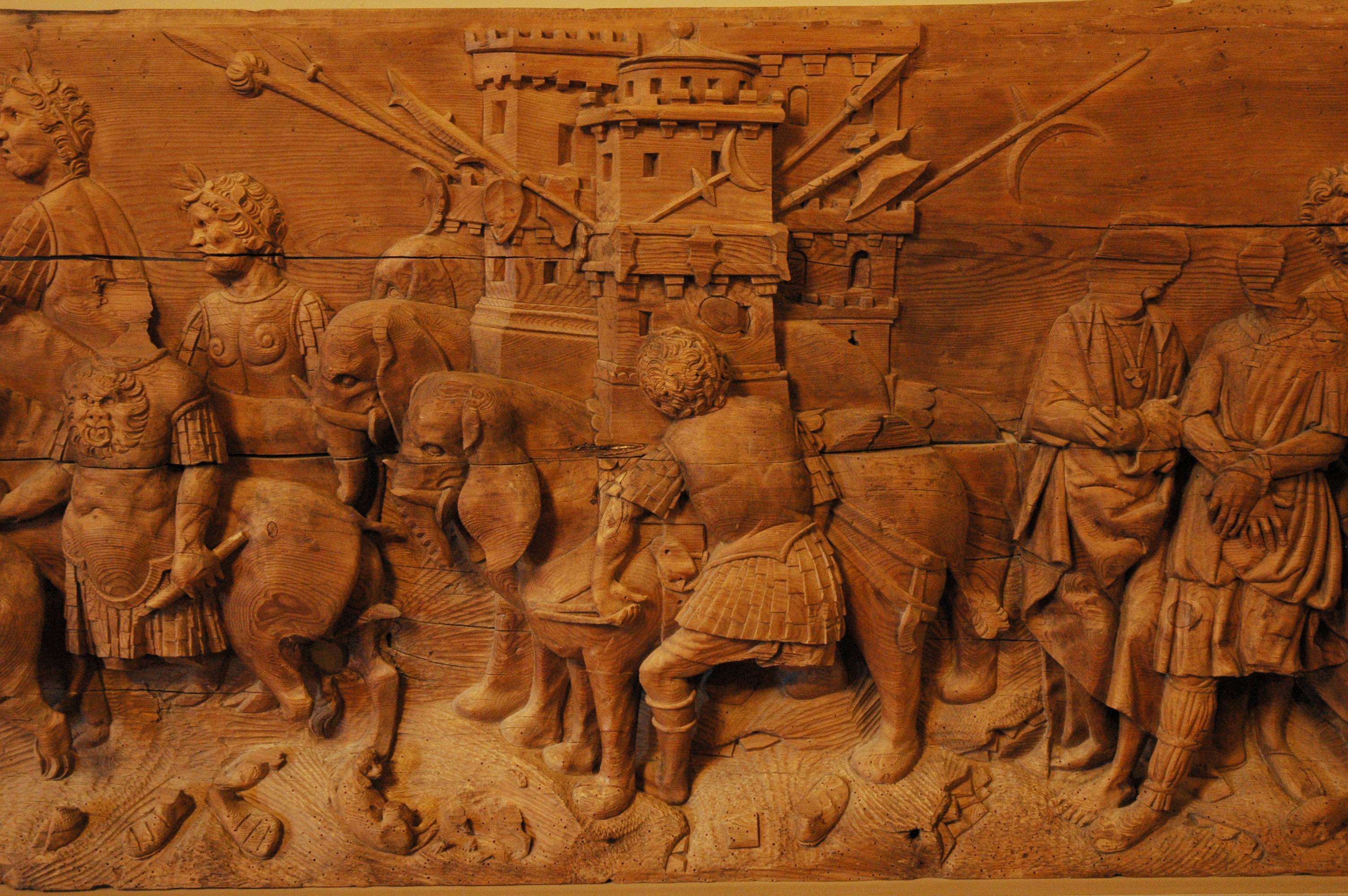
Les éléphants.

La découverte de l'Amérique par Christophe Colomb en 1492 marque la fin du Moyen Âge. L'empire espagnol de Charles Quint domine le monde en 1516 et prospère sur le plan économique. La Renaissance italienne et son goût pour l'art gréco-romain influence les artistes espagnols.

Bas-reliefs de Vélez-Blanco sur le triomphe de César.
Anonyme, Les Triomphes de César (1505-1520), quatre bas-reliefs en bois provenant du château de Vélez-Blanco situé en Andalousie dans le Sud de l'Espagne célébrant Jules César.
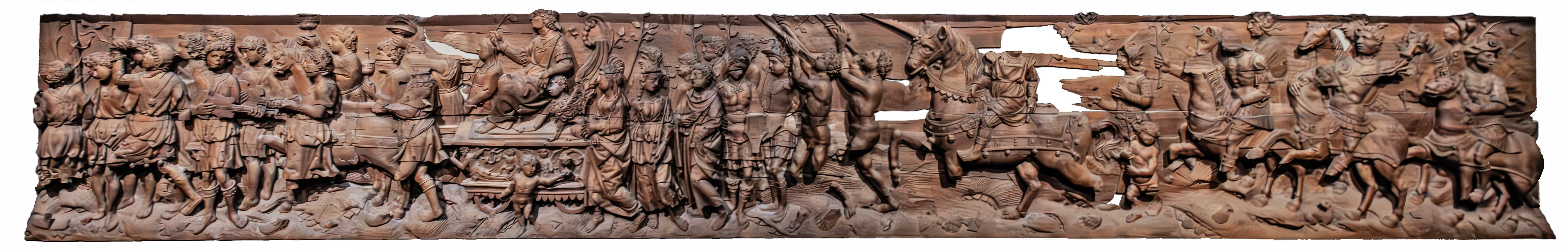
Le char triomphal de César.
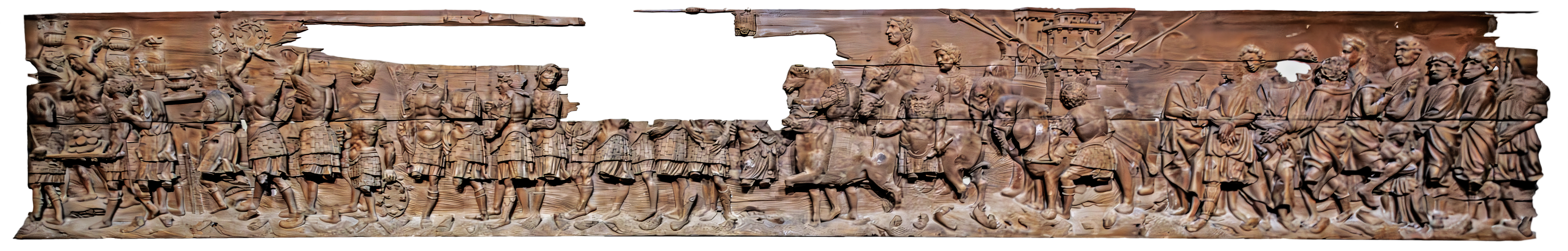
Porteurs de vaisselle précieuse.

### Salles du Siècle d'or espagnol (XVIIesiècle)

#### Salle 3, le Siècle d'or ou " el Siglo de oro "
Sous le règne de Philippe II, Philippe IV et Charles II, l'Espagne connaît une fort développement artistique, culturel et musical.
Au XVIIe siècle, Séville est l'une des plus grandes villes européennes avec un port ouvert sur les Amériques. La cité sévillane attire de nombreux artistes dont le peintre Pacheco qui formera le jeune Vélazquez.

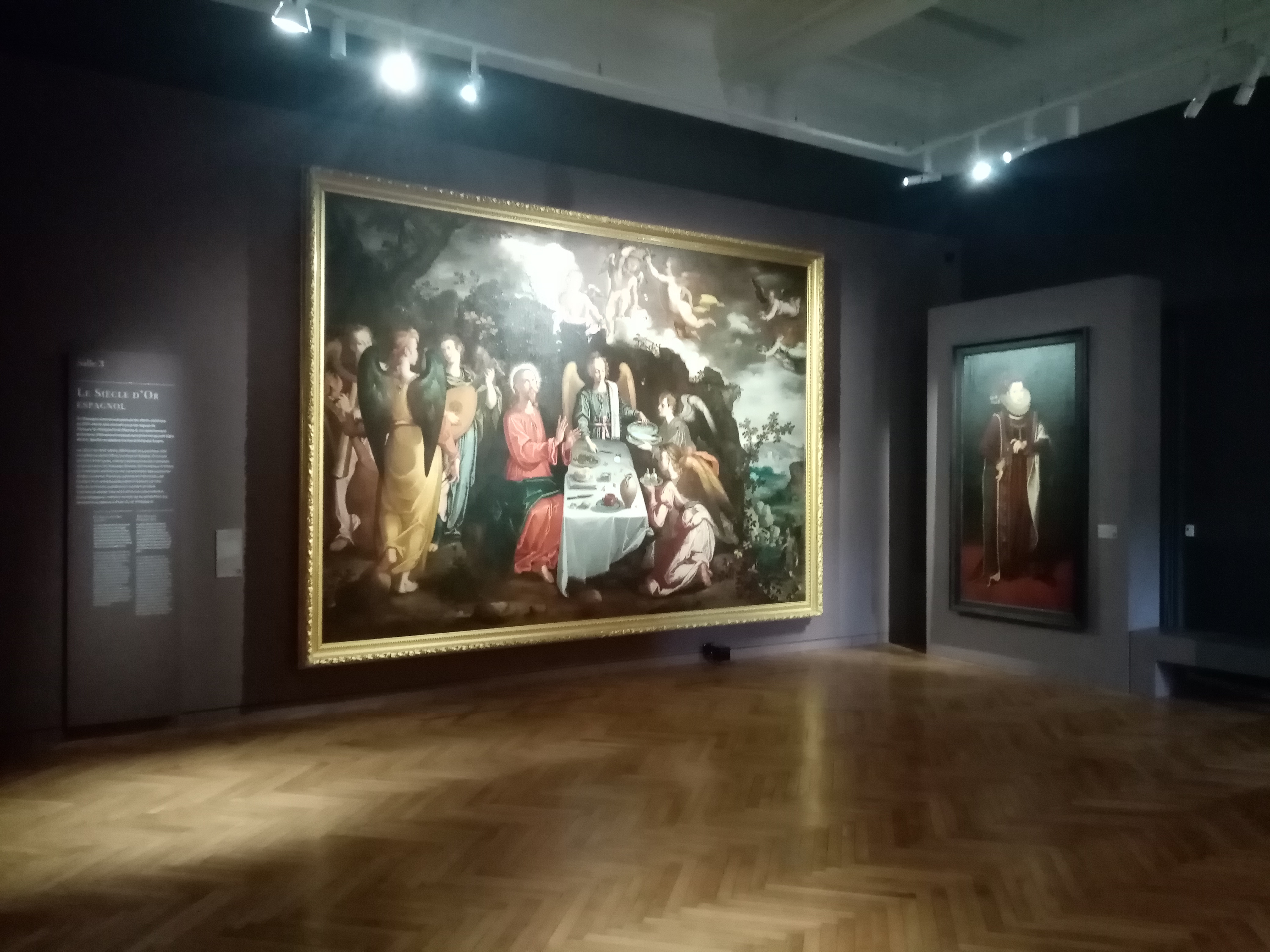
Siècle d'or espagnol, du XVIe au XVIIe siècle. Salle 3.

- Alonso Cano : La Visitation, L'Annonciation, Le Mariage de la Vierge.
- Anonyme : Nature morte aux côtelettes.
- Juan Rodríguez Juárez : Le Christ portant sa Croix
- Bartolomé Esteban Murillo : La Vierge au chapelet (dépôt du musée du Louvre).

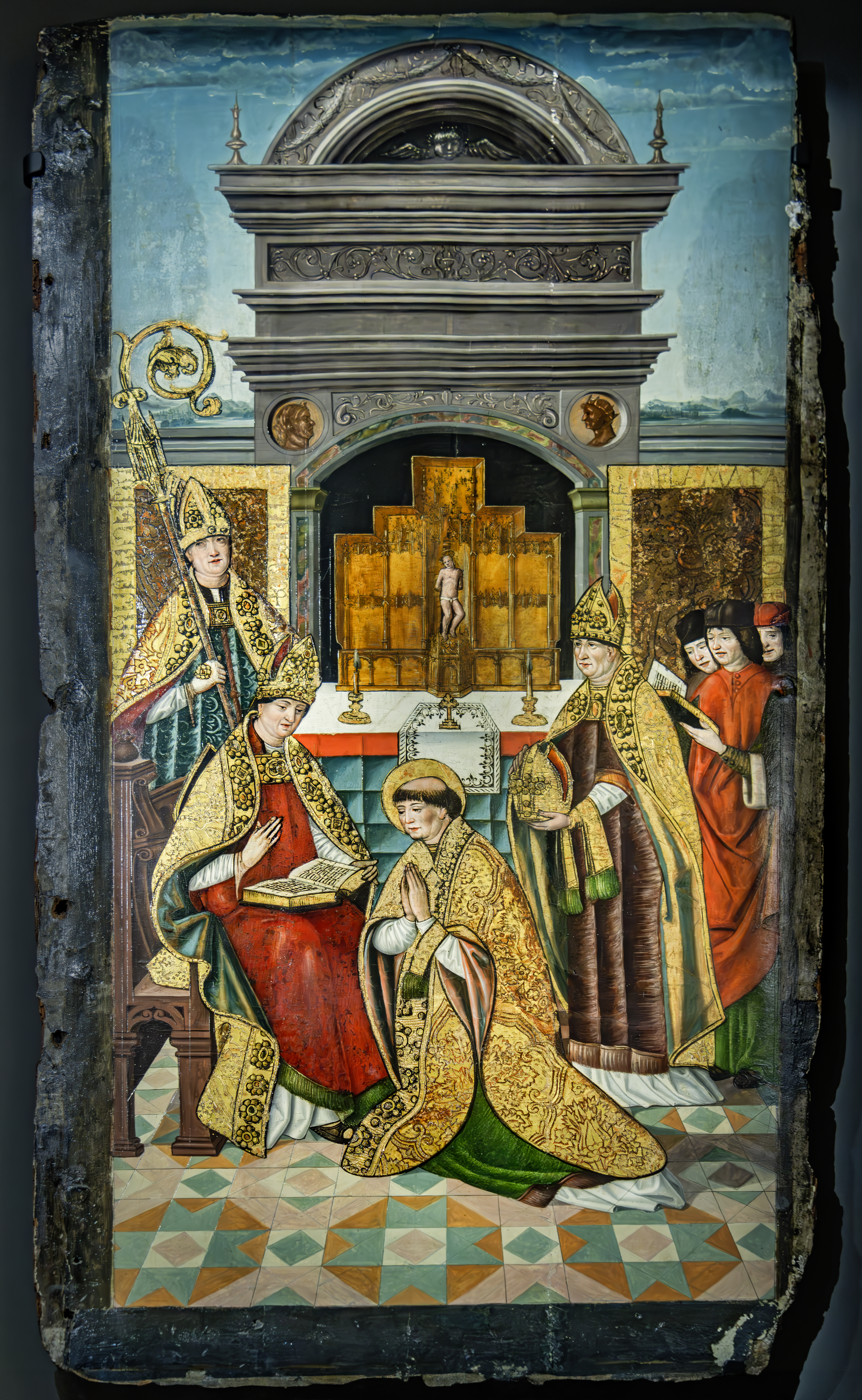
Claudio Coello : L'Immaculée Conception[33], Portrait de jeune madrilène[34], La Vision de saint Antoine - (dépôt du musée de Renne)
- Diego Vélasquez : Portrait de Philippe IV en chasseur.
- Francisco de Herrera le Vieux : La Multiplication des pains.
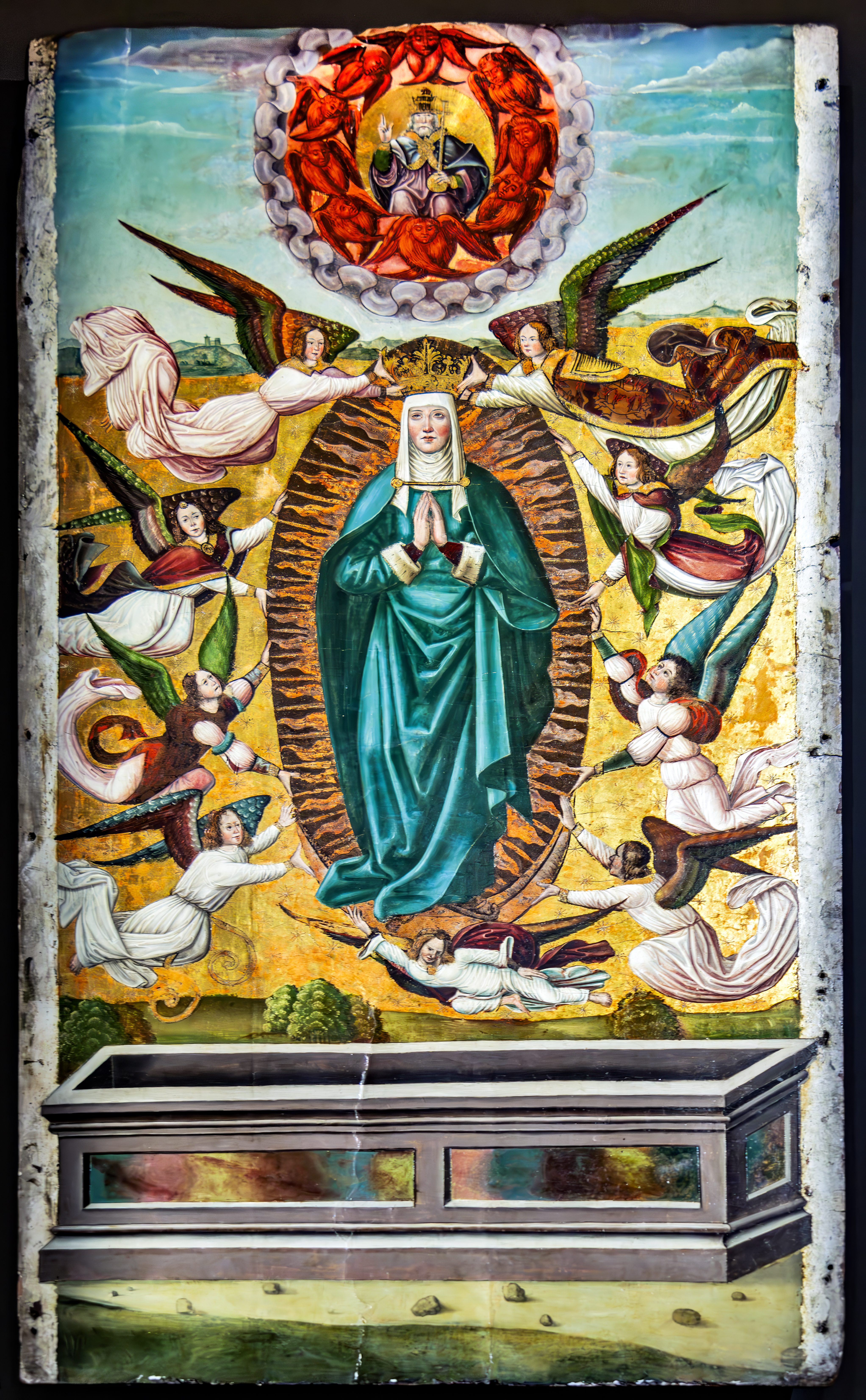
Pedro Orrente : L'Adoration des bergers .
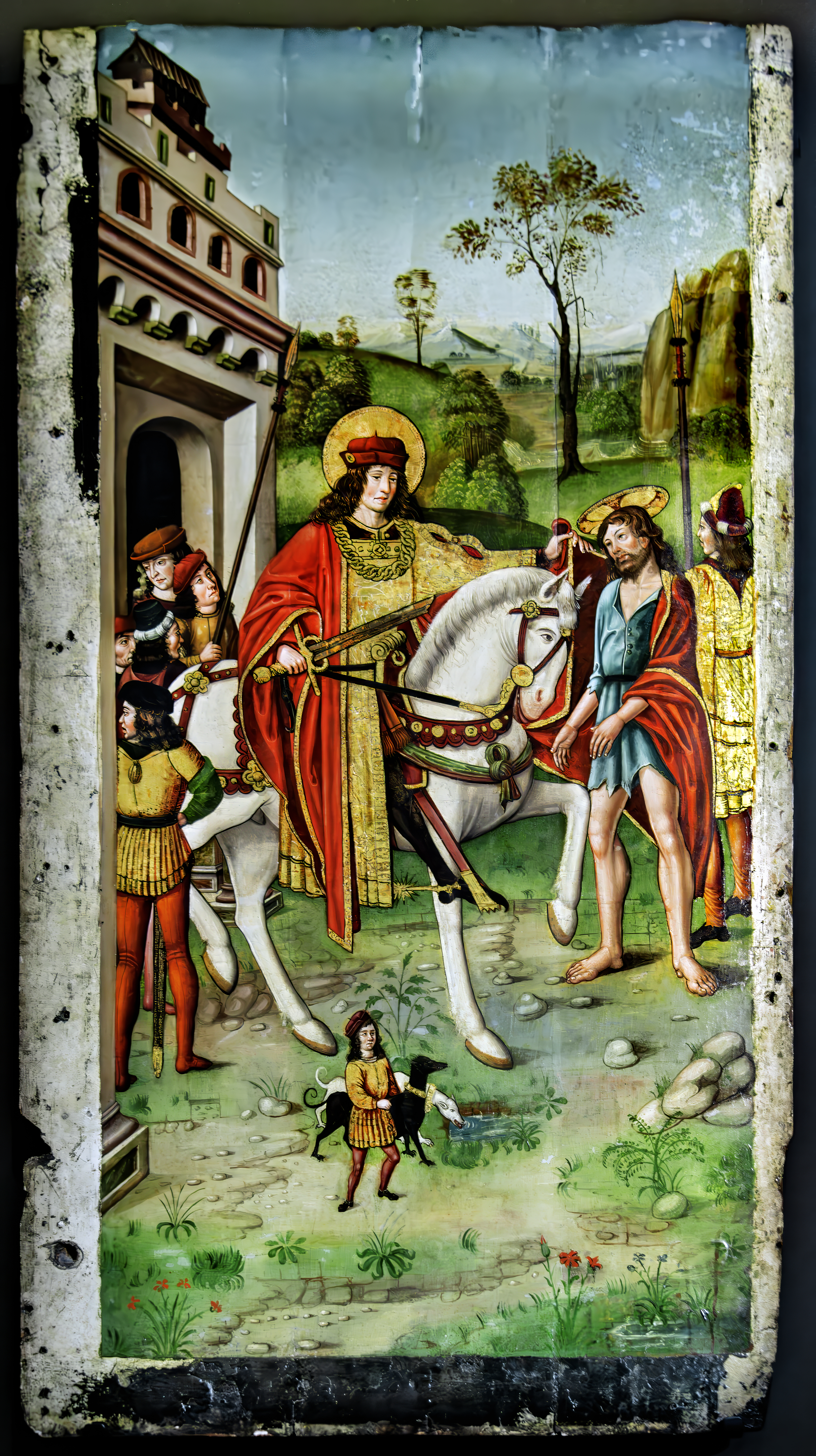
La Charité de saint Martin

- Francisco Pacheco : Le Jugement dernier, Le Christ servi par les anges dans le désert, Régine d'Alésia.

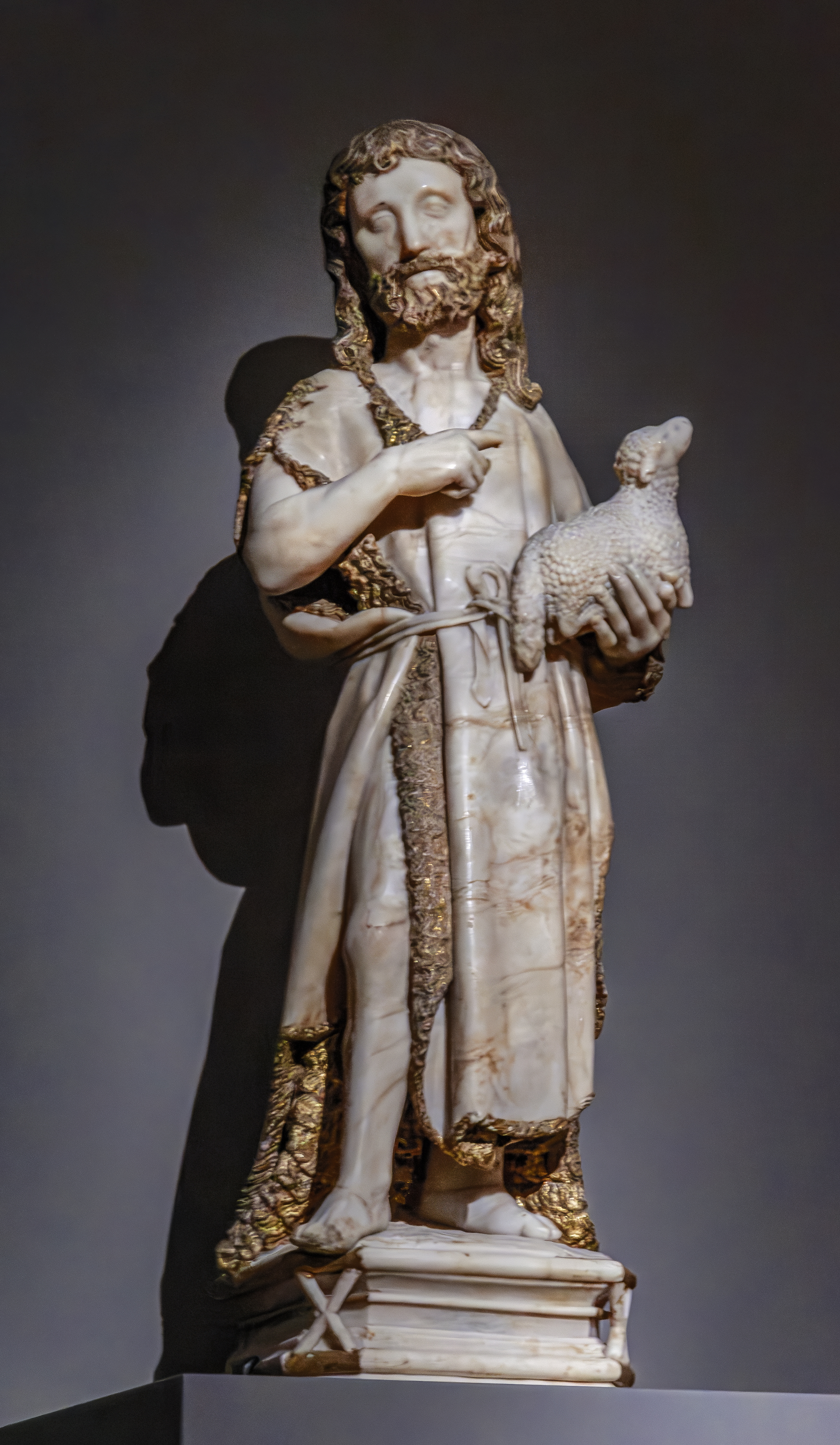
Francisco Varela (en) : Saint Jean Baptiste, Saint Jean l’Évangéliste.
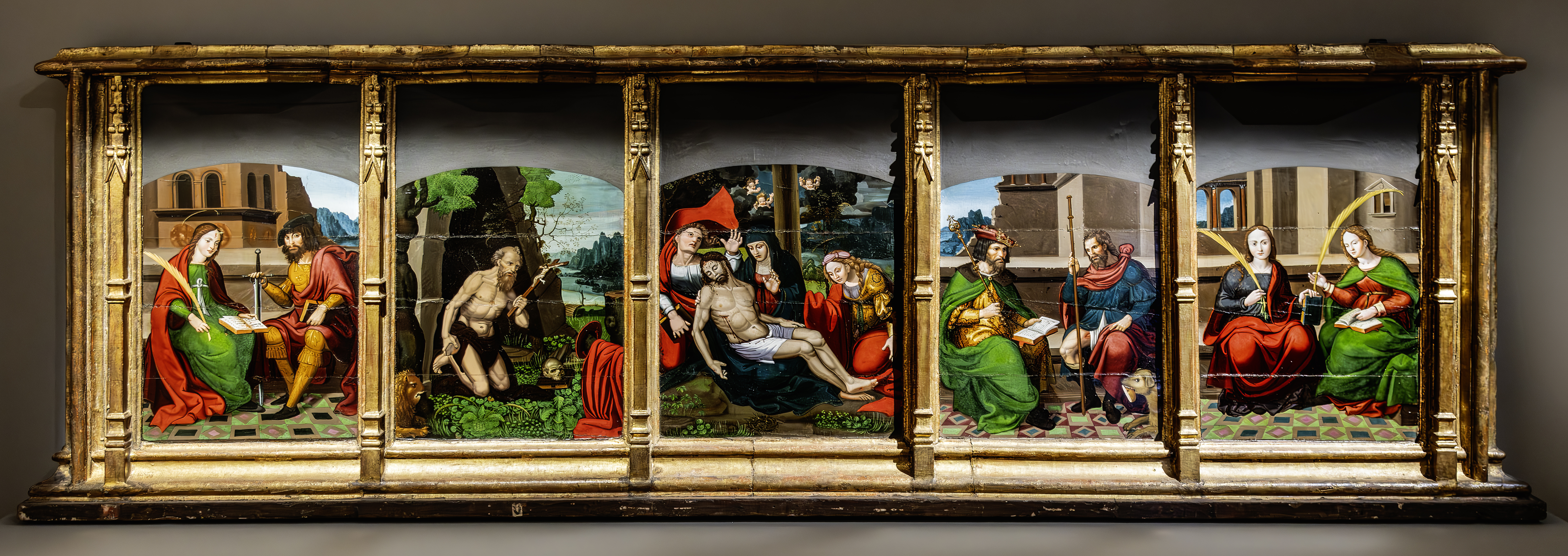
Prédelle du Maître d'Alcira, 1526
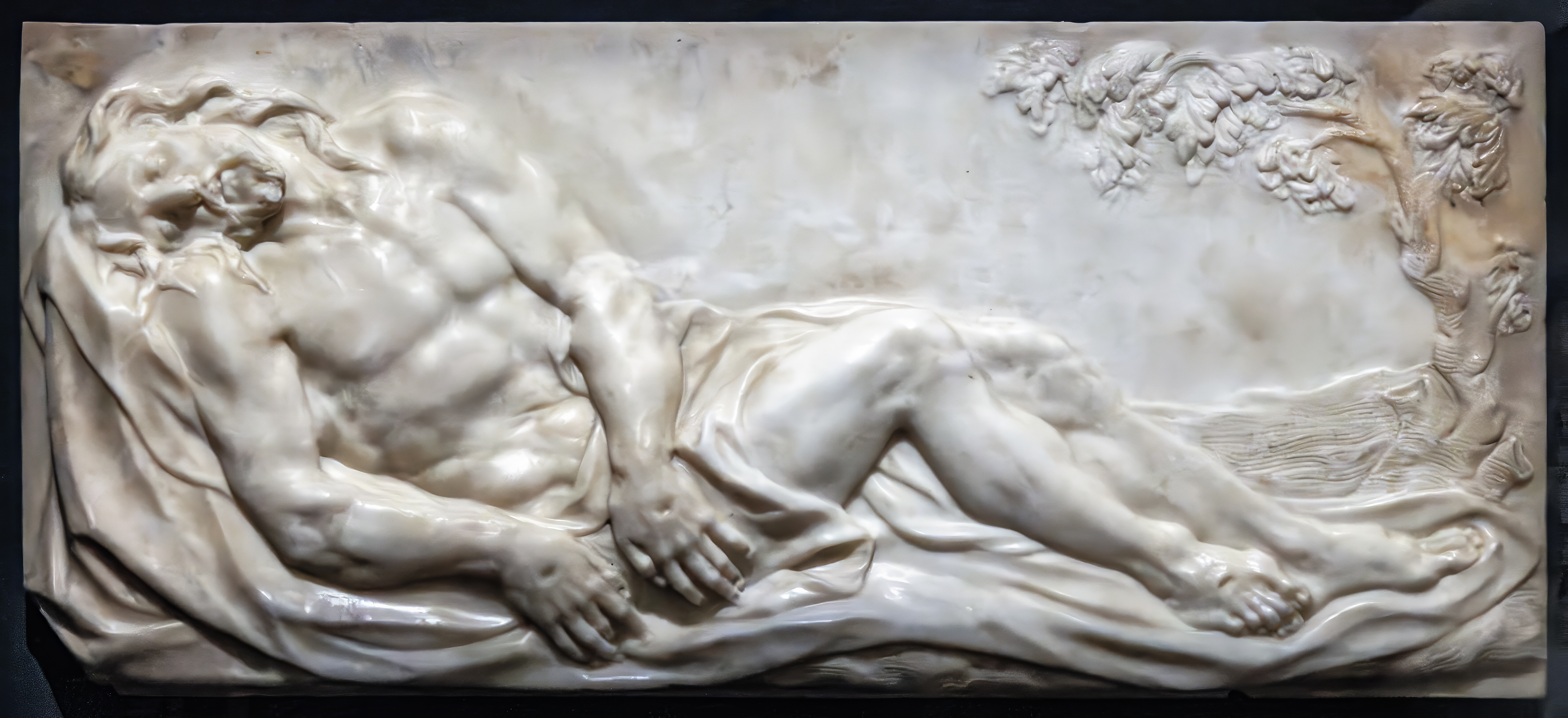
Le Christ mort - Espagne XVIe.
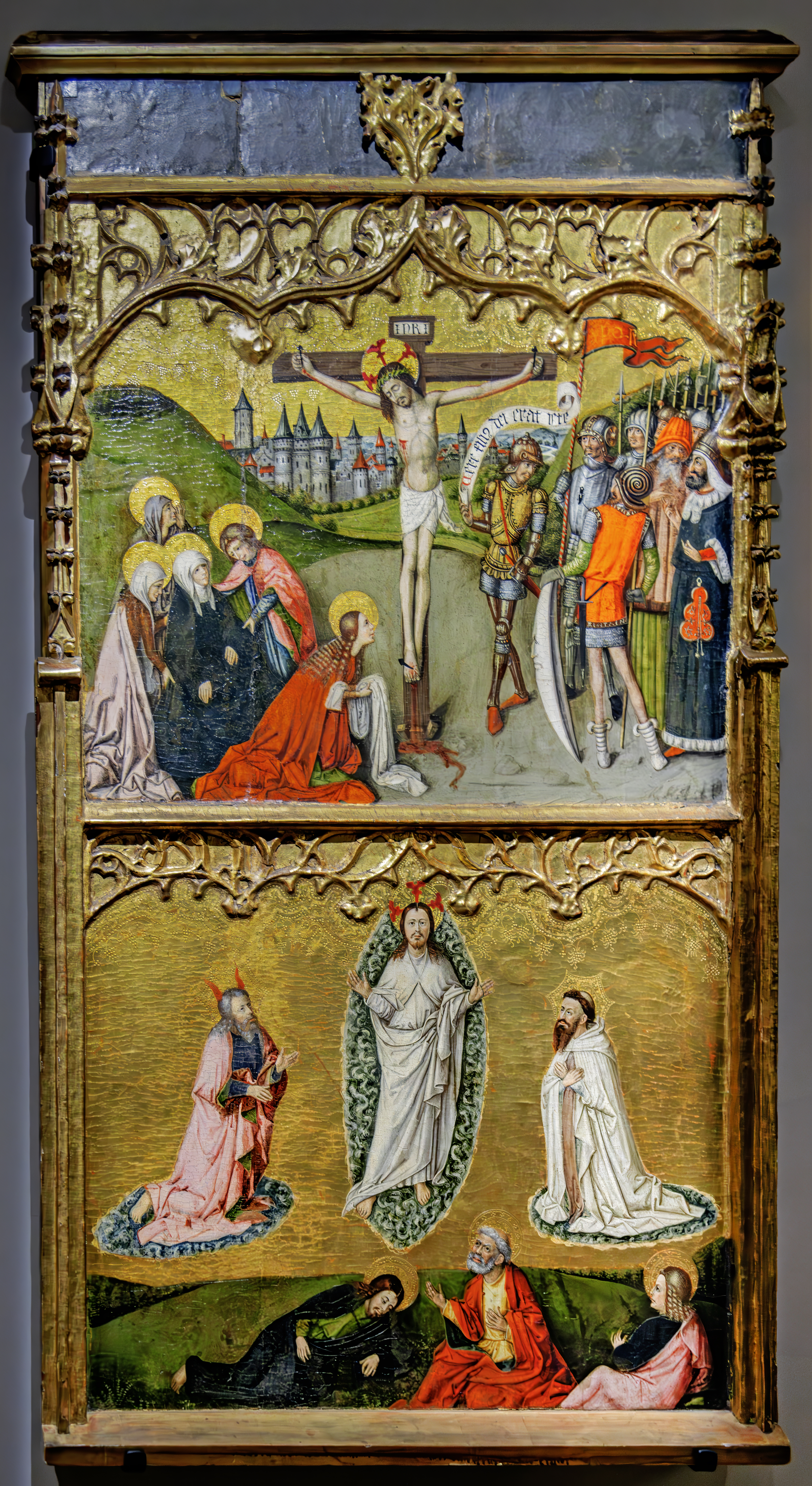
Joan Reixach, La Crucifixion et la Transfiguration du Christ.
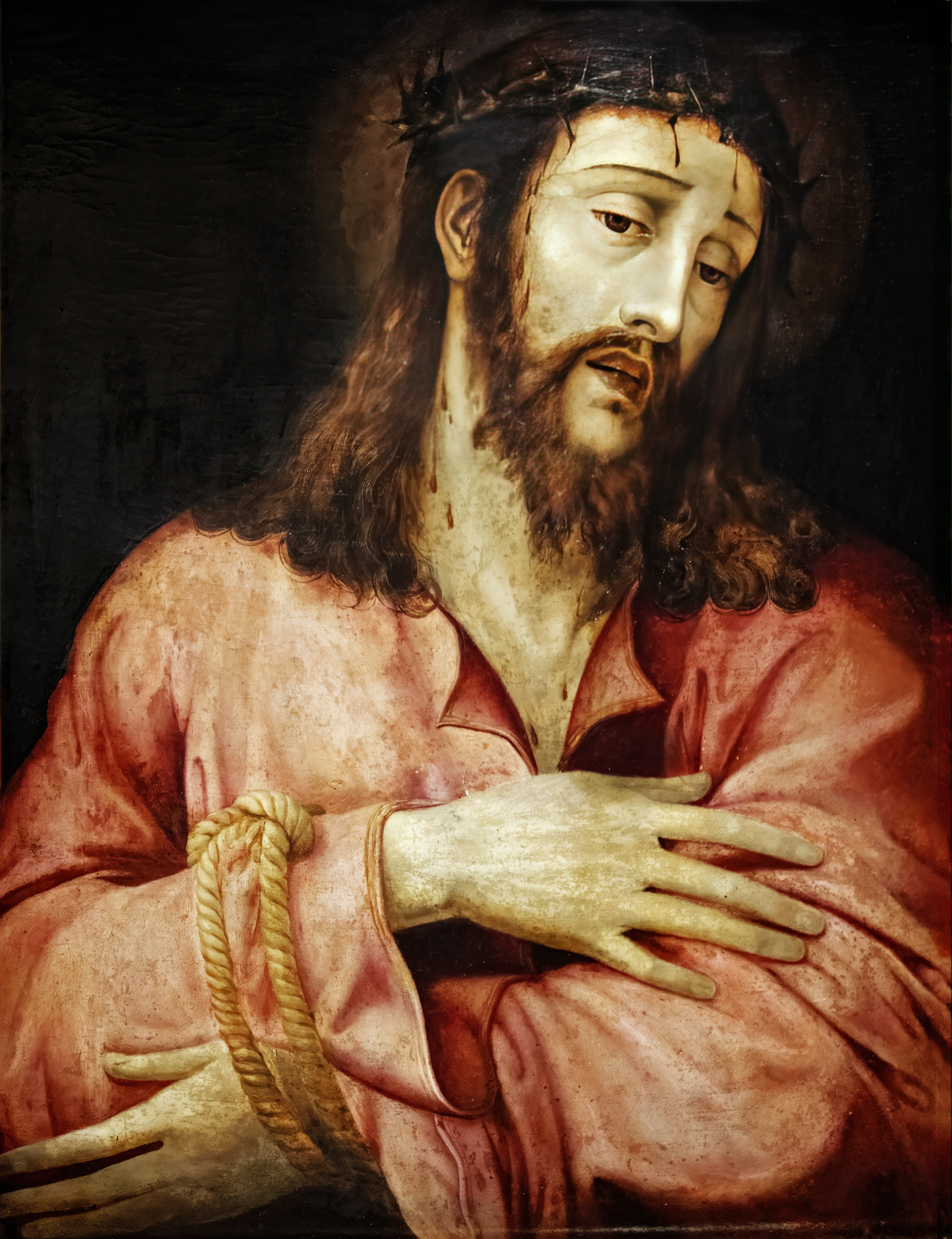
Le Christ aux liens, dépôt du Musée du Louvre.
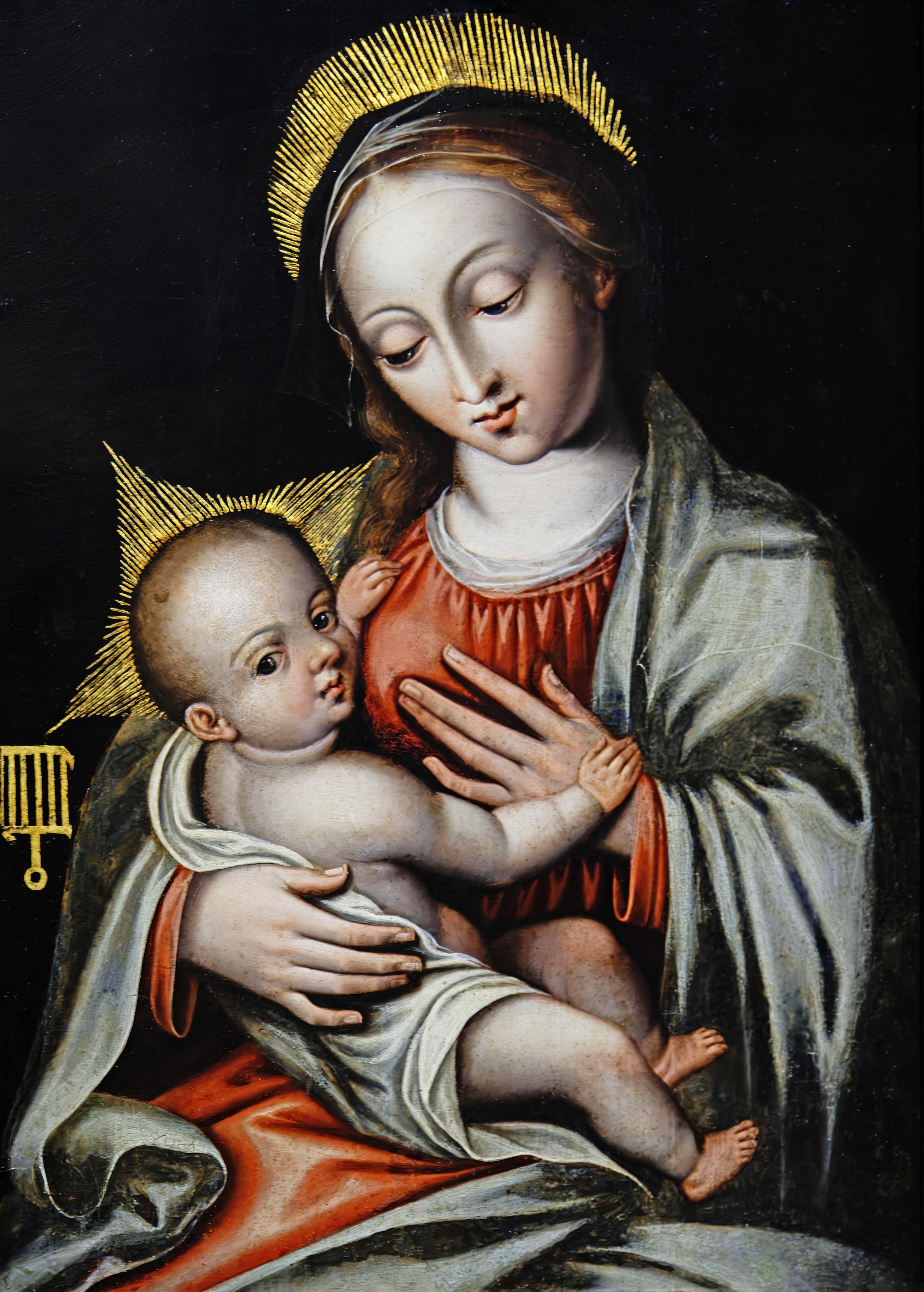
Rodrigo de Holanda, Vierge à l'enfant dite Vierge au gril, dépôt du Musée du Louvre.
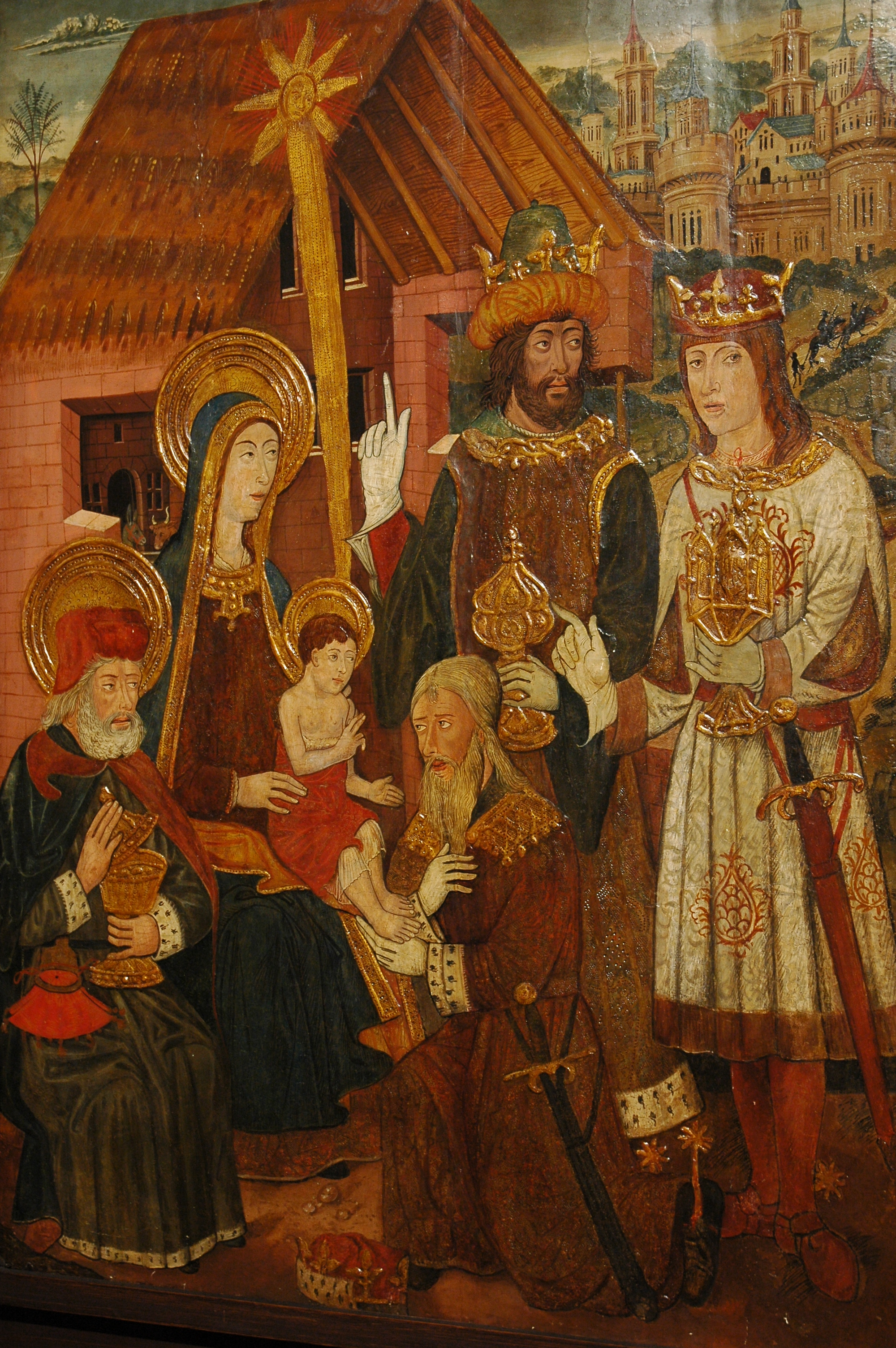
Maître de Viella, L'Adoration des Mages.

- Francisco de Zurbarán : Portrait d'Alvar Velázquez de Lara, Martyr Mercedaire.
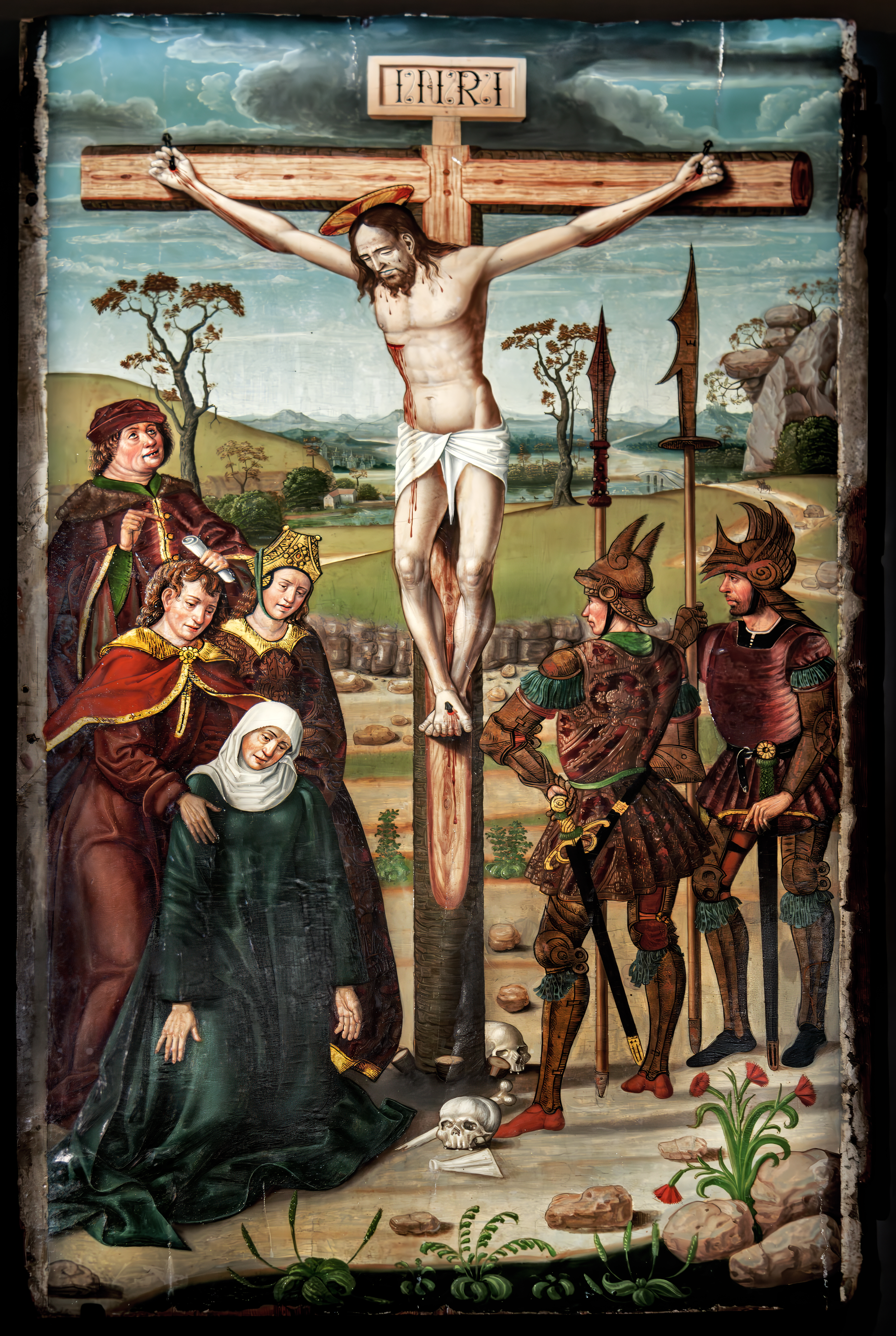
Le Greco : Saint François d'Assise et Frère Léon méditant sur la mort.
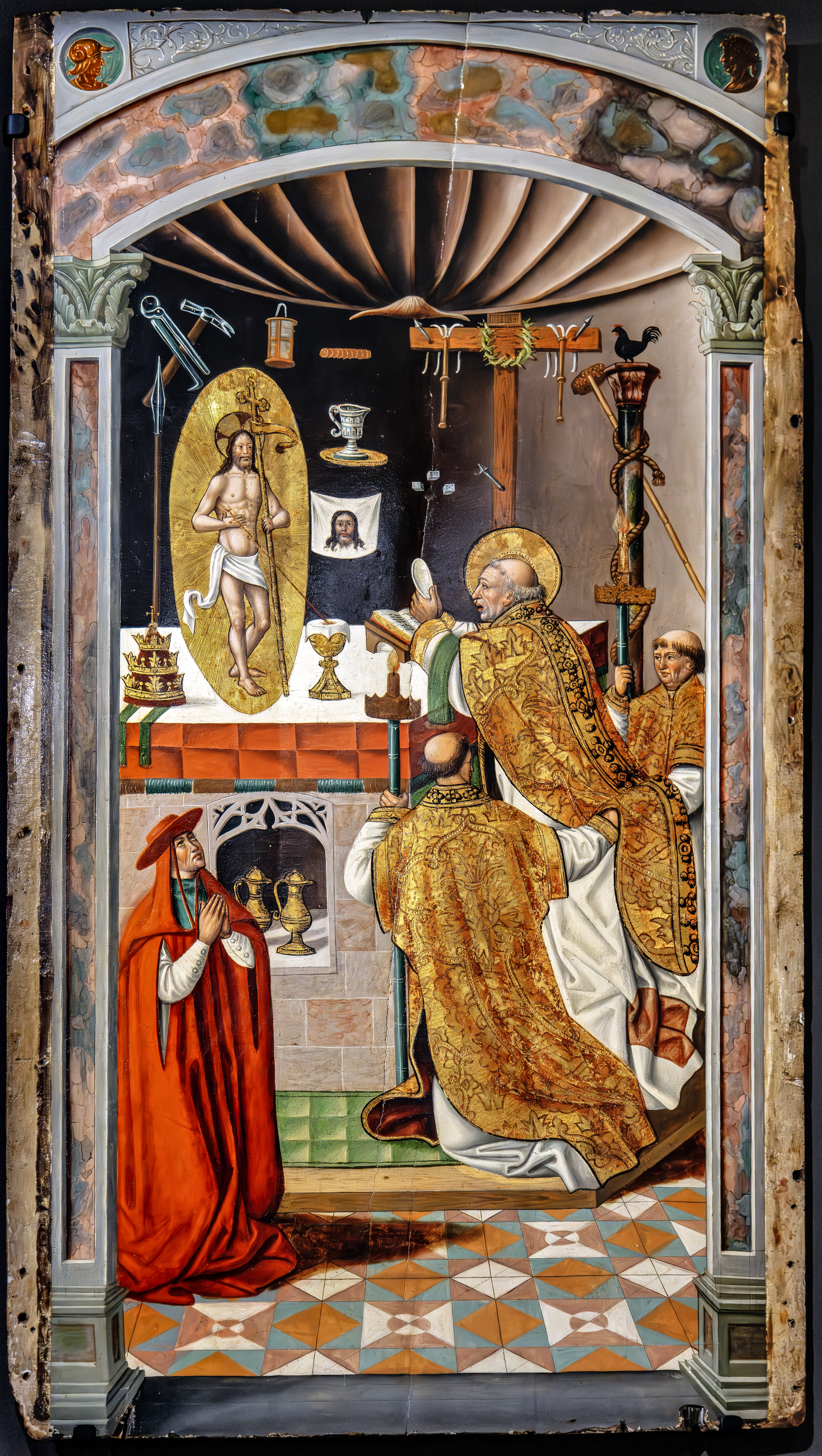
La Messe de saint Grégoire
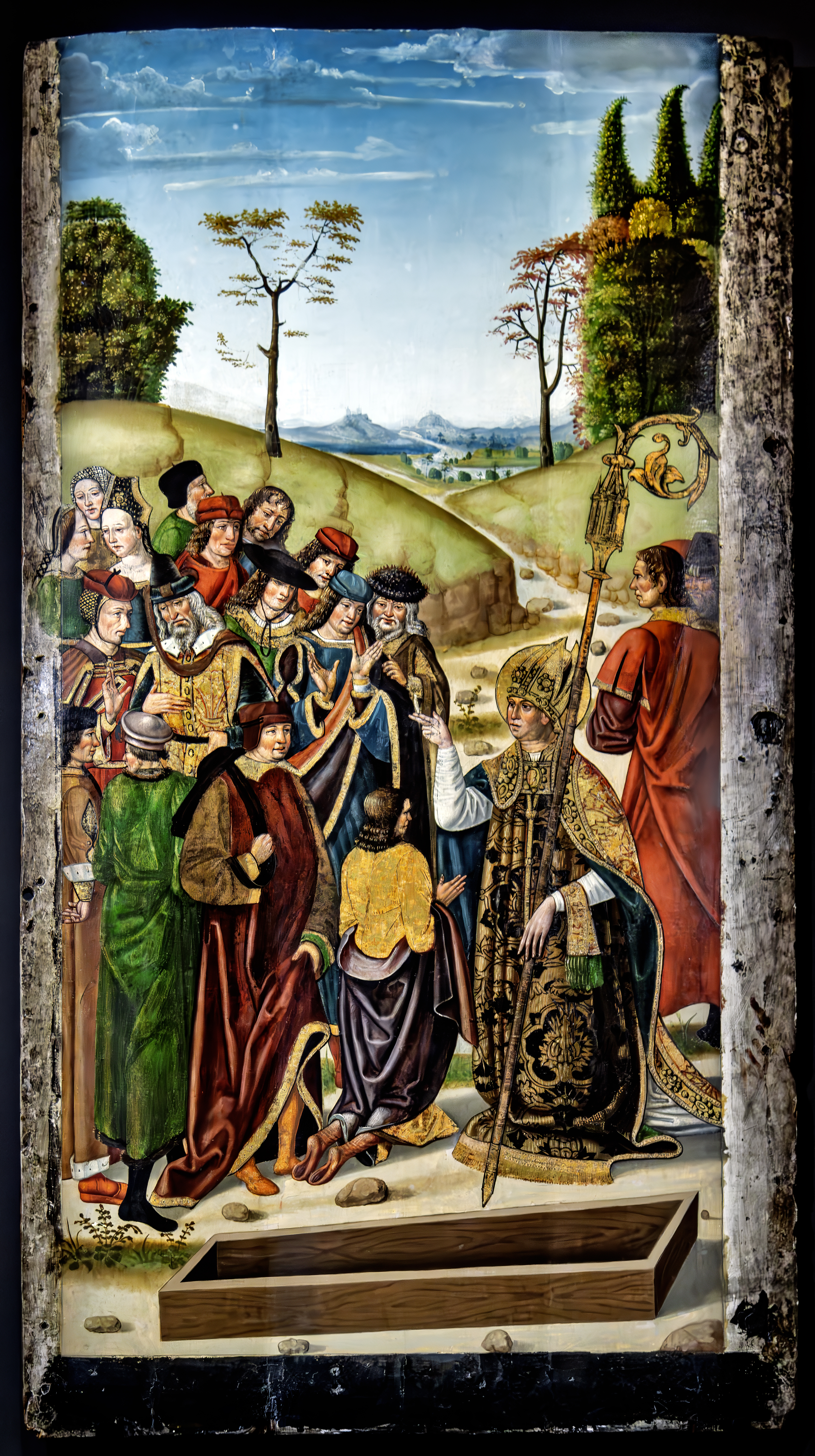
La Résurrection d'un jeune homme
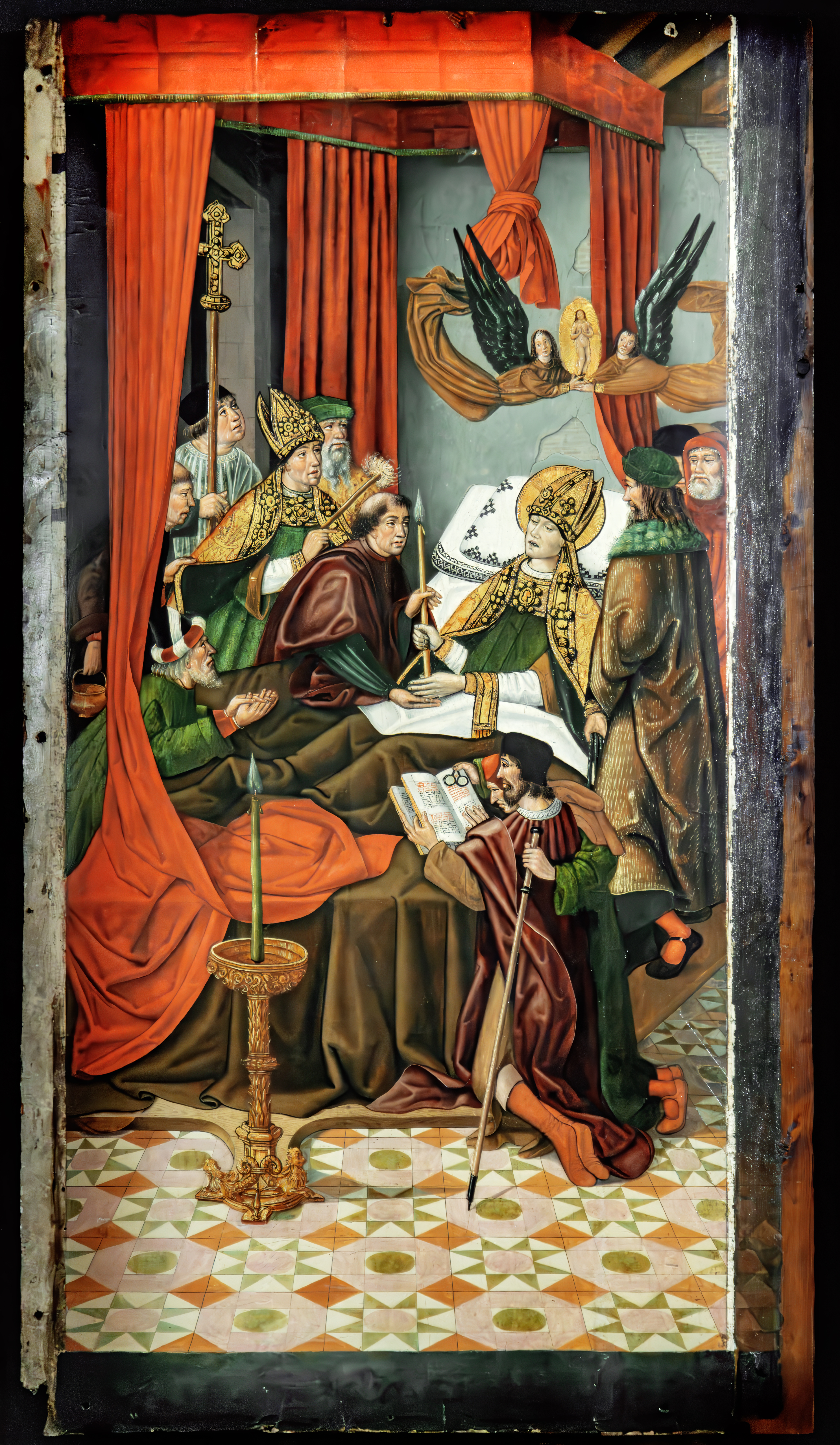
La mort de saint Martin

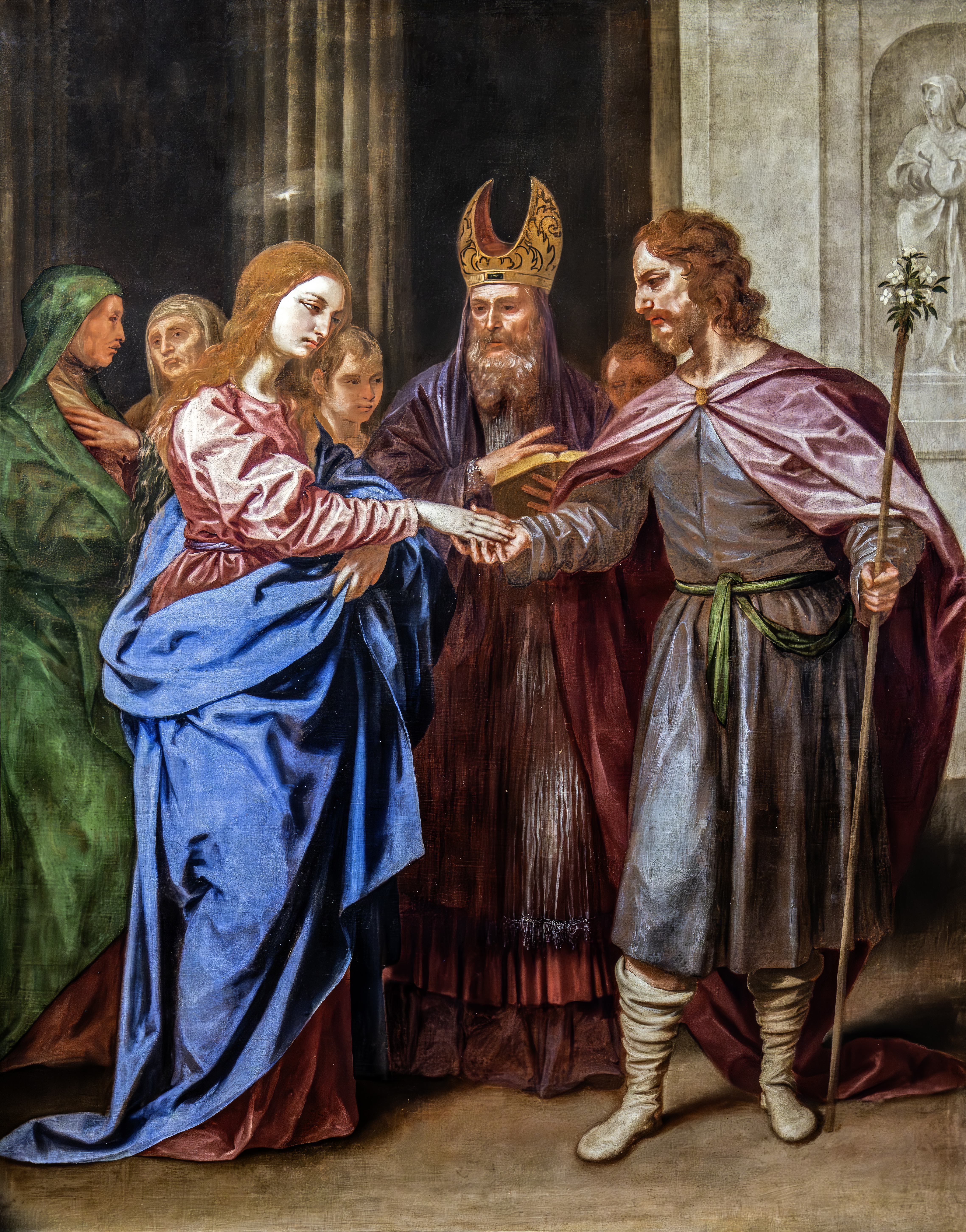
Alonso Cano, Le Mariage de la Vierge, ca 1655.
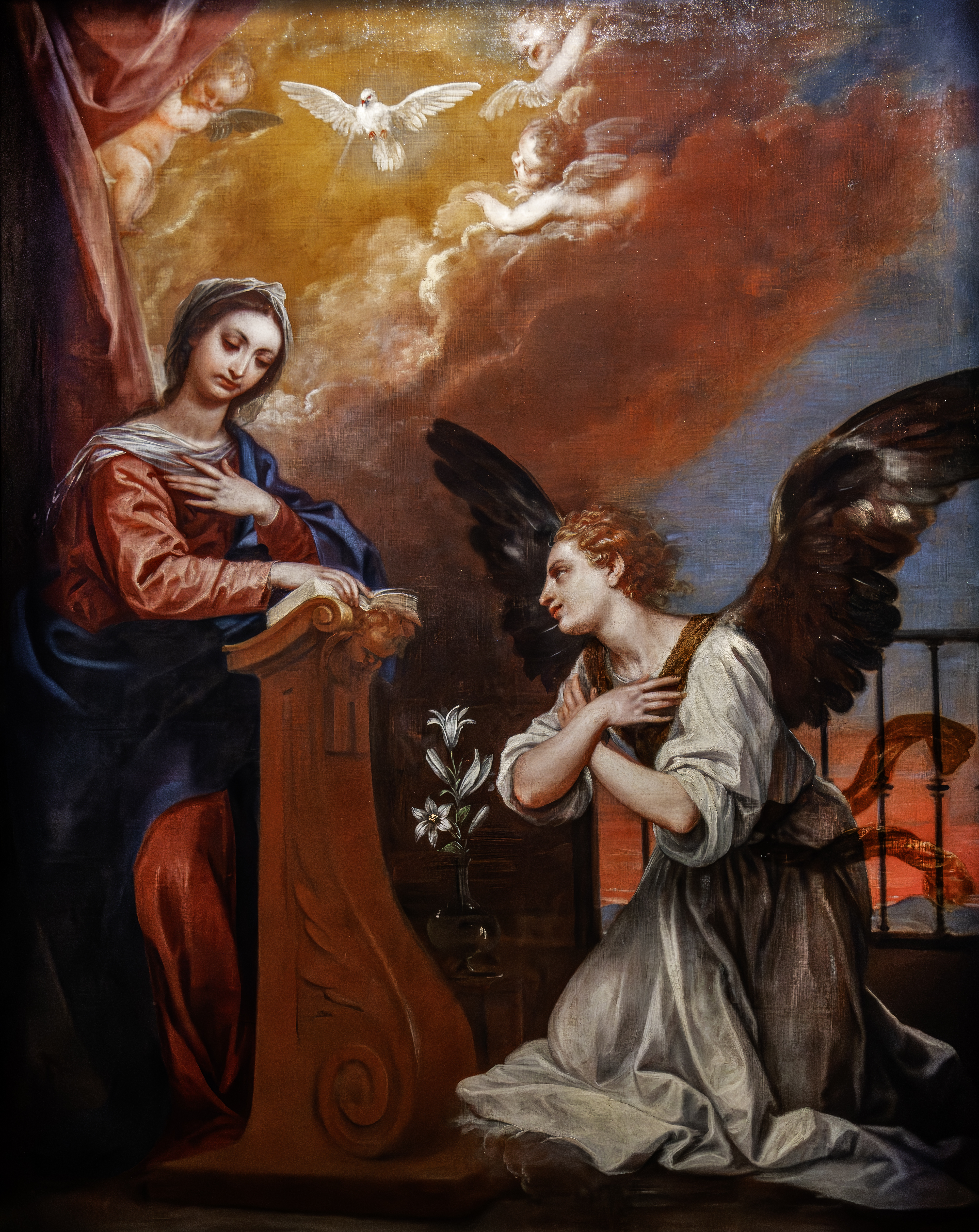
Alonso Cano, L'Annonciation, ca 1655.
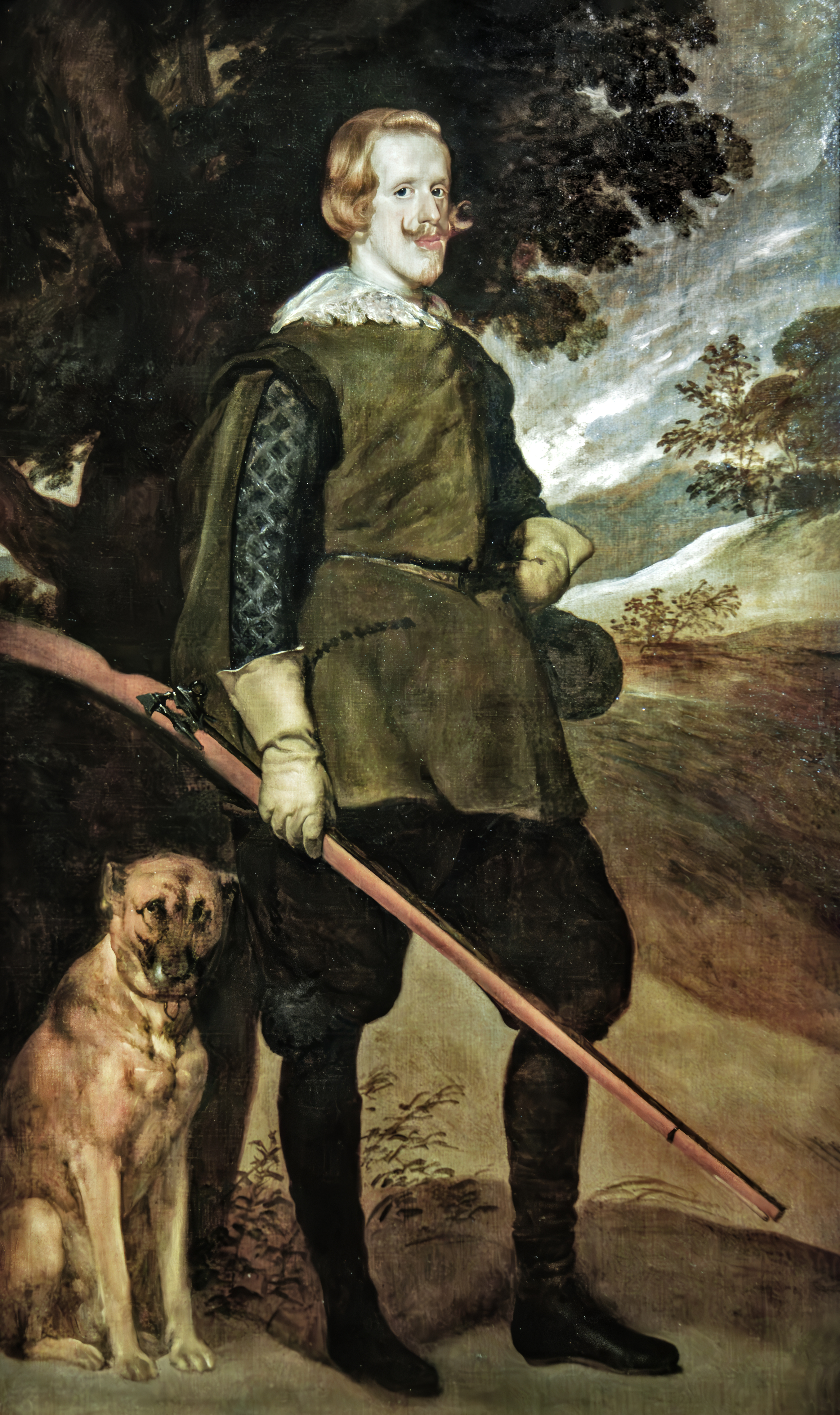
Diego Velázquez, Portrait de Philippe IV en chasseur.
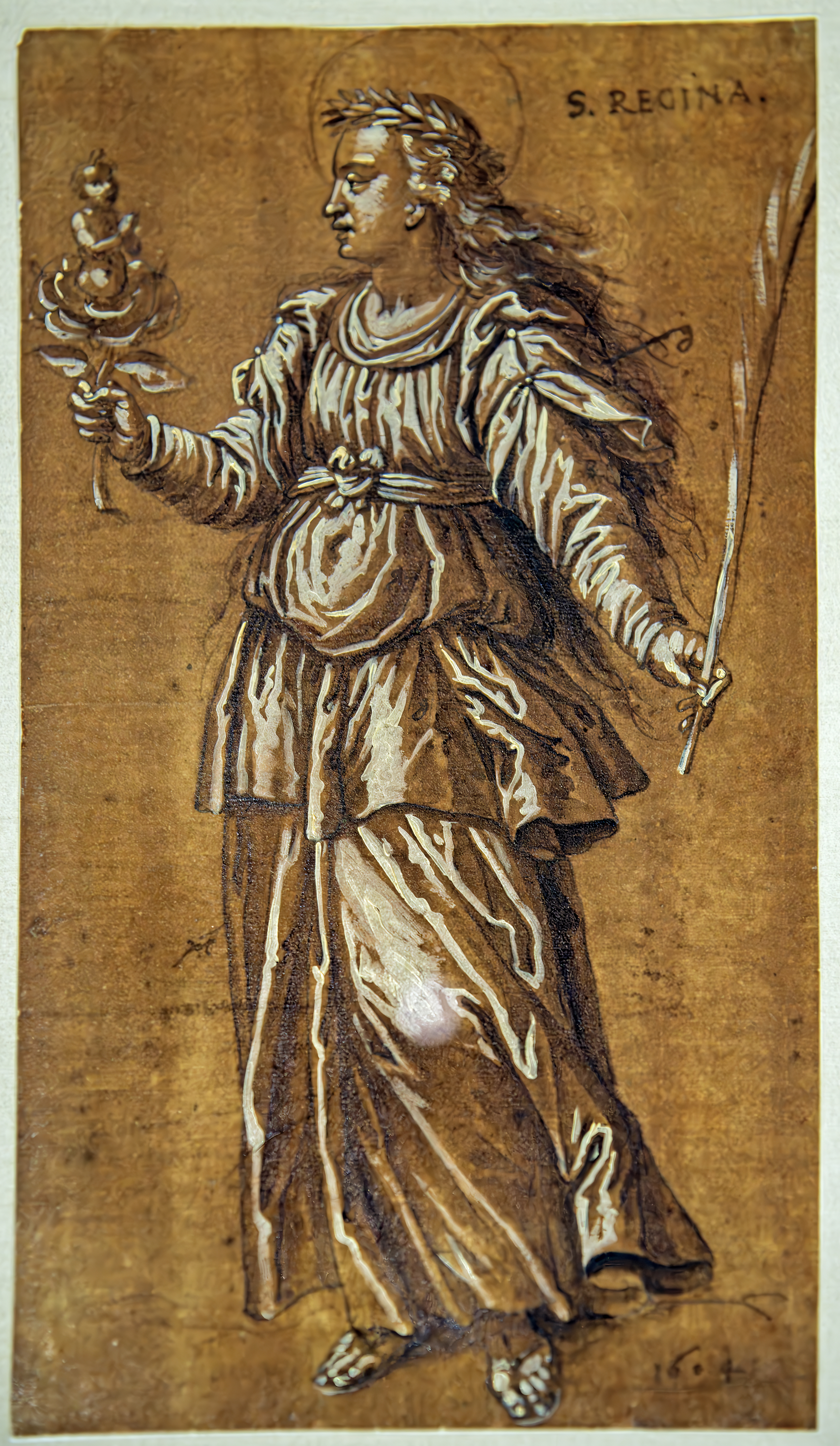
Francisco Pacheco, Régine d'Alésia, 1604.
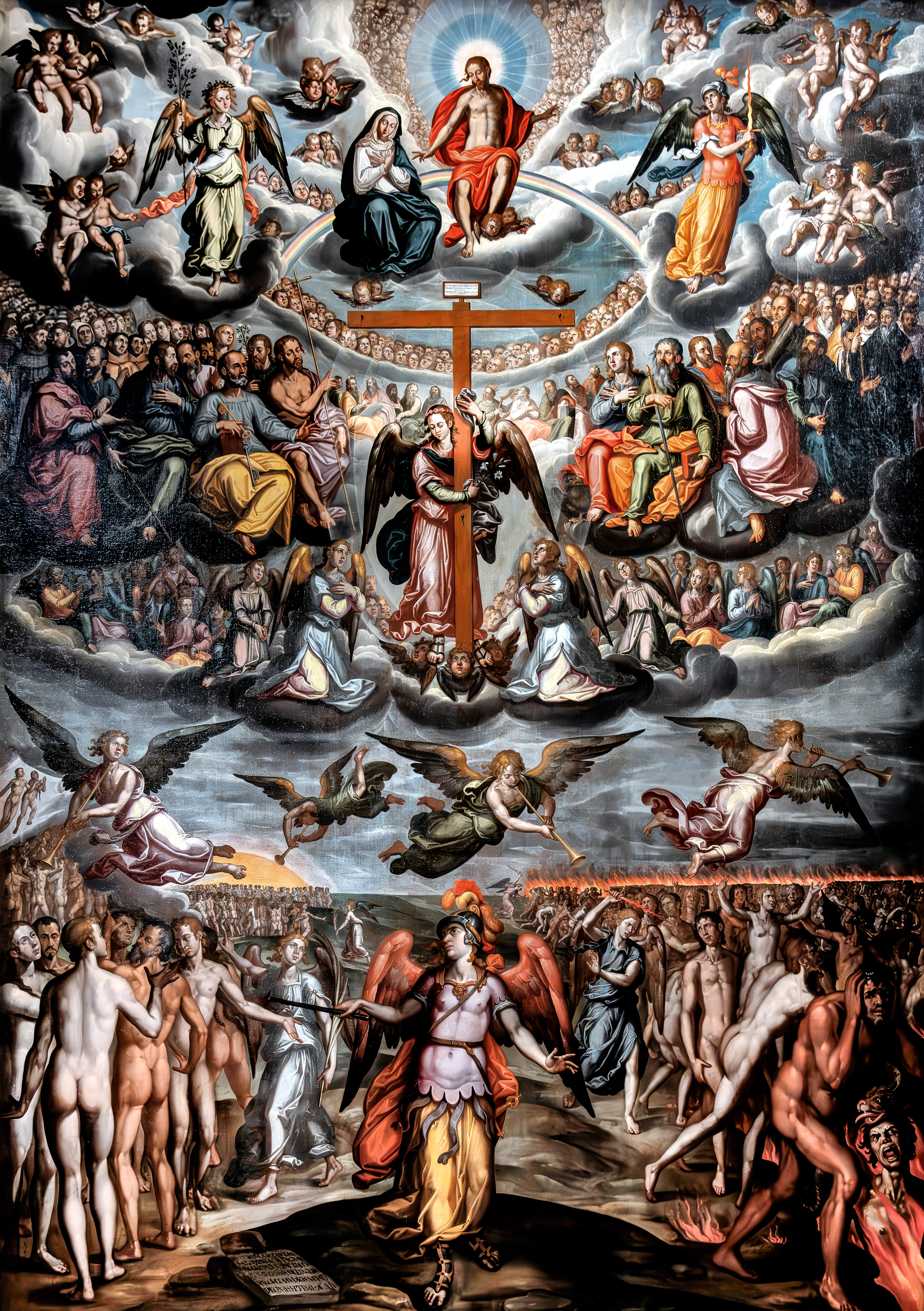
Francisco Pacheco, Le Jugement dernier, 1614.
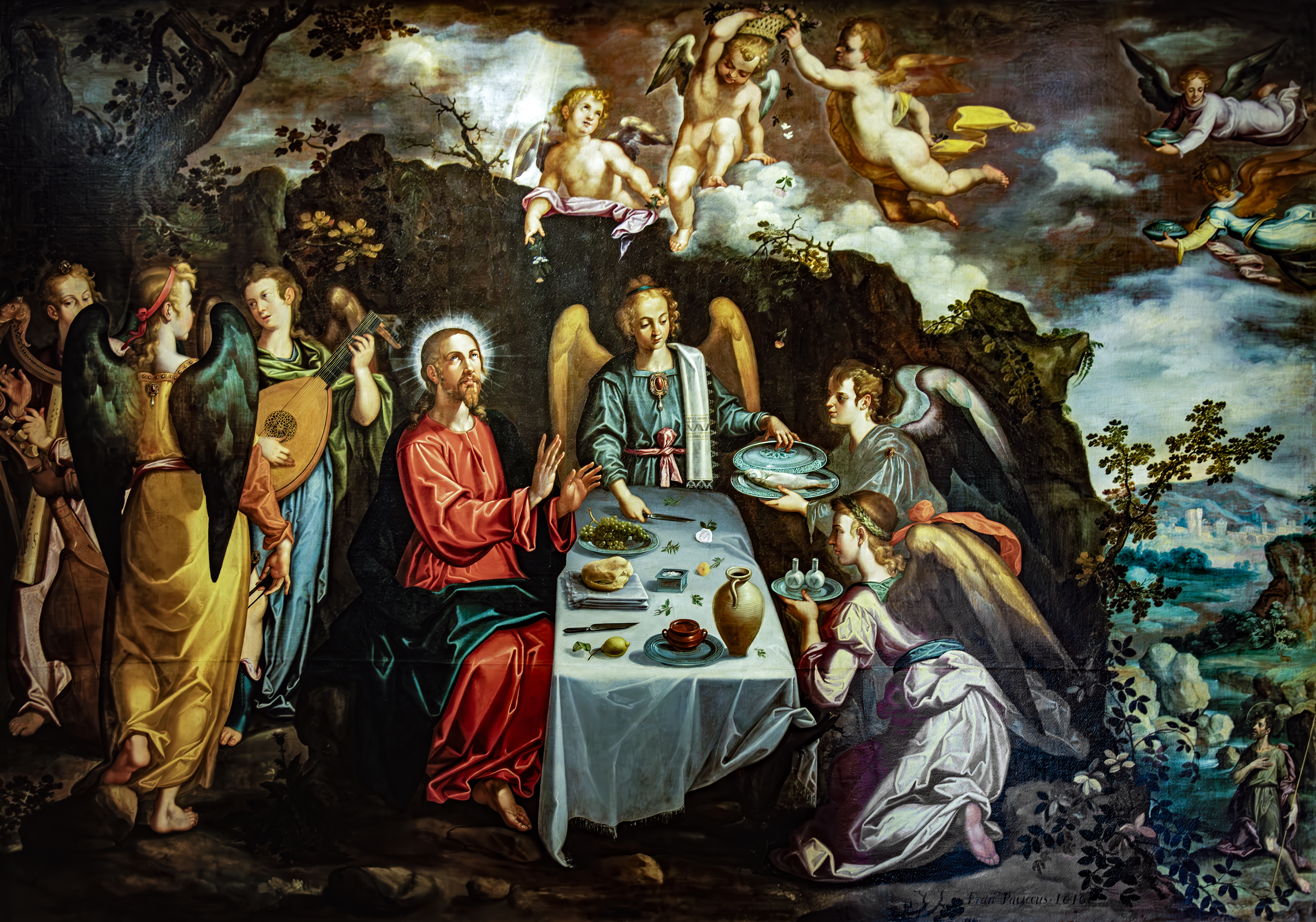
Francisco Pacheco et Diego Velázquez, Le Christ servi par les anges dans le désert, 1616
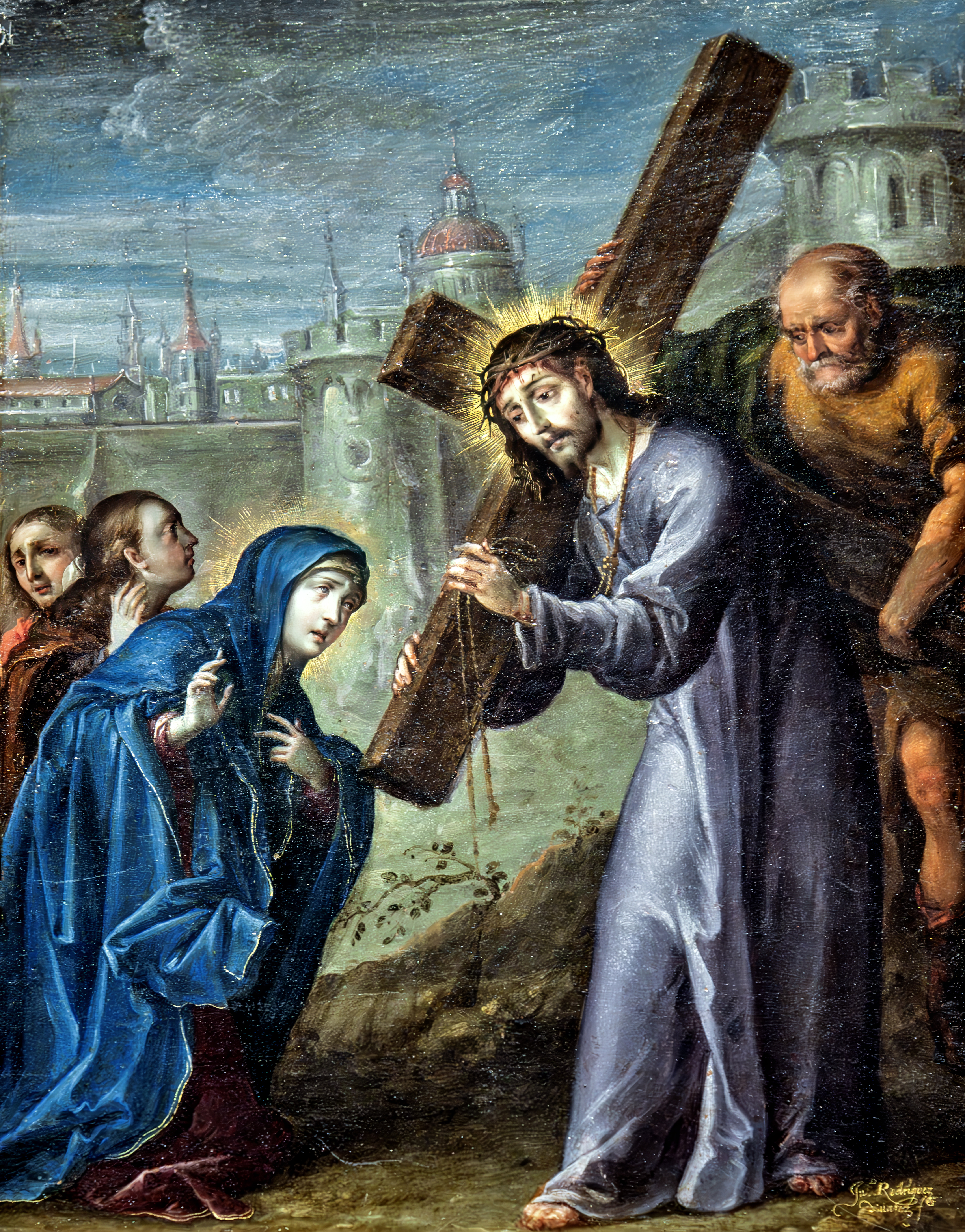
Juan Rodríguez Juárez, Le Christ portant sa Croix
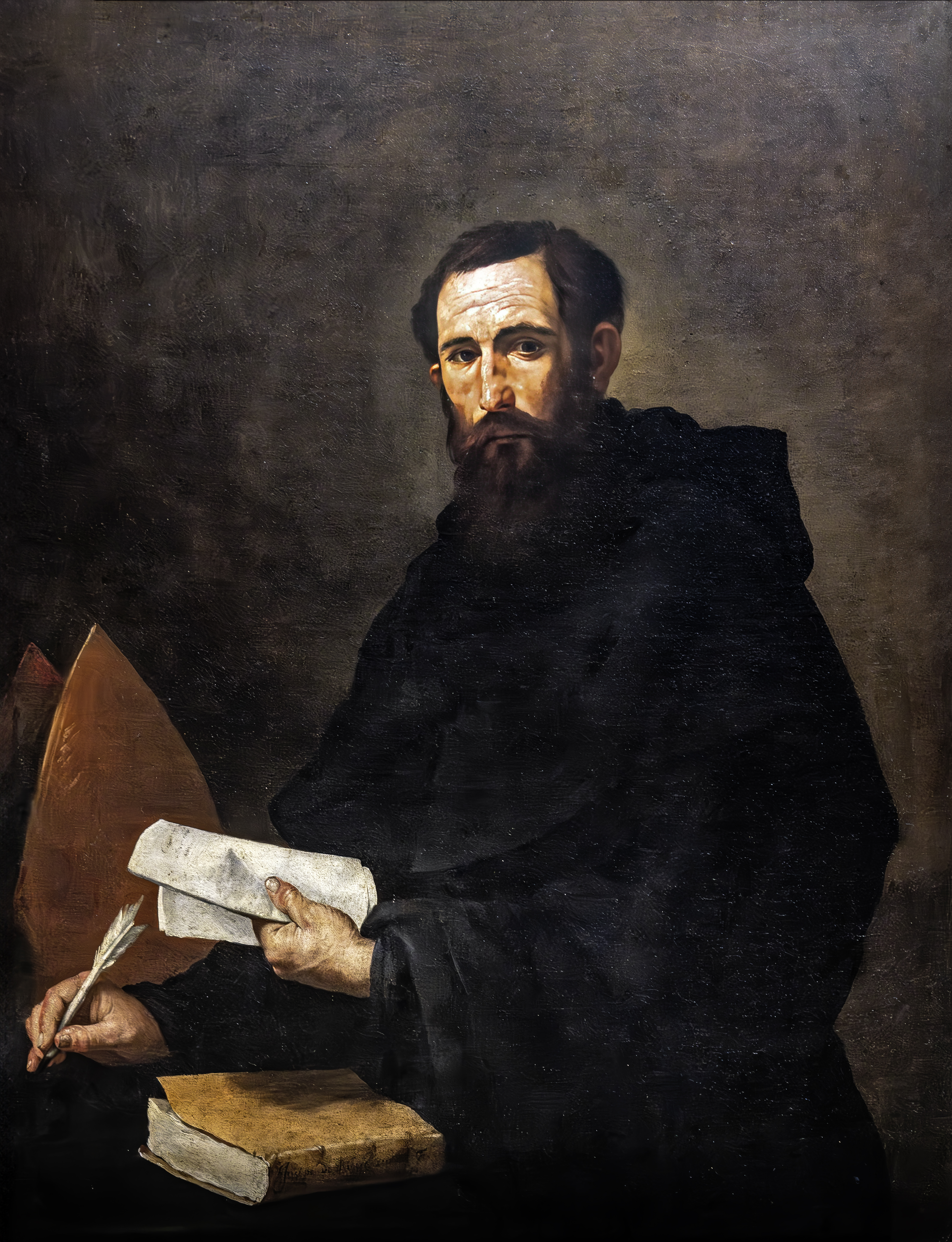
José de Ribera : Saint Augustin, Le Martyre de saint André.
- Juan Pantoja de la Cruz : Portrait de Philippe III.
- Juan de Arellano : Corbeille de fleurs.
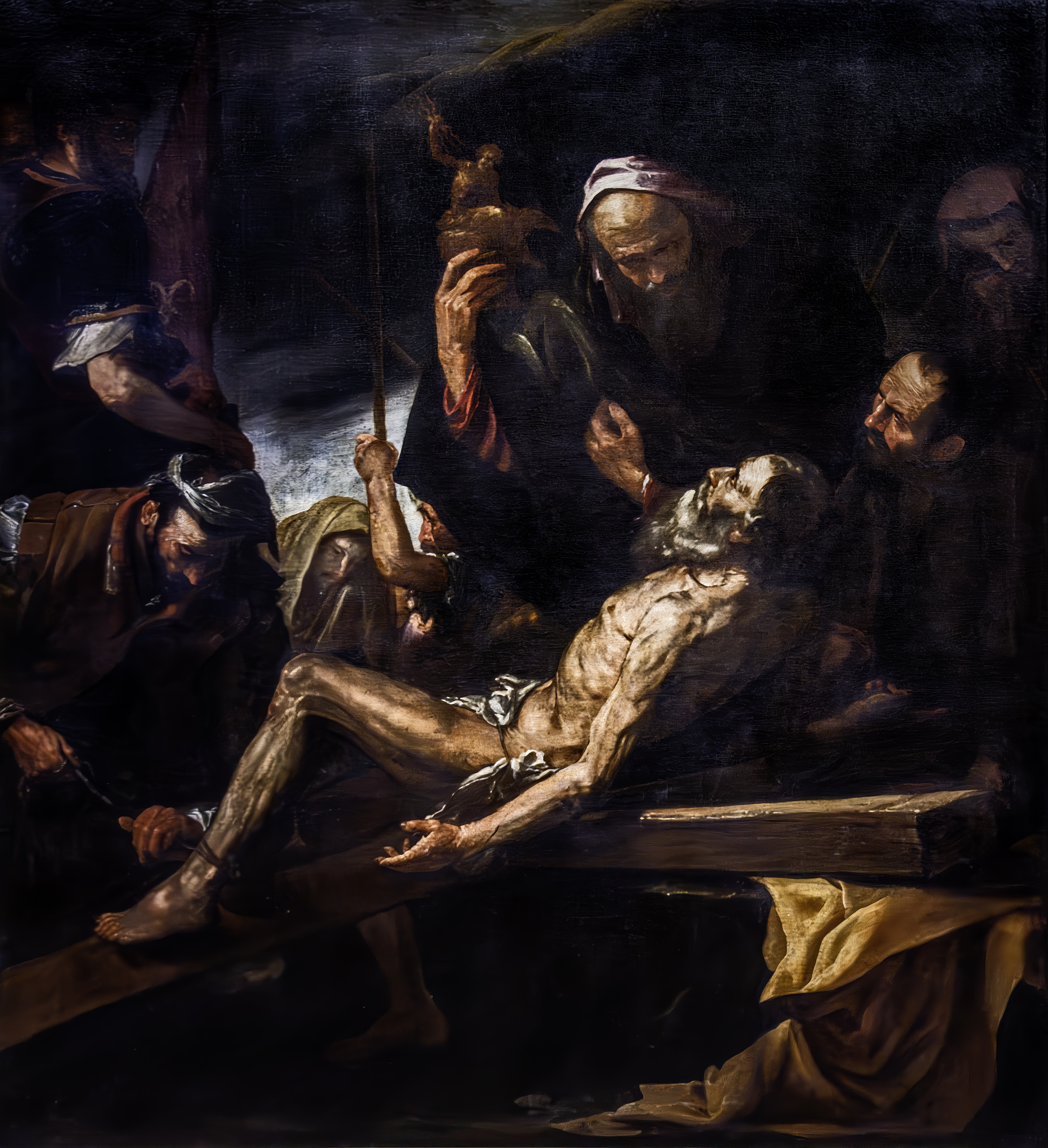
Juan de Valdés Leal : Le Christ servi par les anges; Prédication de Saint Jean Baptiste
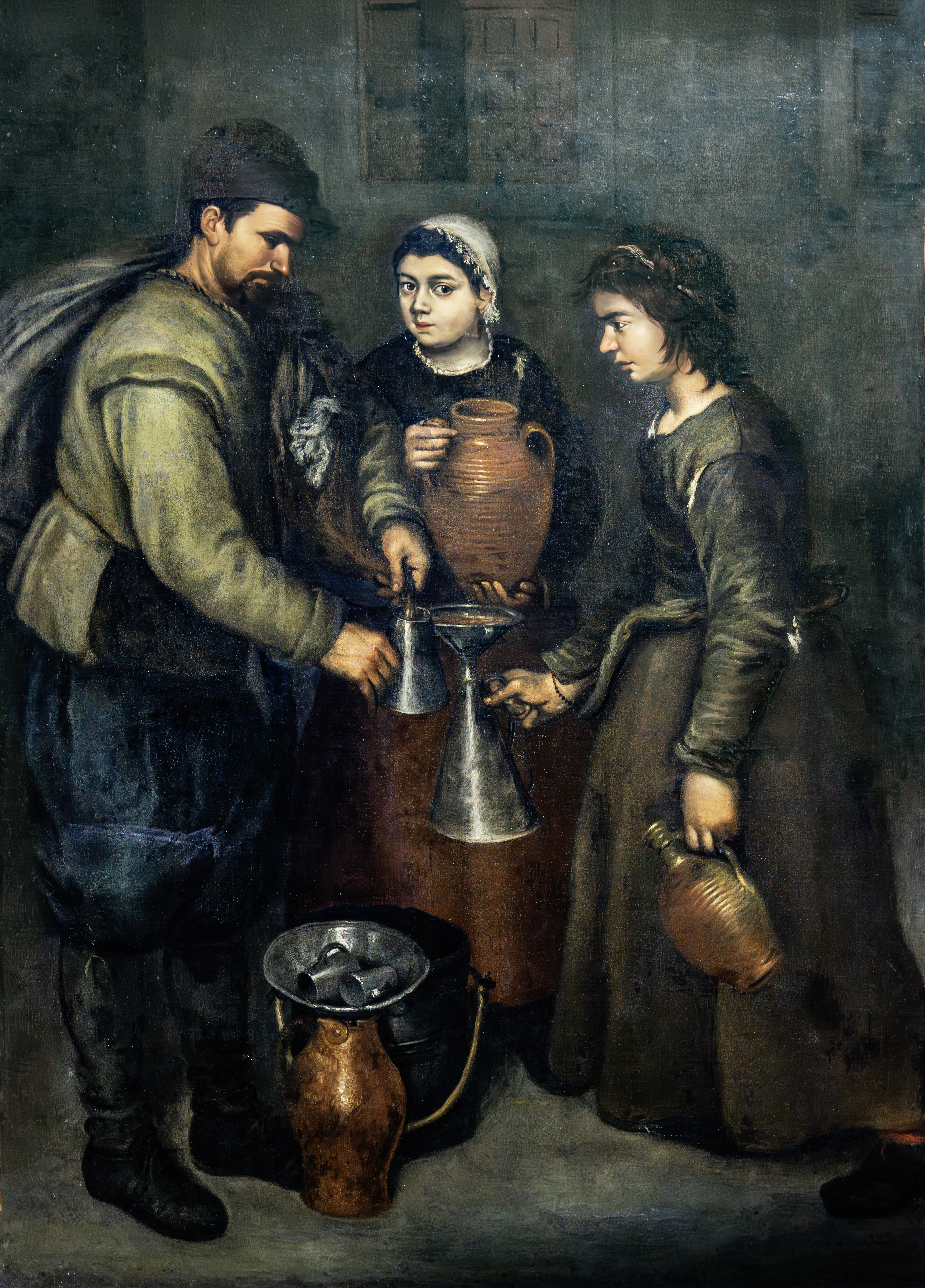
Antonio Puga, Le Marchand d'huile, 1640
Pedro Orrente, L'Adoration des bergers, 1645
Luca Giordano : Hercule au repos.
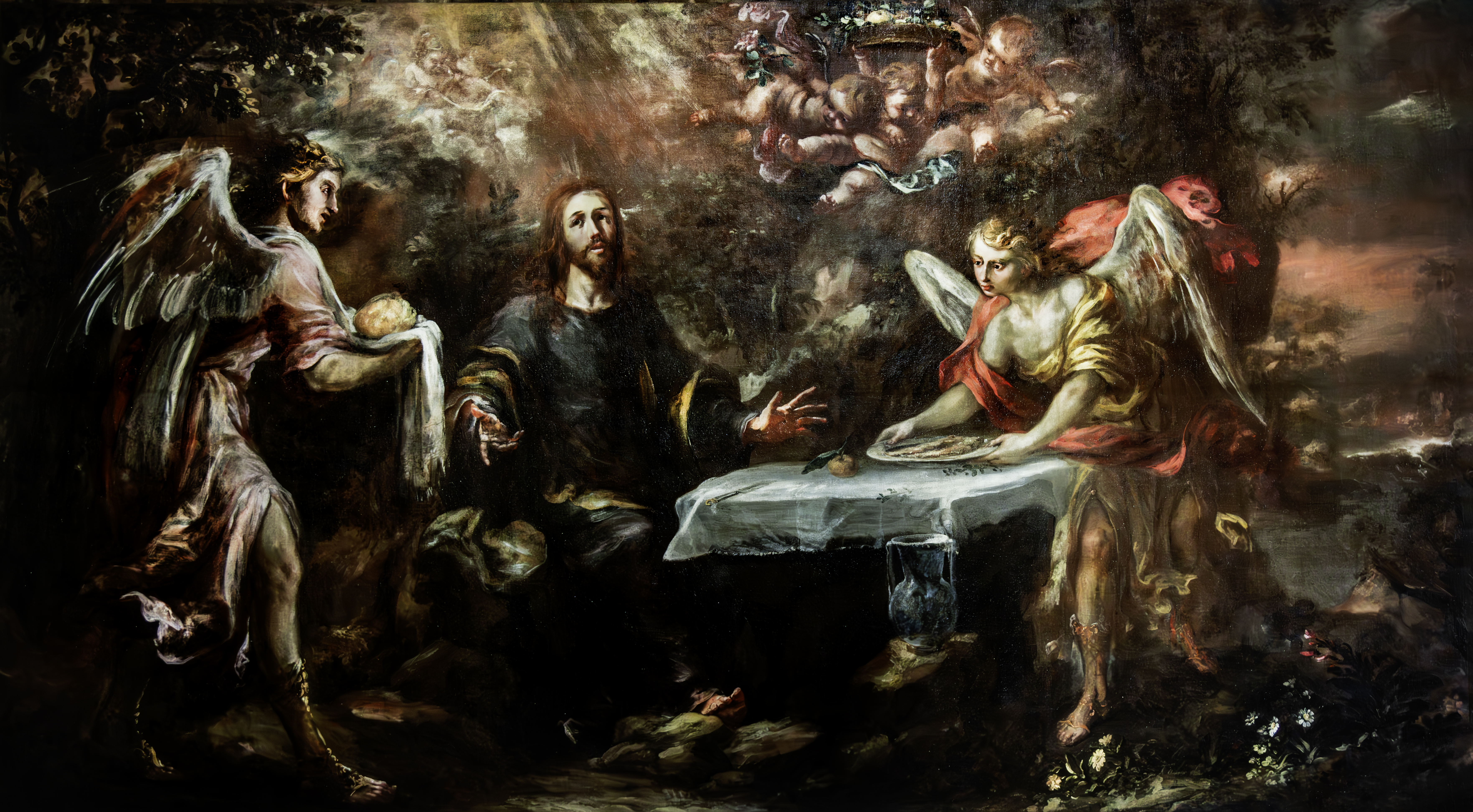
Juan de Valdés Leal, Le Christ servi par les anges, 1663
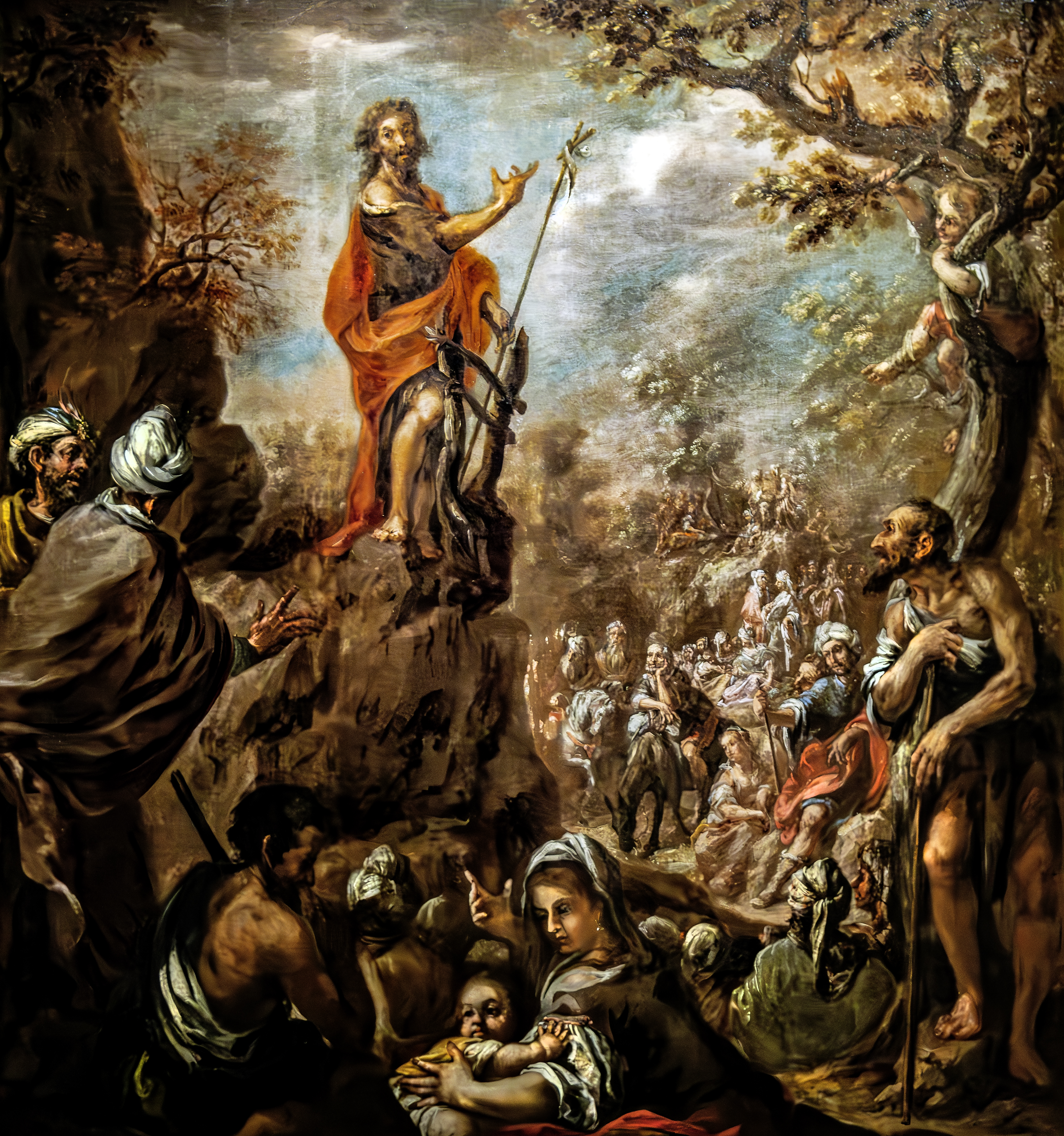
Juan de Valdés Leal, Prédication de Saint Jean Baptiste, ca 1663
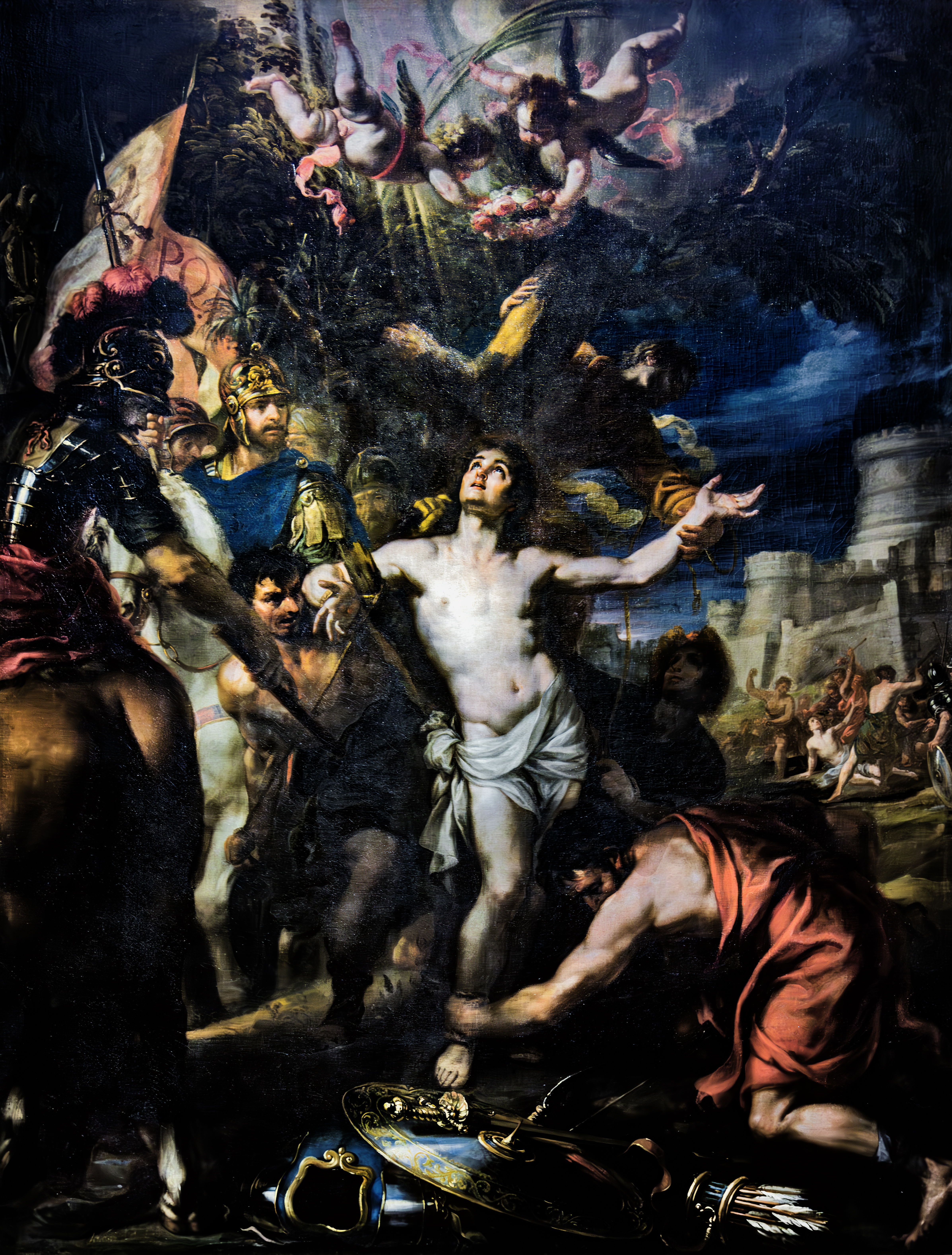
Sebastián Muñoz, Le Martyre de saint Sébastien, 1687
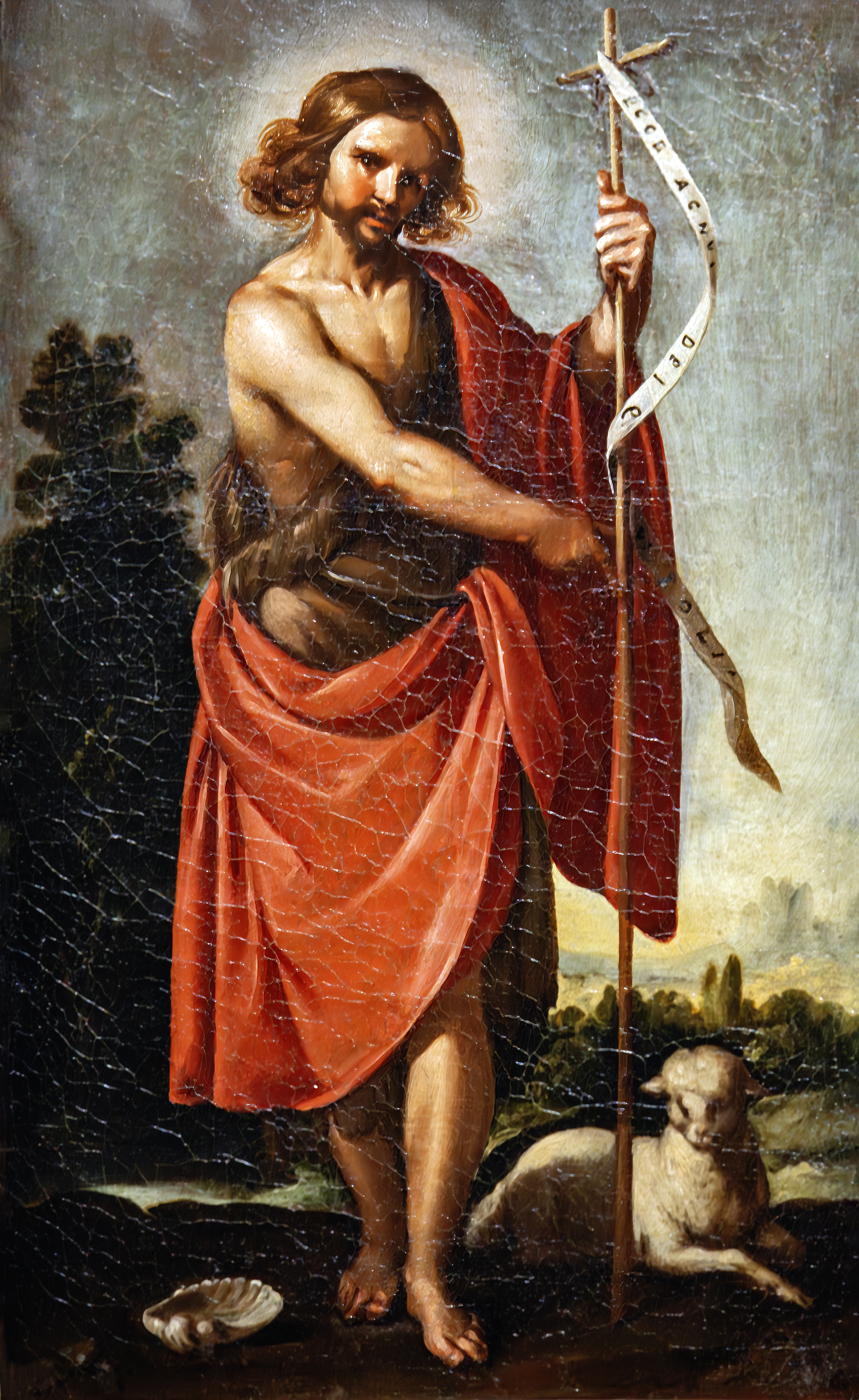
Francisco Varela, Saint Jean Baptiste
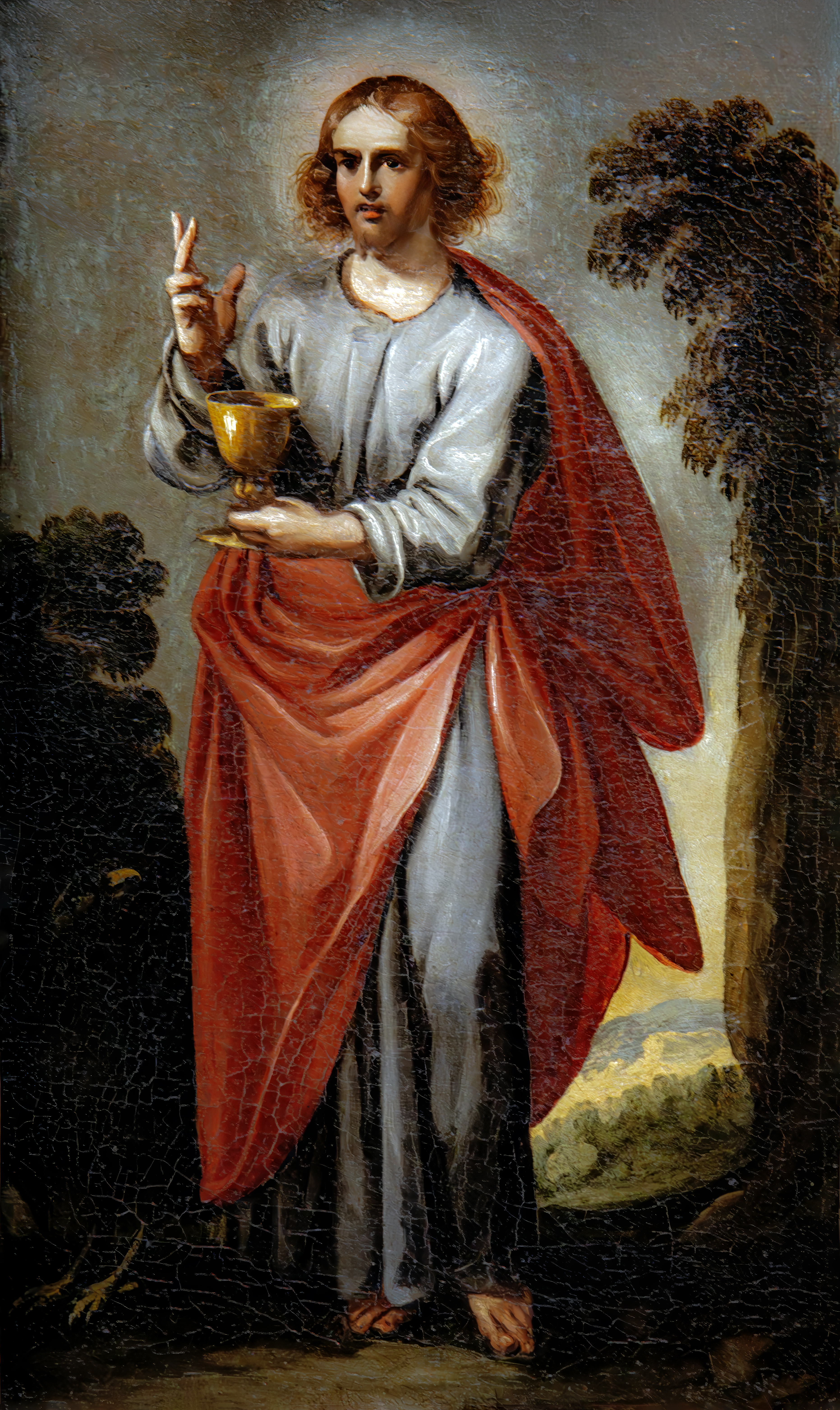
Francisco Varela, Saint Jean l'Evangéliste
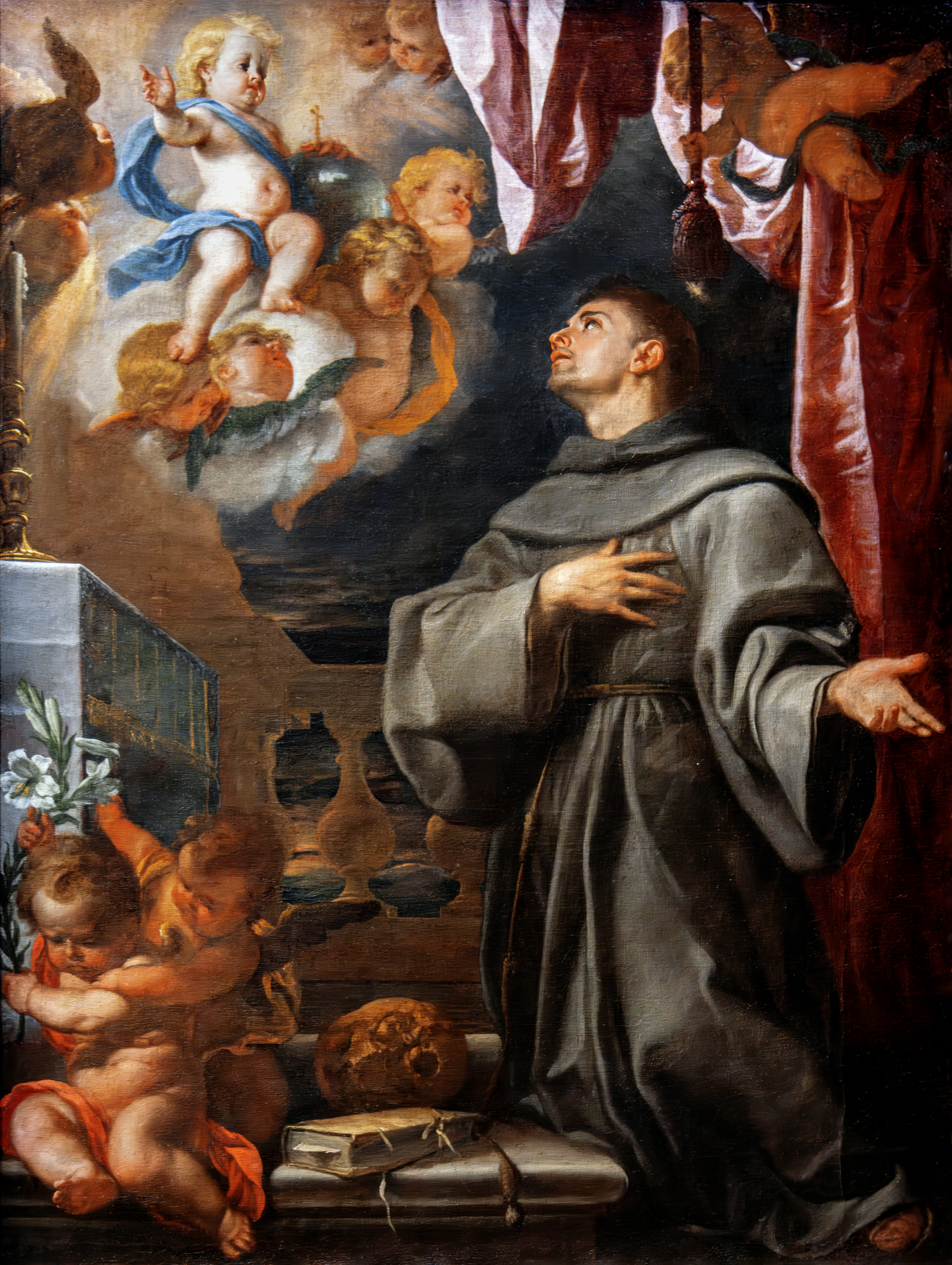
Claudio Coello, La Vision de saint Antoine
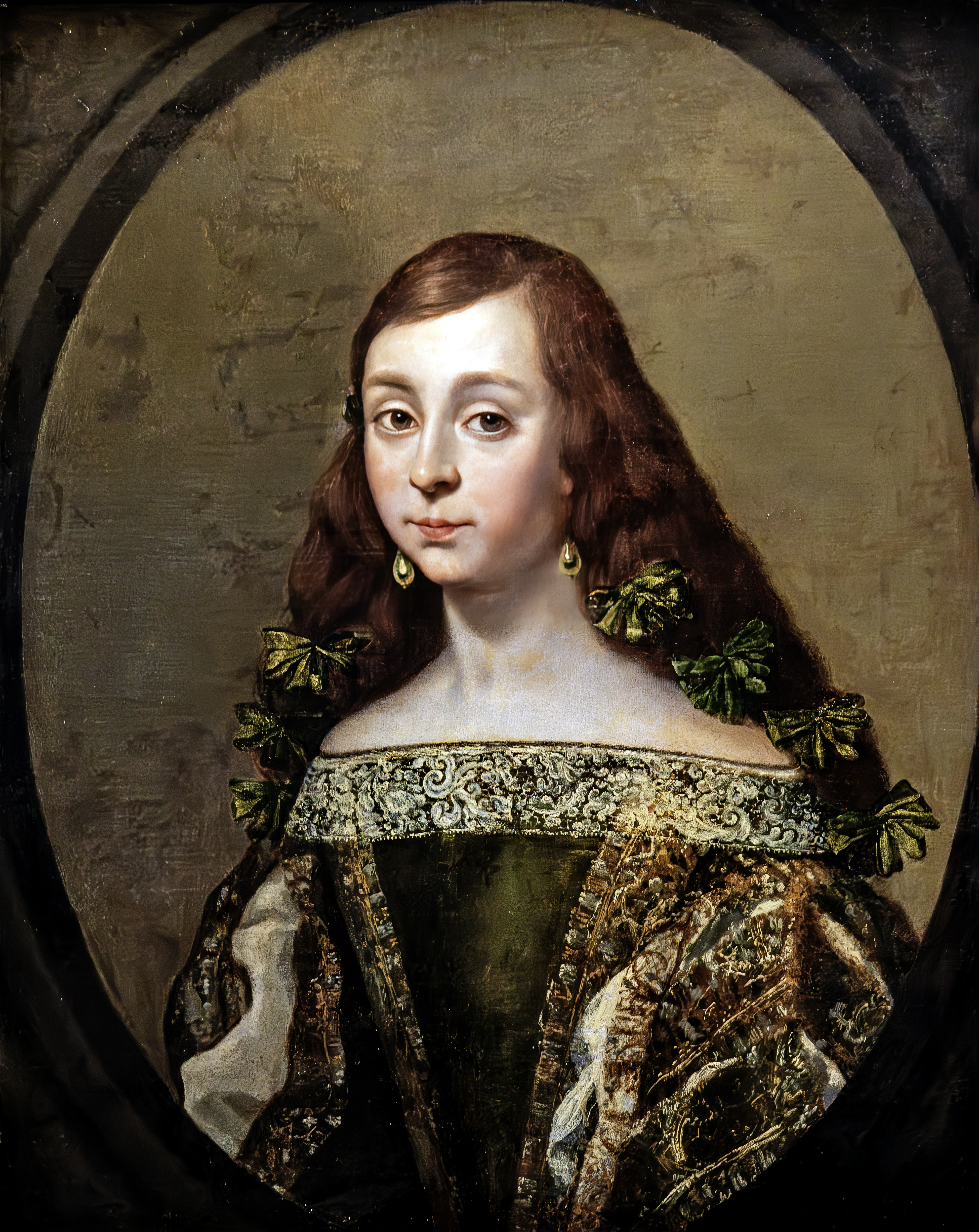
Claudio Coello, Portrait de jeune madrilène
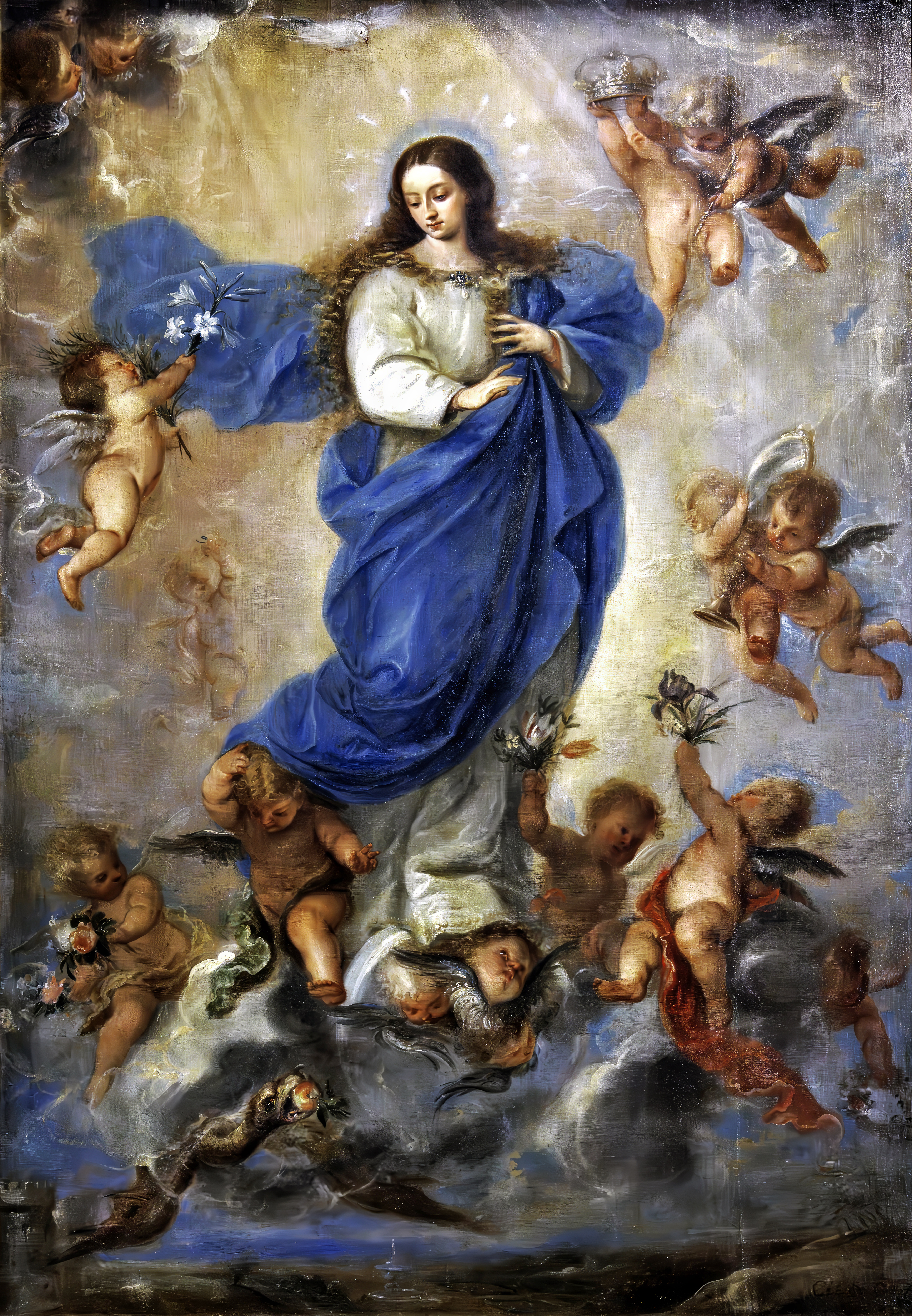
Claudio Coello, L'Immaculée Conception
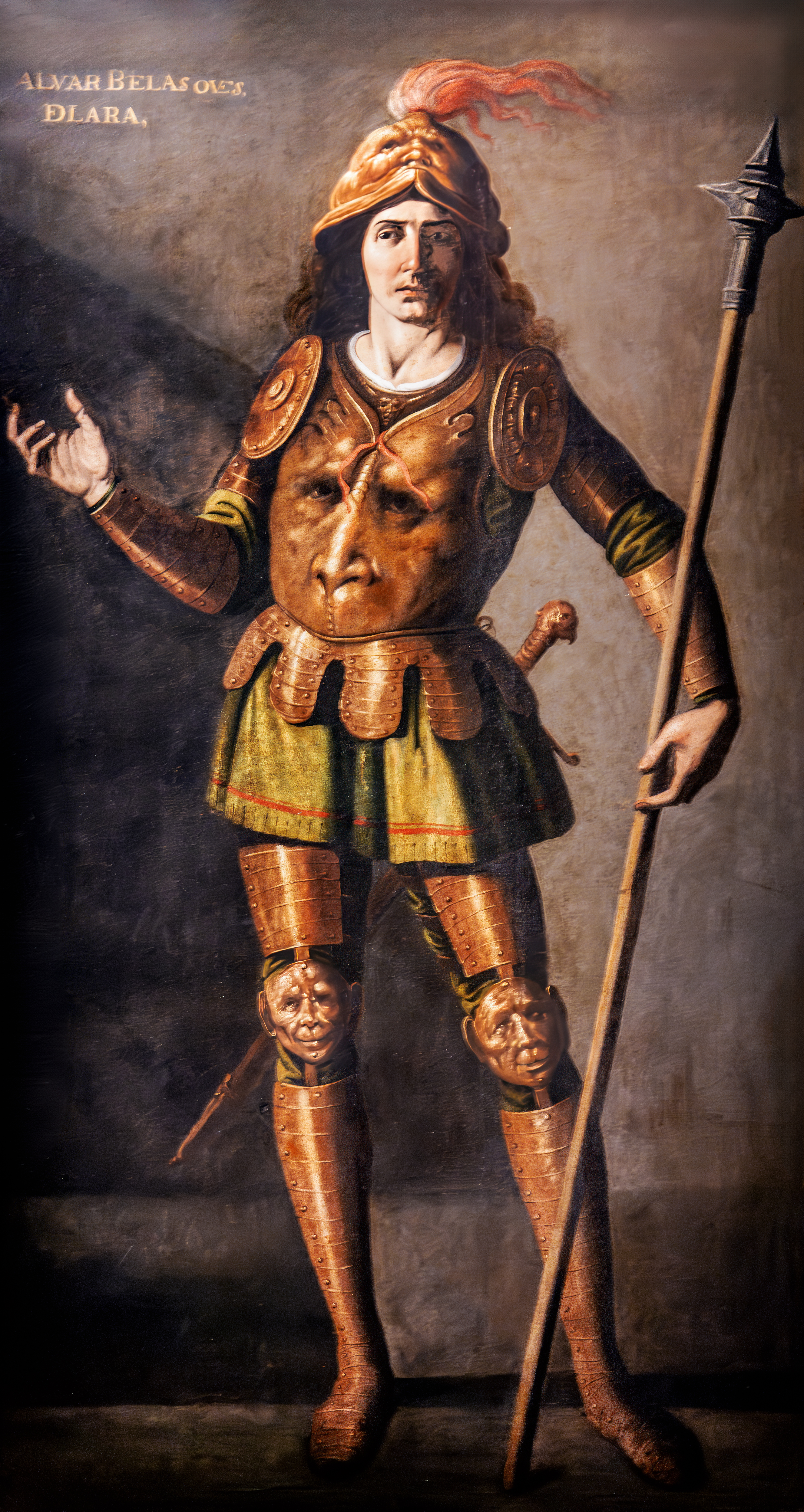
Francisco de Zurbarán, Portrait d'Alvar Belasquez de Lara
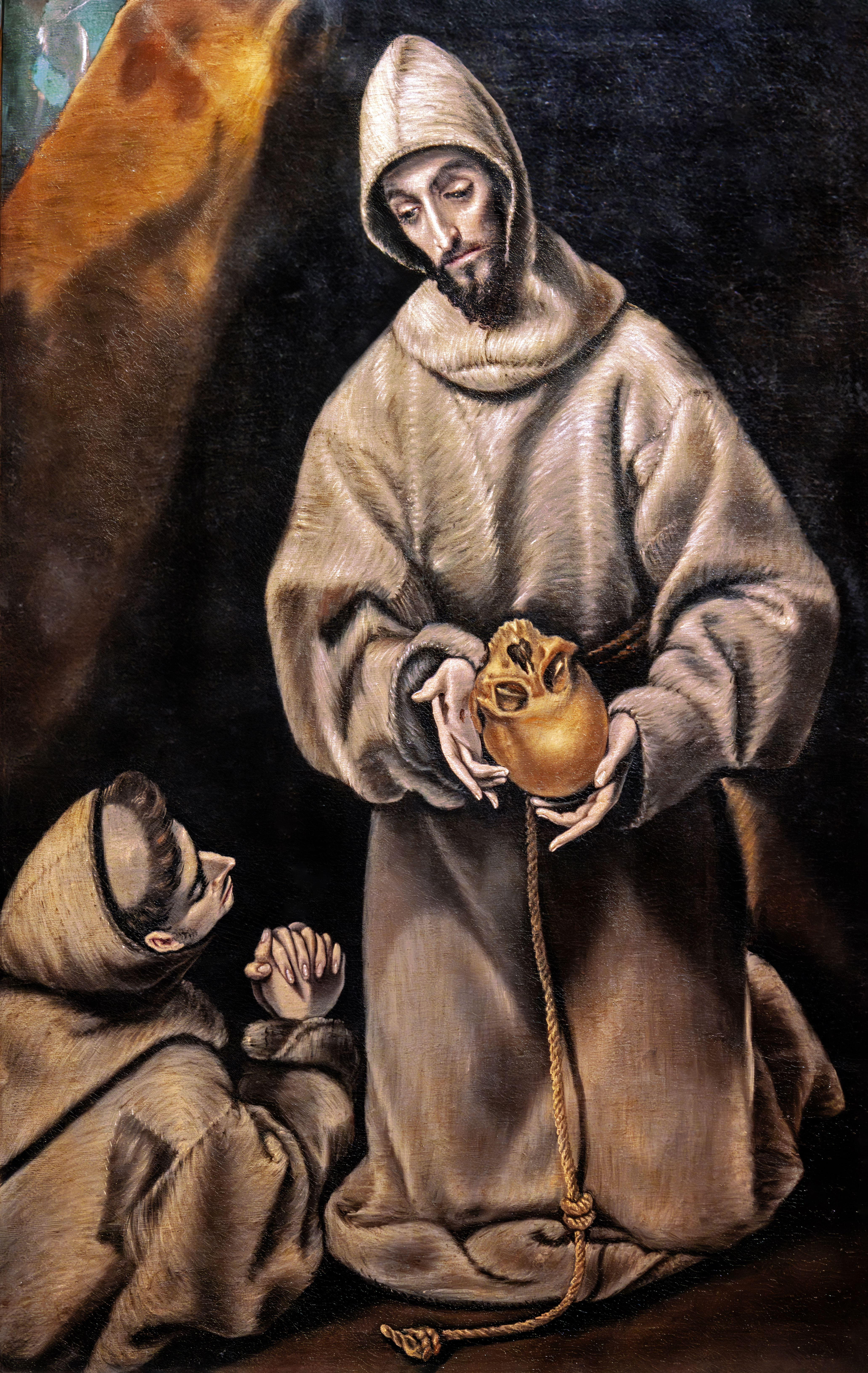
Le Greco, Saint François d'Assise et Frère Léon méditant sur la mort
Juan Pantoja de la Cruz, Portrait de Philippe III
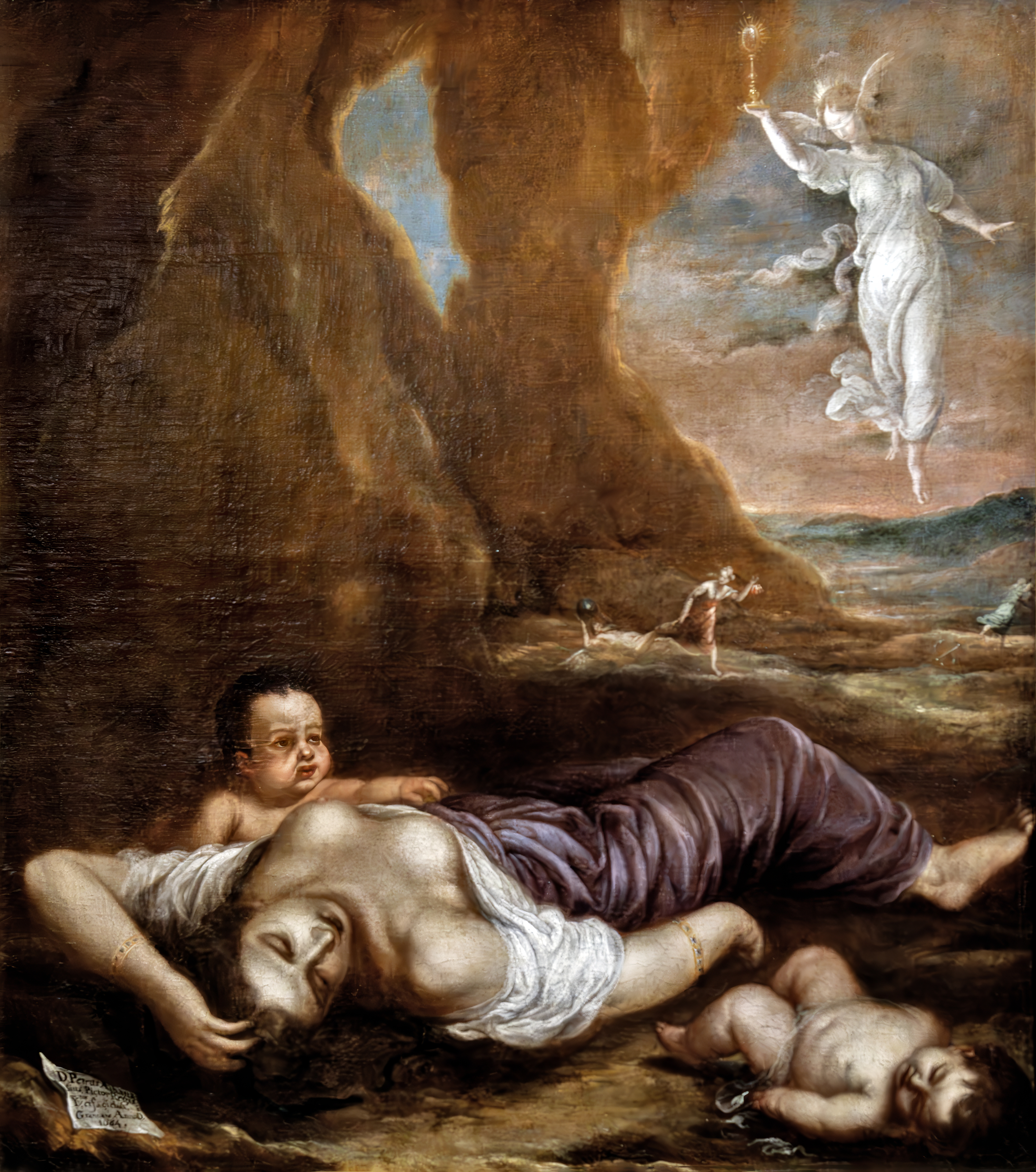
Pedro Atanasio Bocanegra : L'Allégorie de la peste.
- Pedro de Moya : Ex-voto à saint Pierre d'Alcantara
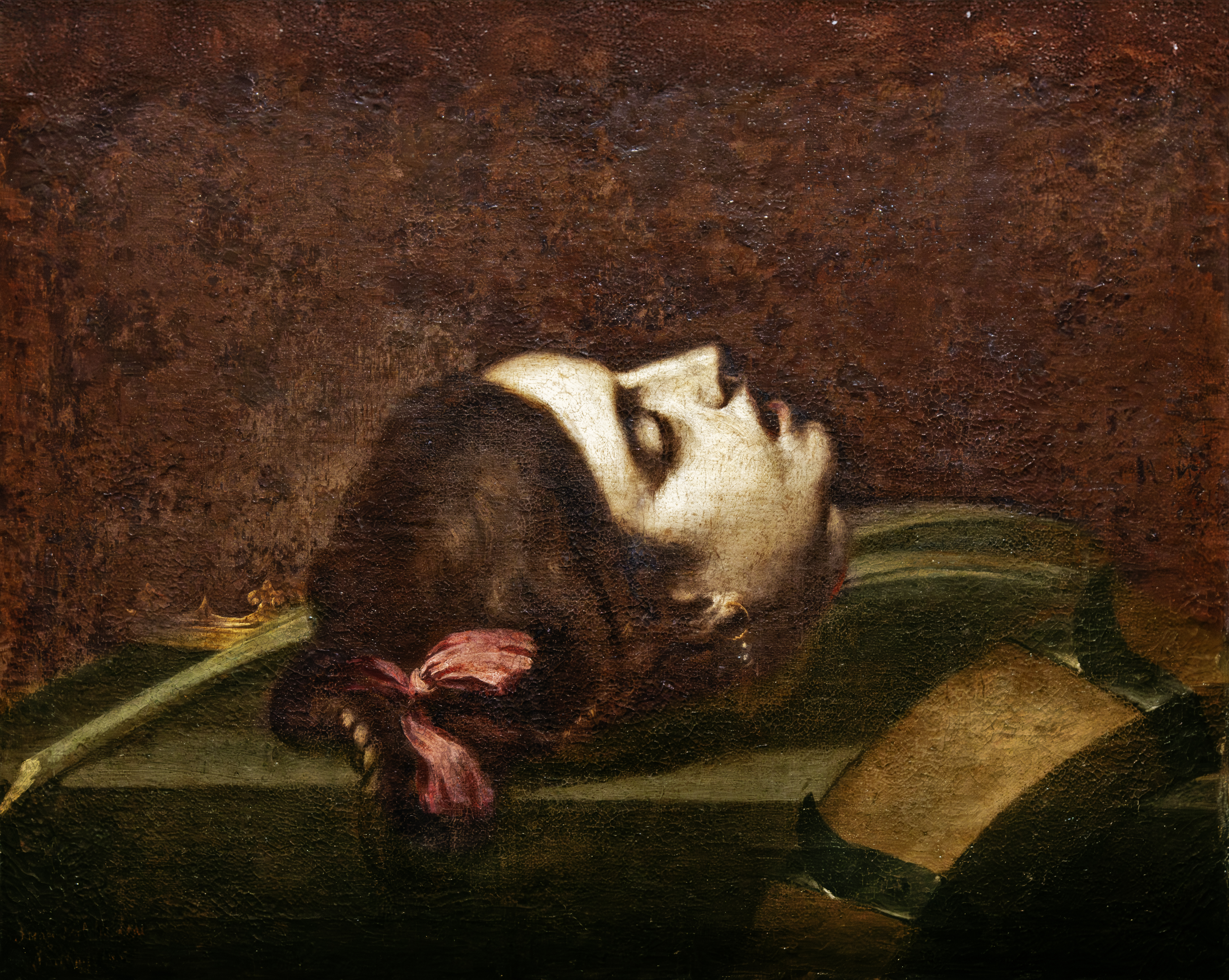
Sebastián de Llanos y Valdés (en) : Tête de sainte Catherine d'Alexandrie; Saint François d'Assise en prière
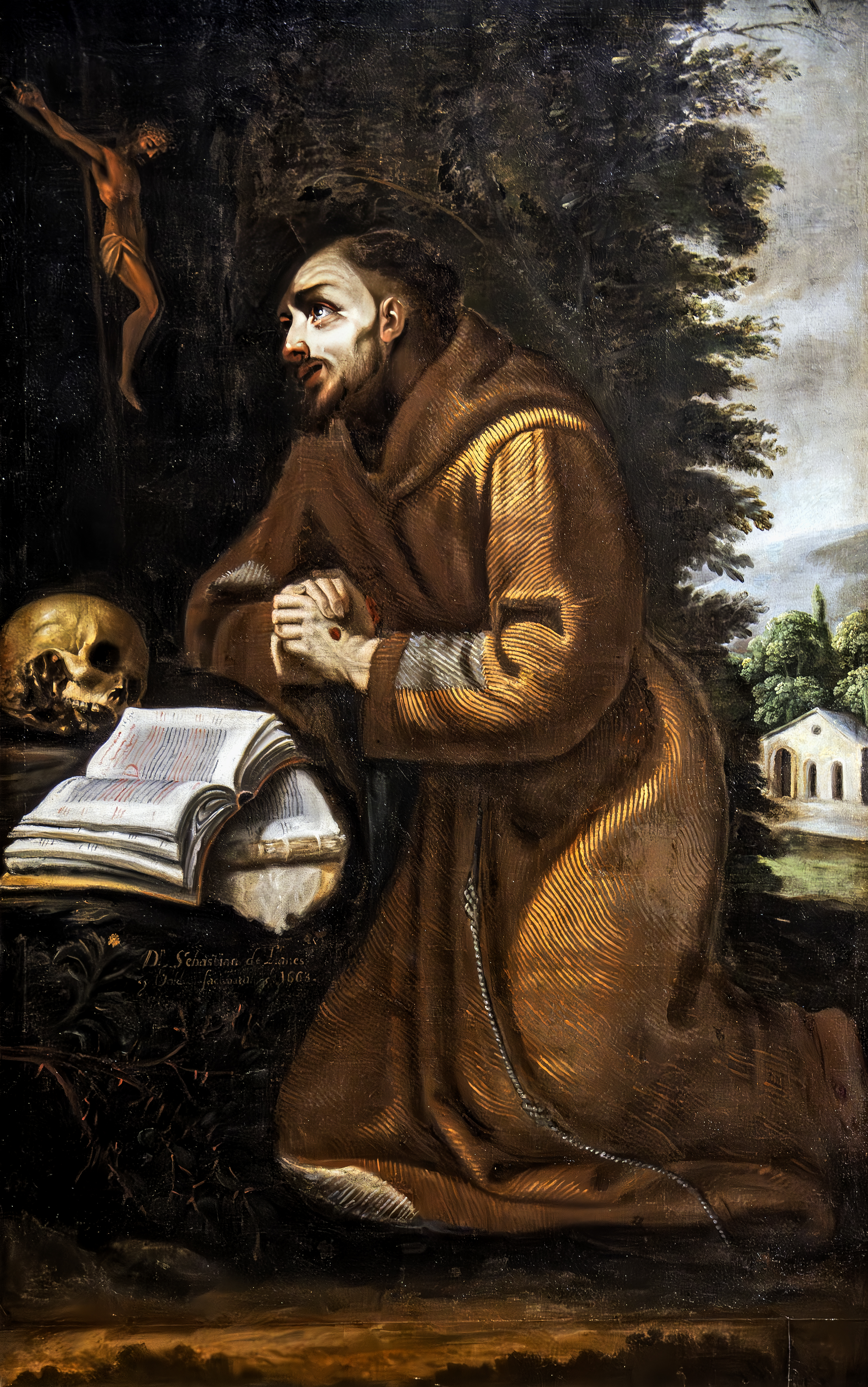
Sebastiàn de Llanos y Valdés, Saint François d'Assise en prière 1663
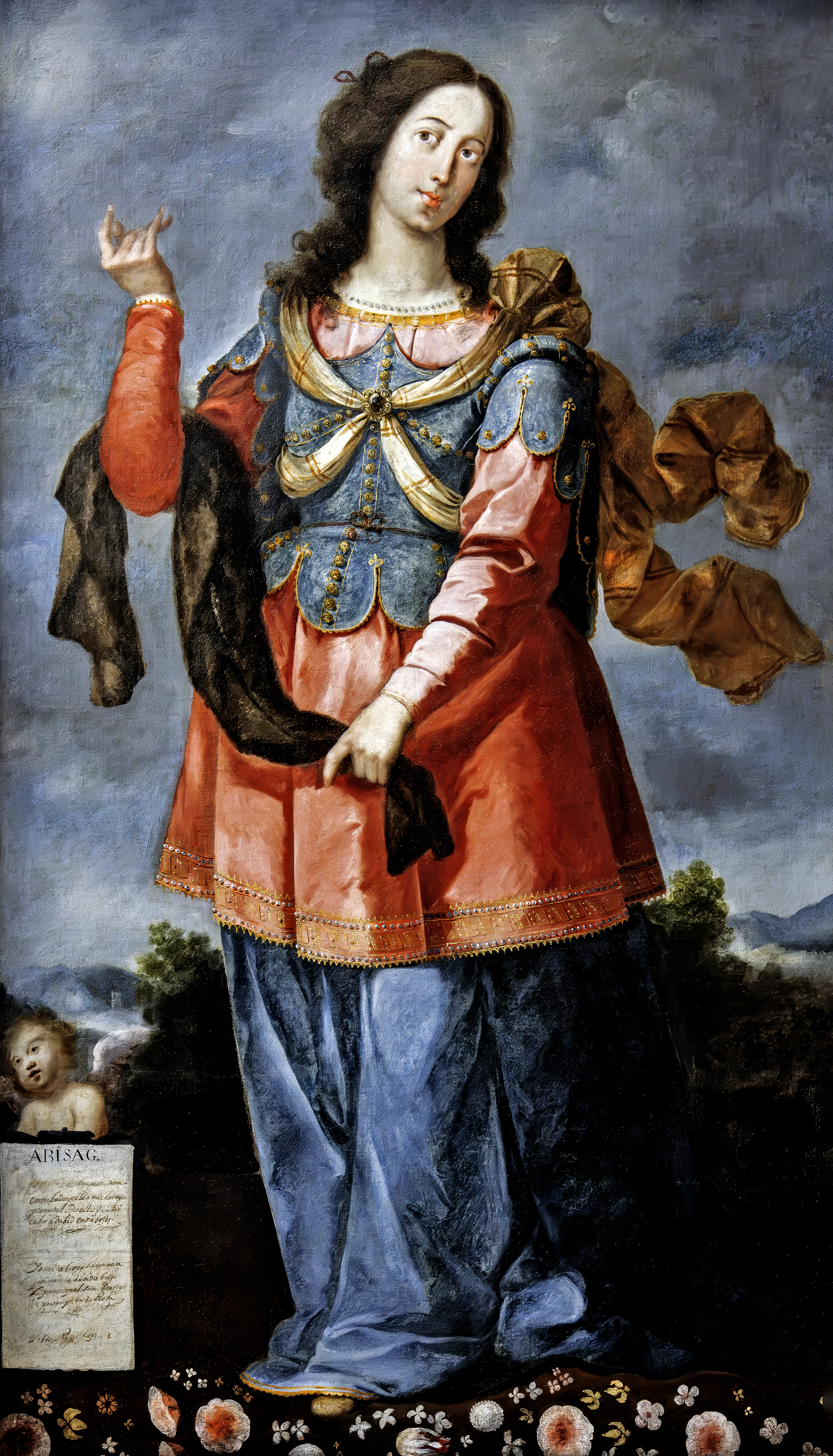
Bernabé de Ayala (en) : Abisag la jeune sunamite.
École espagnole du XVIIe, Les Noces de Cana
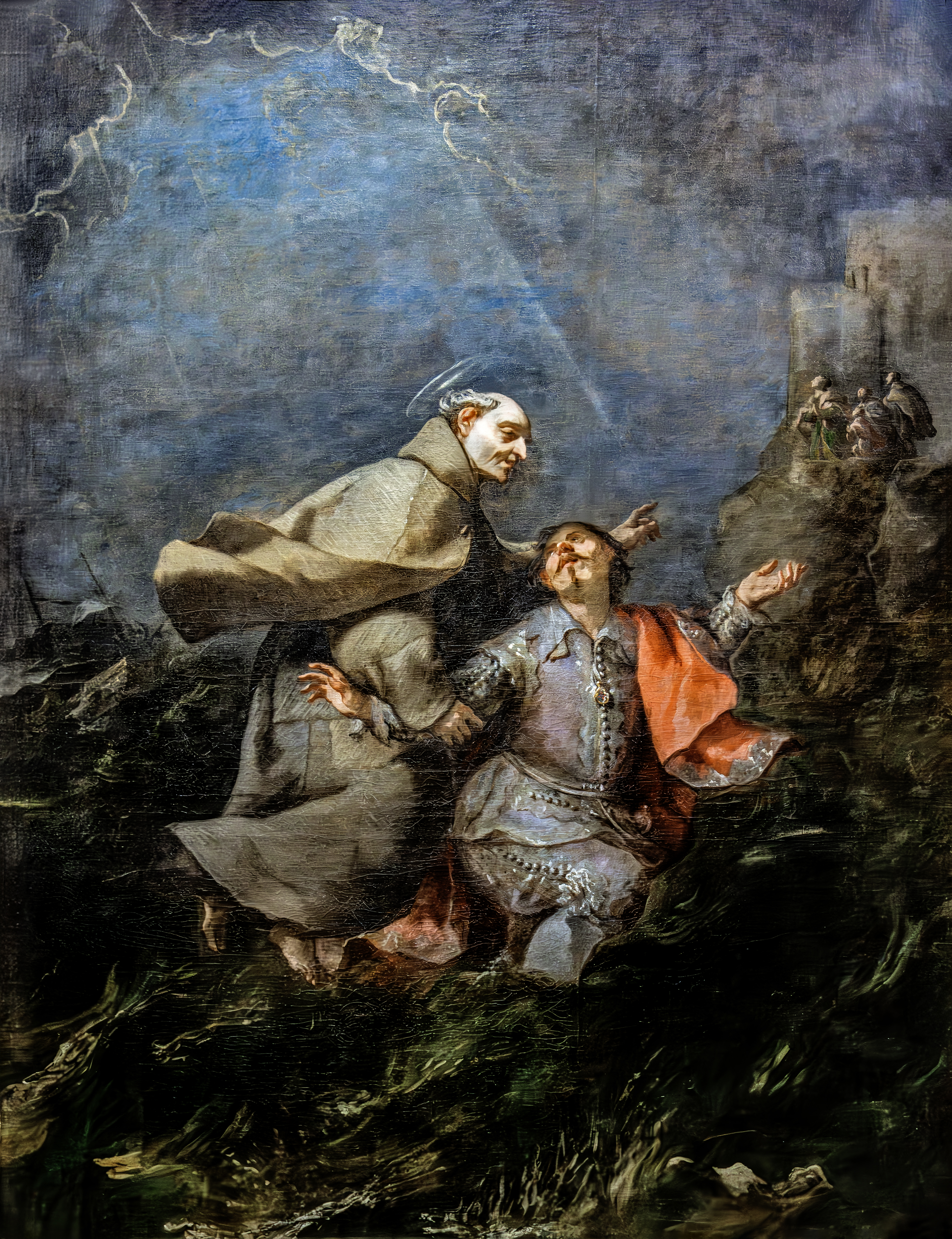
Pedro de Moya, Ex-voto à saint Pierre d'Alcantara

Par ailleurs, la collection conserve aussi des peintures de Pedro Orrente, Francisco Ribalta, Sebastián Muñoz, Pedro Núñez de Villavicencio et Gregori Bausà.

#### Salle 4, une nouvelle iconographie
L'Église catholique met en place la Contre-Réforme face à l'essor du protestantisme depuis Luther en 1517. Afin d'affermir et instruire les croyants catholiques, l'Église commande des œuvres illustrant le Christ relatant les différents événements de sa vie.

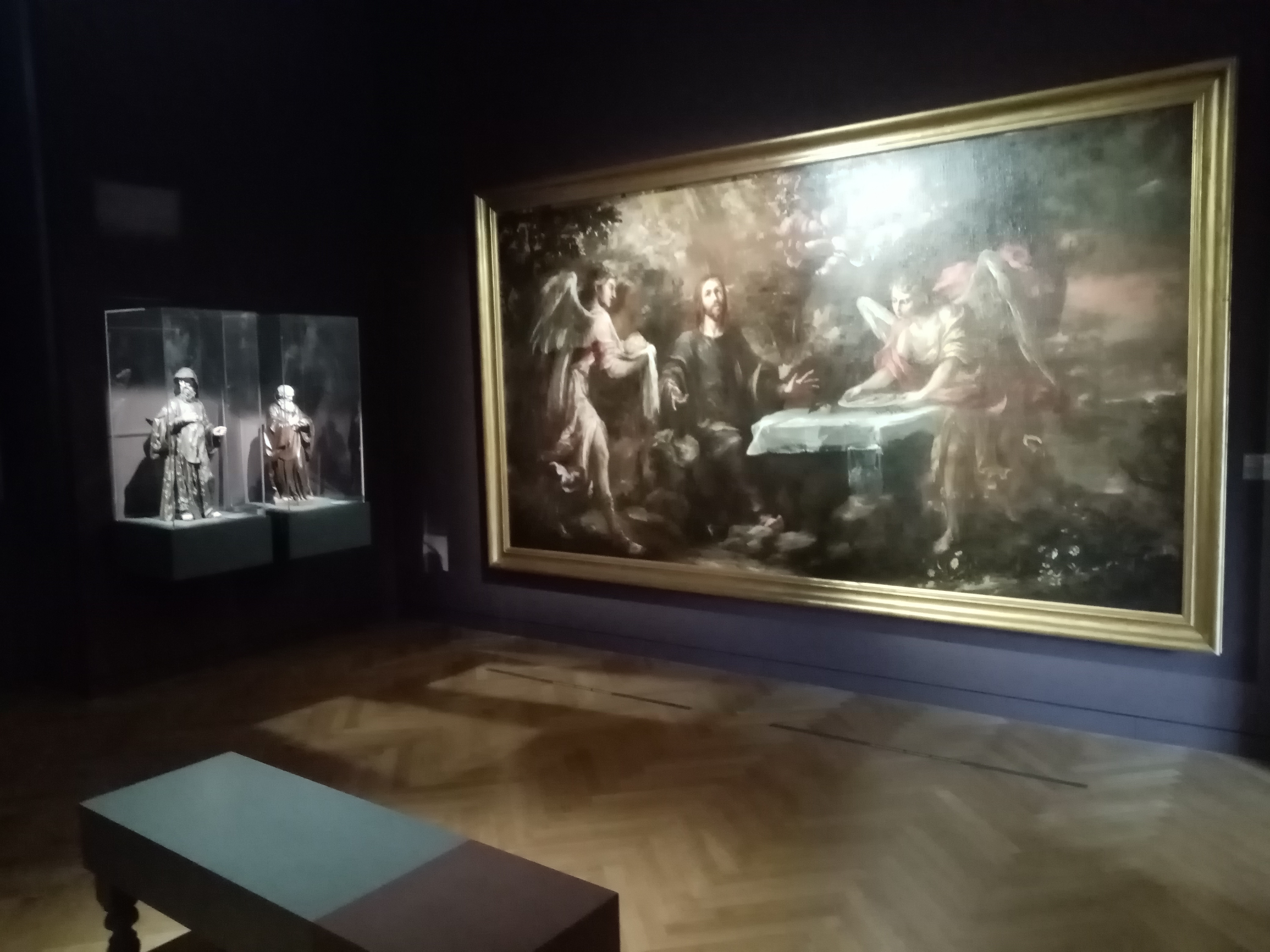
Le Christ servi par les anges, (1663) par Juan de Valdés Leal et sculptures de saints en bois anonymes.

### Salle des États diocésains

#### Salle 5, lieu historique et  prestigieux aux différentes fonctions
La salle des États diocésains est utilisée comme accueil des publics dans l'ancien musée Goya jusqu'à la fermeture pour travaux en 2019. Cette vaste salle, jouxtant le grand escalier d'honneur, sert pour organiser notamment des conférences, des séminaires ou encore des événements particuliers tels que des concerts avec à l'occasion l'installation d'un piano, des spectacles de danse, du yoga, des cérémonies officielles (remise de dons, réception de délégations étrangères, cocktails pour entreprises, etc.) Une frise des armoiries des 35 évêques de Castres, du Moyen Âge à l'époque contemporaine, de 1317 à 1801, se trouve sur la partie supérieure murale avec aussi une évocation du passage du roi de France Henri IV à Castres en 1585 au XVIe siècle.
Le mobilier (table, miroir, horloge et lustre) et la cheminée ont été installés ultérieurement au XIXe siècle. Les murs en trompe-l'œil évoquent le marbre et les colonnades comme au château de Versailles.
Le buste du maréchal de l'armée anglaise John Ligonier, protestant natif de Castres, est exposé sur une table de marbre du Minervois ou la cheminée.
Il y a aussi le casque d'apparat en ivoire de George II d'Angleterre (1683-1760), pièce léguée par Pierre Briguiboul. Ce casque royal richement orné fut offert au maréchal castrais John Ligonier. On observe sur la plaque frontale la couronne britannique avec inscrit en français : « Honi soit qui mal y pense ».

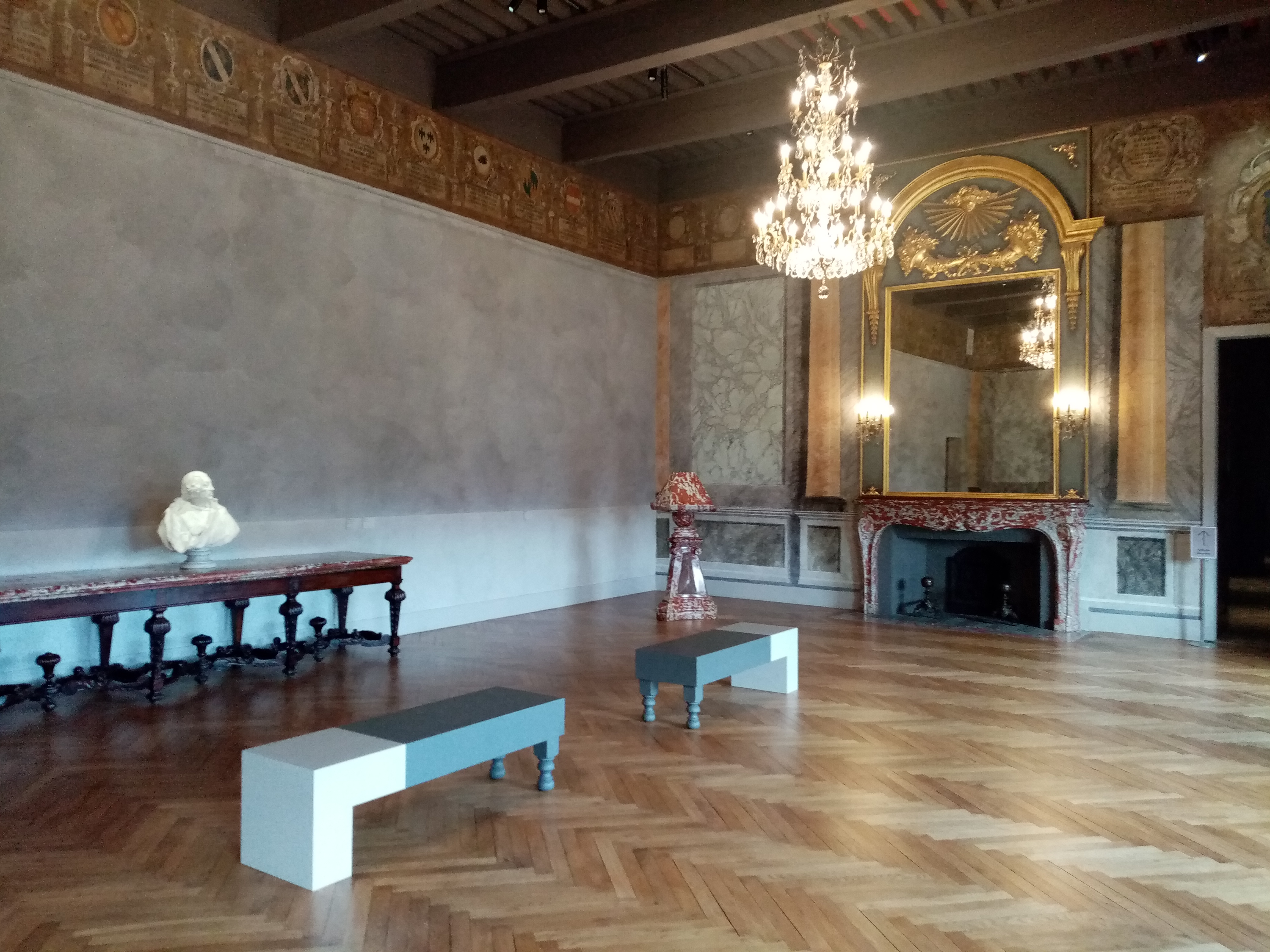
Salle des États diocésains au palais de l'évêché de Castres, espace multifonctionnel dans l'actuel Musée Goya.
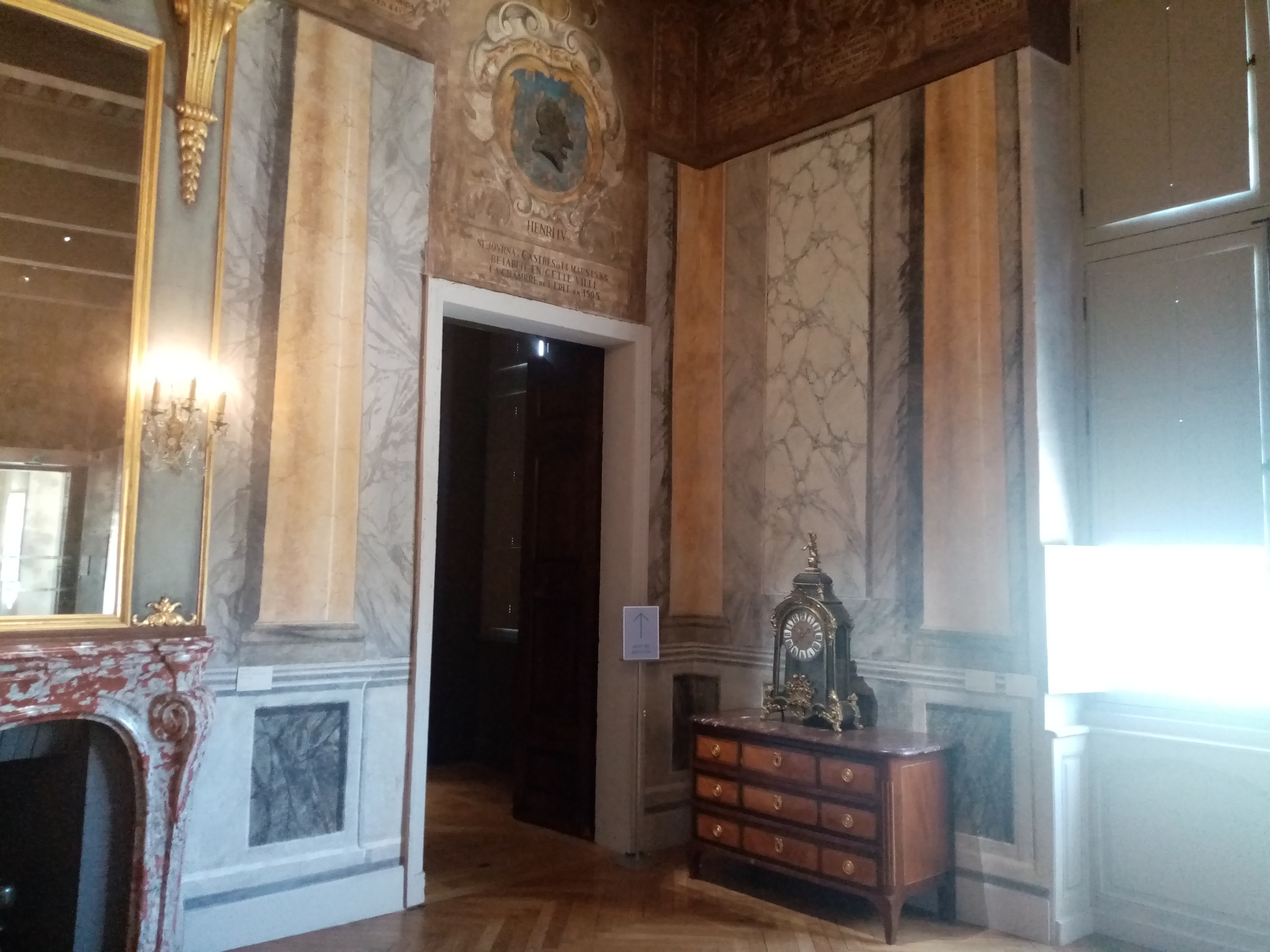
Trompe l'oeil, parements de marbre et colonnades de style italien et versaillais.
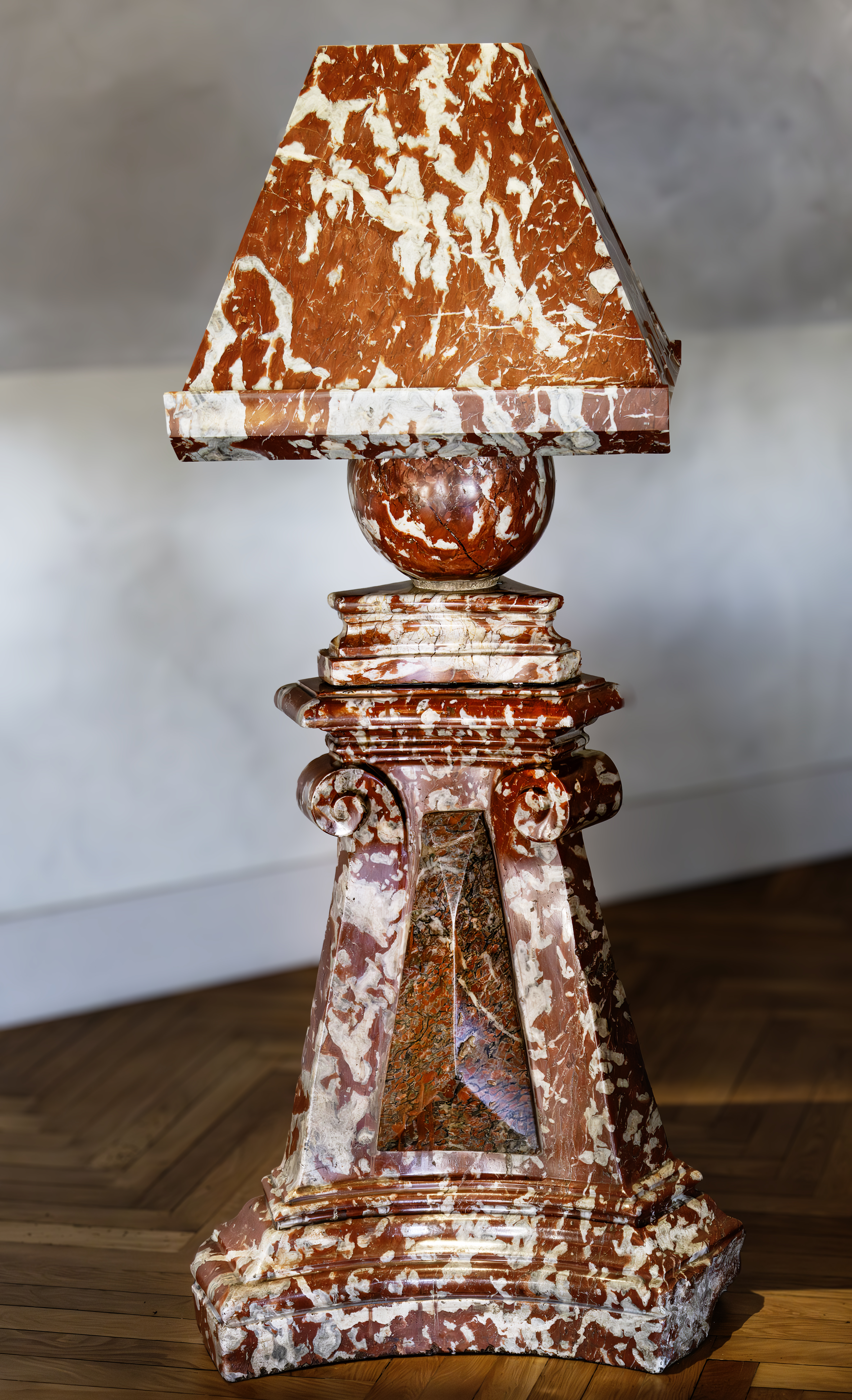
Lutrin, école française du XVIIIe, marbre de Caunes-Minervois
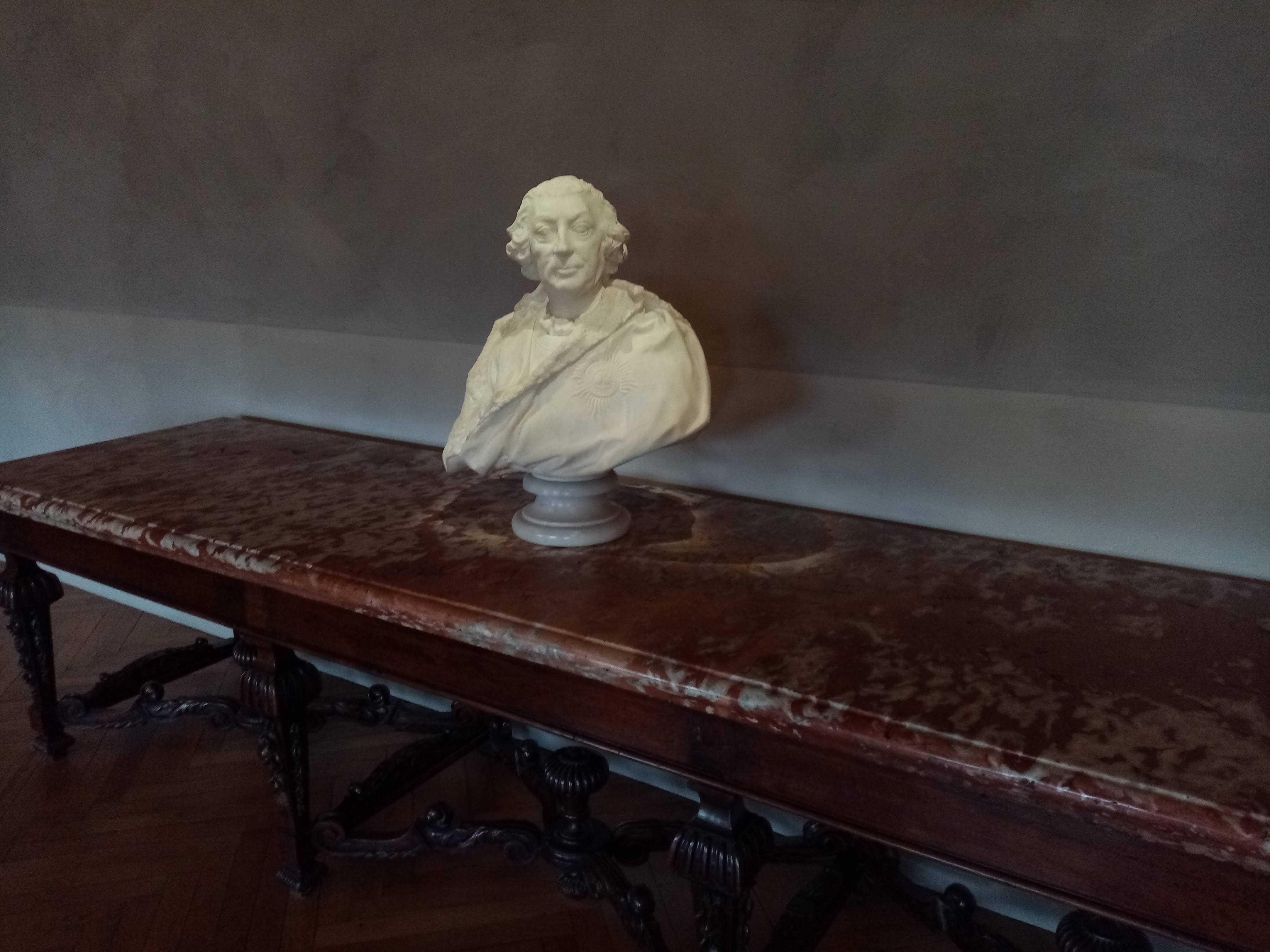
Buste du maréchal Jean de Ligonier, sur une table en marbre du Minervois qui semblerait appartenir au palais.
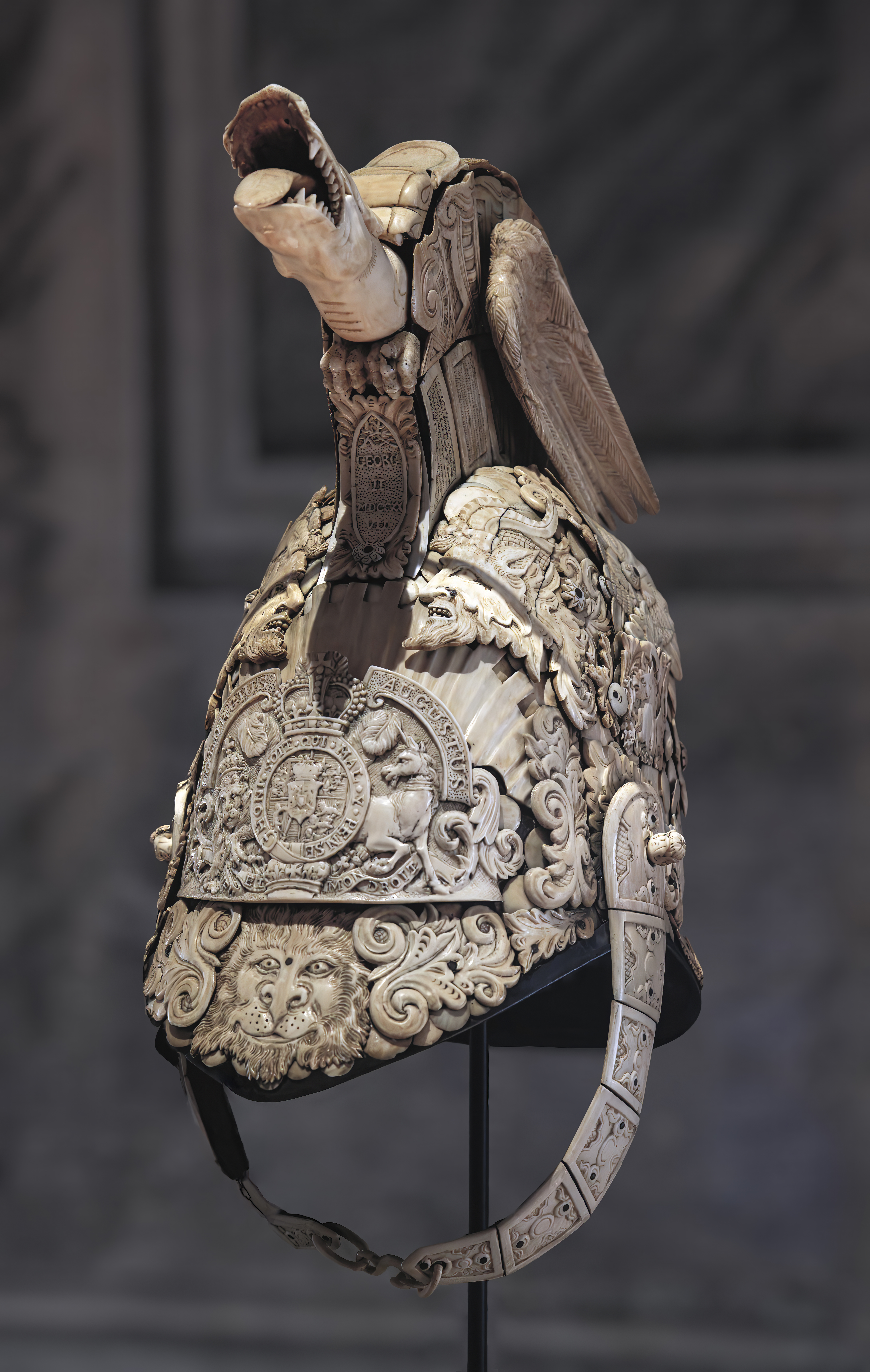
Casque d'apparat en ivoire du roi George II d'Angleterre.

### Salles duXVIIeetXVIIIesiècles

#### Salle 6, la figure féminine au Siècle d'or
Les peintres espagnols au XVIIe siècle représentent des femmes telles des figures allégoriques, des déesses, des saintes ou encore des héroïnes.

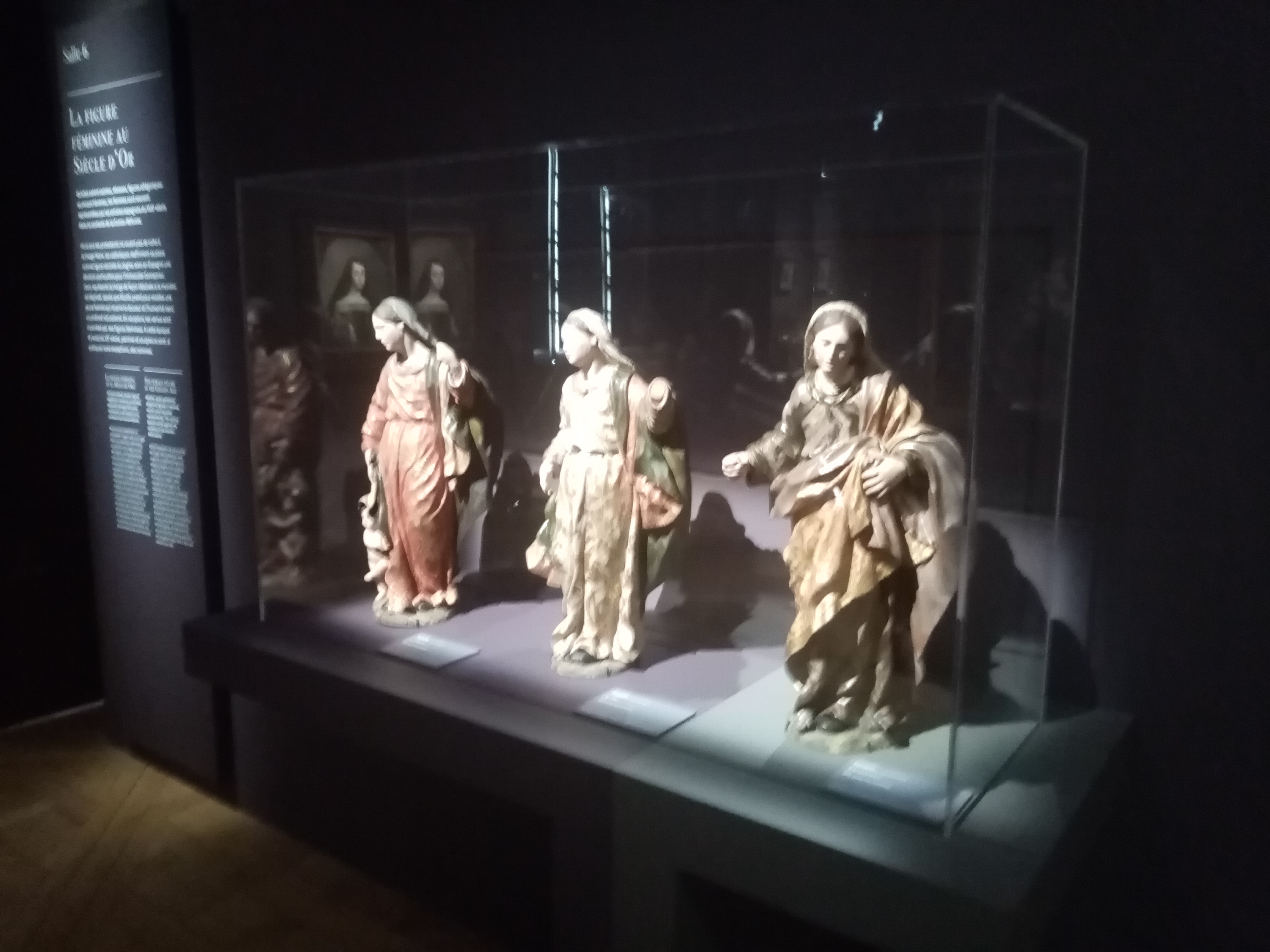
Sculptures en bois peints : La Foi. La Charité. L'Espérance.
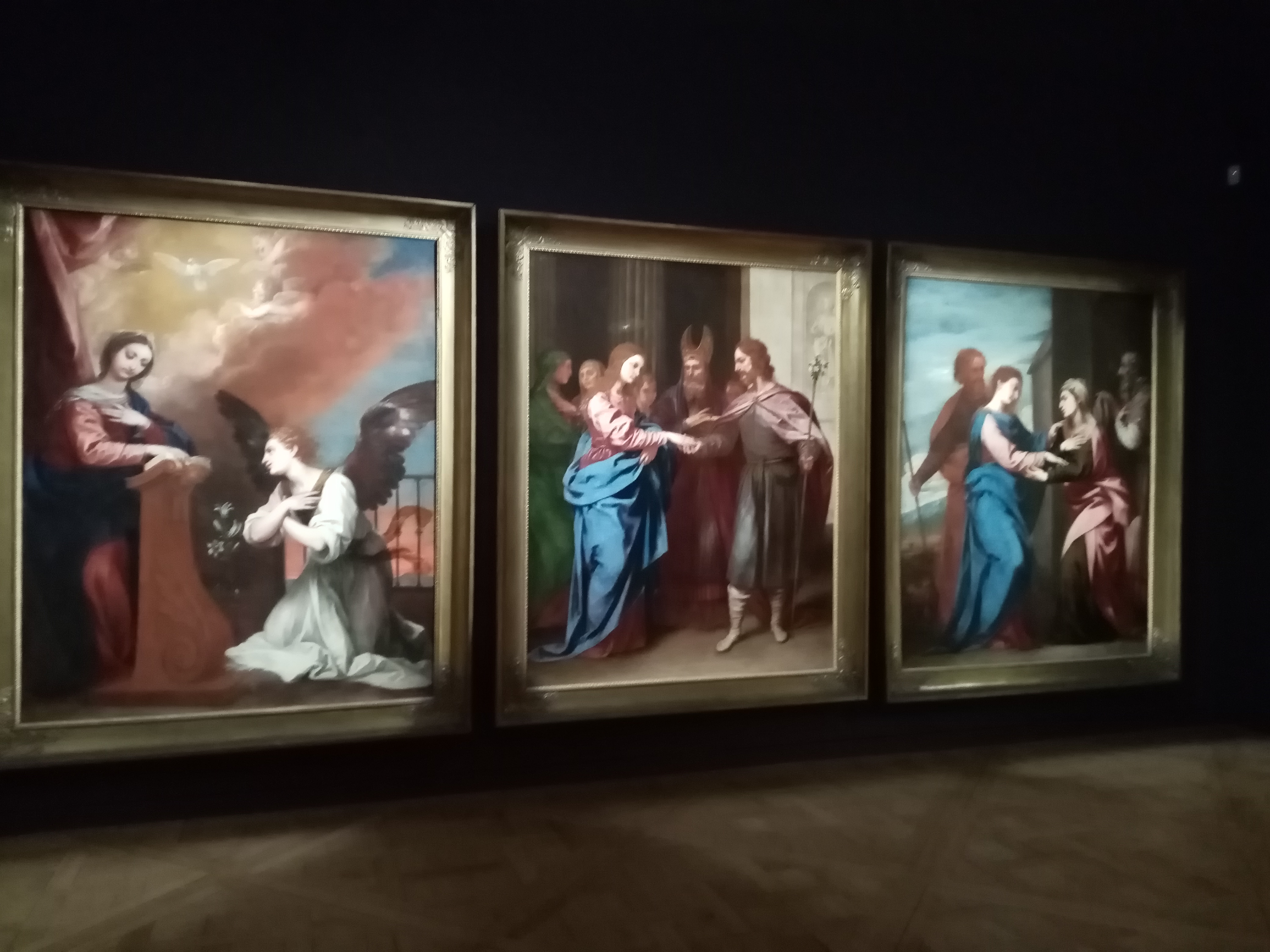
Alonso Cano, triptyque de la Vierge de l'église de l'Ange Gardien de Grenade.
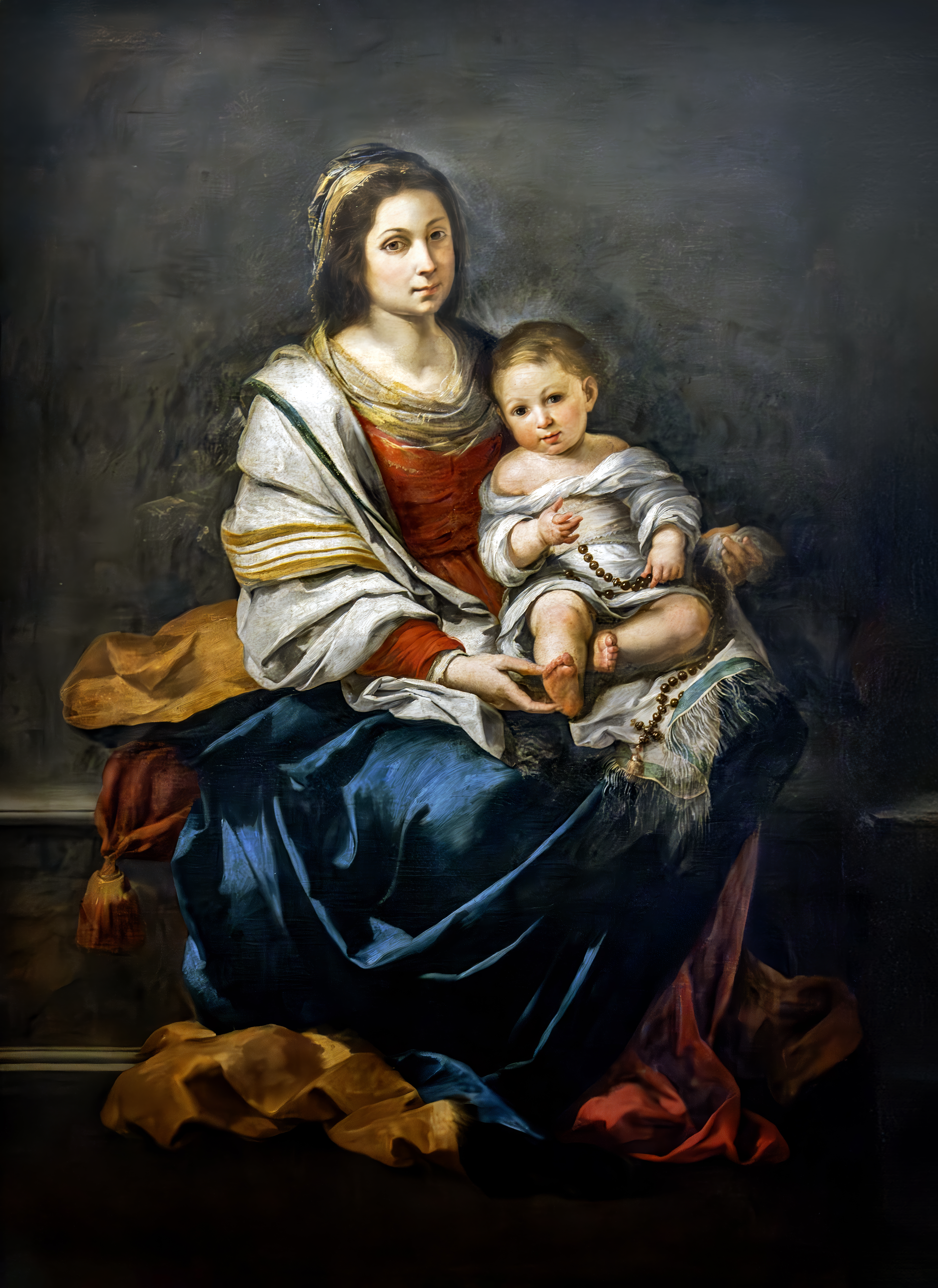
Bartolomé Murillo, La Vierge au chapelet.

#### Salle 7, objets religieux et quotidiens
Aux XVIIe et XVIIIe siècles, l'Espagne se caractérise par un fort dynamisme dans la production artisanale raffinée et maîtrisée, longtemps influencée par la présence musulmane. Ces objets du quotidien et de la religiosité de composent de faïencerie, objets de culte, de cuirs de Cordoue exportés dans l'Europe entière.
Des collections de monnaies anciennes ibériques sont exposées dans des vitrines (reales, escudos, dinars) et aussi des céramiques lustrées hispaniques.
Le cabinet possède un plafond évoquant des personnages locaux qui se distinguèrent dans l'agriculture.

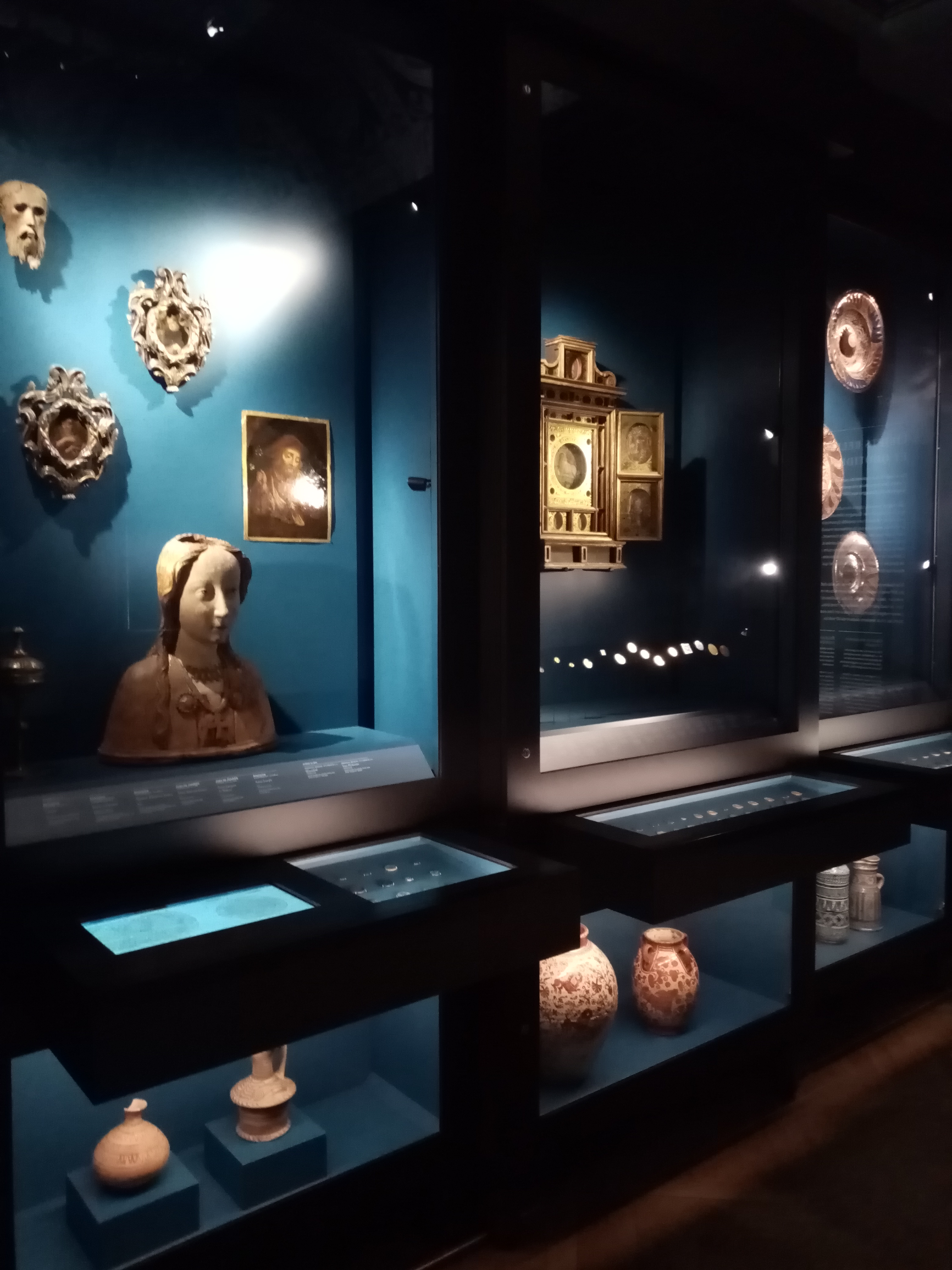
Vitrines avec des figures pieuses, des céramiques (jarres, vases, pichets) et monnaies espagnoles.
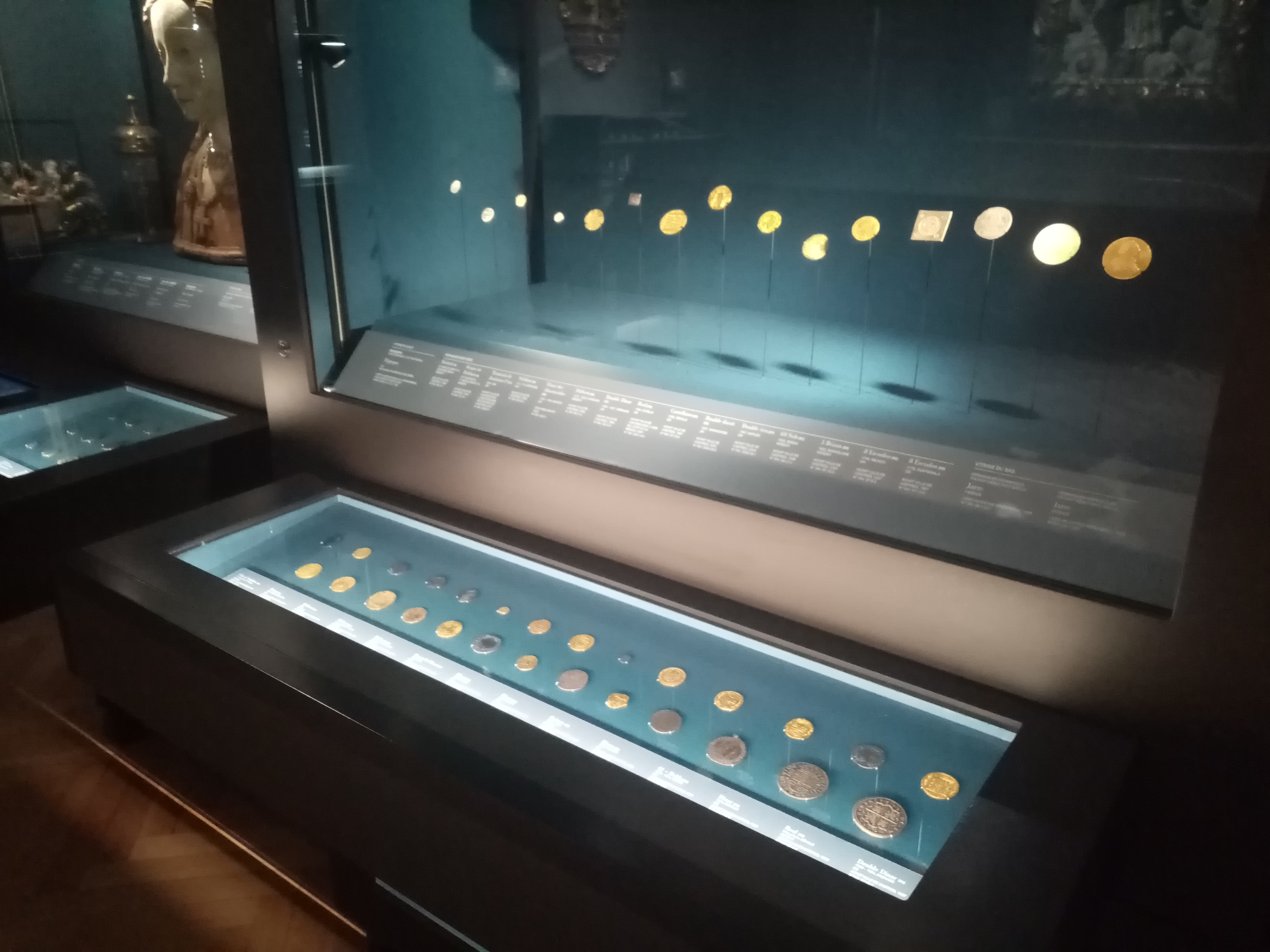
Monnaies ibériques (réaux, escudos), arabo-musulmanes (dinars) et grecques (drachmes) exposées dans des vitrines.
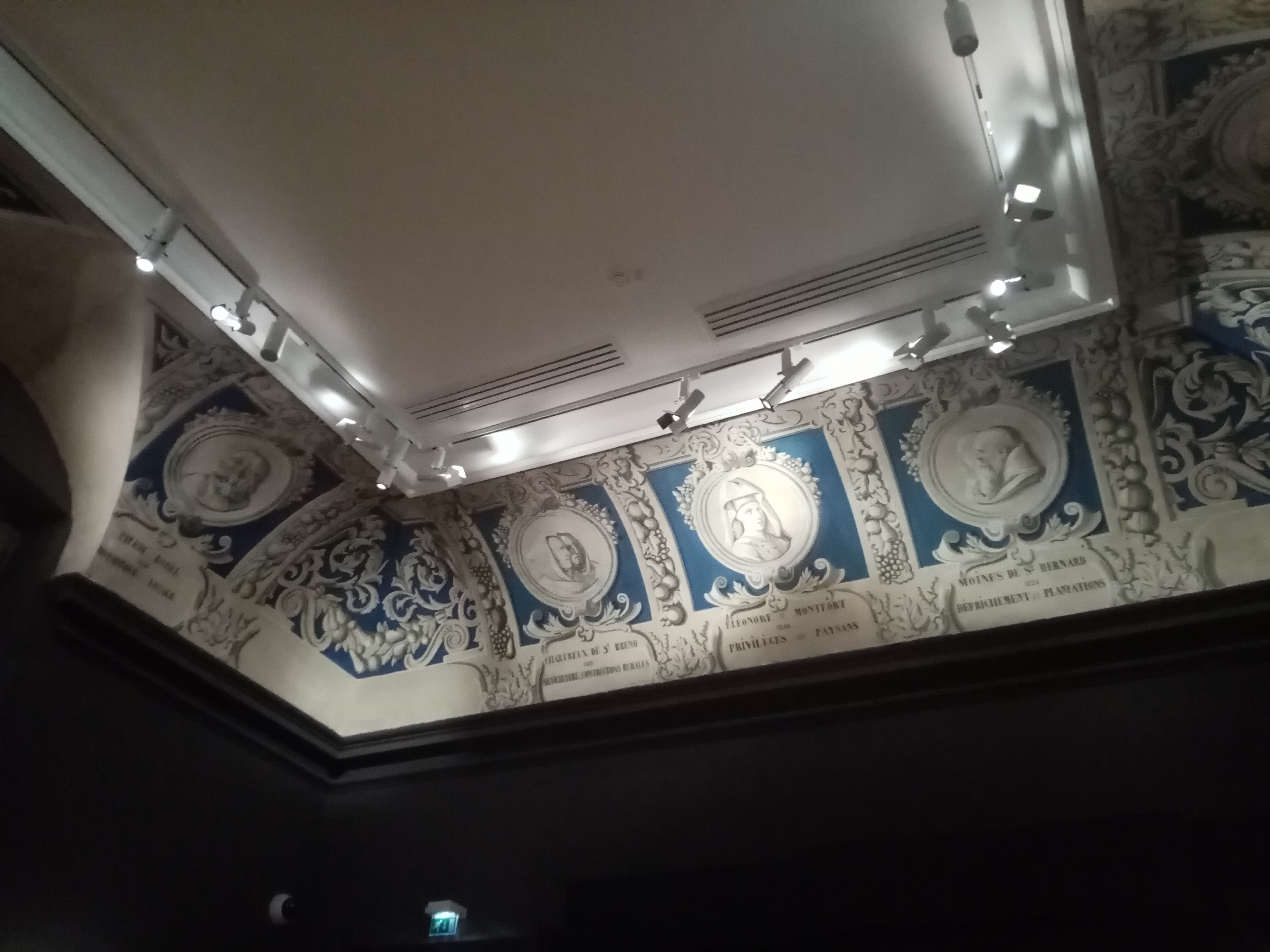
Plafond décoré avec en trompe-l'œil des volutes bleues de personnages locaux tels que Pierre Borel, Adélaïde de Burlats, Eléonore de Montfort, etc.

#### Salle 8, l'influence de l'Italie
De nombreux artistes italiens travaillent pour la cour, les grands chantiers et les constructions royales, pour le monastère de l'Escurial et le palais du Buen Retiro à Madrid. Ces artistes transalpins encouragent les échanges culturels.

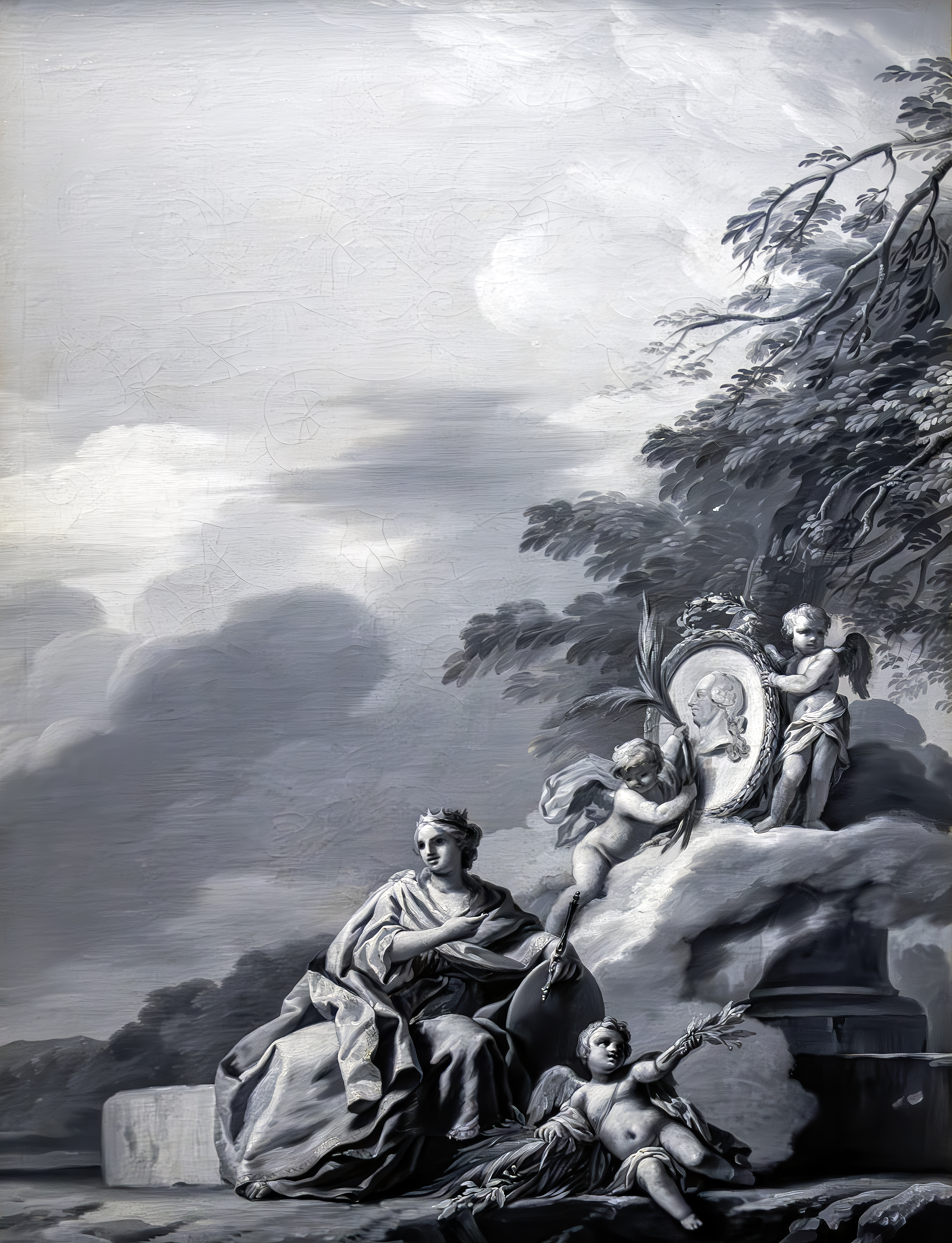
José del Castillo, Allégorie du roi Charles III et de la monarchie, 1775.
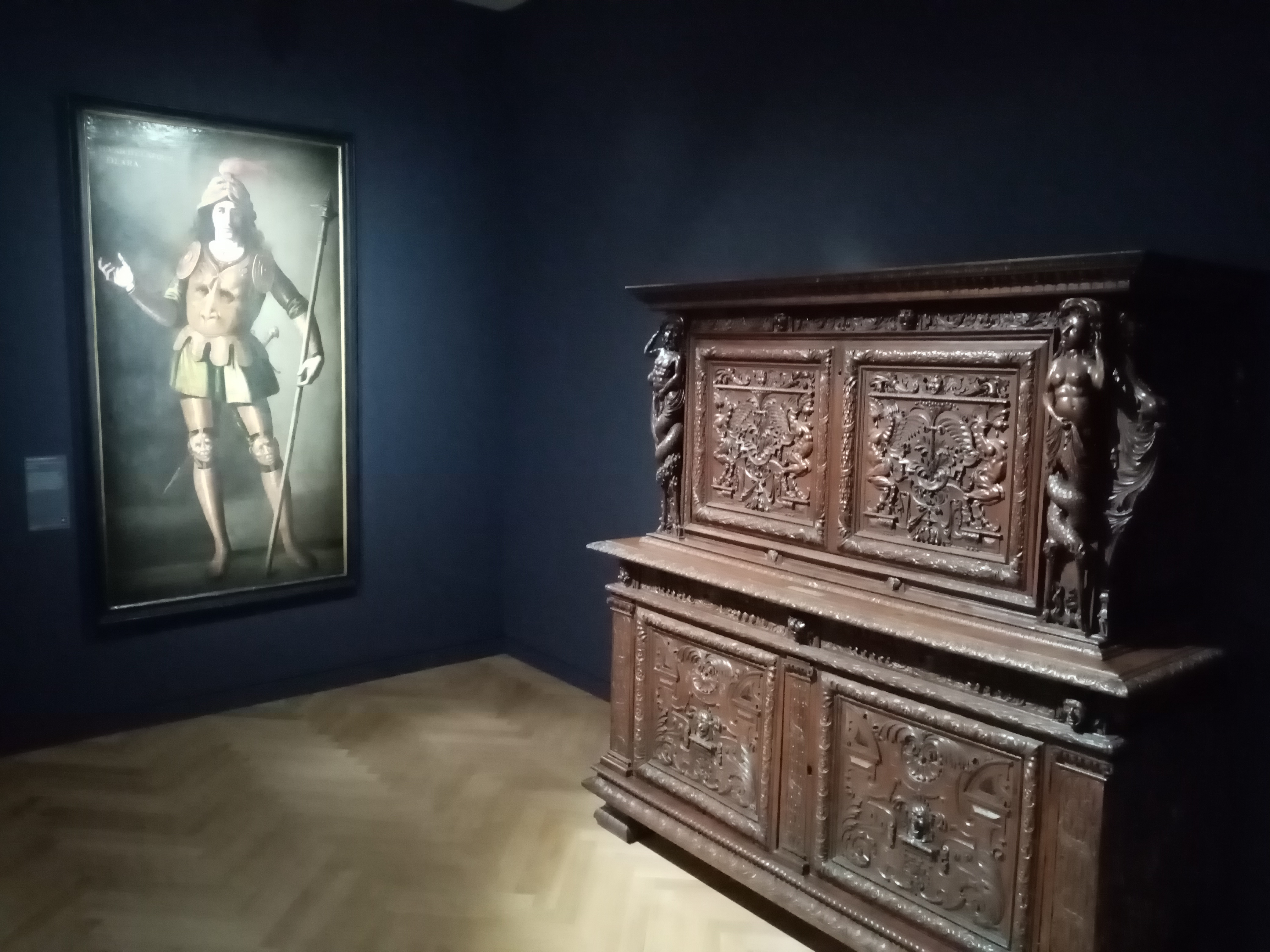
Francisco de Zurbarán, Portait d'Alvar Velázquez de Lara et meuble en noyer de style italien à droite.

#### Salle 9, les saints martyrs duXVIIesiècle
Dans l'Espagne du Siècle d'or, les artistes espagnols exécutent des représentations de la foi empreintes de violence et de mysticisme notamment dans la peinture et la sculpture.

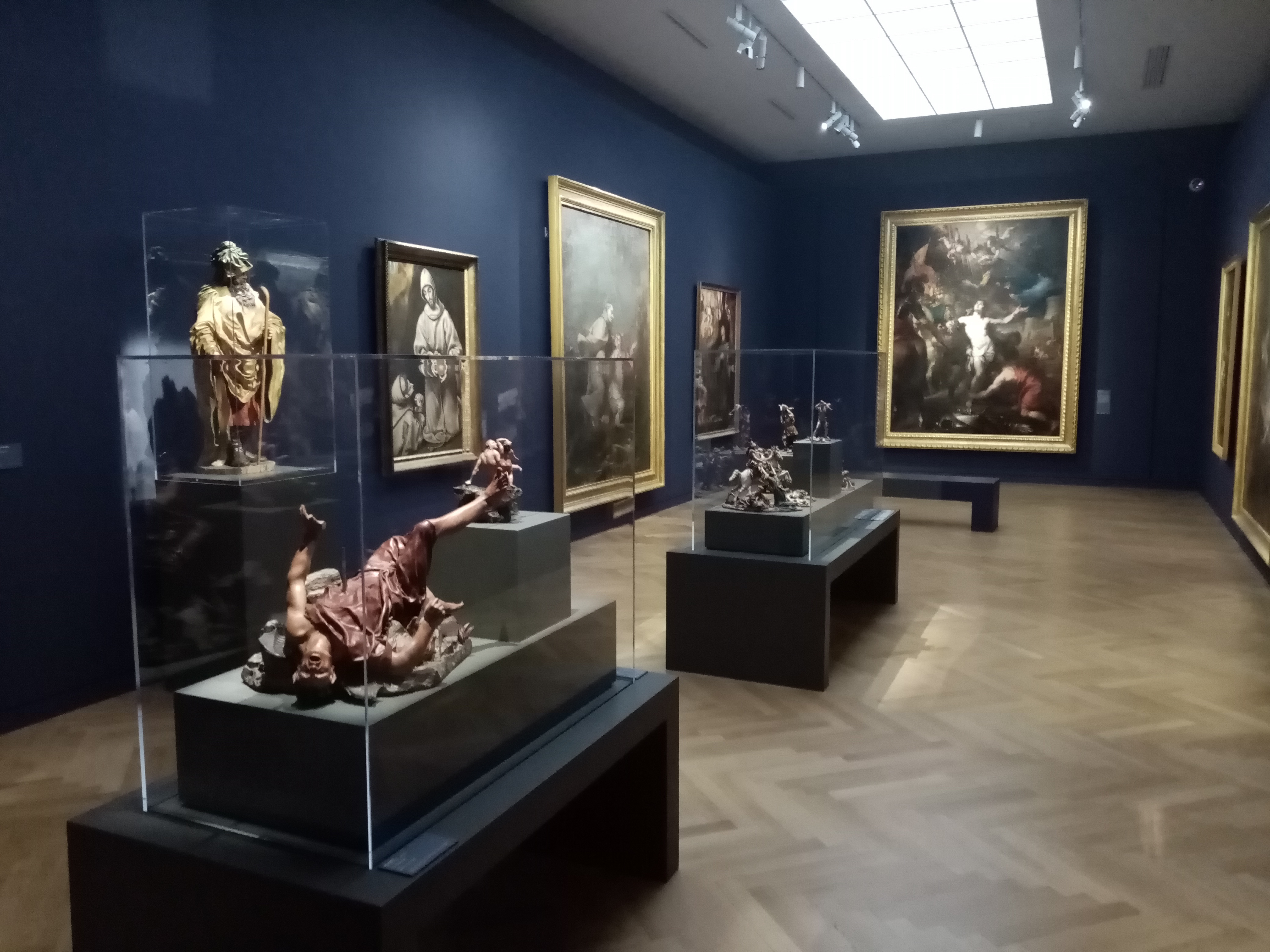
Salle des saints martyrs avec des tableaux et des sculptures en bois peints.
Statuette en bois de l'Enfant Jésus-Christ endormi Pedro de Mena
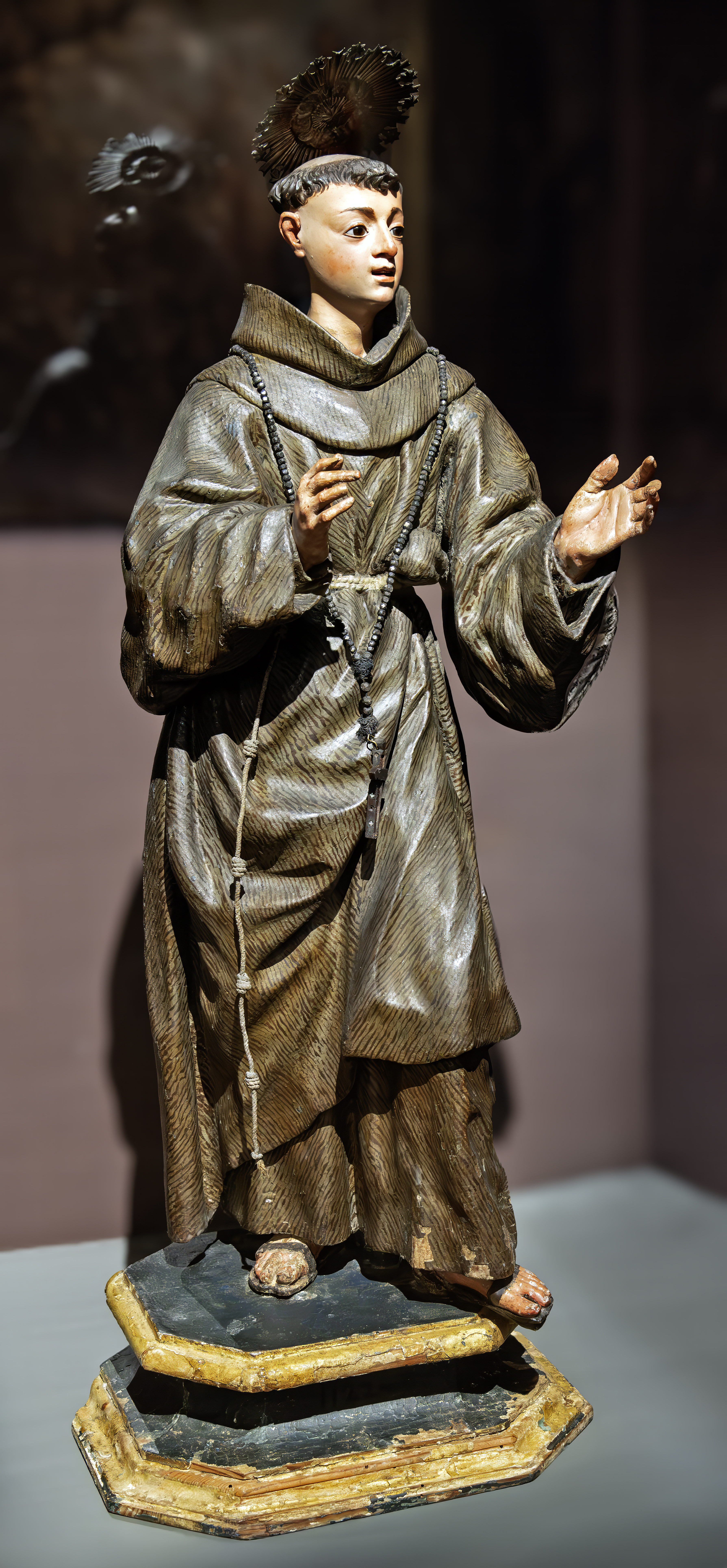
Antoine de Padoue, école espagnole du XVIIe
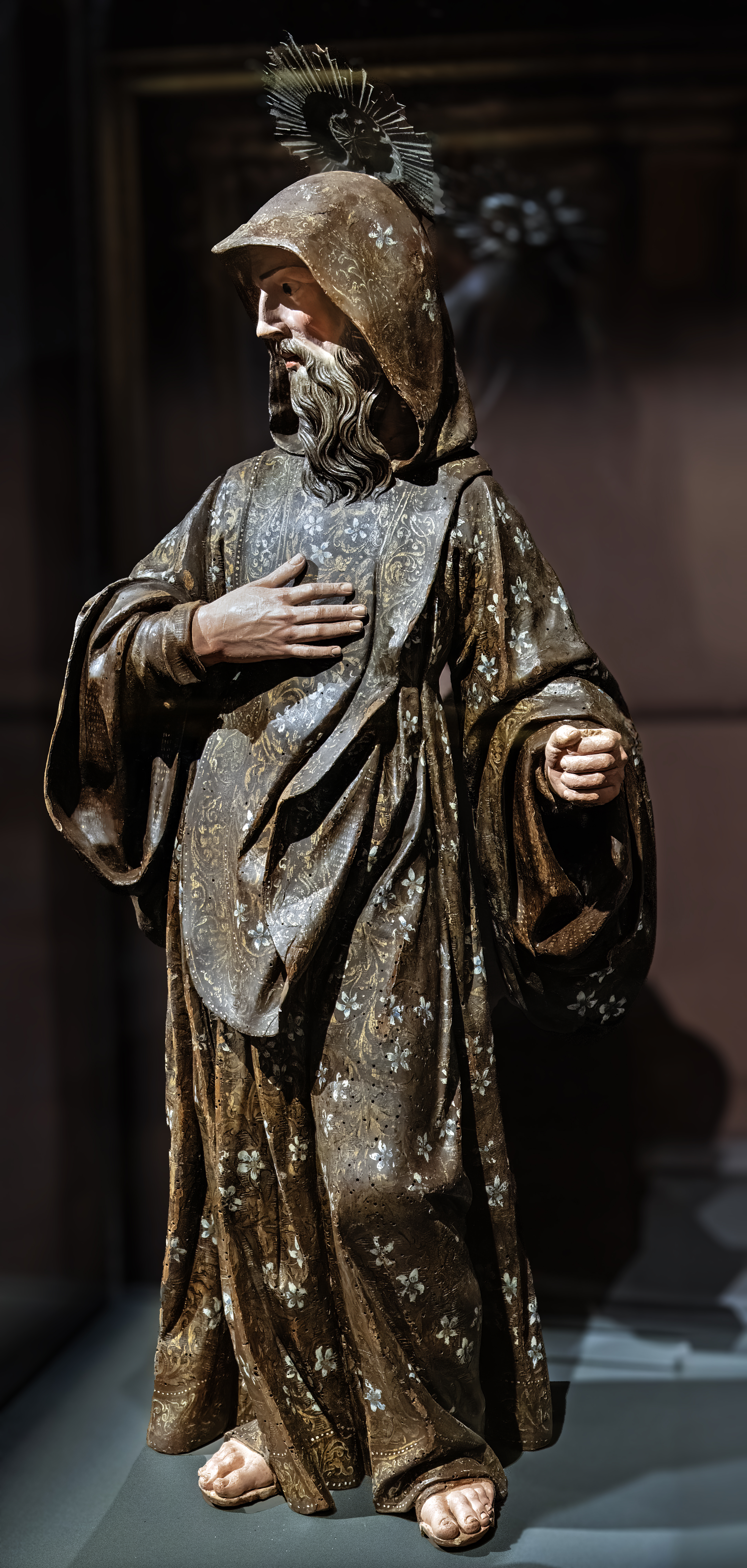
Antoine le Grand, école espagnole XVIIe
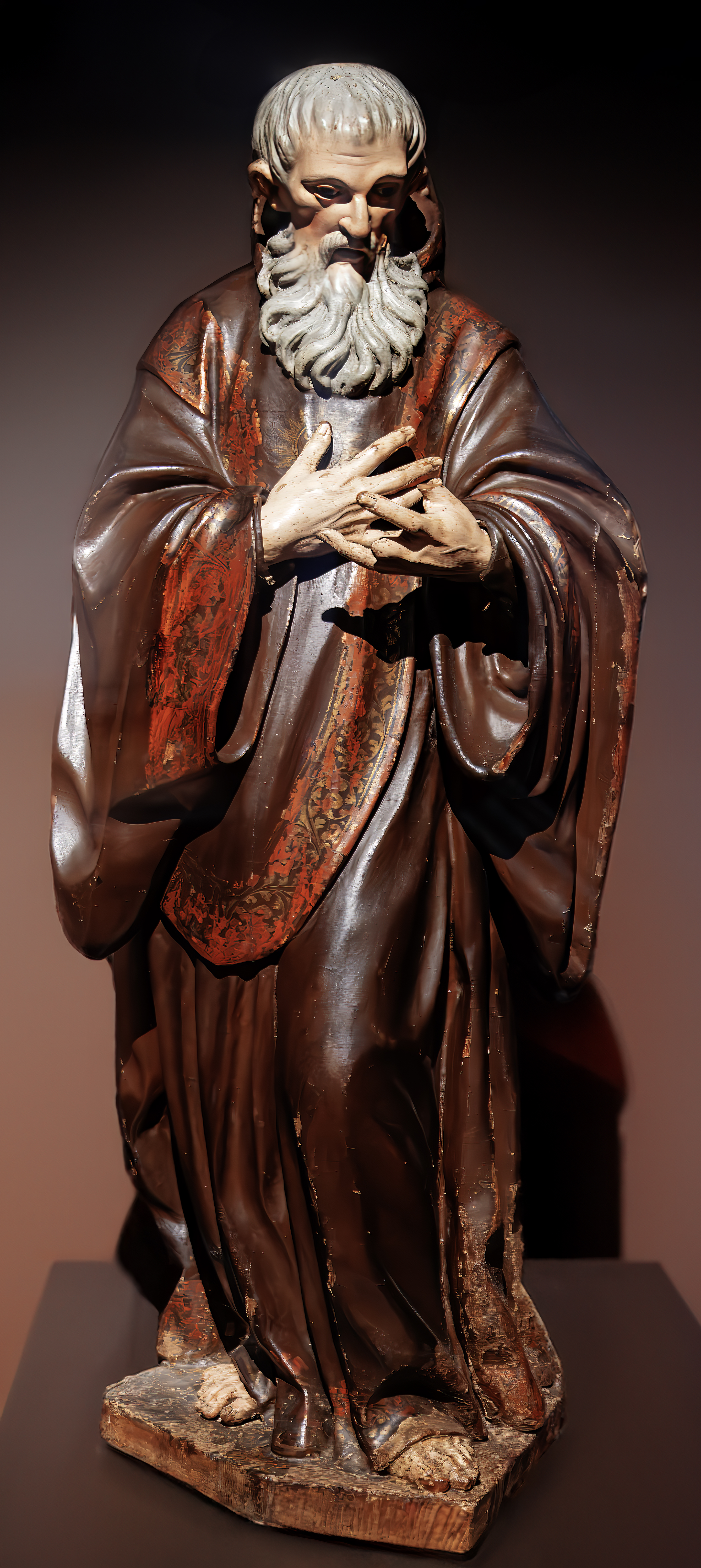
François de Paule, école espagnole XVIIIe

#### Salle 10, l'art de la nature morte
Dès les premières décennies du XVIIe siècle, l'art espagnol élabore un genre de nature morte appelé le bodegón, emblématique de l'école espagnole.

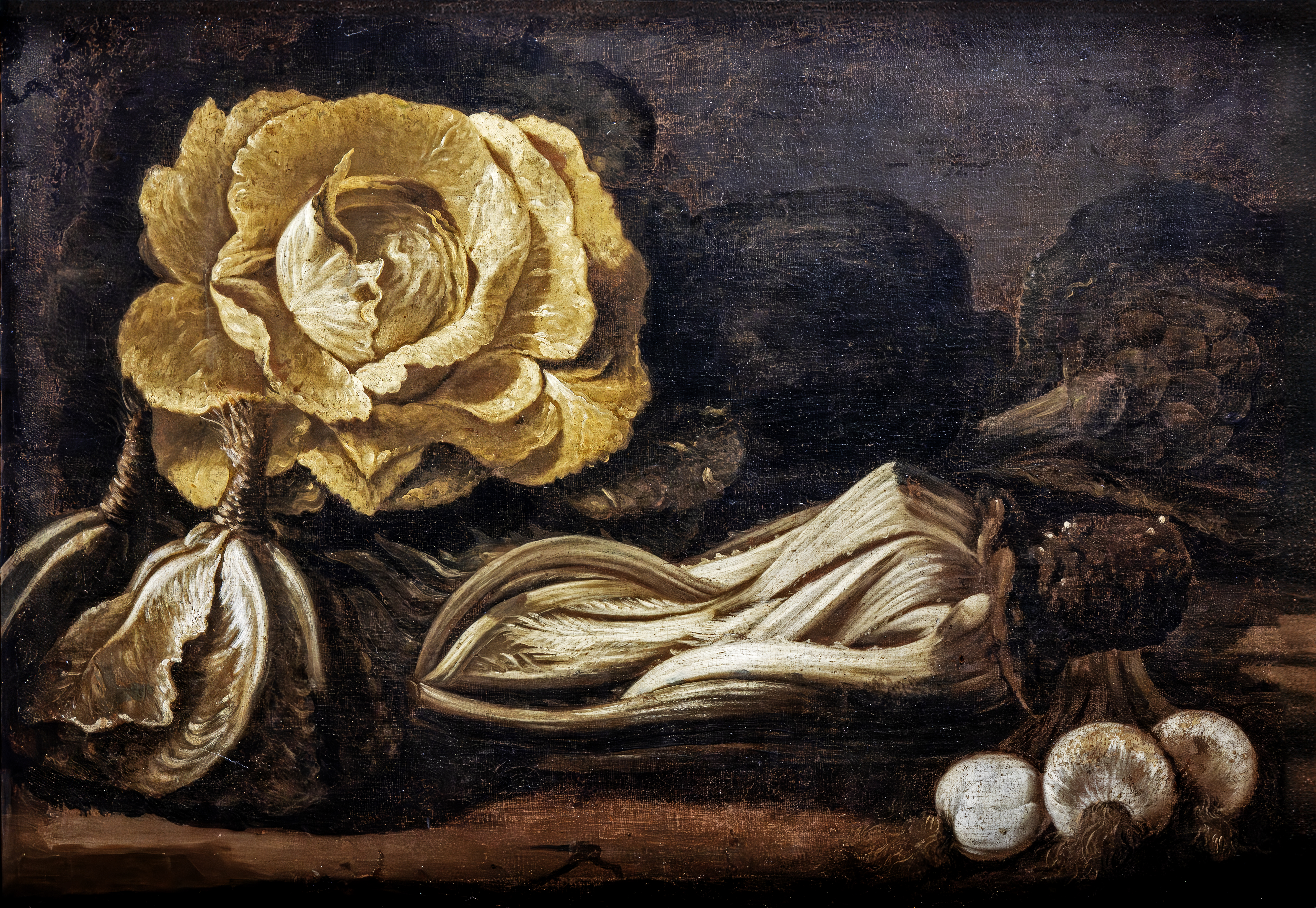
Nature morte au chou, dépôt du Musée du Louvre
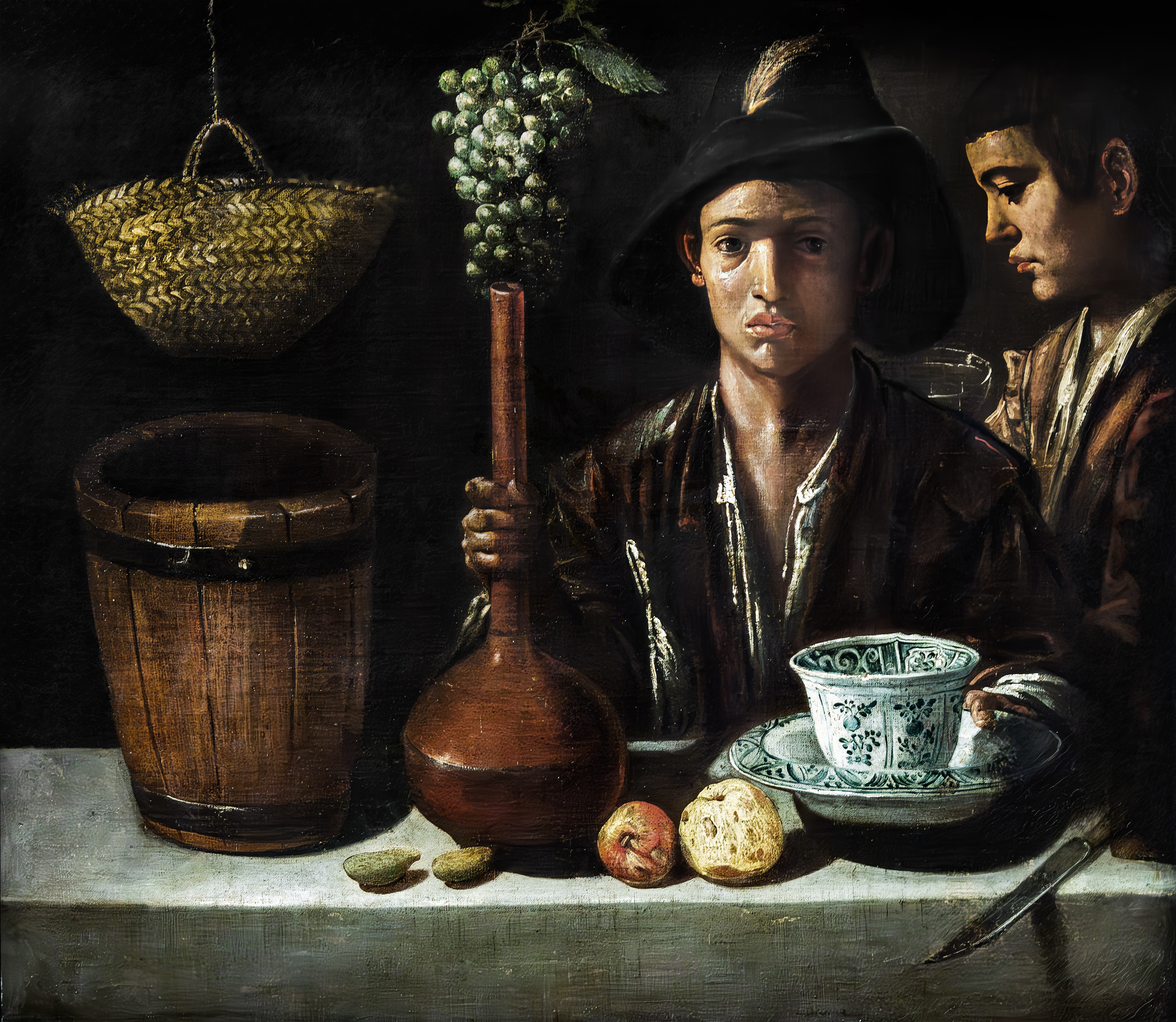
Les jeunes marchands
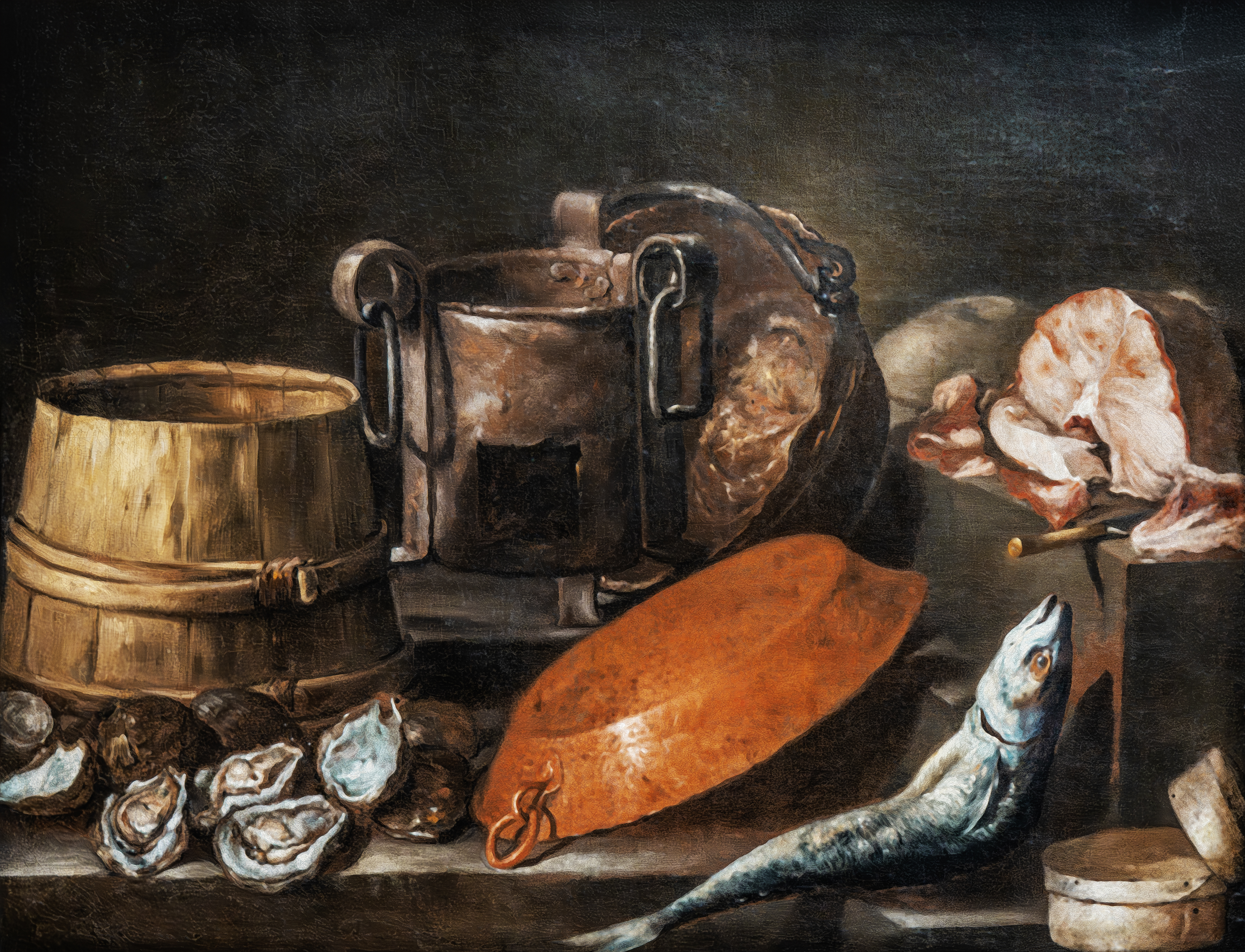
Nature morte au hareng et aux ustensiles de cuisine par Francisco Barranco

### Salon Goya

#### Salle 11, Francisco de Goya y Lucientes (1746-1828), un artiste de génie
Tout d'abord, une frise chronologique récapitule la vie de Goya, les principaux événements de son existence, les réalisations de ses œuvres majeures, ses différentes fonctions et voyages en Italie ou en France.

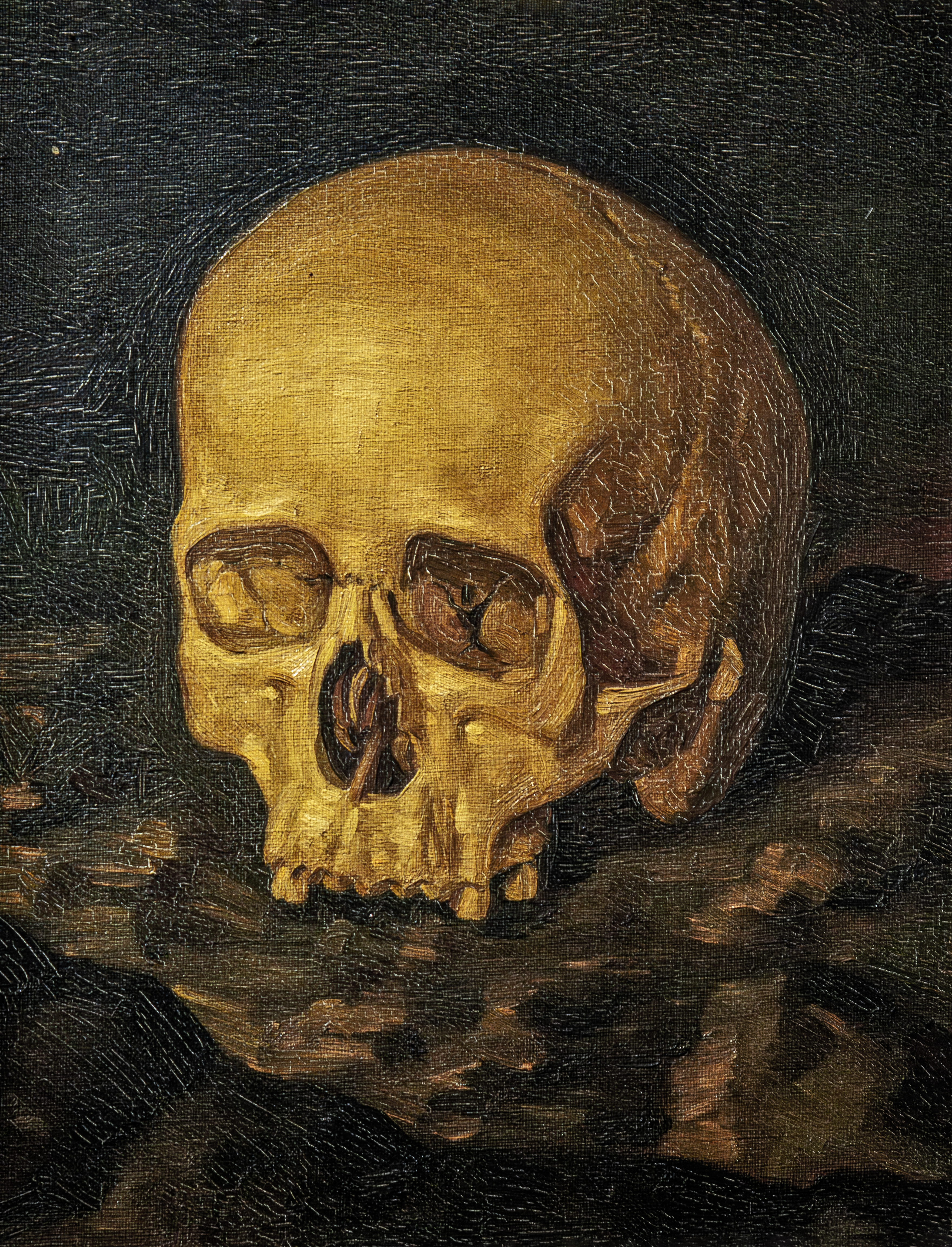
Le Crâne de Goya - Ecole Française du XXe d'après Dionysio Fierros.

#### Salle 12, les œuvres de Goya à Castres
Des peintures et gravures de l'artiste Francisco Goya sont exposées.
Une salle regroupe les trois œuvres majeures du peintre offert par Marcel Briguiboul à la fin du XIXe siècle. Un écran tactile décrit ces œuvres, retrace la biographie de l'auteur, les collections de Goya dans les différents musées de France, l'héritage de la famille Briguiboul, des casques permettent également d'écouter des effets sonores face aux œuvres de Goya.
- Autoportrait aux lunettes (vers 1800),
- La Junte des Philippines (vers 1815),
- Portrait de Francisco del Mazo (vers 1820)

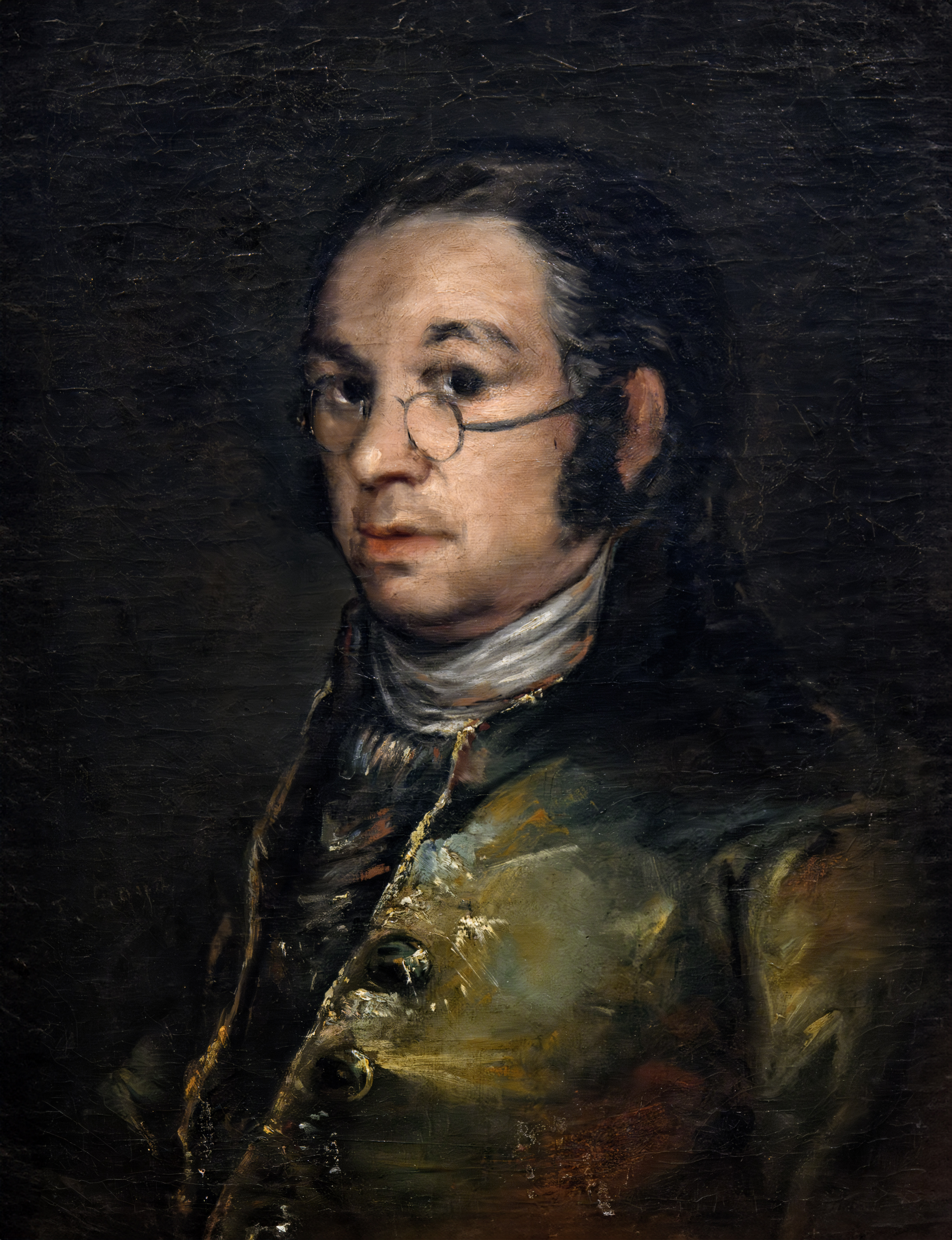
Francisco de Goya, Autoportrait aux lunettes (vers 1800).
Francisco de Goya, La Junte des Philippines (vers 1815).
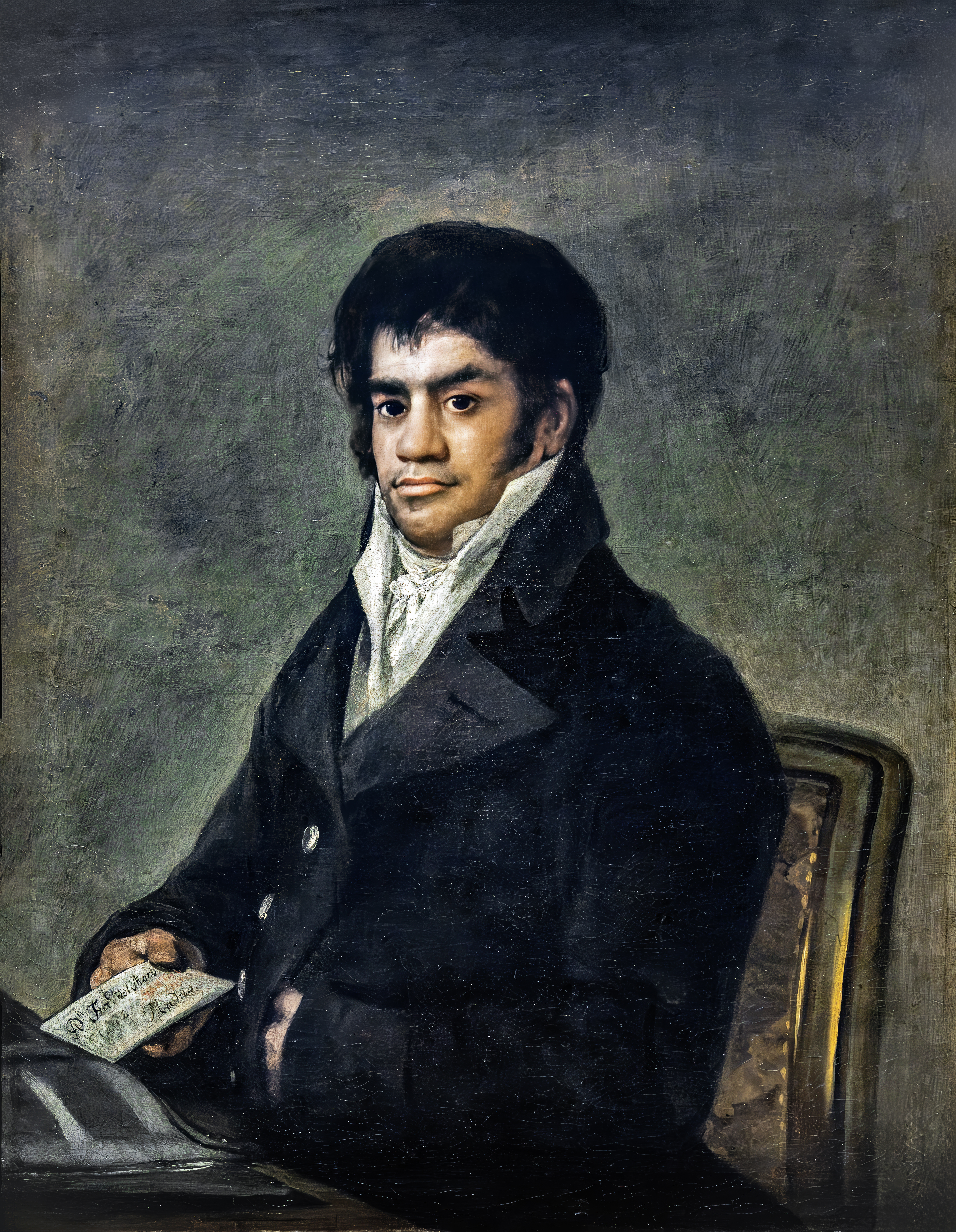
Francisco de Goya, Portrait de Francisco del Mazo (vers 1820).

Le cabinet d'arts graphiques est constitué des fonds du musée présentés au public par roulement tous les 3 ou 4 mois. Un écran diffuse un film pédagogique sur la réalisation d'une gravure et un autre écran tactile permet de consulter les autres collections de gravures et lithographies du musée Goya non exposées aux publics. On y trouve les quatre séries de gravures de Goya :
- Los Caprichos,
- La Tauromaquia,
- Les Désastres de la guerre,
- Disparates

### À l'époque de Goya

#### Salle 13, au temps de Goya
De nombreux artistes espagnols se forment à Paris auprès de David, maître du néoclassicisme. De retour en Espagne, ils imposent la grandeur morale, la mesure et la sérénité dans leur art. La famille Madrazo règne sur la société de son temps. Au début du XIXe siècle, la période romantique commence où l'on voit apparaitre en Espagne un nouveau courant artistique inspiré des coutumes locales appelé le costumbrisme. Eugenio Lucas Velázquez en est l'un de ses plus illustre représentant.

Venancio Vallmitjana y Barbany, Médée, 1875[36].
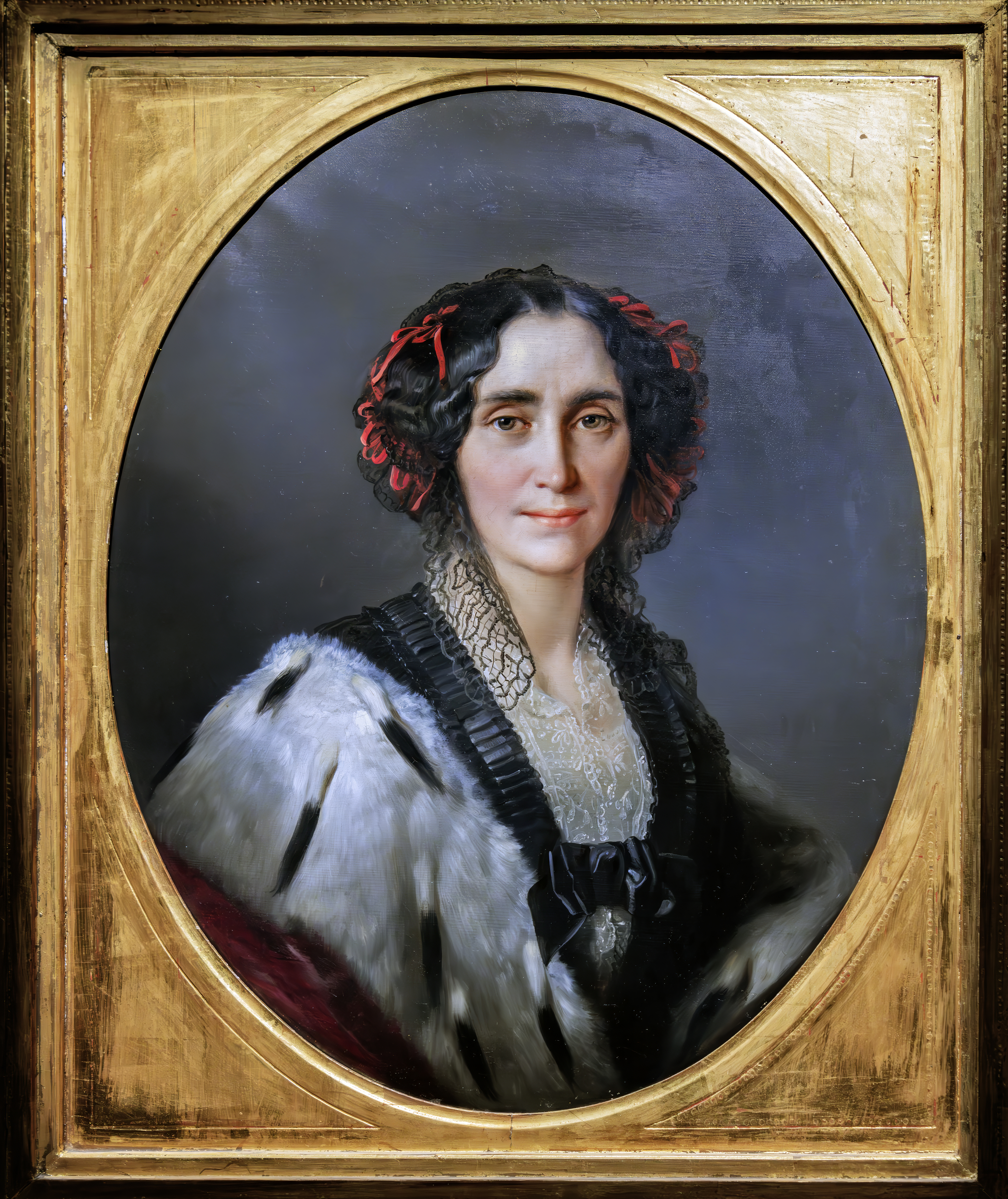
Federico de Madrazo y Kuntz, Portrait de femme
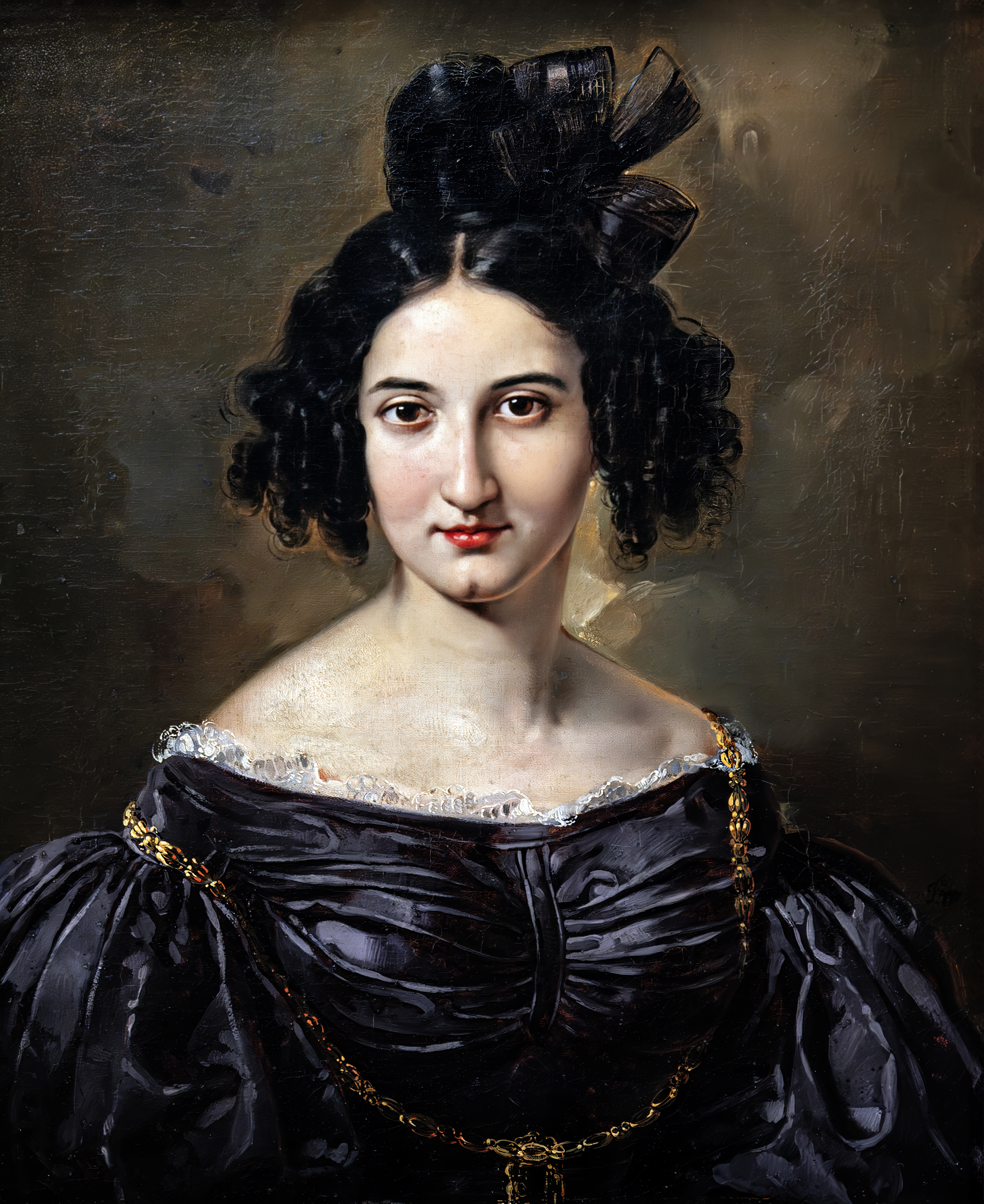
Federico de Madrazo y Kuntz, Portrait de femme
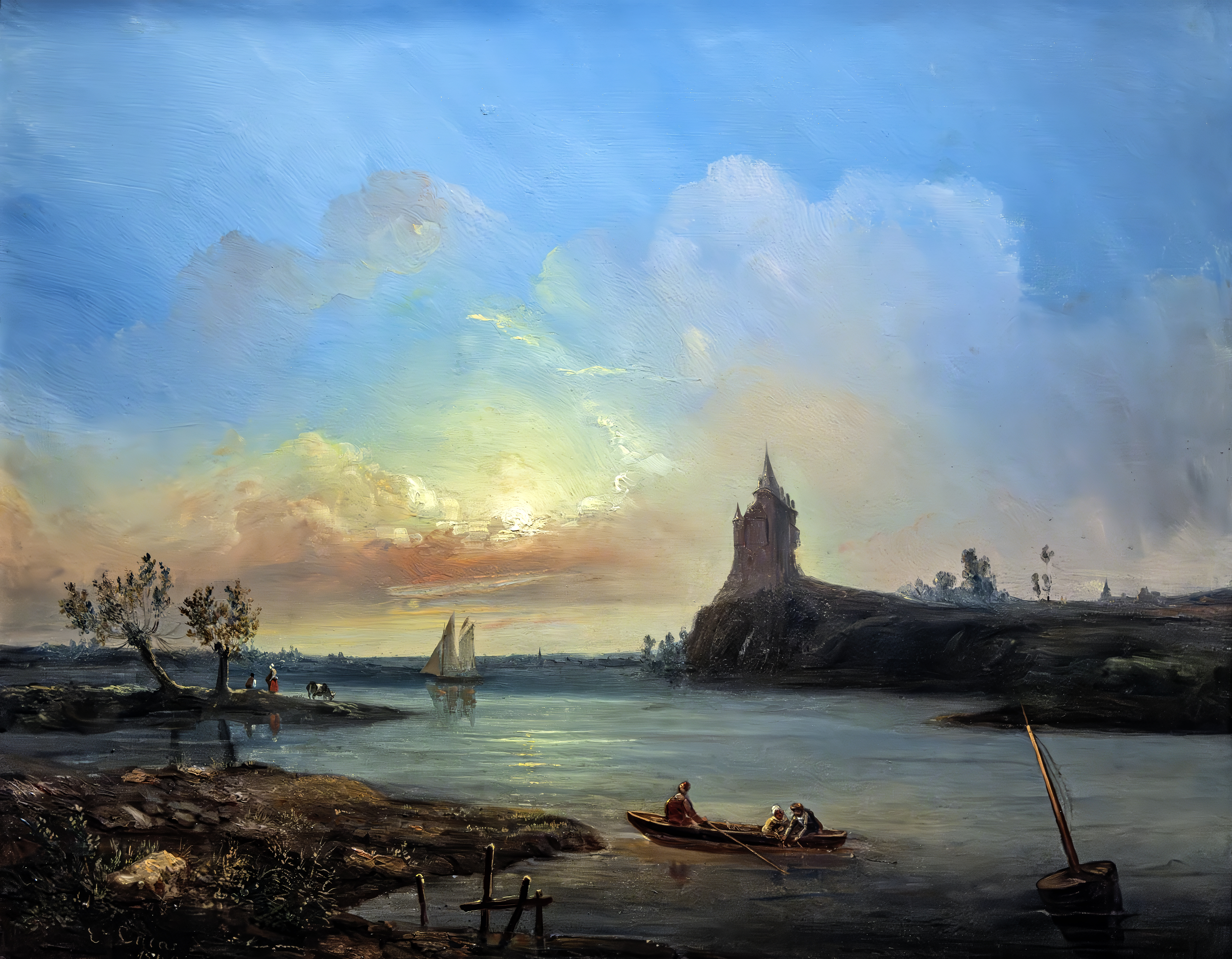
Eugenio Lucas Velázquez,  Vue d'un estuaire avec des pêcheurs et un château imaginaire (1848)
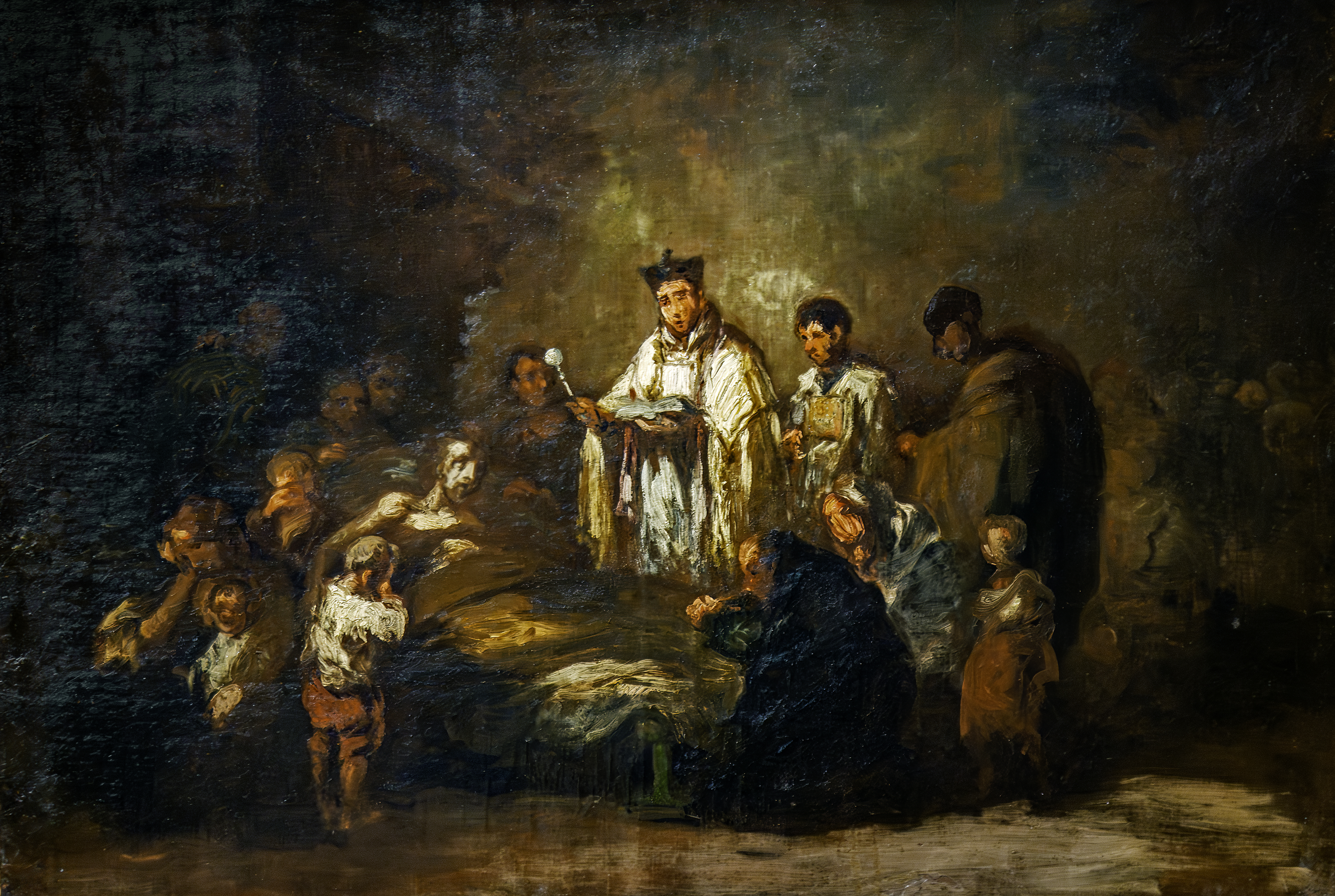
Eugenio Lucas Velázquez, L'Extrême-onction (1855)
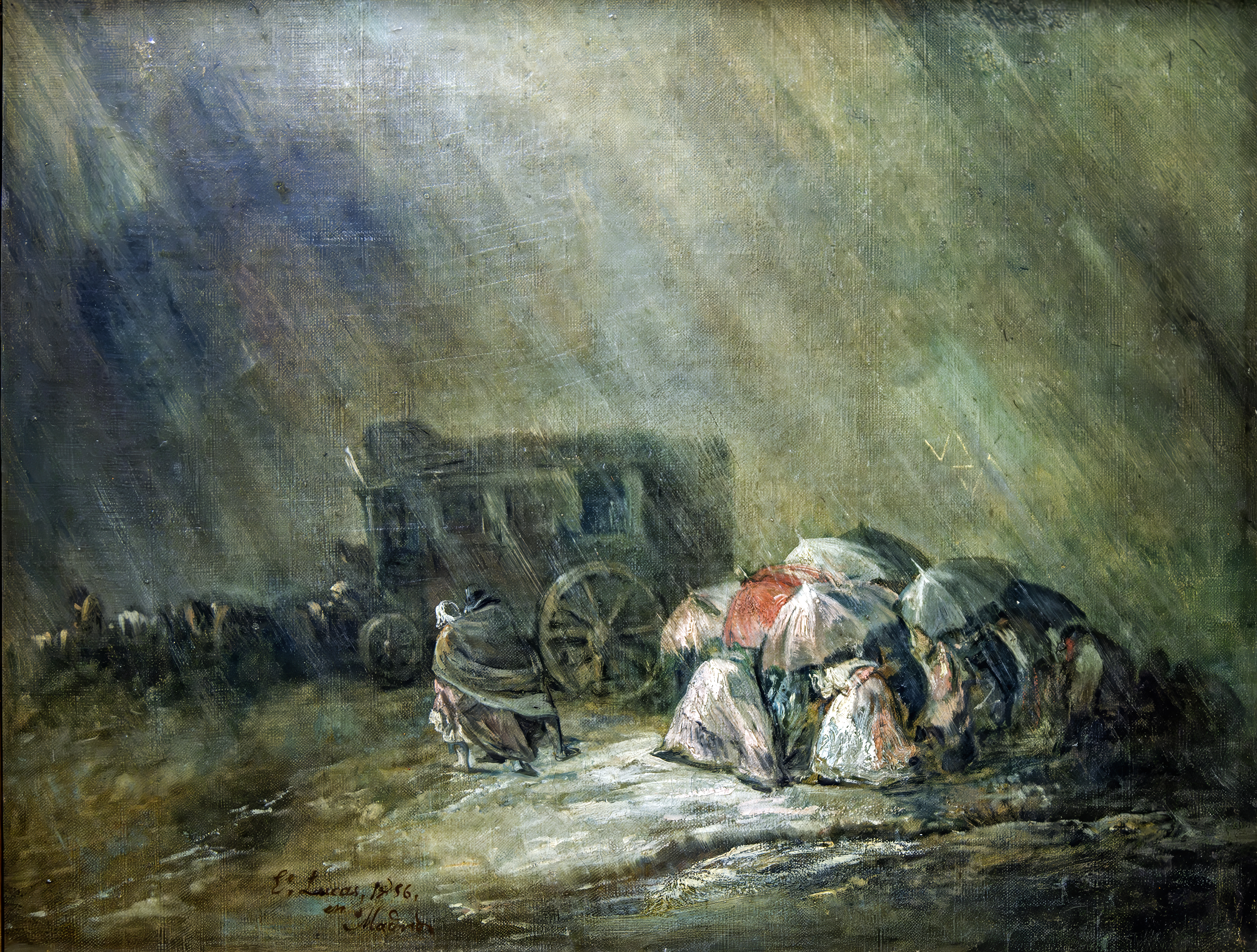
Eugenio Lucas Velázquez, La Diligence sous l'orage (1856)
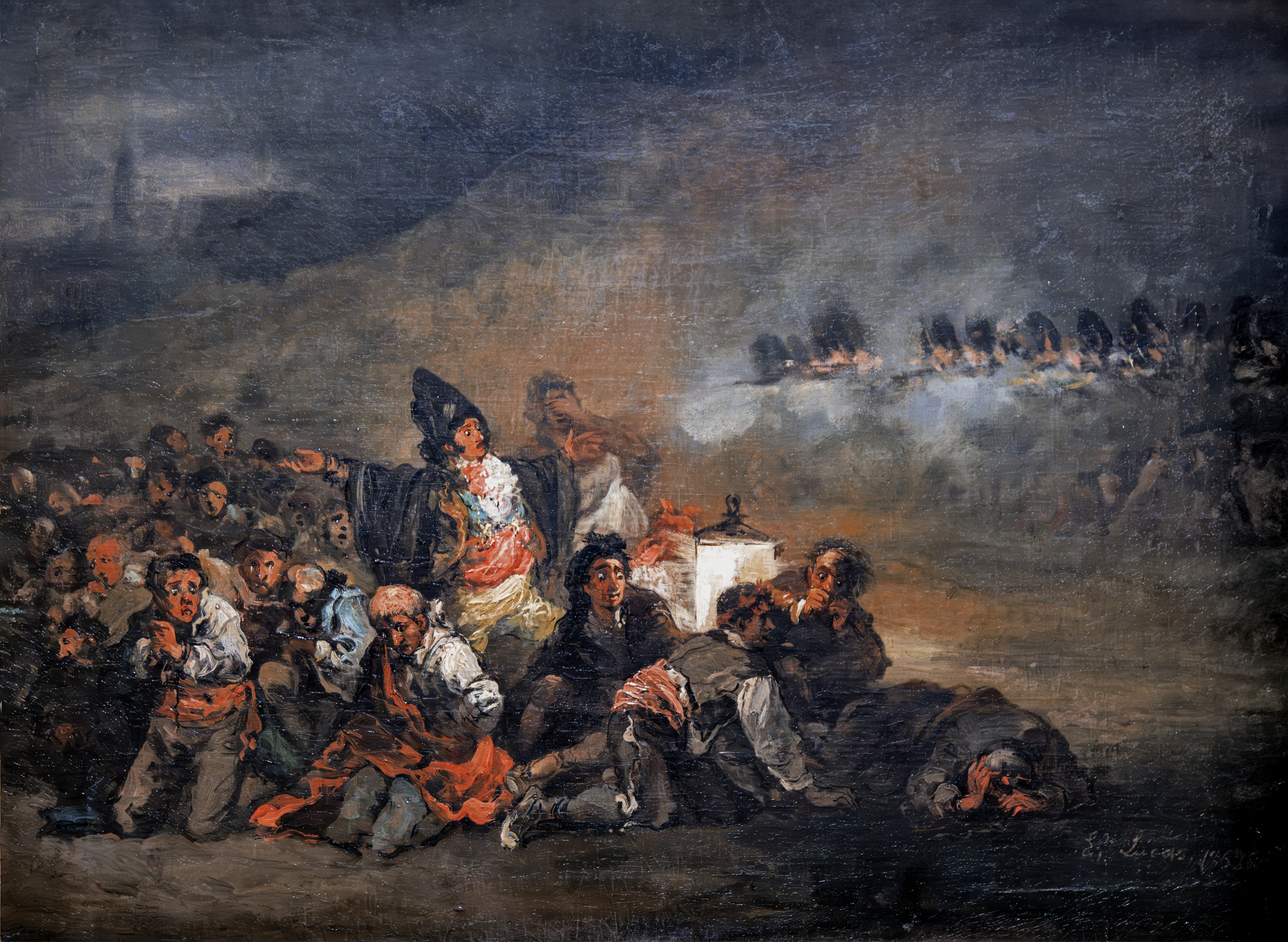
Eugenio Lucas Velázquez, La Fusillade (1869)
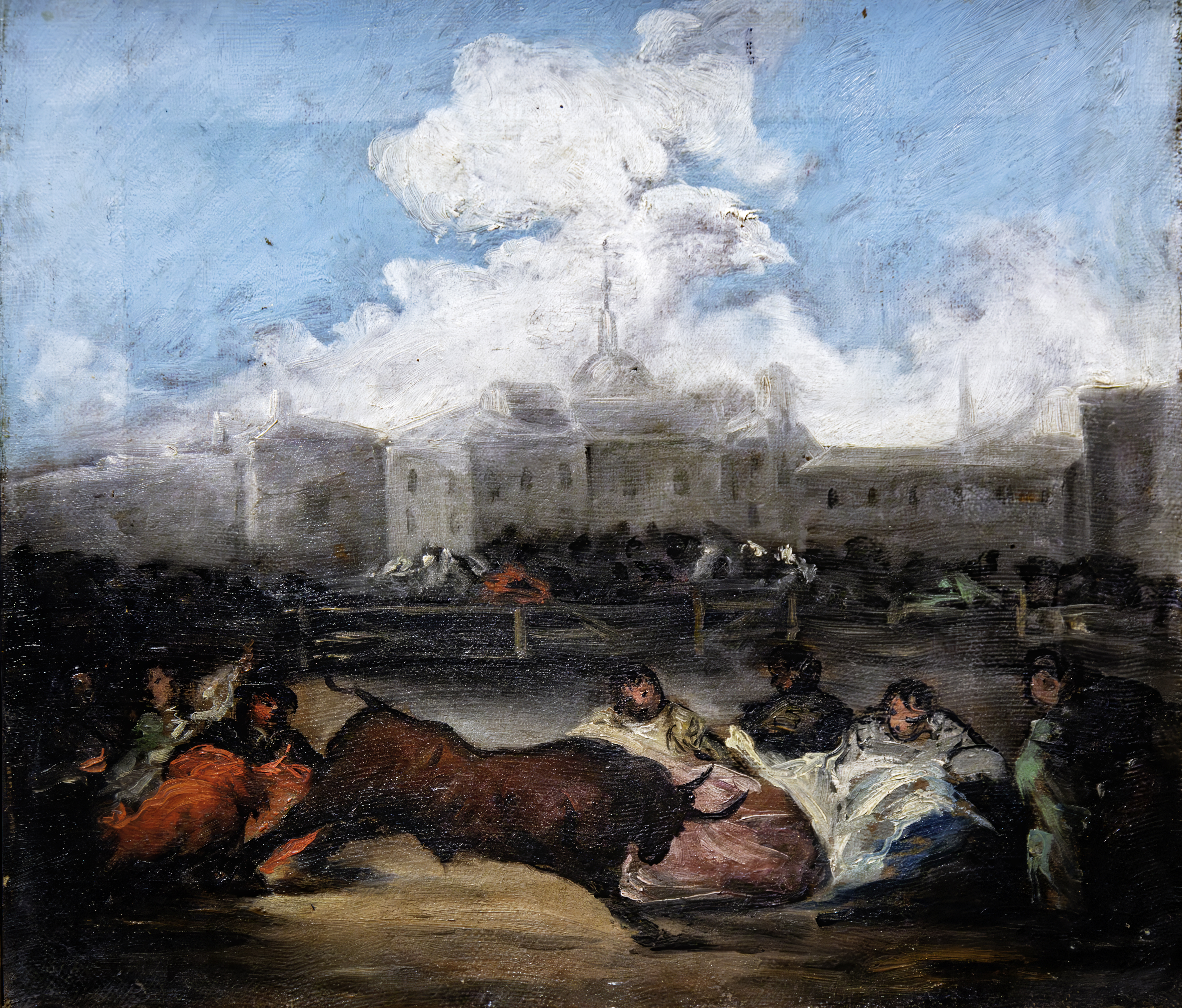
Eugenio Lucas Velázquez, Course de taureaux
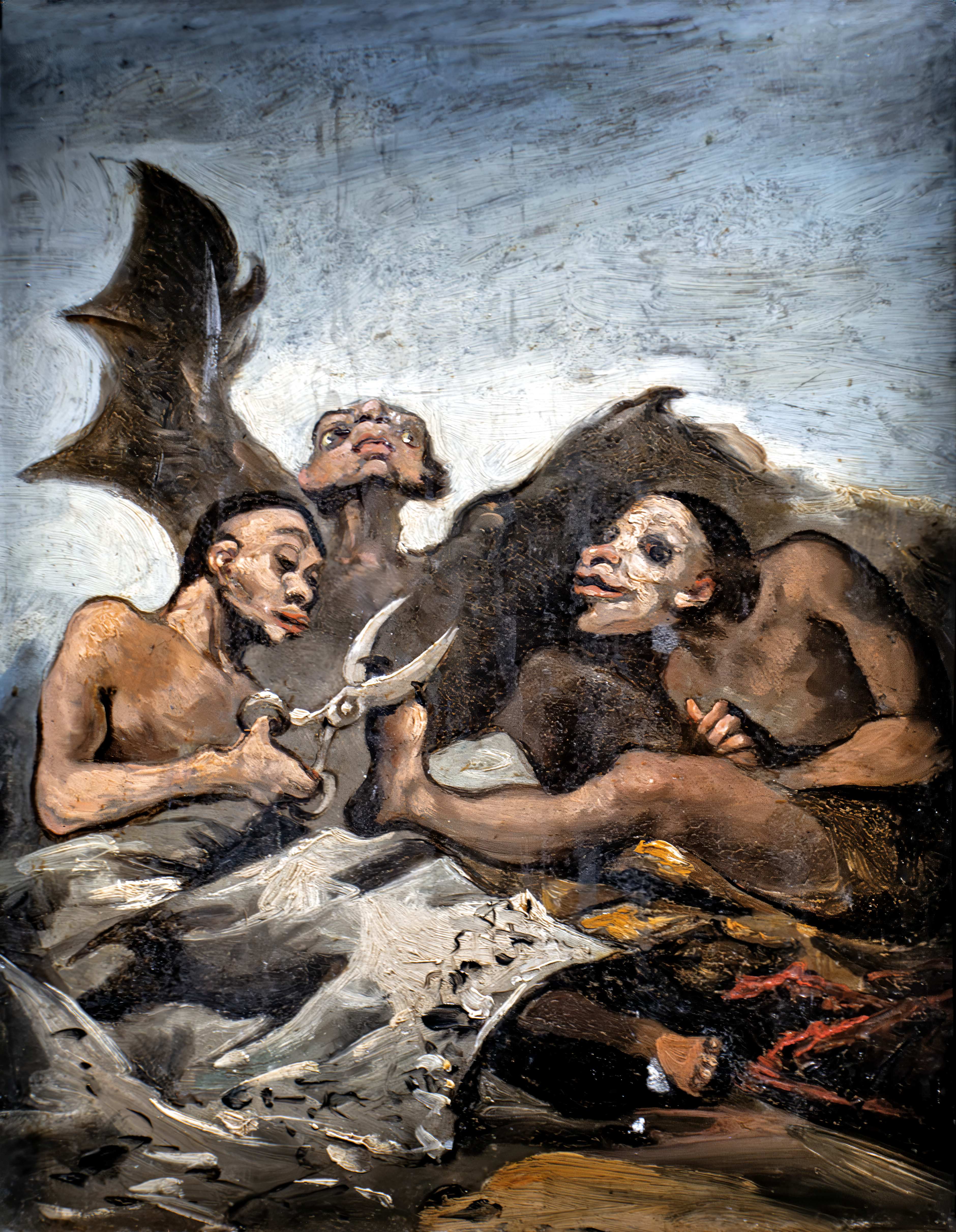
Eugenio Lucas Villaamil, Caprices N°51 d'après Goya
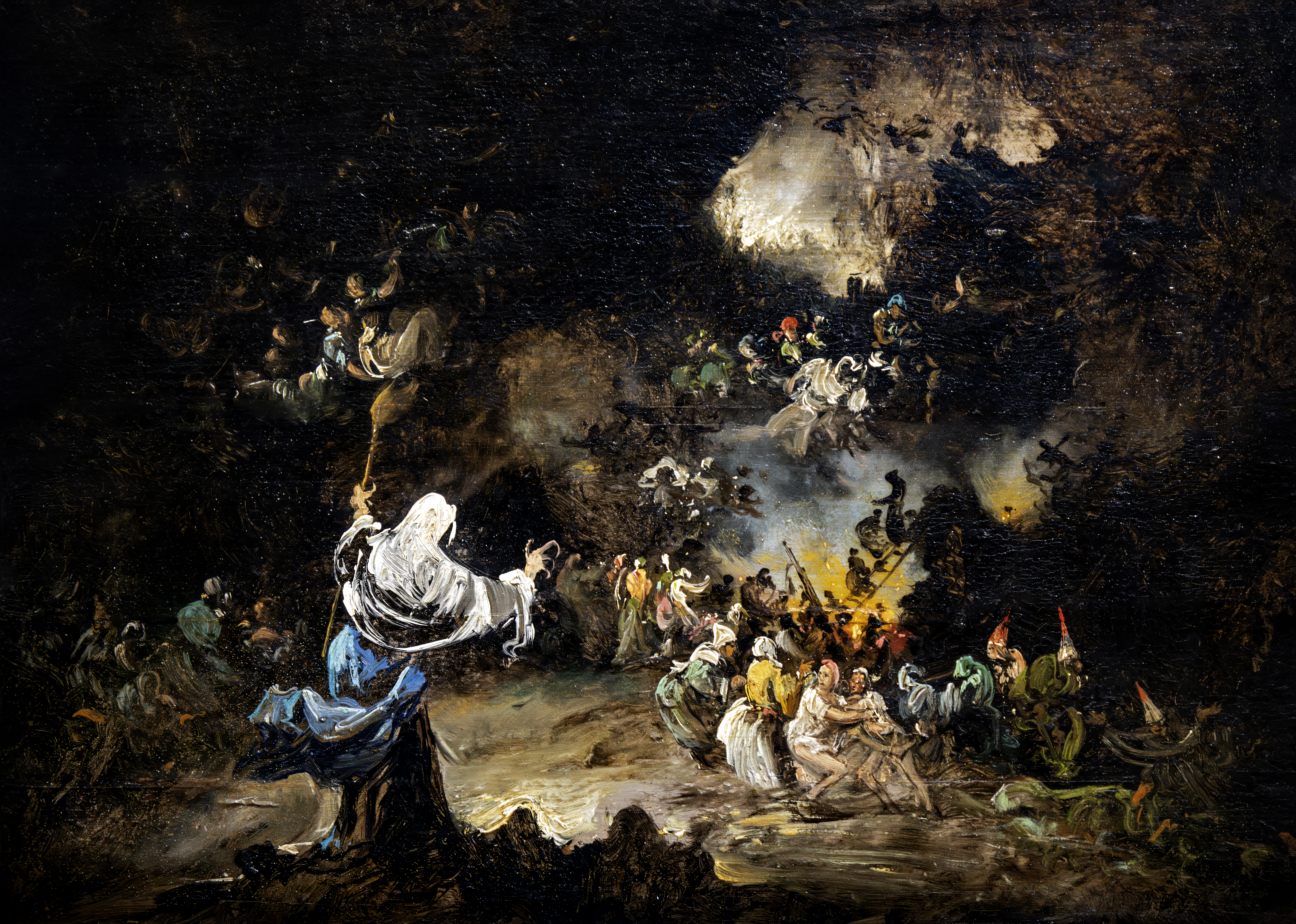
Eugenio Lucas Villaamil, Le Sabbat
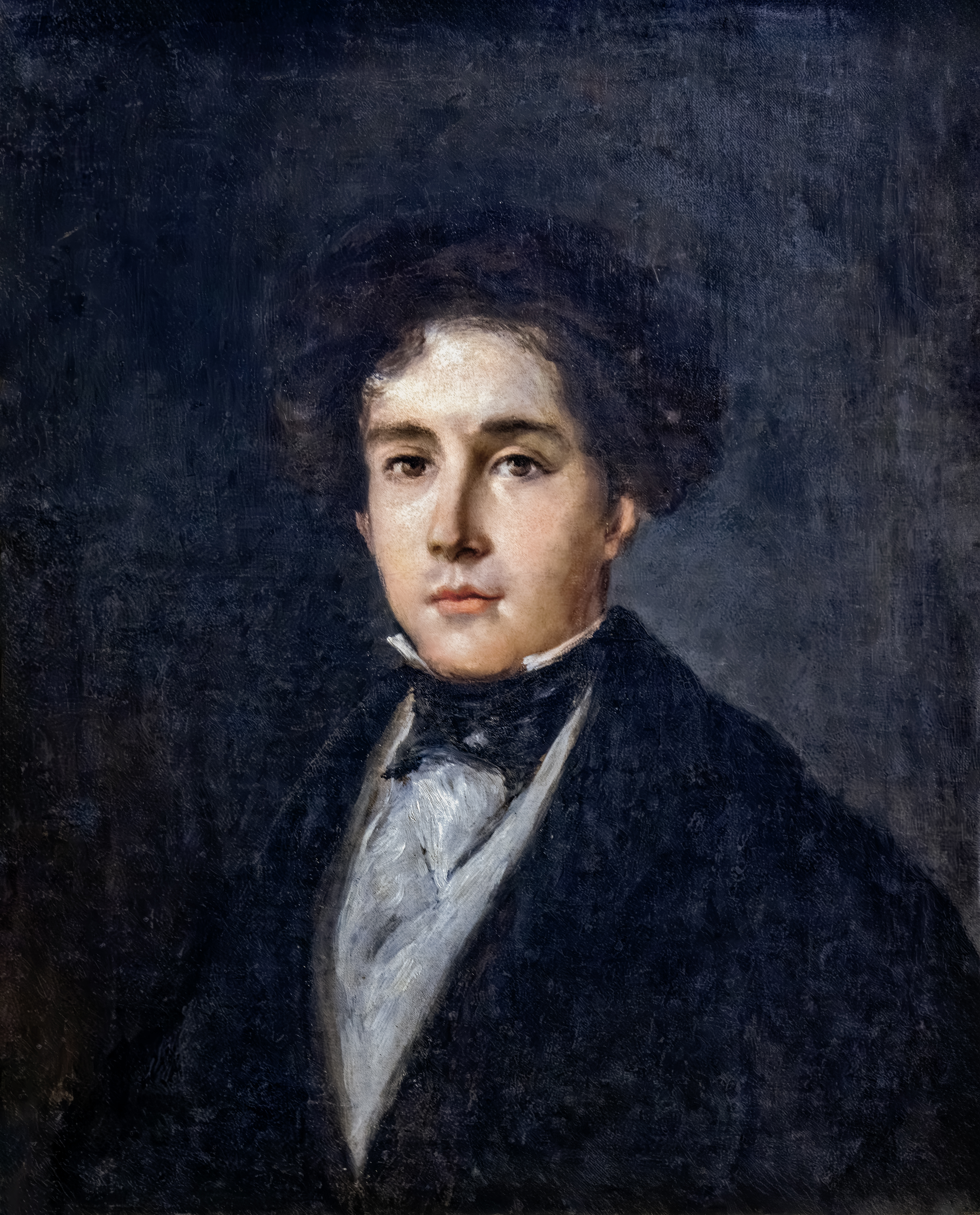
Portrait de Mariano Goya, auteur anonyme d'après un tableau de Goya[46].

### Les donateurs du musée Goya

#### Salle 14, salon des donateurs
Cette salle rend hommage aux différents donateurs du musée Goya. En 1998, un ancien résistant René Gayral du Corps-franc de la Montagne Noire et collectionneur d'armes fait don au musée de 400 pièces d'armement : épées, sabres de cavalerie, casques, tromblons, revolvers (américain, britannique, français) et dagues. Une partie de la vitrine est consacrée aux armes allemandes saisies aux Nazis lors de la Seconde Guerre mondiale. Un écran tactile permet d'observer les autres collections dans les réserves et l'histoire des donateurs.
On y voit aussi des tableaux et une sculpture du peintre, collectionneur et donateur Marcel Briguiboul.
- Marcel Briguiboul : Autoportrait au haut de forme et à la pipe, Narcisse, Portrait de Valentine Briguiboul et de nombreux autres dessins, esquisses, etc.

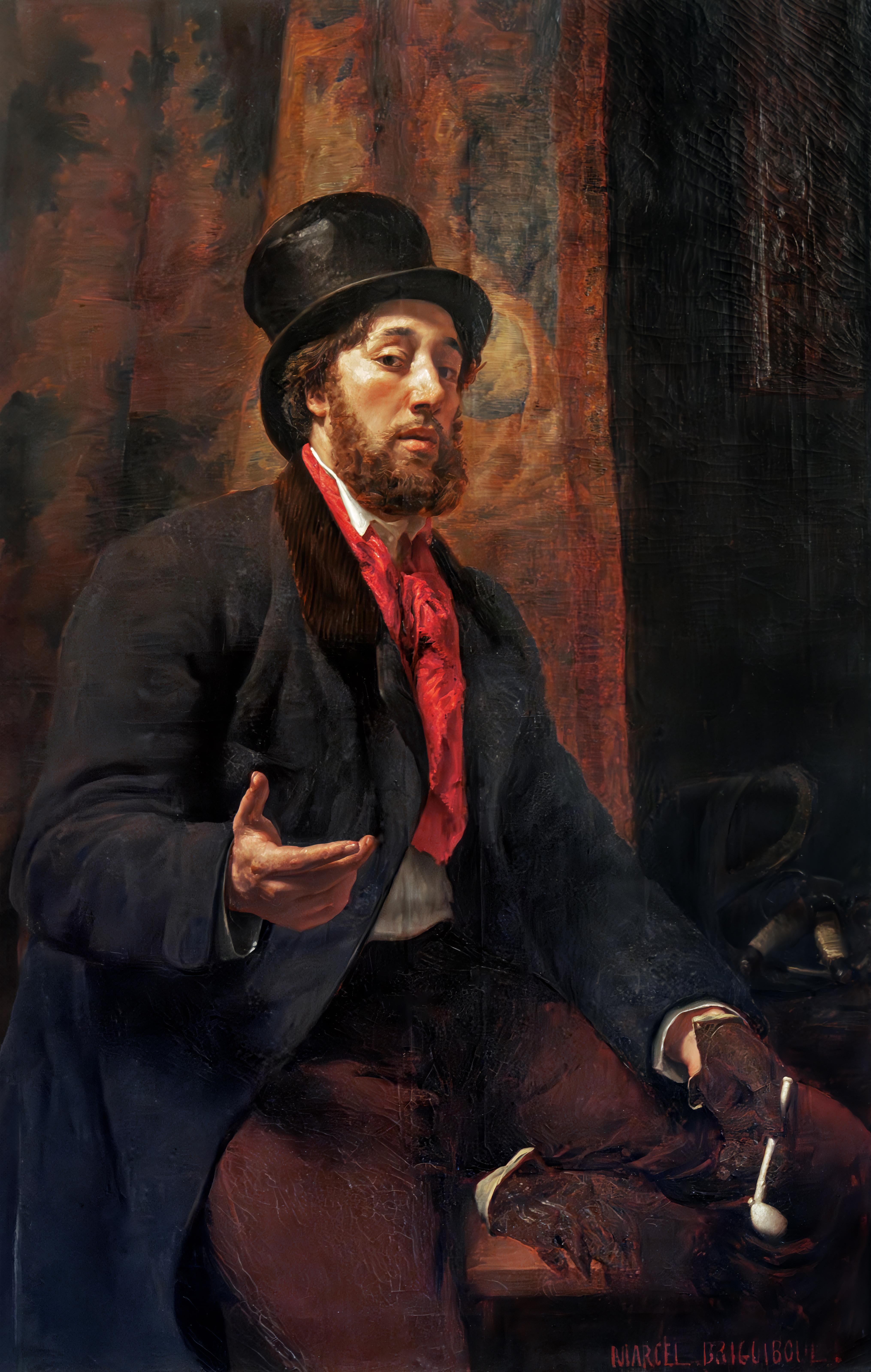
Marcel Briguiboul, Autoportrait au haut de forme et à la pipe.
Marcel Briguiboul, Portrait de Valentine Briguiboul en robe mauve avec son ombrelle.
Marcel Briguiboul, Narcisse (marbre blanc).
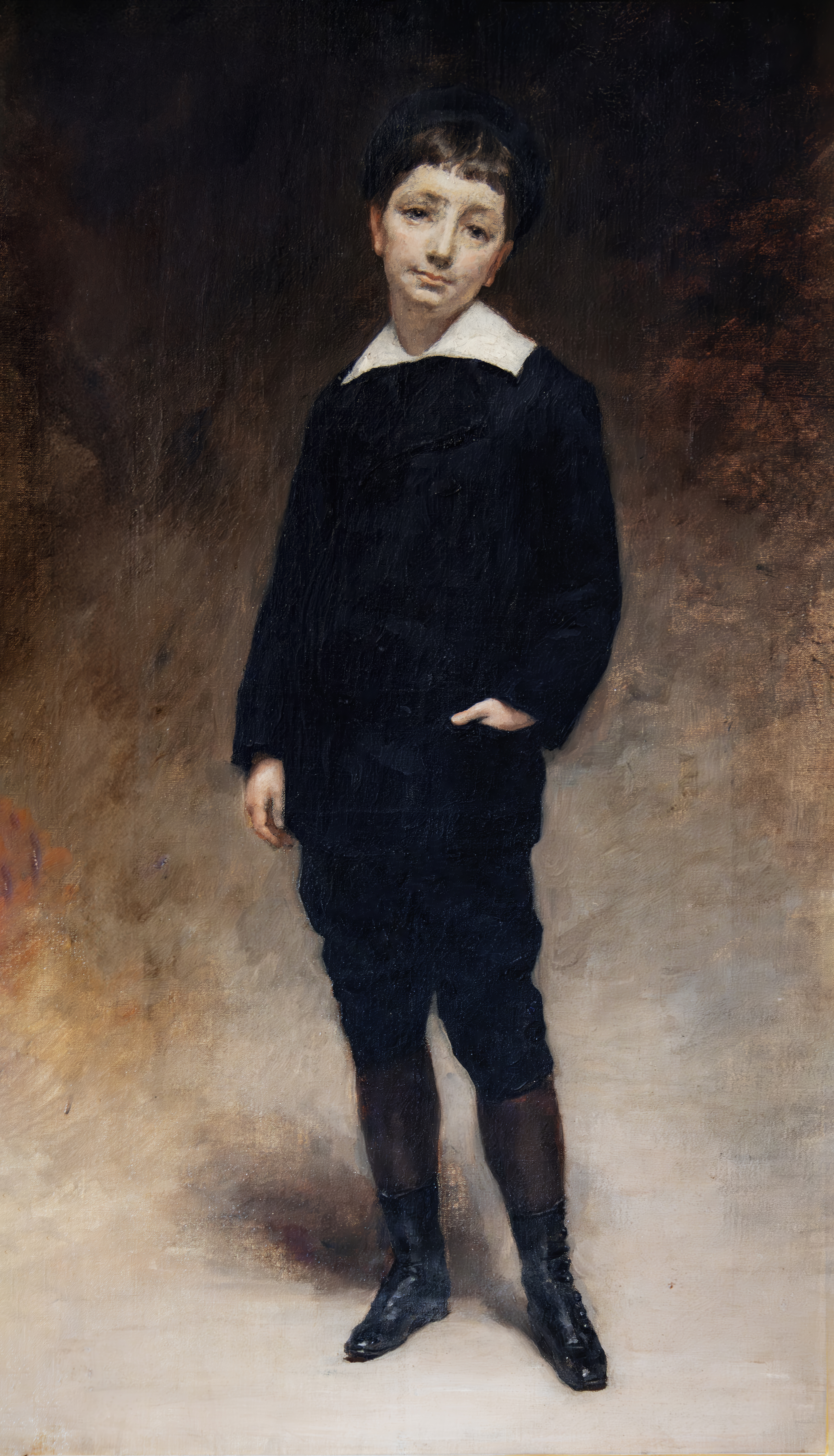
Marcel Briguiboul, Portrait de Pierre Briguiboul.
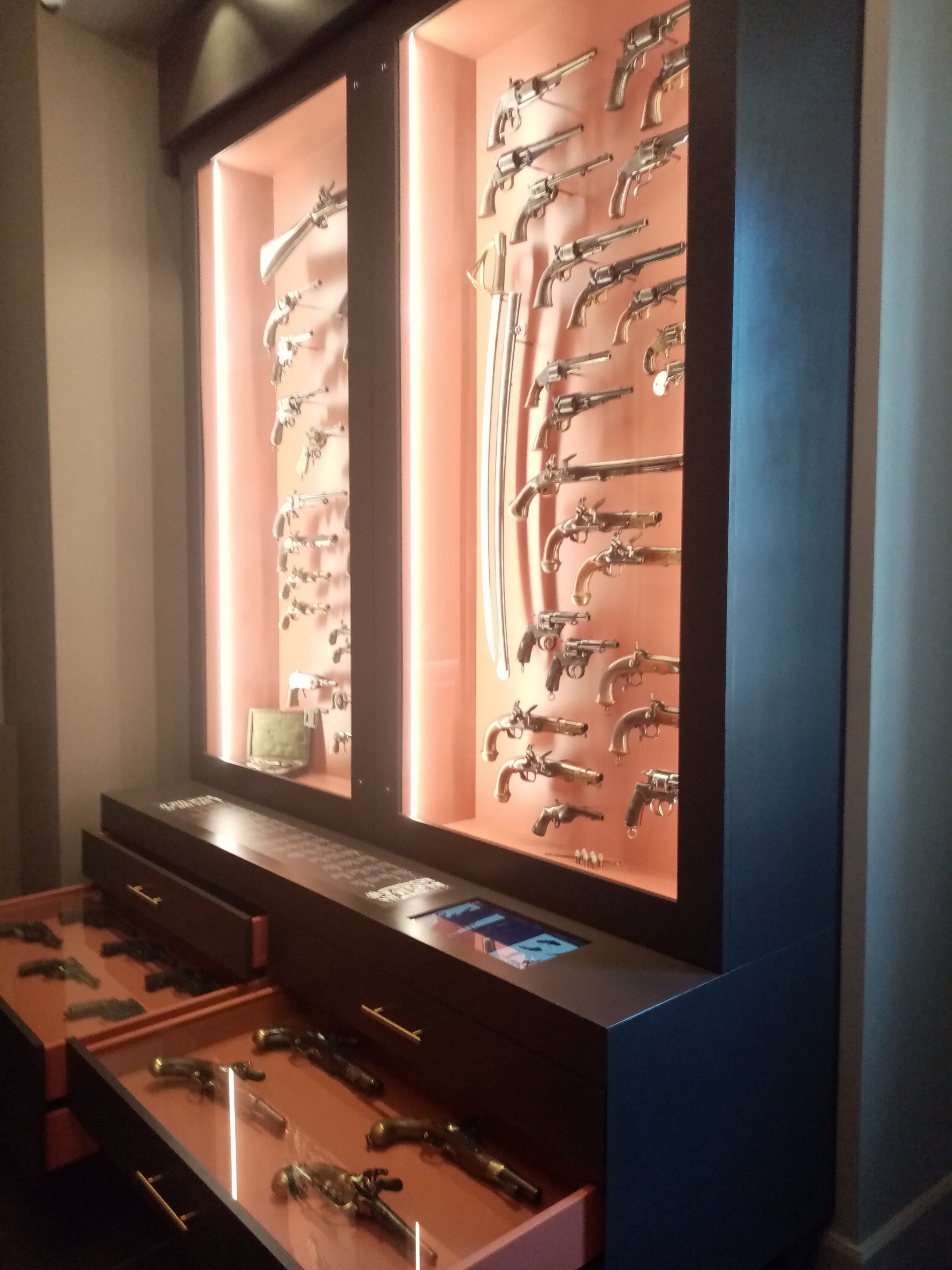
Vitrine avec tiroirs exposant les collections d'armes avec borne numérique.
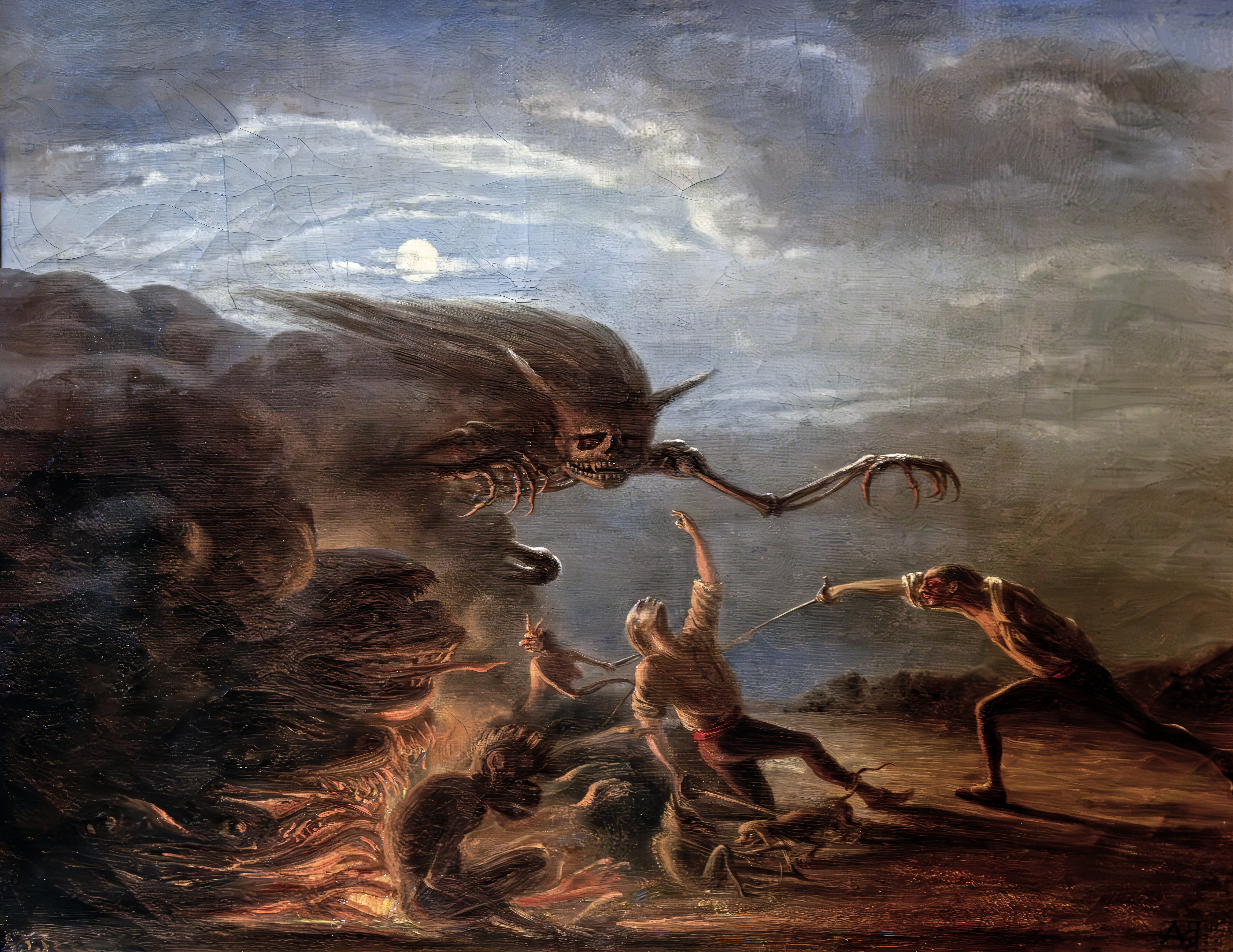
Antoine-Valentin Jumel de Noireterre, Le duel.
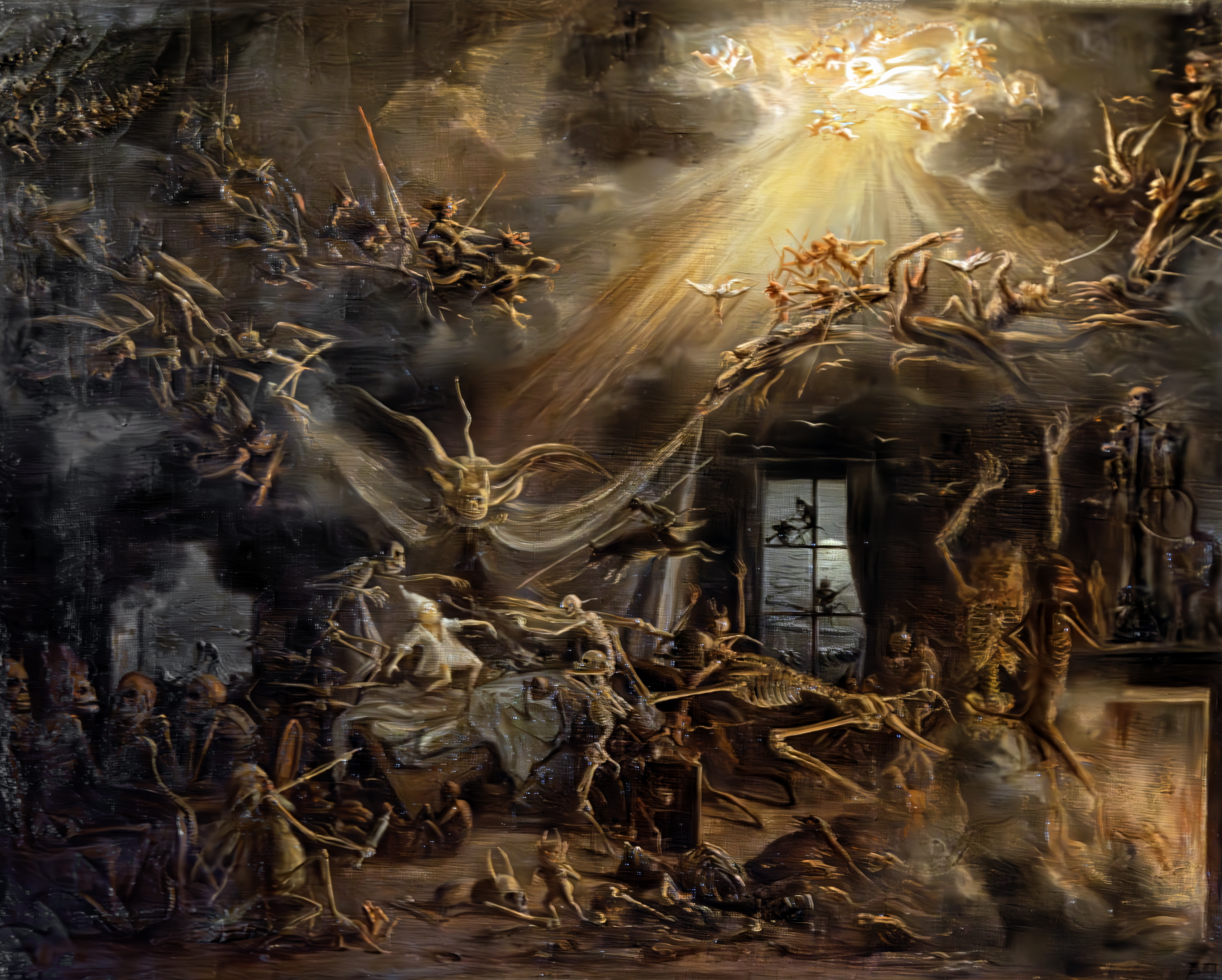
Antoine-Valentin Jumel de Noireterre, Le cochemard.

### Époque moderne

#### Salle 15, redécouverte de l'Espagne par les artistes français auxXVIIIeetXIXesiècles
Au XIXe siècle, l'Europe connaît la révolution industrielle. L'Espagne attire les artistes français pour son aspect pittoresque. Ils voyagent pour découvrir un monde folklorique, chevaleresque et  religieux. Ces artistes français ont été inspirés par l'art hispanique du Siècle d'or. On y trouve des œuvres d'Eugène Giraud, Léon Bonnat et Henri Fantin-Latour.
- Michel-Ange Houasse : La Sainte Famille, vers 1720.
- Adrien Dauzats : Intérieur de la mosquée de Cordoue.
- Alfred Dehodencq : Combat de Novillos.
- Eugène Giraud : Danse dans une posada de Grenade, 1852.
- Gilles Sacksick : Don Quichotte.
- Henri Fantin-Latour : Le Jeune mendiant d'après Murillo.
- Jacques-Émile Blanche : La Guerre d'Espagne.
- Léon Bonnat : Jeune femme faisant la charité devant l’entrée de la chapelle de l’hôpital de San Sebastian à Cordoue.
- Marcel Briguiboul : Jeune femme arabe dite Fatma, La Cigale, L'Arrangement des bouquets, Enfants dans une salle d'armes ou Chez l'antiquaire.

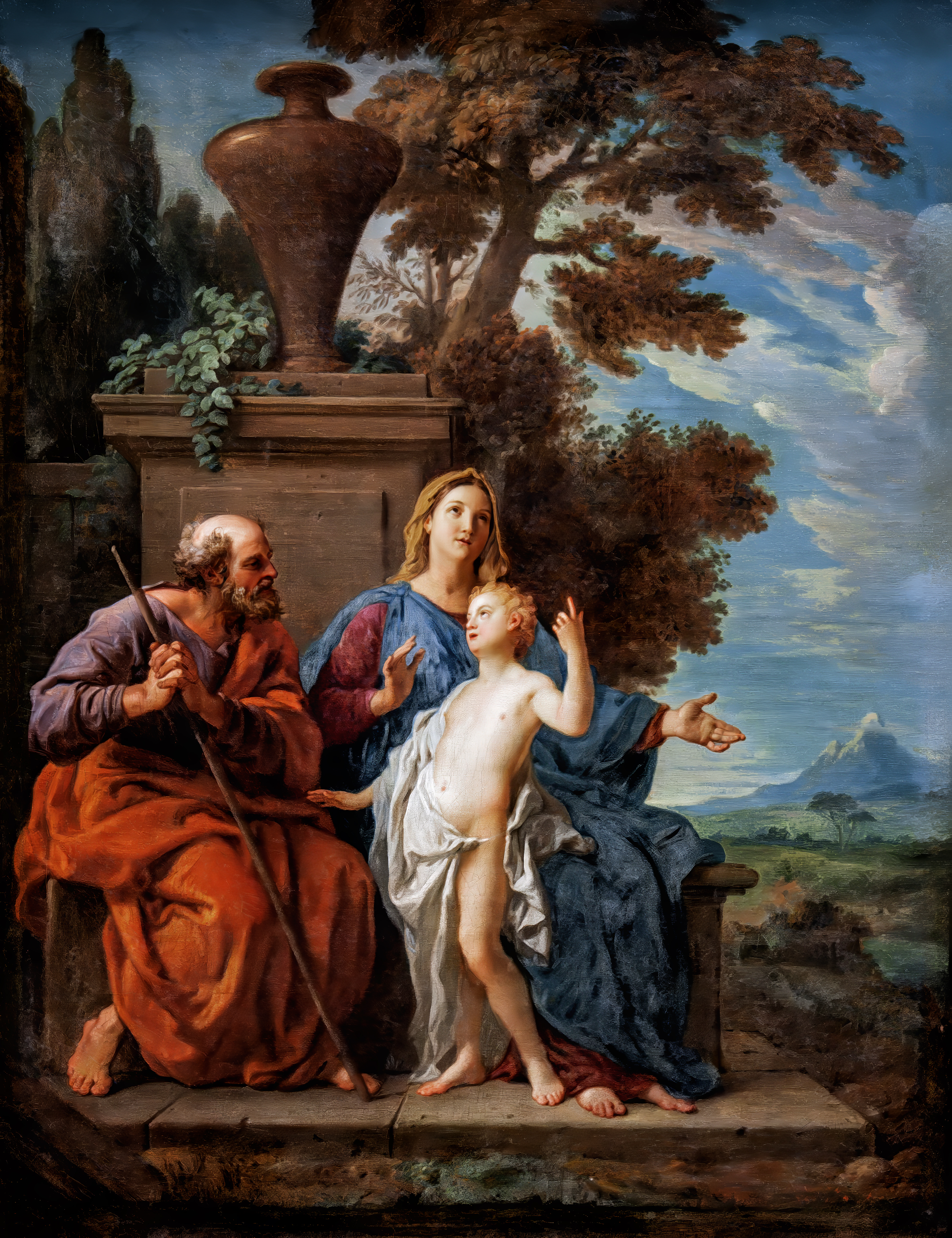
Michel-Ange Houasse, La Sainte Famille (vers 1720).
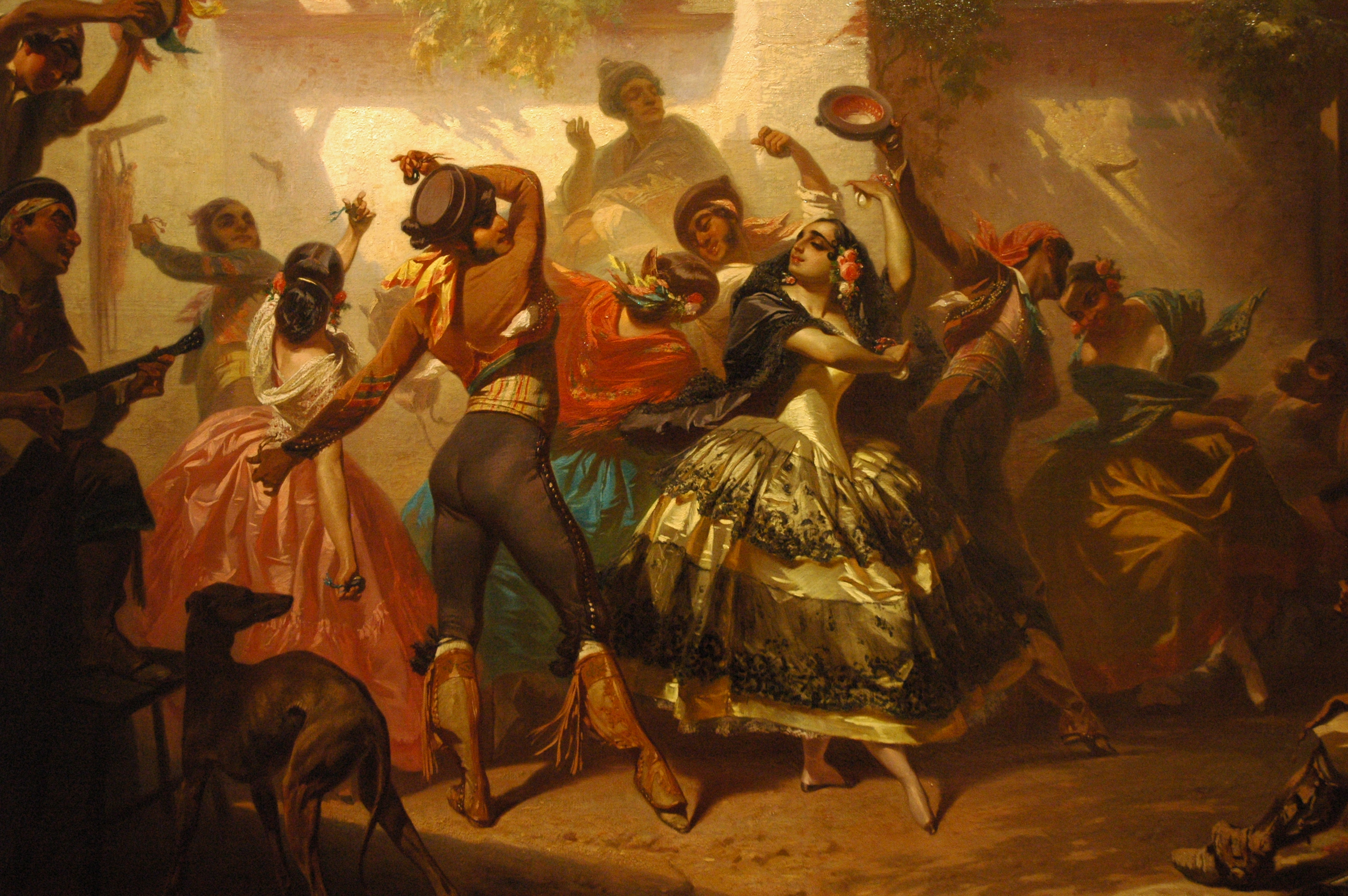
Eugène Giraud, Danse dans une posada de Grenade (1852), détail.
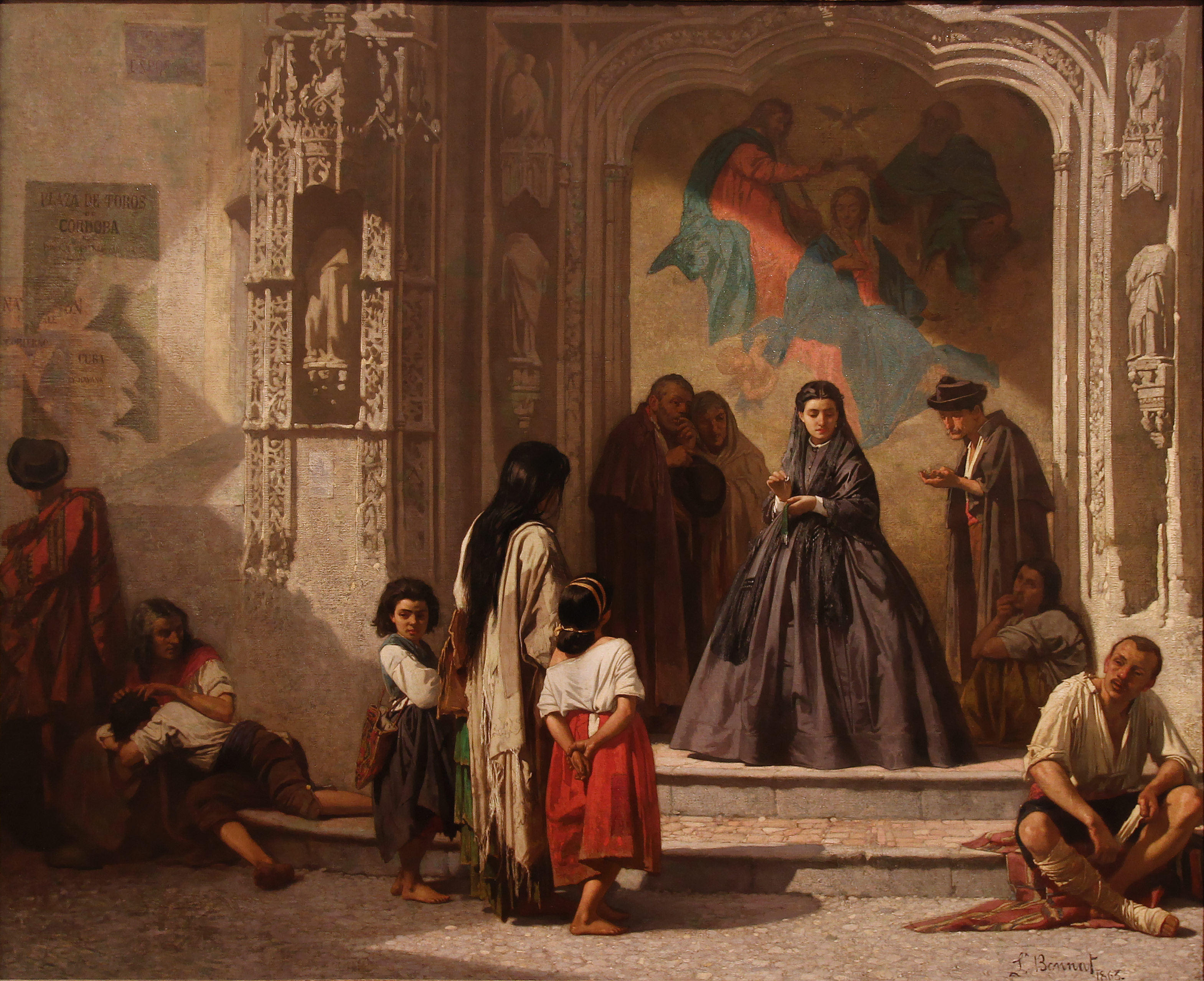
Léon Bonnat, Jeune femme faisant la charité devant l’entrée de la chapelle de l’hôpital de San Sebastian à Cordoue (1863).

#### Salle 16 duXIXesiècle
- Aureliano de Beruete : Les Cigarrales, Les Environs de Tolède.
- Carlos Vázquez Úbeda (es) : Don Quichotte, Portrait du peintre Enrique Melida.
- Eugenio Lucas Velázquez : La Course de Taureaux, La Fusillade, La Diligence sous l'orage, L'Extrême onction.
- Eugenio Lucas Villaamil (en) : Le Sabbat.
- Federico de Madrazo : Deux Portrait de femme, Autoportrait, 1840.
- Hermen Anglada Camarasa : La Noce à Valence.
- Joaquín Sorolla y Bastida : Portrait de Monsieur Seligman.
- Santiago Rusiñol y Prats : La Cour des orangers.

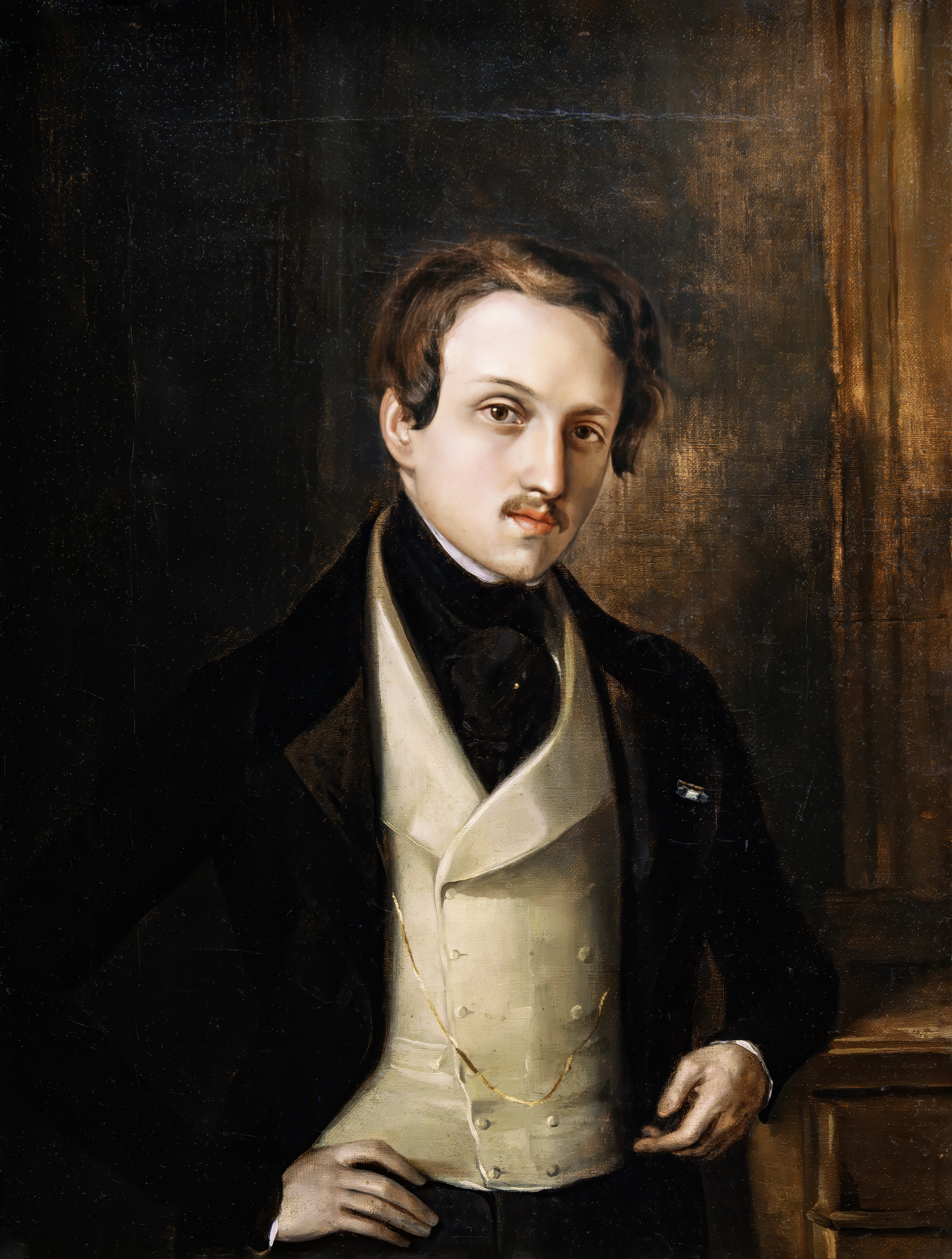
Autoportrait de Frederico de Madrazo y Kunz, 1840.
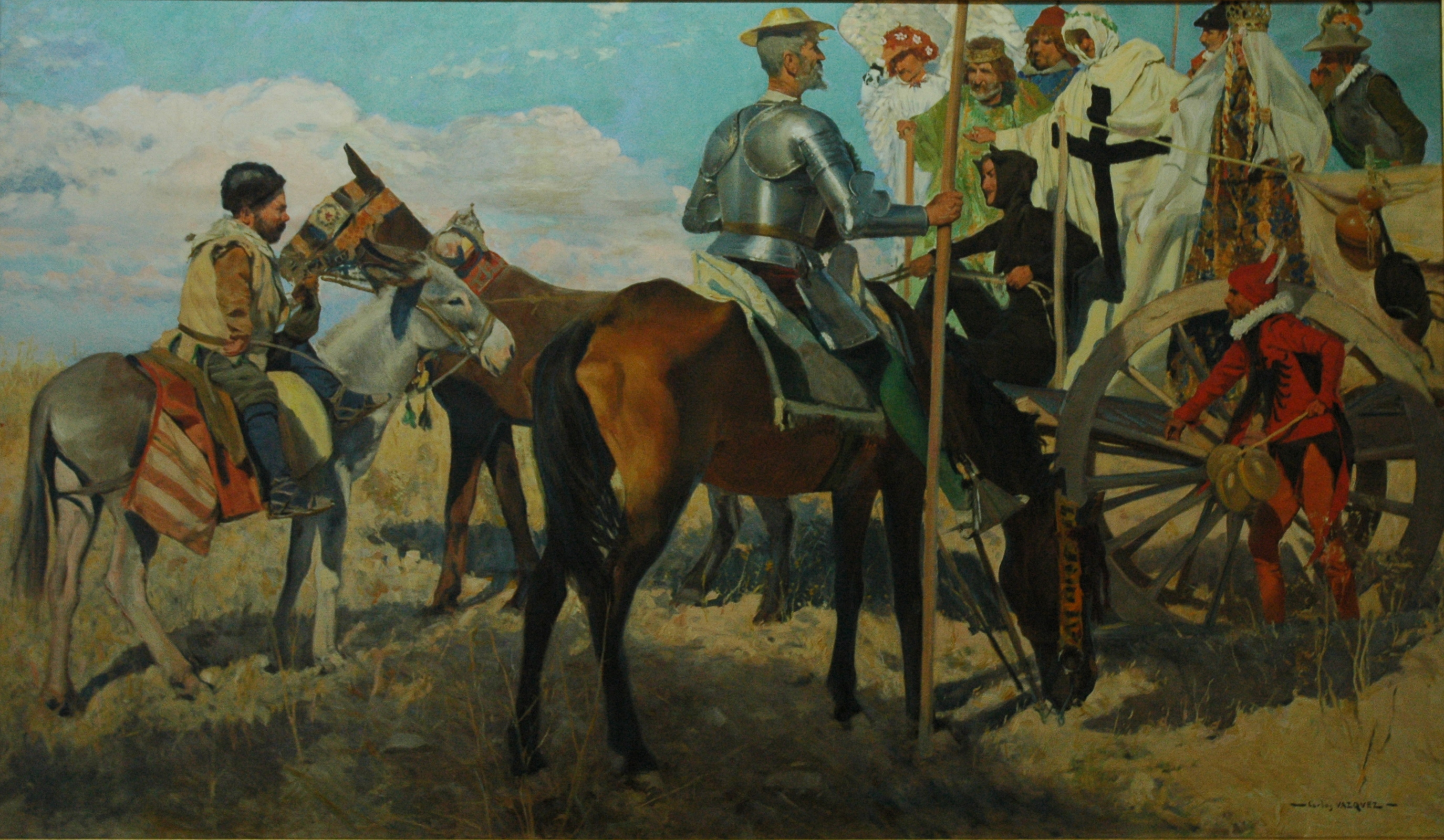
Carlos Vázquez Úbeda (es), Don Quichotte.
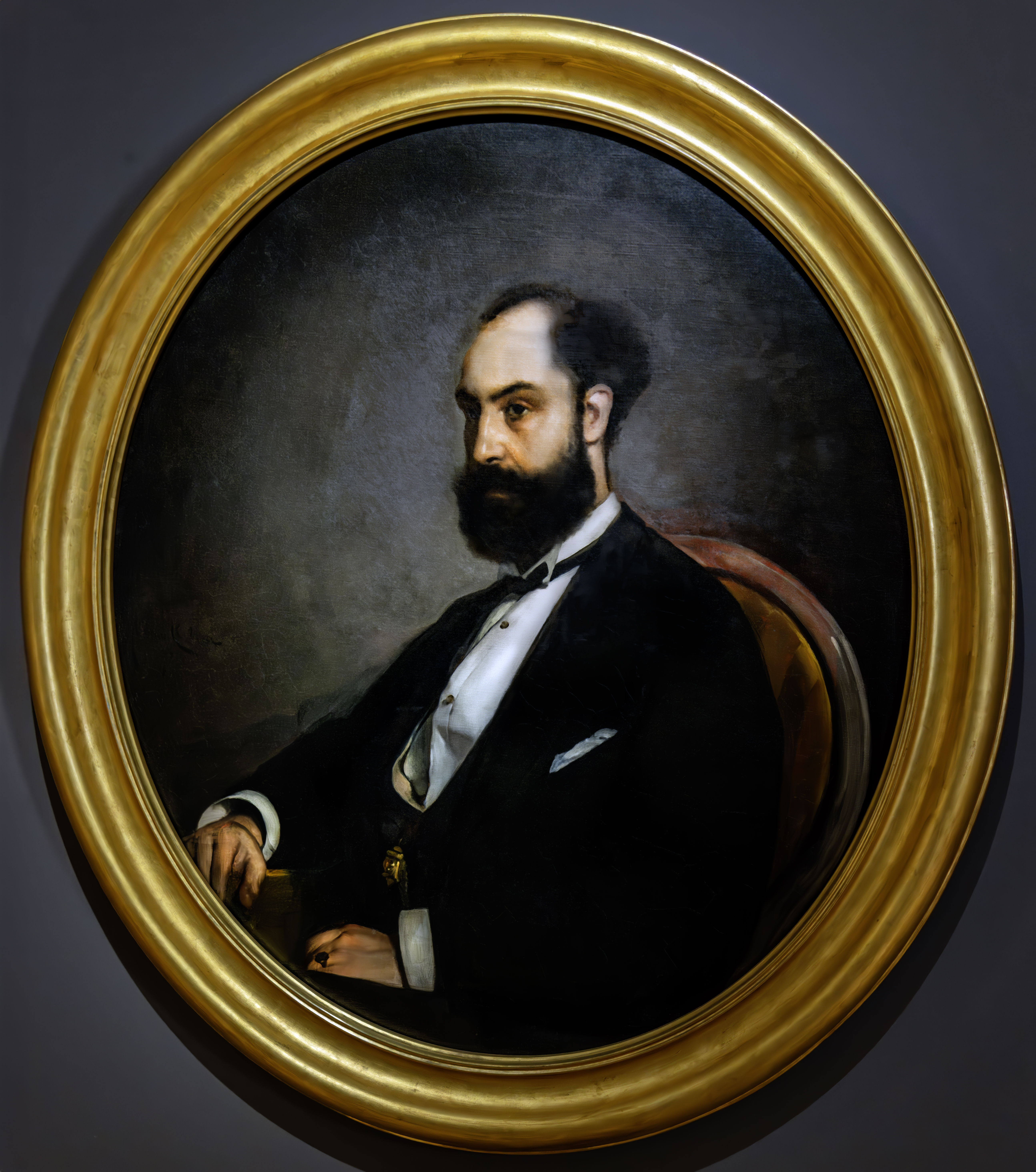
Portrait de Joaquin Ribera y Cirera par Romà Ribera i Cirera
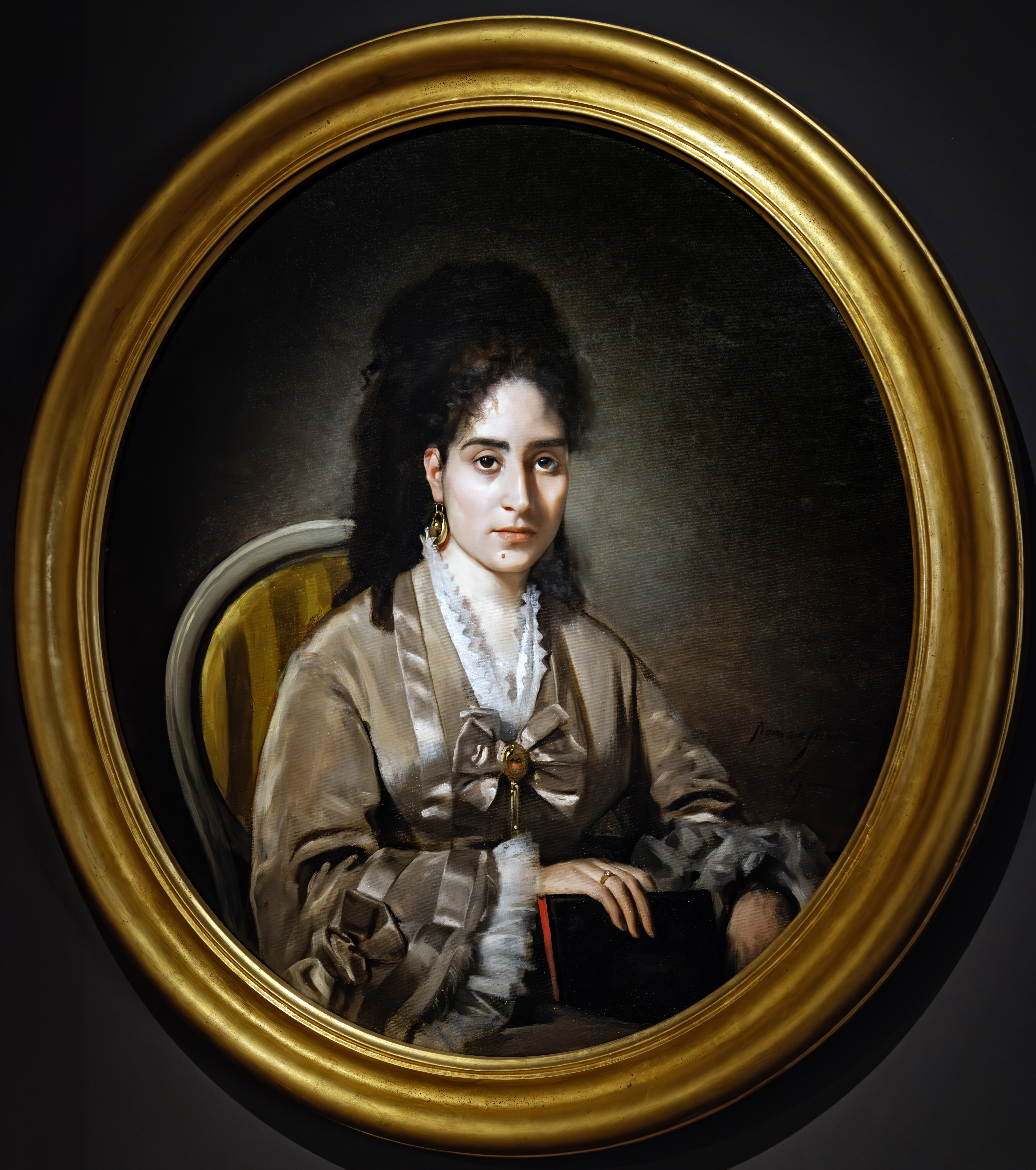
Portrait d'Ana Miret y Vidal par Romà Ribera i Cirera

#### Salle 17 duXXesiècle
- Antoni Clavé : Nature morte.
- Carlos Pradal : Chanteur et guitariste de flamenco.
- Ignacio Zuloaga : Portrait de Lucienne Bréval.
- Josep Maria Sert : La Lutte de Jacob et de l'Ange, Le Retour du jeune Tobie.
- Josep Grau-Garriga : Composition textile "a uns modernistes".
- Juan Gris : Au Soleil du Plafond.
- Pablo Picasso : Portrait du fils de Père Romeu, Buste d'homme écrivant.
- Yves Brayer : Le Guitariste.
- Xavier Bueno : Le Combattant espagnol.
- Pablo Gargallo : Kiki de Montparnasse, Le masque de Picasso, Le prophète, Echo, Urano, etc.

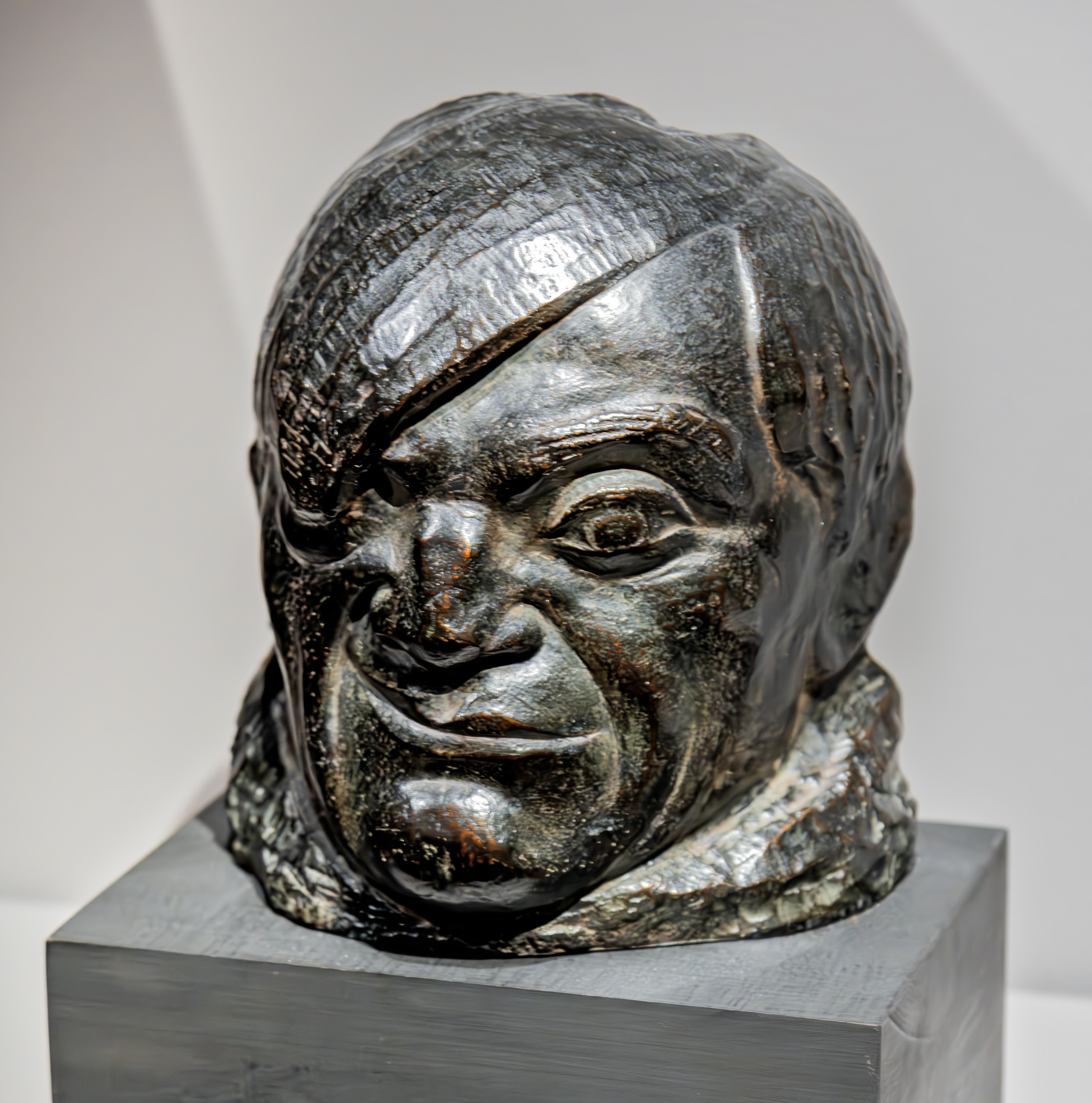
Masque de Picasso, bronze, 1913.
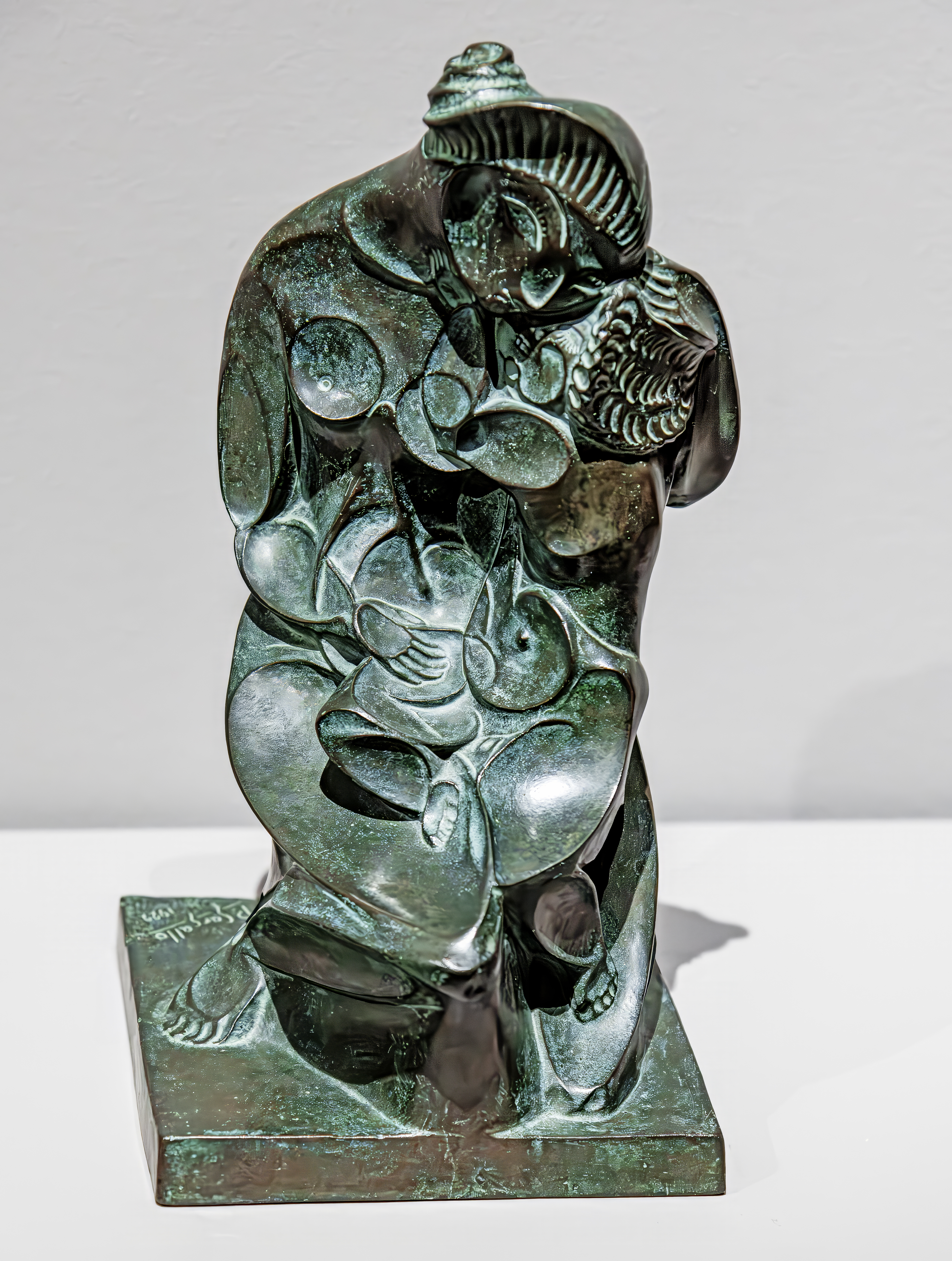
Pablo Gargallo, Maternité en creux, 1922.
Pablo Gargallo, Kiki de Montparnasse, 1928.
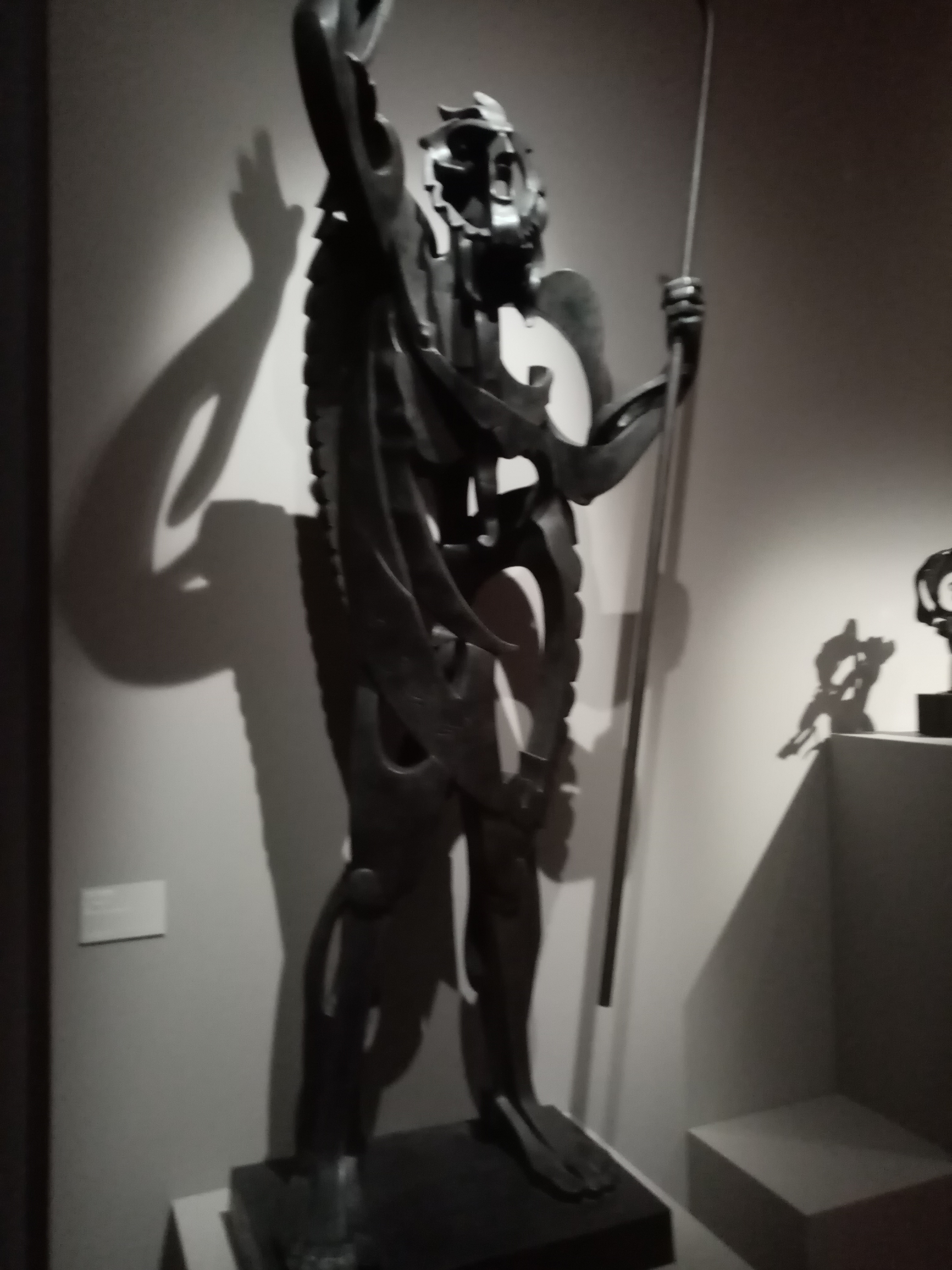
Pablo Gargallo, Le prophète, bronze, 1933.
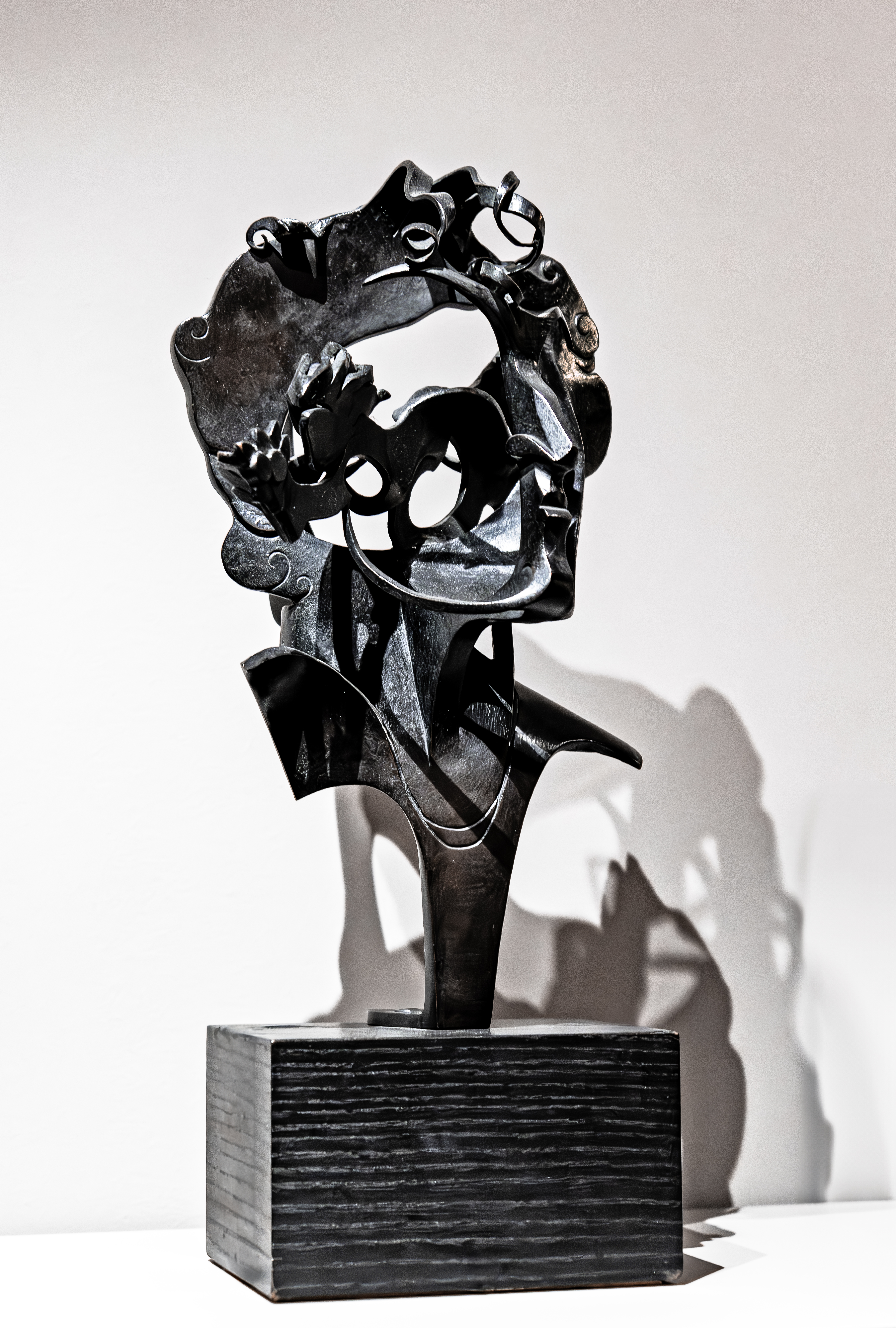
Pablo Gargallo, Hommage à Chagall, 1933.
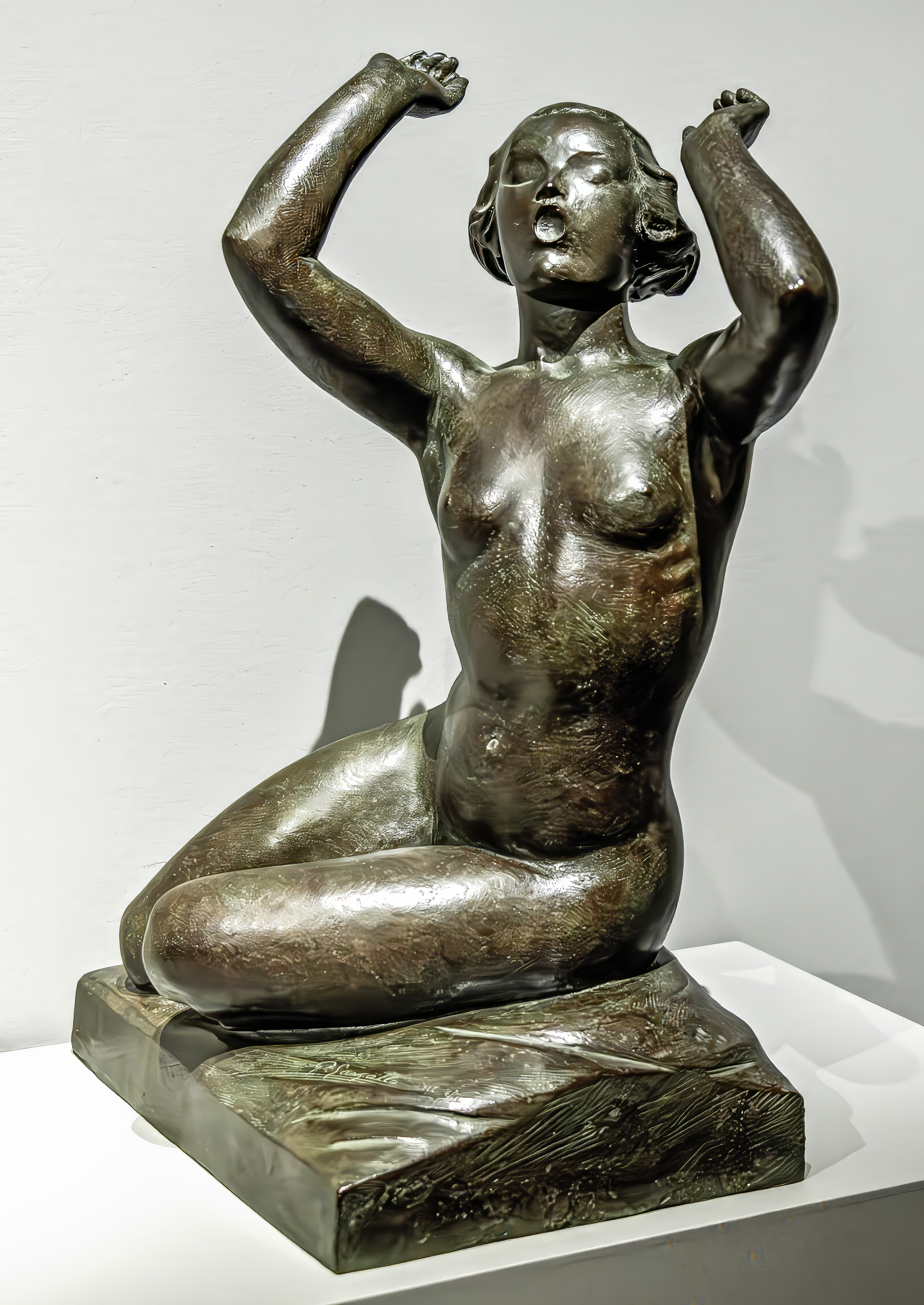
Pablo Gargallo, Echo, 1933.
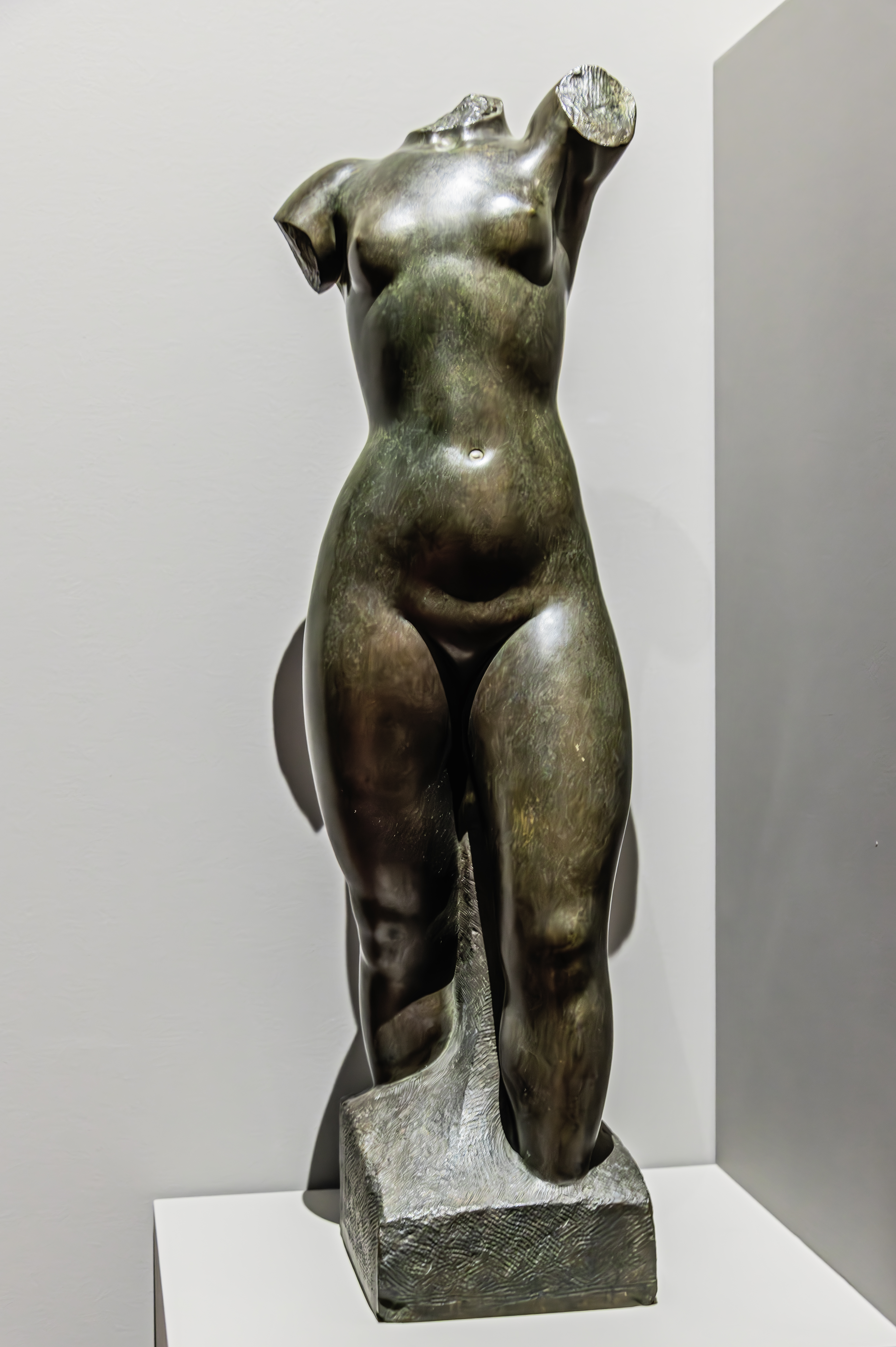
Torse de femme, bronze, 1934.

Par ailleurs, la collection conserve aussi des peintures de Valentín Zubiaurre, Antonio Muñoz Degrain, Antonio de La Gandara, Mariano Fortuny y Madrazo, Manuel Ortiz de Zárate, Ismael González de la Serna, Celso Lagar, Maruja Mallo, Oscar Dominguez, Rafael Durancamps, Manolo Millares et Mentor Blasco.
- Francisco Bayeu : Portrait d'homme, Homme tenant une lettre.
- José Aparicio Inglada : Socrate enseignant.
- Joseph Flaugier : Judith et Holopherne.
- Luis Paret y Alcázar : La Lettre.
- Antonio Pérez Rubio (es) : La Petite mariée.
- Vicente López y Portaña : Les Enfants du comte Casa Florez, Dieu le Père et l'Arche d'Alliance.
- Salvador Mayol (es) : Enseigne de chapelier de Pedro Sauri.

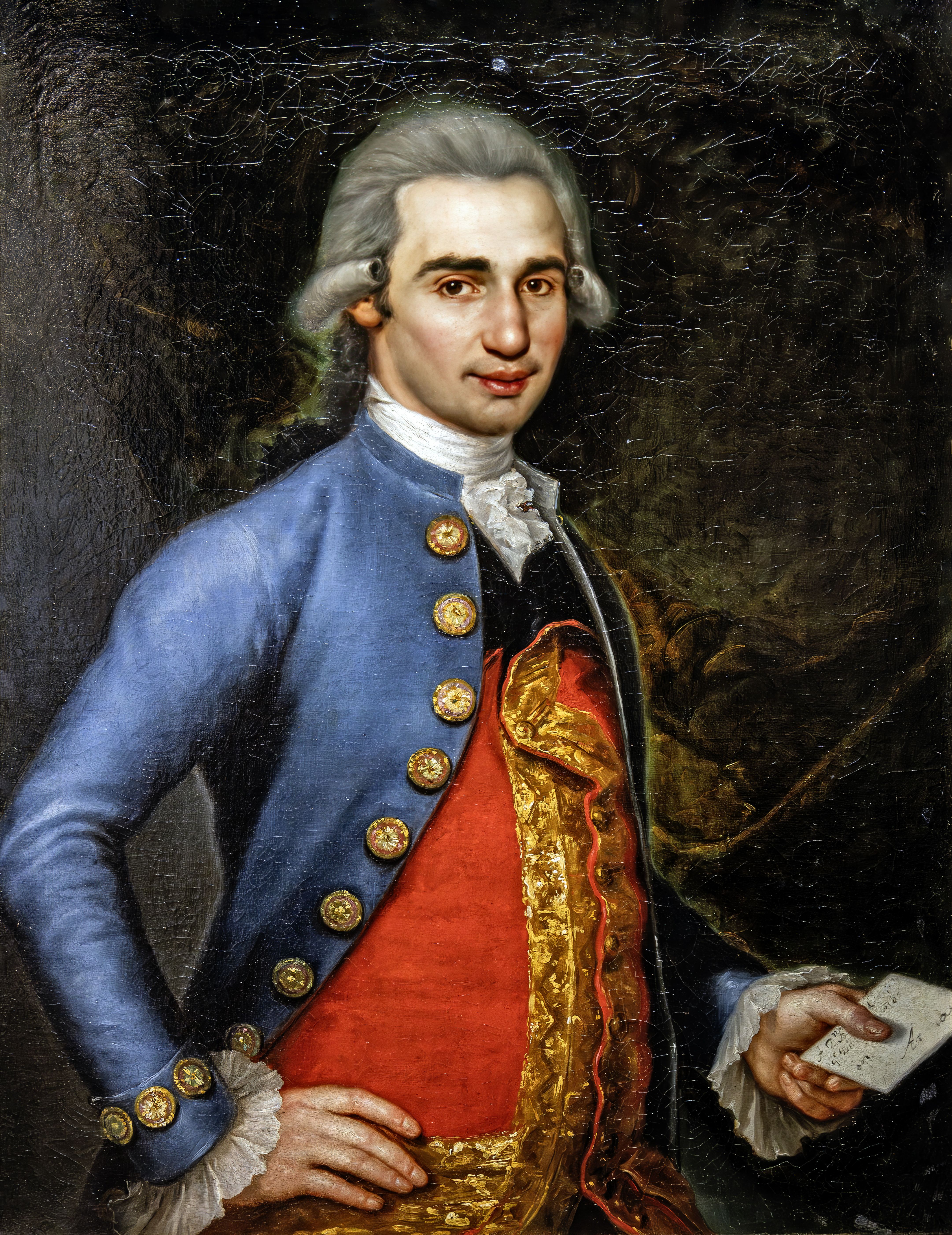
Francisco Bayeu, Homme tenant une lettre, 1771
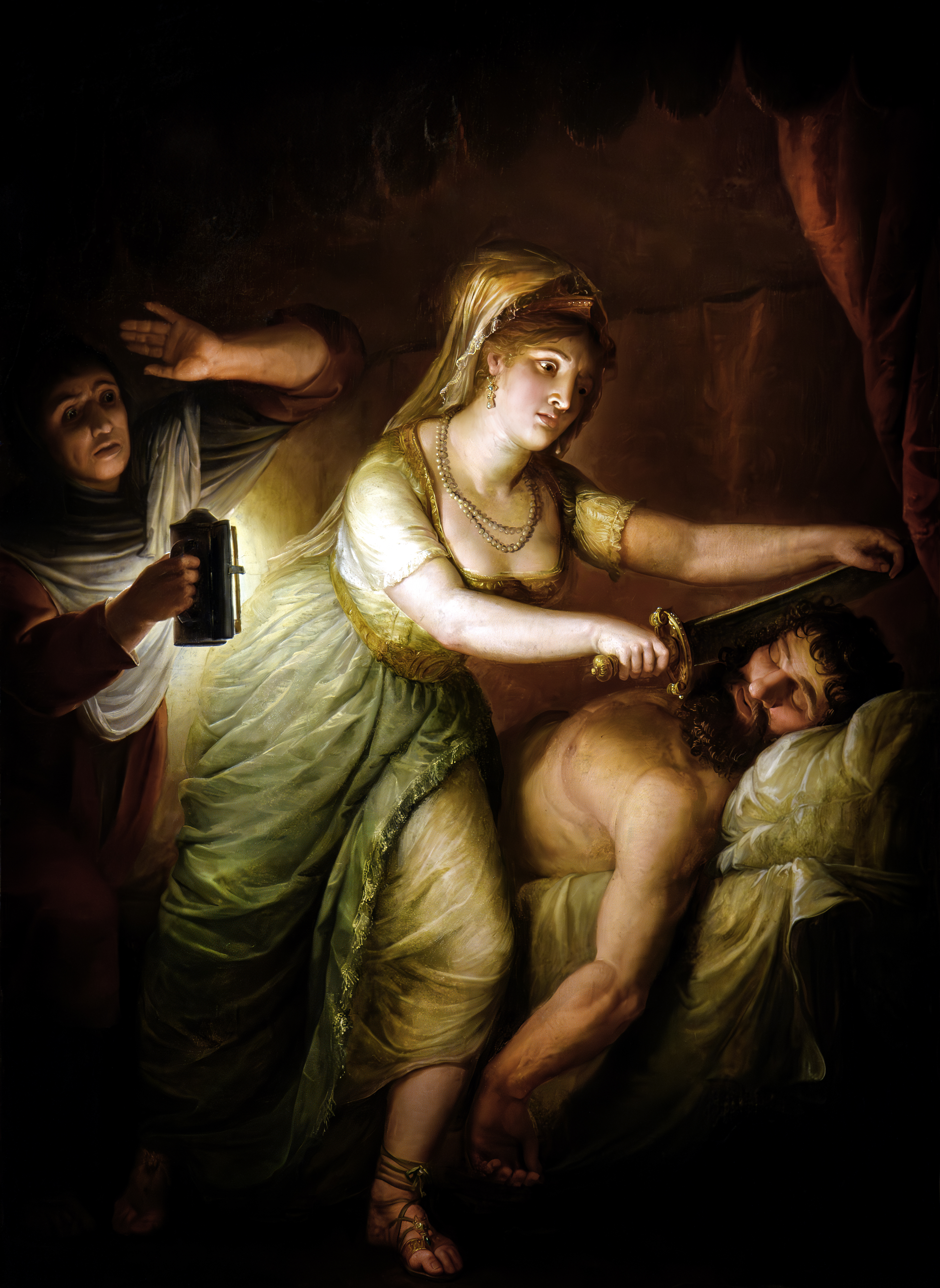
Joseph Flaugier, Judith et Holopherne
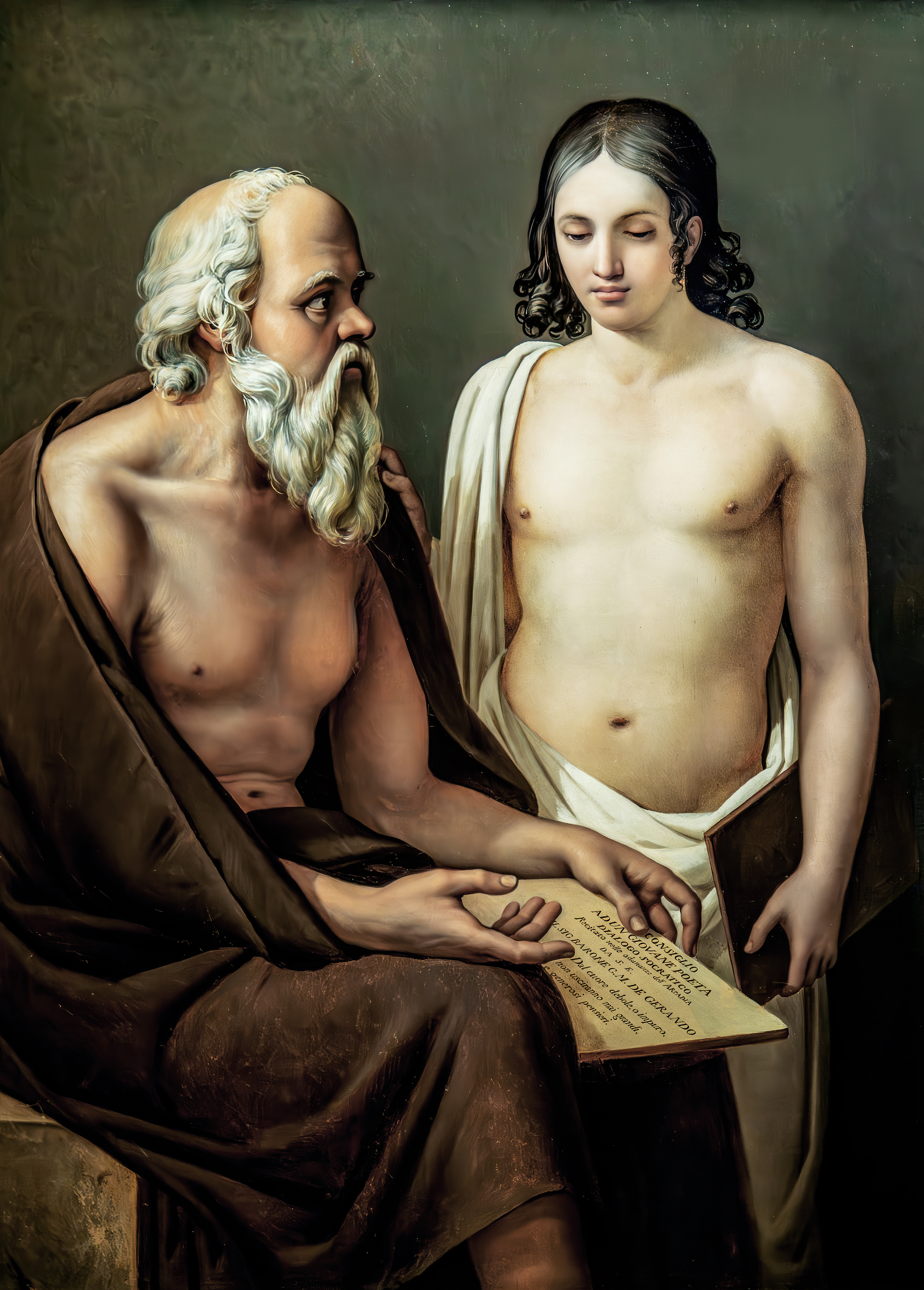
José Aparicio, Socrate enseignant, 1811
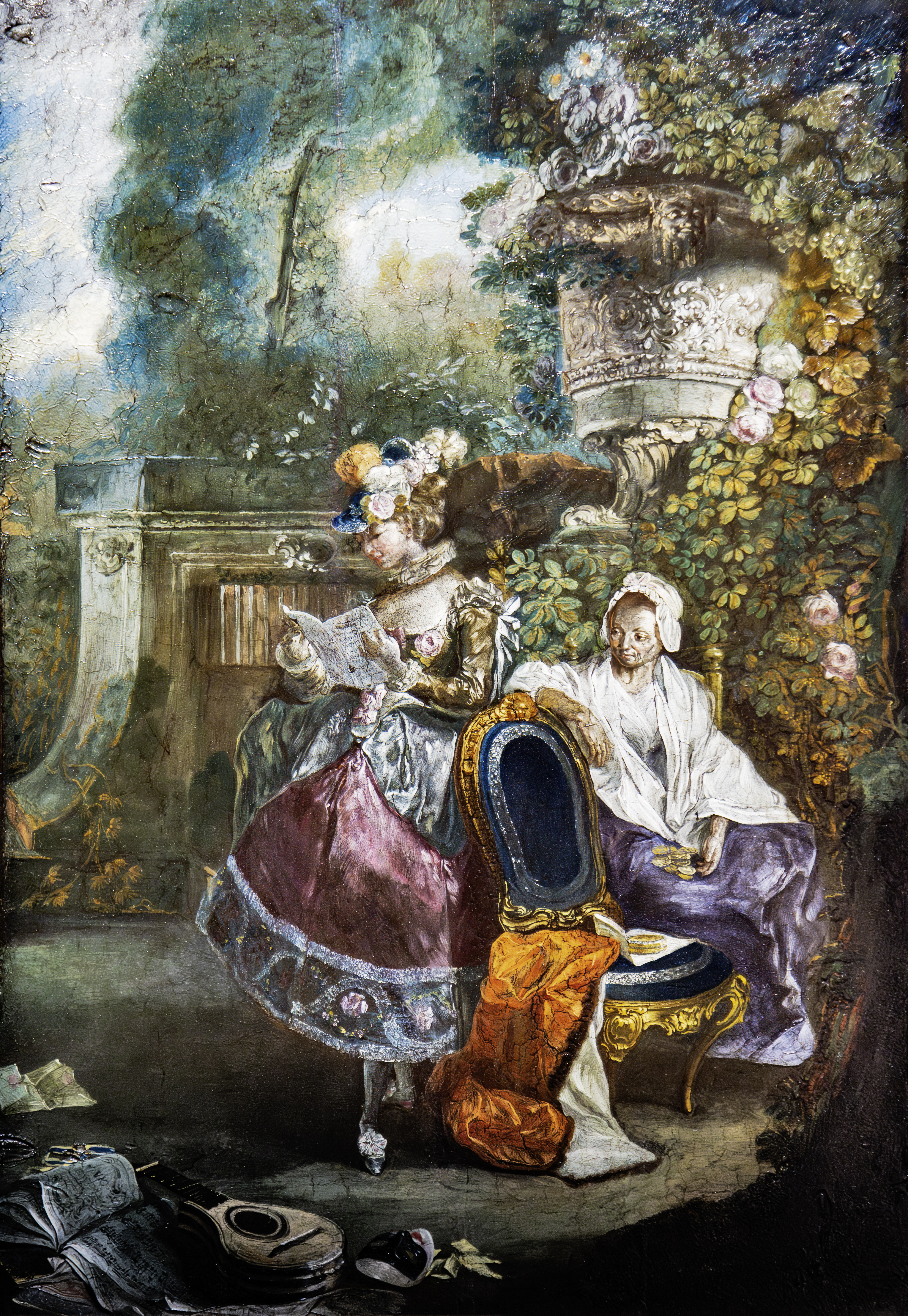
Luis Paret y Alcázar, La Lettre
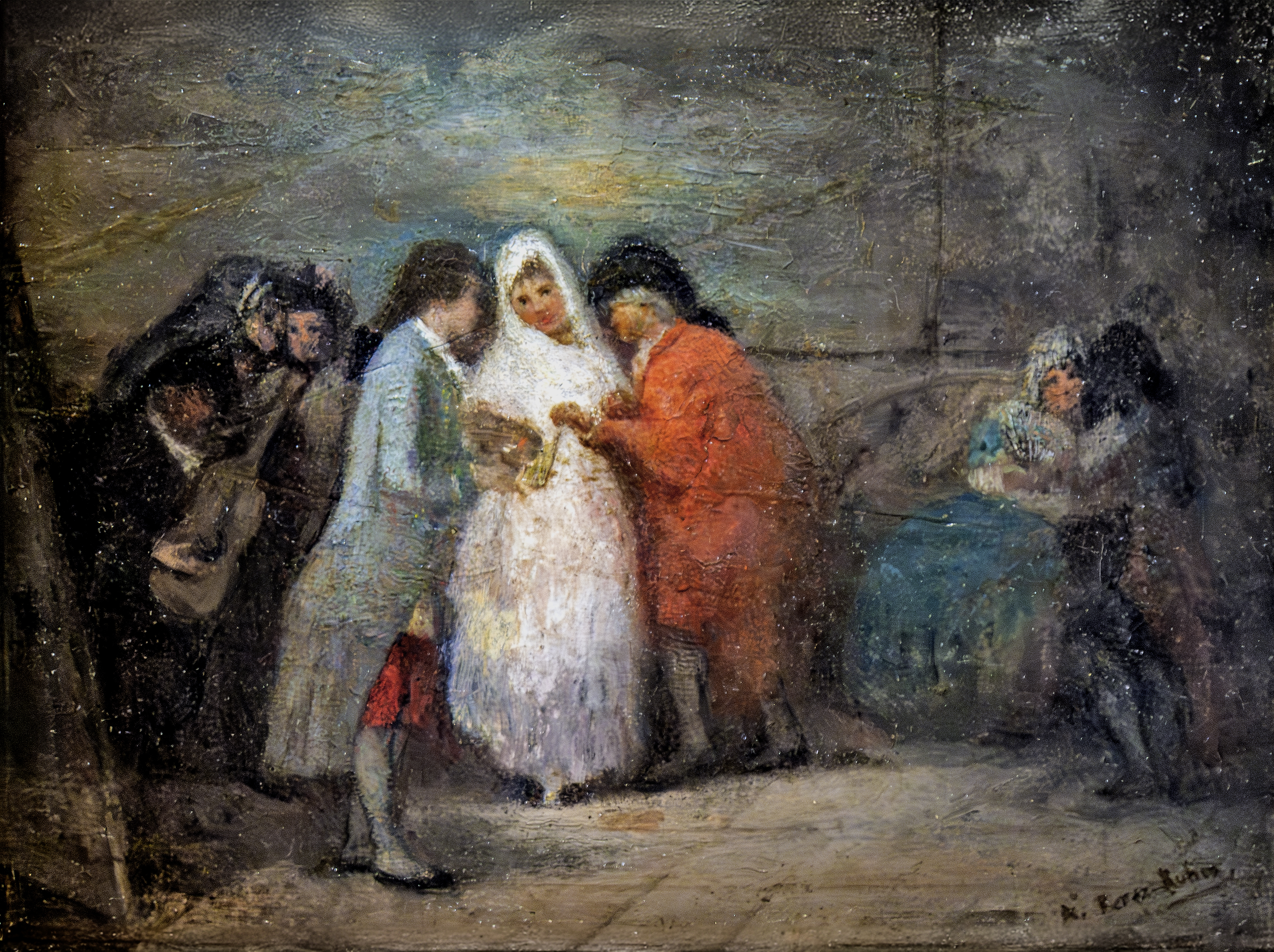
Antonio Pérez Rubio, La Petite mariée, fin XIXe
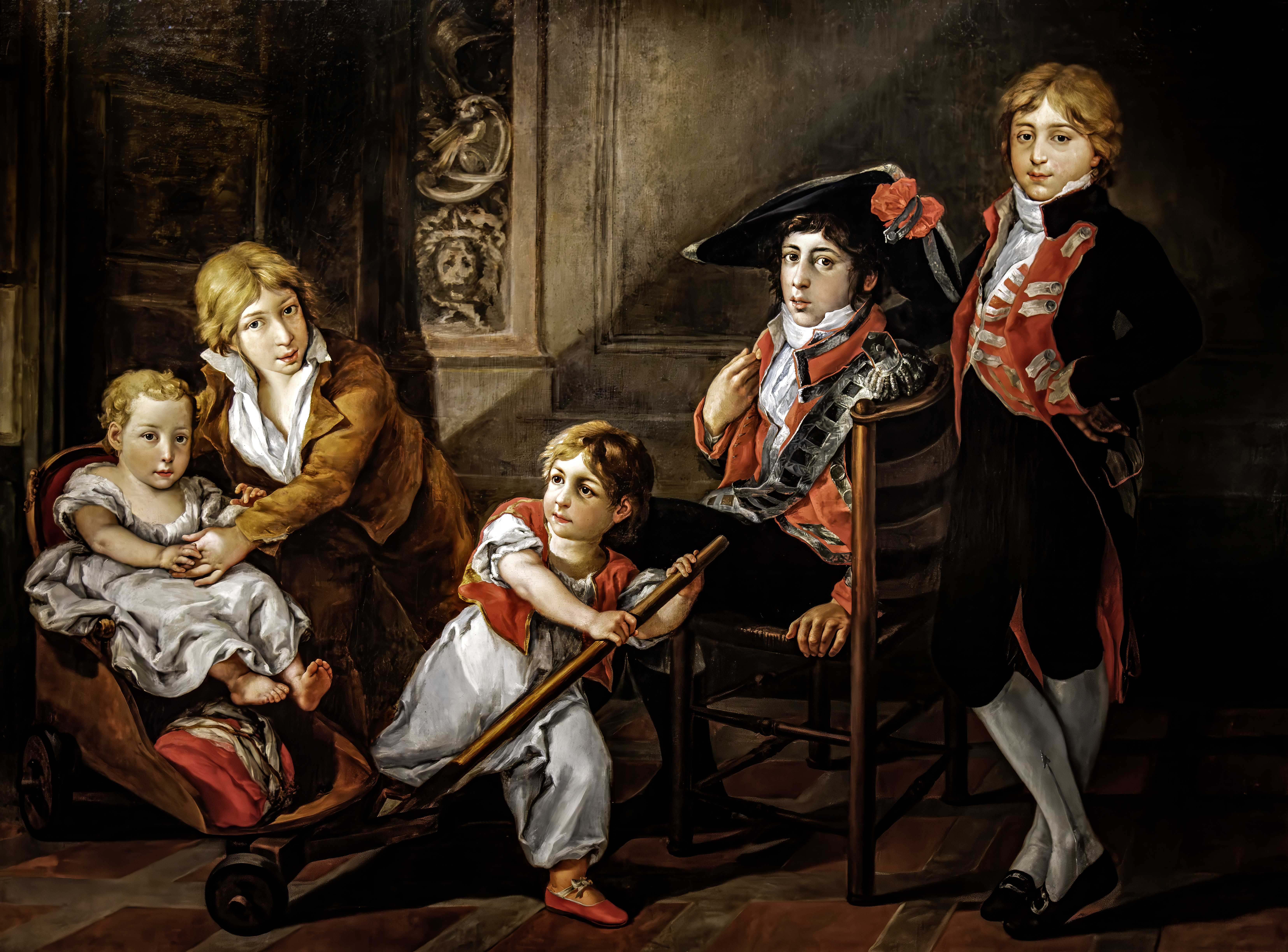
Vicente López y Portaña, Les enfants du Comte Casa Florez

#### Salle 18, les grands maîtres duXXesiècle
Au XXe siècle, les artistes espagnols s'imposent sur la scène artistique grâce aux grands maîtres avant-gardistes Dalí, Picasso, Miró. Ils s'installent à Paris.

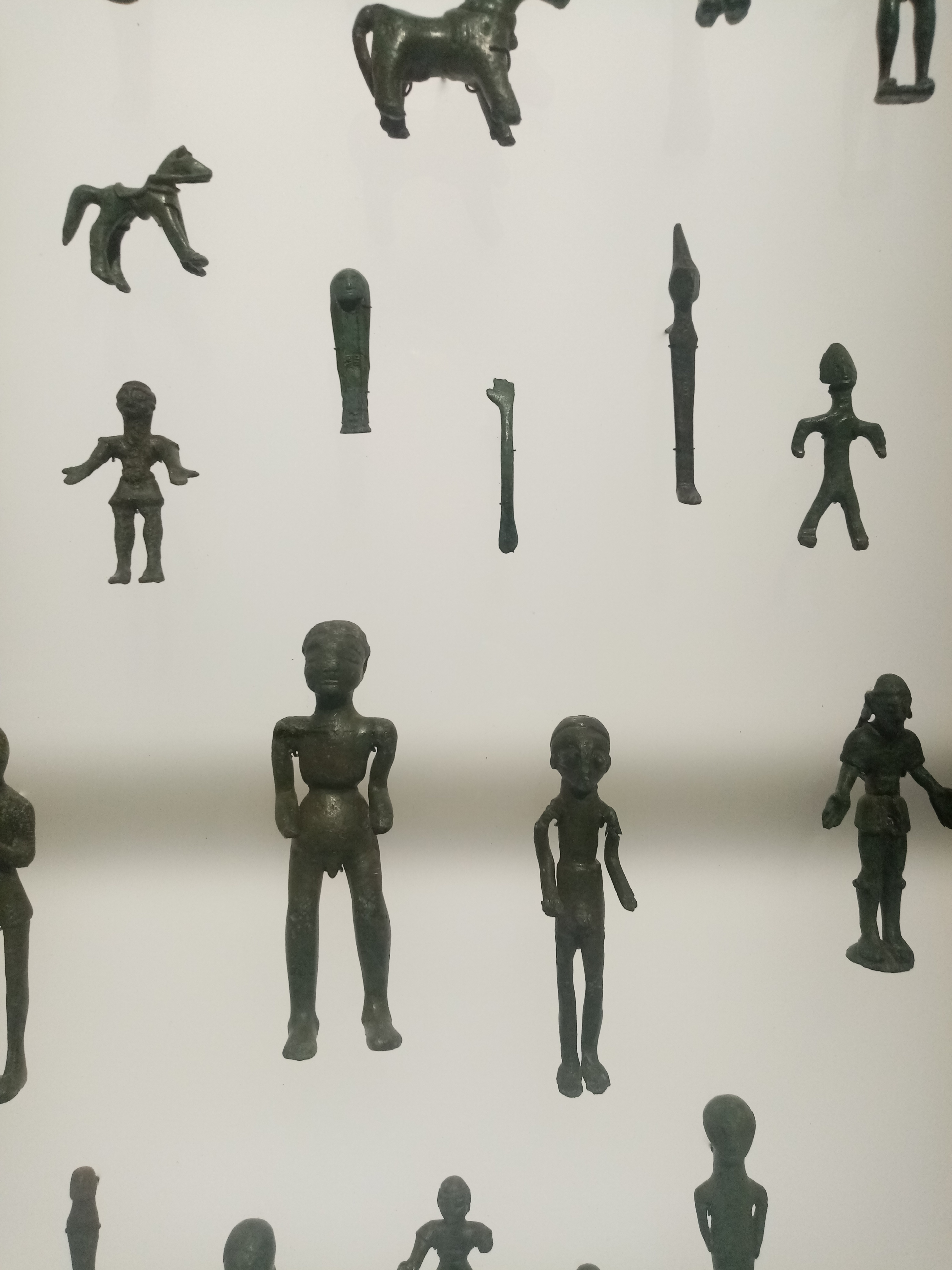
Statuettes Ibères ex-voto. Antiquité (IVe siècle av J-C au Ier siècle ap J-C).

### Art contemporain

#### Salles 19 et 20 duXXeau début duXXIesiècle
Les deux dernières salles du parcours muséographique sont consacrées aux  œuvres du musée des Abattoirs de Toulouse et du Centre national des arts plastiques exposés avec également un écran diffusant un film sur l'art contemporain sur Guernica. Depuis la fin du franquisme en Espagne en 1975, la démocratie et la liberté stimule énormément les artistes pour s'exprimer.

## Autres activités culturelles
Le musée Goya propose également des activités diverses telles des visites guidées, des conférences sur l'histoire de l'art hispanique par Françoise Barbe-Gall spécialiste en histoire de l'art, des séances de bien-être comme du yoga et de la sophrologie, des divertissements tels que des concerts de musique ou des spectacles de danse organisés par le Conservatoire du Tarn, des lectures publiques avec par exemple l'écrivaine Léonor de Récondo, une sieste électronique en collaboration avec 
Lo Bolegason, etc.

## Ateliers et réserves
Les réserves du Musée Goya se trouvent au parc des expositions de Castres. Certains cadres des tableaux sont restaurés dans des ateliers.

## Historique des conservateurs des musées de Castres
- M. Gaston POULAIN (1947-1969)
- M. Roger GAUD (1969-1980)
- Mme Jeannine BATICLE (1980-1986), docteure en Histoire de l'art,
- M. Jean-Louis AUGÉ (1986-2021), docteur en Histoire de l'art[58]
- Mme Joëlle ARCHES (depuis 2021)